# 2017 a jogalkotásban
2017-ben az alábbi fontosabb jogszabályokat alkották meg:

## Magyarország
- - 2017. január 1-je és december 31-e között összesen 1192 új jogszabály (törvény, kormány-, miniszteri vagy egyéb rendelet) jelent meg, így csökkenés figyelhető meg  2016-hoz és 2015-hez képest.[1]

### Törvények
- 2017. évi I. törvény A közigazgatási perrendtartásról
- 2017. évi II. törvény A közigazgatási ügyintézéshez kapcsolódó egyes illetékek és díjak megszüntetéséről
- 2017. évi III. törvény Az egyrészről az Európai Közösség és tagállamai, másrészről a Dél-afrikai Köztársaság közötti kereskedelmi, fejlesztési és együttműködési megállapodás és kiegészítő jegyzőkönyveinek kihirdetéséről, valamint a módosító megállapodás kötelező hatályának elismeréséről és kihirdetéséről
- 2017. évi IV. törvény Az egyrészről az Európai Unió és tagállamai, másrészről Kanada közötti Stratégiai Partnerségi Megállapodás kihirdetéséről
- 2017. évi V. törvény Az egyrészről az Európai Unió és tagállamai, másrészről a Kubai Köztársaság közötti politikai párbeszédről és együttműködésről szóló megállapodás kihirdetéséről
- 2017. évi VI. törvény A Bolgár Köztársaság és Románia Európai Unióhoz való csatlakozásának figyelembevétele céljából, az egyrészről az Európai Közösség és tagállamai, másrészről a Tunéziai Köztársaság közötti társulás létrehozásáról szóló euromediterrán megállapodáshoz csatolt jegyzőkönyv kihirdetéséről
- 2017. évi VII. törvény A Horvát Köztársaságnak az Európai Gazdasági Térségben való részvételéről szóló megállapodás és három kapcsolódó megállapodás kihirdetéséről
- 2017. évi VIII. törvény	A Magyarország Kormánya és a Vöröskereszt és Vörös Félhold Társaságok Nemzetközi Szövetsége (IFRC) között a Nemzetközi Szövetség Budapesti Regionális Hivatalának és Globális Szolgáltató Központjának jogállásáról szóló megállapodás kihirdetéséről
- 2017. évi IX. törvény A Magyarország Kormánya és az Iraki Köztársaság Kormánya között a jövedelem- és a vagyonadók területén a kettős adóztatás elkerüléséről és az adóztatás kijátszásának megakadályozásáról szóló Egyezmény kihirdetéséről
- 2017. évi X. törvény A Magyarország Kormánya és a Szerb Köztársaság Kormánya között a tiszai hajózásról szóló egyezmény kihirdetéséről
- 2017. évi XI. törvény A Magyarország Kormánya és a Szlovák Köztársaság Kormánya között a két ország közös államhatárán, Abaújvár és Kenyhec (Kechnec) települések közötti közúti Hernád-híd és a csatlakozó utak megépítéséről szóló, Pozsonyban, 2014. június 27. napján aláírt Megállapodást módosító 1. Kiegészítés kihirdetéséről
- 2017. évi XII. törvény A Magyarország Kormánya és Ukrajna Miniszteri Kabinetje között a magyar–ukrán államhatáron lévő közúti határhidak fenntartásáról szóló Megállapodás kihirdetéséről
- 2017. évi XIII. törvény Egyes törvényeknek a nagypéntek munkaszüneti nappá történő nyilvánításával összefüggő módosításáról
- 2017. évi XIV. törvény A bírósági végrehajtásról szóló 1994. évi LIII. törvény módosításáról
- 2017. évi XV. törvény A közúti közlekedésről szóló 1988. évi I. törvény módosításáról
- 2017. évi XVI. törvény A mezőgazdasági termelést érintő időjárási és más természeti kockázatok kezeléséről szóló 2011. évi CLXVIII. törvény módosításáról
- 2017. évi XVII. törvény Az egyrészről az Európai Unió és tagállamai, másrészről Kolumbia és Peru közötti kereskedelmi megállapodáshoz Ecuador csatlakozásának figyelembevétele céljából csatolt Csatlakozási Jegyzőkönyv kihirdetéséről
- 2017. évi XVIII. törvény Az egyrészről az Európai Unió és tagállamai, másrészről Kolumbia és Peru közötti kereskedelmi megállapodáshoz a Horvát Köztársaság Európai Unióhoz történő csatlakozására tekintettel létrejött Kiegészítő Jegyzőkönyv kihirdetéséről
- 2017. évi XIX. törvény Az egyrészről Ghána, másrészről az Európai Közösség és tagállamai közötti átmeneti gazdasági partnerségi megállapodás kihirdetéséről
- 2017. évi XX. törvény A határőrizeti területen lefolytatott eljárás szigorításával kapcsolatos egyes törvények módosításáról
- 2017. évi XXI. törvény A jövedéki adóról szóló 2016. évi LXVIII. törvény módosításáról
- 2017. évi XXII. törvény az Egészségügyi Világszervezet Nemzetközi Egészségügyi Rendszabályai 7. melléklete 2014. május 24-én Genfben, az Egészségügyi Világszervezet 67. Közgyűlésén elfogadott módosításának kihirdetéséről
- 2017. évi XXIII. törvény a Nemzetközi Műholdas Távközlési Szervezetre (ITSO) vonatkozó megállapodás és módosítása kihirdetéséről
- 2017. évi XXIV. törvény az épített környezet alakításáról és védelméről szóló 1997. évi LXXVIII. törvénynek az egyszerű bejelentés 300 négyzetméternél nagyobb lakóingatlan nem kereskedelmi célú építésére történő kiterjesztésével összefüggő módosításáról
- 2017. évi XXV. törvény a nemzeti felsőoktatásról szóló 2011. évi CCIV. törvény módosításáról
- 2017. évi XXVI. törvény Az egyrészről az Európai Unió és tagállamai, és másrészről az SADC–GPM-államok közötti Gazdasági Partnerségi Megállapodás kihirdetéséről
- 2017. évi XXVII. törvény Az EU–LAC Nemzetközi Alapítvány létrehozásáról szóló Megállapodás kihirdetéséről
- 2017. évi XXVIII. törvény A nemzetközi magánjogról
- 2017. évi XXIX. törvény Az egyes büntetőjogi tárgyú törvények módosításáról
- 2017. évi XXX. törvény  A Bernben, 1980. május 9-én kelt, Nemzetközi Vasúti Fuvarozási Egyezmény (COTIF) Vilniusban elfogadott, 1999. június 3-án kelt Jegyzőkönyv szerinti szövegének módosításáról Bernben elfogadott, 2015. szeptember 29–30-án kelt Jegyzőkönyv 1–4. mellékletei az Egyezmény és annak D, F és G Függelékeinek módosítására vonatkozó határozatainak kihirdetéséről
- 2017. évi XXXI. törvény Egyes állami tulajdonban álló ingatlanoknak a Magyarországi Református Egyház részére történő tulajdonba adásáról
- 2017. évi XXXII. törvény A sportról szóló 2004. évi I. törvény módosításáról
- 2017. évi XXXIII. törvény Egyes belügyi tárgyú törvények módosításáról
- 2017. évi XXXIV. törvény A Magyarország Kormánya és Japán Kormánya között az ideiglenesen munkát vállaló turisták programjáról szóló Megállapodás kihirdetéséről
- 2017. évi XXXV. törvény A Magyarország Kormánya és a Kínai Népköztársaság Kormánya között a Budapest–Belgrád vasútvonal újjáépítési beruházás magyarországi szakaszának fejlesztése, kivitelezése és finanszírozása kapcsán született Egyezmény 2. mellékletének kihirdetéséről
- 2017. évi XXXVI. törvény A Magyarország és a Vietnami Szocialista Köztársaság között létrejött, az elítélt személyek átszállításáról szóló egyezmény kihirdetéséről
- 2017. évi XXXVII. törvény A Magyarország és a Vietnami Szocialista Köztársaság között létrejött, a kölcsönös bűnügyi jogsegélyről szóló egyezmény kihirdetéséről
- 2017. évi XXXVIII. törvény A Magyarország és a Vietnami Szocialista Köztársaság között létrejött kiadatási egyezmény kihirdetéséről
- 2017. évi XXXIX. törvényv Az európai uniós és a nemzetközi bűnügyi együttműködést szabályozó törvények, és ehhez kapcsolódóan más törvények jogharmonizációs célú módosításáról
- 2017. évi XL. törvény Az adó- és egyéb közterhekkel kapcsolatos nemzetközi közigazgatási együttműködés egyes szabályairól szóló 2013. évi XXXVII. törvény módosításáról
- 2017. évi XLI. törvény A Magyar Agrár-, Élelmiszergazdasági és Vidékfejlesztési Kamaráról szóló 2012. évi CXXVI. törvény módosításáról
- 2017. évi XLII. törvény A halgazdálkodásról és a hal védelméről szóló 2013. évi CII. törvény módosításáról
- 2017. évi XLIII. törvény A bírósági peres és nemperes eljárásokra adott általános meghatalmazások közhiteles nyilvántartásáról
- 2017. évi XLIV. törvény Egyes törvényeknek a hivatalos statisztikáról szóló 2016. évi CLV. törvény végrehajtásával összefüggő módosításáról
- 2017. évi XLV. törvény Az egyes külügyi igazgatási tárgyú törvények, valamint a tartós külszolgálat ellátásához kapcsolódó egyéb törvények módosításáról
- 2017. évi XLVI. törvény Az elektronikus hírközlésről szóló 2003. évi C. törvény módosításáról
- 2017. évi XLVII. törvény A reklámadóról szóló 2014. évi XXII. törvény módosításáról
- 2017. évi XLVIII. törvény A cégnyilvánosságról, a bírósági cégeljárásról és a végelszámolásról szóló 2006. évi V. törvénynek és a tőkeegyesítő társaságok határokon átnyúló egyesüléséről szóló 2007. évi CXL. törvénynek az európai cégnyilvántartások összekapcsolására szolgáló rendszerrel összefüggő módosításáról
- 2017. évi XLIX. törvény A csődeljárásról és a felszámolási eljárásról szóló 1991. évi XLIX. törvény, valamint az azzal összefüggő egyes törvények módosításáról
- 2017. évi L. törvény Az általános közigazgatási rendtartásról szóló törvény és a közigazgatási perrendtartásról szóló törvény hatálybalépésével összefüggő egyes törvények módosításáról
- 2017. évi LI. törvény Az Ázsiai Infrastrukturális Beruházási Bank (AIIB) létrehozásáról és működéséről szóló, Pekingben, 2015. június 29-én kelt Alapokmány és az AIIB Kormányzótanácsának a tagfelvétel feltételeit rögzítő határozata kihirdetéséről
- 2017. évi LII. törvény Az Európai Unió és az ENSZ Biztonsági Tanácsa által elrendelt pénzügyi és vagyoni korlátozó intézkedések végrehajtásáról
- 2017. évi LIII. törvény A pénzmosás és a terrorizmus finanszírozása megelőzéséről és megakadályozásáról
- 2017. évi LIV. törvény Egyes törvények honvédelmi kérdésekkel összefüggő módosításáról
- 2017. évi LV. törvény A megújuló energia közlekedési célú felhasználásának előmozdításáról és a közlekedésben felhasznált energia üvegházhatású gázkibocsátásának csökkentéséről szóló 2010. évi CXVII. törvény módosításáról
- 2017. évi LVI. törvény Az erdőről, az erdő védelméről és az erdőgazdálkodásról szóló 2009. évi XXXVII. törvény és egyéb kapcsolódó törvények módosításáról
- 2017. évi LVII. törvény Egyes törvényeknek Magyarország versenyképessége javítása érdekében történő módosításáról
- 2017. évi LVIII. törvény Egyes földügyi tárgyú törvények módosításáról
- 2017. évi LIX. törvény egyes egészségügyi és egészségbiztosítási tárgyú törvények módosításáról
- 2017. évi LX. törvény a választottbíráskodásról
- 2017. évi LXI. törvény Egyes törvényeknek az üzleti környezet jogi versenyképességének növelése érdekében szükséges módosításáról
- 2017. évi LXII. törvény A szövetkezeti hitelintézetek integrációjával összefüggő egyes törvények módosításáról
- 2017. évi LXIII. törvény Az egyes közlekedési tárgyú törvények módosításáról
- 2017. évi LXIV. törvény Az élelmiszerlánccal kapcsolatos egyes törvények módosításáról
- 2017. évi LXV. törvény A víziközmű-szolgáltatásról szóló 2011. évi CCIX. törvény módosításáról
- 2017. évi LXVI. törvény A hulladékról szóló 2012. évi CLXXXV. törvény módosításáról
- 2017. évi LXVII. törvény A muzeális intézményekről, a nyilvános könyvtári ellátásról és a közművelődésről szóló 1997. évi CXL. törvény és egyes kapcsolódó törvények módosításáról
- 2017. évi LXVIII. törvény Az előadó-művészeti szervezetek támogatásáról és sajátos foglalkoztatási szabályairól szóló 2008. évi XCIX. törvény módosításáról
- 2017. évi LXIX. törvény a pénzügyi piacok működését és a pénzügyi eszközök kereskedését szabályozó törvények jogharmonizációs célú módosításáról
- 2017. évi LXX. törvény Az oktatás szabályozására vonatkozó és egyes kapcsolódó törvények módosításáról
- 2017. évi LXXI. törvény Az 1965. évi 4. törvényerejű rendelettel kihirdetett, a New-Yorkban, 1961. március 30-án kelt Egységes Kábítószer Egyezmény módosításának kihirdetéséről
- 2017. évi LXXII. törvény Magyarország 2018. évi központi költségvetésének megalapozásáról
- 2017. évi LXXIII. törvény A társasági adóról és az osztalékadóról szóló 1996. évi LXXXI. törvény módosításáról
- 2017. évi LXXIV. törvény Egyes állami tulajdonú ingatlanok ingyenes egyházi tulajdonba adásáról
- 2017. évi LXXV. törvény Energetikai tárgyú törvények módosításáról
- 2017. évi LXXVI. törvény a külföldről támogatott szervezetek átláthatóságáról
- 2017. évi LXXVII. törvény egyes adótörvények és más kapcsolódó törvények módosításáról
- 2017. évi LXXVIII. törvény Az ügyvédi tevékenységről
- 2017. évi LXXIX. törvény Az egyrészről az Európai Közösségek és azok tagállamai, másrészről a Szerb Köztársaság közötti stabilizációs és társulási megállapodáshoz a Horvát Köztársaság Európai Unióhoz történő csatlakozásának figyelembevétele céljából készült Jegyzőkönyv kihirdetéséről
- 2017. évi LXXX. törvény Az egyrészről az Európai Unió és tagállamai, másrészről Új-Zéland közötti kapcsolatokról és együttműködésről szóló partnerségi megállapodás kihirdetéséről
- 2017. évi LXXXI. törvény A Magyarország Kormánya és a Chilei Köztársaság Kormánya között az ideiglenesen munkát vállaló turisták programjáról szóló Megállapodás kihirdetéséről
- 2017. évi LXXXII. törvény A Magyarország és az Észt Köztársaság között a minősített adatok cseréjéről és kölcsönös védelméről szóló egyezmény kihirdetéséről
- 2017. évi LXXXIII. törvény A Magyarország és a Kambodzsai Királyság között létrejött, a beruházások ösztönzéséről és kölcsönös védelméről szóló Megállapodás kihirdetéséről
- 2017. évi LXXXIV. törvény a Magyarország Kormánya és az Egészségügyi Világszervezet közötti, szakmai tanácsadási együttműködési kapcsolatok létrehozására irányuló Alapmegállapodás kihirdetéséről
- 2017. évi LXXXV. törvény A Magyarország Kormánya és az Egészségügyi Világszervezet közötti, az Egészségügyi Világszervezet Európai Regionális Bizottságának 2017. szeptember 11–14. között Budapesten, Magyarországon tartandó 67. ülésszakának megszervezéséről szóló Megállapodás kihirdetéséről
- 2017. évi LXXXVI. törvény A Magyarország 2017. évi központi költségvetéséről szóló 2016. évi XC. törvény módosításáról
- 2017. évi LXXXVII. törvény Az igazságügyi alkalmazottak szolgálati jogviszonyáról szóló 1997. évi LXVIII. törvény, valamint a legfőbb ügyész, az ügyészek és más ügyészségi alkalmazottak jogállásáról és az ügyészi életpályáról szóló 2011. évi CLXIV. törvény módosításáról
- 2017. évi LXXXVIII. törvény Az elektronikus hírközlésről szóló 2003. évi C. törvény módosításáról
- 2017. évi LXXXIX. törvény Egyes törvényeknek a közérdekű nyugdíjas szövetkezetek létrehozásával összefüggő módosításáról
- 2017. évi XC. törvény A büntetőeljárásról
- 2017. évi XCI. törvény Az országonkénti jelentések cseréjéről szóló illetékes hatóságok közötti multilaterális Megállapodás kihirdetéséről
- 2017. évi XCII. törvény Az anyakönyvi eljárásról szóló 2010. évi I. törvény és a konzuli védelemről szóló 2001. évi XLVI. törvény módosításáról
- 2017. évi XCIII. törvény A titkos információgyűjtés szabályainak az új büntetőeljárási törvénnyel összefüggő, továbbá a bírósági végrehajtás során a sértettnek megítélt polgári jogi követelések kielégítési sorrendjére vonatkozó rendelkezések módosításáról
- 2017. évi XCIV. törvény Az elmúlt rendszer titkosszolgálati tevékenységének feltárásáról és az Állambiztonsági Szolgálatok Történeti Levéltára létrehozásáról szóló 2003. évi III. törvény és egyes kapcsolódó törvények módosításáról
- 2017. évi XCV. törvény A gyermekek védelméről és a gyámügyi igazgatásról szóló 1997. évi XXXI. törvénynek a gyermekvédelem rendszerének megerősítése érdekében történő, valamint egyéb törvények módosításáról
- 2017. évi XCVI. törvény Az egyenlő bánásmódról és az esélyegyenlőség előmozdításáról szóló 2003. évi CXXV. törvény és a nemzeti köznevelésről szóló 2011. évi CXC. törvény módosításáról
- 2017. évi XCVII. törvény A kéményseprő-ipari tevékenységről szóló 2015. évi CCXI. törvény módosításáról
- 2017. évi XCVIII. törvény A Nemzeti Ménesbirtok és Tangazdaságról szóló 2016. évi XCI. törvény módosításáról
- 2017. évi XCIX. törvény Egyes törvények kiemelt nemzeti emlékhellyel összefüggő módosításáról
- 2017. évi C. törvény Magyarország 2018. évi központi költségvetéséről
- 2017. évi CI. törvény Az áruknak TIR-igazolvánnyal történő nemzetközi fuvarozására vonatkozó, Genfben, 1975. november 14-én kelt vámegyezmény módosításának kihirdetéséről
- 2017. évi CII. törvény Az áruk ideiglenes behozataláról, Isztambulban, 1990. június 26-án kelt Egyezmény A melléklete módosításának kihirdetéséről
- 2017. évi CIII. törvény A veszélyes áruk szállításával összefüggő egyes törvények módosításáról
- 2017. évi CIV. törvény A településkép védelméről szóló 2016. évi LXXIV. törvény módosításáról
- 2017. évi CV. törvény A településkép védelméről szóló 2016. évi LXXIV. törvény és a településkép védelméről szóló 2016. évi LXXIV. törvény módosításáról szóló 2016. évi CLXXIV. törvény módosításáról
- 2017. évi CVI. törvény a Büntető Törvénykönyvről szóló 2012. évi C. törvény módosítása a korrupciós bűncselekmények elévülési idejének emelése érdekében
- 2017. évi CVII. törvény a felelősségnek a belvízi hajózásban való korlátozásáról szóló strasbourgi egyezmény (CLNI 2012) kihirdetéséről
- 2017. évi CVIII. törvény A Kanada, valamint az Európai Közösség és tagállamai közötti légiközlekedési megállapodásnak a Horvát Köztársaság Európai Unióhoz való csatlakozása figyelembevétele céljából történő módosításáról szóló Jegyzőkönyv kihirdetéséről
- 2017. évi CIX. törvény Az egyrészről az Európai Unió és tagállamai, másrészről Izrael Állam kormánya közötti euromediterrán légiközlekedési megállapodásnak a Horvát Köztársaság Európai Unióhoz való csatlakozása figyelembevétele céljából történő módosításáról szóló Jegyzőkönyv kihirdetéséről
- 2017. évi CX. törvény Az egyrészről az Európai Unió és tagállamai, és másrészről a Vietnami Szocialista Köztársaság közötti átfogó partnerségi és együttműködési keretmegállapodáshoz csatolt, a Horvát Köztársaság Európai Unióhoz történő csatlakozásának figyelembevétele céljából készült Jegyzőkönyv kihirdetéséről
- 2017. évi CXI. törvény Az egyrészről az Európai Unió és tagállamai, másrészről az Afganisztáni Iszlám Köztársaság közötti partnerségi és fejlesztési együttműködési megállapodás kihirdetéséről
- 2017. évi CXII. törvény A Magyar Köztársaság és az Észt Köztársaság között a kettős adóztatás elkerüléséről és az adóztatás kijátszásának megakadályozásáról a jövedelem- és a vagyonadók területén, Budapesten, 2002. szeptember 11-én aláírt Egyezmény módosításáról szóló Jegyzék kihirdetéséről
- 2017. évi CXIII. törvény A Magyarország Kormánya és a Lengyel Köztársaság Kormánya között a diplomáciai ingatlanok jogi helyzetének kölcsönös rendezéséről szóló Jegyzőkönyv kihirdetéséről
- 2017. évi CXIV. törvény A Magyarország Kormánya és Maryland Állam között a felsőoktatás területén történő együttműködésről szóló Megállapodás kihirdetéséről
- 2017. évi CXV. törvény A Magyarország Kormánya és a Bolgár Köztársaság Kormánya között a minősített adatok cseréjéről és kölcsönös védelméről szóló egyezmény kihirdetéséről
- 2017. évi CXVI. törvény A Magyarország Kormánya és a Ciprusi Köztársaság Kormánya között a minősített adatok cseréjéről és kölcsönös védelméről szóló egyezmény kihirdetéséről
- 2017. évi CXVII. törvény A Magyarország Kormánya és az Olasz Köztársaság Kormánya között a minősített adatok cseréjéről és kölcsönös védelméről szóló egyezmény kihirdetéséről
- 2017. évi CXVIII. törvény A bírósági polgári nemperes eljárásokban alkalmazandó szabályokról, valamint egyes bírósági nemperes eljárásokról
- 2017. évi CXIX. törvény A közjegyzőkről szóló 1991. évi XLI. törvény és egyes igazságügyi tárgyú törvények módosításáról
- 2017. évi CXX. törvény A használati minták oltalmára vonatkozó szabályozás módosításáról
- 2017. évi CXXI. törvény Az Országos Nyugdíjbiztosítási Főigazgatóságnak a Magyar Államkincstárba történő beolvadásához szükséges törvénymódosításokról
- 2017. évi CXXII. törvény Az illetékekről szóló 1990. évi XCIII. törvény és a szövetkezetekről szóló 2006. évi X. törvény módosításáról
- 2017. évi CXXIII. törvény A közszolgálati tisztviselőkről szóló 2011. évi CXCIX. törvény és más kapcsolódó törvények módosításáról
- 2017. évi CXXIV. törvény Az egyrészről az Európai Közösségek és tagállamaik, másrészről az Albán Köztársaság közötti stabilizációs és társulási megállapodáshoz a Horvát Köztársaság Európai Unióhoz történő csatlakozásának figyelembevételéről készült Jegyzőkönyv kihirdetéséről
- 2017. évi CXXV. törvény A közigazgatási szabályszegések szankcióiról
- 2017. évi CXXVI. törvény A csődeljárásról és a felszámolási eljárásról szóló 1991. évi XLIX. törvény jogharmonizációs célú módosításáról
- 2017. évi CXXVII. törvény A nemzeti felsőoktatásról szóló 2011. évi CCIV. törvény és a nemzeti felsőoktatásról szóló 2011. évi CCIV. törvény módosításáról szóló 2017. évi XXV. törvény módosításáról
- 2017. évi CXXVIII. törvény A költségmentesség és a költségfeljegyzési jog polgári és közigazgatási bírósági eljárásban történő alkalmazásáról
- 2017. évi CXXIX. törvény A tisztességtelen piaci magatartás és a versenykorlátozás tilalmáról szóló 1996. évi LVII. törvény, valamint az azzal összefüggő egyes törvényi rendelkezések módosításáról
- 2017. évi CXXX. törvény A polgári perrendtartásról szóló 2016. évi CXXX. törvény hatálybalépésével összefüggő egyes törvények módosításáról
- 2017. évi CXXXI. törvény A környezetvédelmi termékdíjról szóló 2011. évi LXXXV. törvény módosításáról
- 2017. évi CXXXII. törvény Egyes állam által nyújtott támogatások és ösztöndíjak adómentességéről
- 2017. évi CXXXIII. törvény Az általános forgalmi adóról szóló 2007. évi CXXVII. törvény módosításáról
- 2017. évi CXXXIV. törvény A belügyi feladatokat érintő és más kapcsolódó törvények módosításáról
- 2017. évi CXXXV. törvény A bírósági végrehajtásról szóló 1994. évi LIII. törvény módosításáról
- 2017. évi CXXXVI. törvény Az ügyvédi tevékenységről szóló 2017. évi LXXVIII. törvény hatálybalépésével összefüggő egyes törvények és egyéb igazságügyi tárgyú törvények módosításáról
- 2017. évi CXXXVII. törvény A nemzeti versenyképesség növeléséhez szükséges egyes törvénymódosításokról
- 2017. évi CXXXVIII. törvény Az elektronikus hírközlésről szóló 2003. évi C. törvény módosításáról
- 2017. évi CXXXIX. törvény A Kormánytisztviselői Döntőbizottság elnevezésének megváltoztatásával összefüggő egyes törvények módosításáról
- 2017. évi CXL. törvény Az egyrészről az Európai Közösségek és tagállamaik, másrészről Bosznia és Hercegovina közötti stabilizációs és társulási megállapodáshoz a Horvát Köztársaság Európai Unióhoz történő csatlakozásának figyelembevétele céljából készült Jegyzőkönyv kihirdetéséről
- 2017. évi CXLI. törvény A Magyarország és az Osztrák Köztársaság között a Magyar Köztársaság és az Osztrák Köztársaság között a határokat átlépő bűnözés megelőzése és leküzdése érdekében folytatandó együttműködésről szóló, Heiligenbrunnban, 2004. június 6-án aláírt Szerződés módosításáról szóló Jegyzőkönyv kihirdetéséről
- 2017. évi CXLII. törvény A Magyarország Kormánya és a Szlovák Köztársaság Kormánya között a közös államhatáron lévő közúti határhidak és határút-szakaszok üzemeltetéséről, fenntartásáról és rekonstrukciójáról szóló Megállapodás kihirdetéséről
- 2017. évi CXLIII. törvény Az egyes migrációs tárgyú törvények módosításáról
- 2017. évi CXLIV. törvény A büntetőeljárásról szóló 1998. évi XIX. törvény, egyes büntető tárgyú törvények, valamint az európai uniós és a nemzetközi bűnügyi együttműködést szabályozó törvények módosításáról
- 2017. évi CXLV. törvény Egyes törvények biztosítási, illetve pénzforgalmi tárgyú jogharmonizációjával kapcsolatos módosításáról
- 2017. évi CXLVI. törvény Az átmeneti bányászjáradékban részesülők közérdekű nyugdíjas szövetkezeten keresztül történő foglalkoztatása érdekében egyes törvények módosításáról
- 2017. évi CXLVII. törvény A Nemzeti Média- és Hírközlési Hatóság 2016. évi egységes költségvetésének végrehajtásáról
- 2017. évi CXLVIII. törvény A Nemzeti Média- és Hírközlési Hatóság 2018. évi egységes költségvetéséről
- 2017. évi CXLIX. törvény Egyes törvényeknek a gyermekek fokozottabb védelme érdekében szükséges módosításáról
- 2017. évi CL. törvény Az adózás rendjéről
- 2017. évi CLI. törvény Az adóigazgatási rendtartásról
- 2017. évi CLII. törvény Az uniós vámjog végrehajtásáról
- 2017. évi CLIII. törvény Az adóhatóság által foganatosítandó végrehajtási eljárásokról
- 2017. évi CLIV. törvény A személyi jövedelemadó meghatározott részének az adózó rendelkezése szerinti felhasználásáról szóló 1996. évi CXXVI. törvény módosításáról
- 2017. évi CLV. törvény A társasági adóról és az osztalékadóról szóló 1996. évi LXXXI. törvény módosításáról
- 2017. évi CLVI. törvény A szociális hozzájárulási adó csökkentéséről és a kapcsolódó törvények módosításáról
- 2017. évi CLVII. törvény A kisadózó vállalkozások tételes adójáról és a kisvállalati adóról szóló 2012. évi CXLVII. törvény módosításáról
- 2017. évi CLVIII. törvény Az illetékekről szóló 1990. évi XCIII. törvény módosításáról
- 2017. évi CLIX. törvény Az általános közigazgatási rendtartásról szóló törvény hatálybalépésével összefüggő törvények és egyes egyéb törvények módosításáról
- 2017. évi CLX. törvény Az országgyűlési képviselők választása kampányköltségeinek átláthatóvá tételéről szóló 2013. évi LXXXVII. törvény módosításáról
- 2017. évi CLXI. törvény Az egyszerűsített foglalkoztatásról szóló 2010. évi LXXV. törvény módosításáról
- 2017. évi CLXII. törvény A sportról szóló 2004. évi I. törvény módosításáról
- 2017. évi CLXIII. törvény A sportvállalkozásokat érintő egyes adózási tárgyú törvények módosításáról
- 2017. évi CLXIV. törvény A víziközmű-szolgáltatásról szóló 2011. évi CCIX. törvény módosításáról
- 2017. évi CLXV. törvény A Magyar Művészeti Akadémiáról szóló 2011. évi CIX. törvény módosításáról
- 2017. évi CLXVI. törvény A Wacław Felczak Alapítványról
- 2017. évi CLXVII. törvény Az egyrészről az Európai Közösség és tagállamai, másrészről a Libanoni Köztársaság közötti társulás létrehozásáról szóló euro-mediterrán megállapodás, valamint az ahhoz csatolt jegyzőkönyvek kihirdetéséről
- 2017. évi CLXVIII. törvény A megtakarításokból származó kamatjövedelem adóztatásáról szóló 2003/48/EK tanácsi irányelvben előírt kötelezettségek végrehajtása céljából a Magyar Köztársaság, valamint a Csatorna-szigetek, a Man-sziget és a függő vagy társult karibi területek között aláírt Megállapodások megerősítéséről és kihirdetéséről szóló 2005. évi LII. törvényben kihirdetett Megállapodásokhoz kapcsolódó módosításokról
- 2017. évi CLXIX. törvény Az áruk ideiglenes behozatali eljárás alá vonására vonatkozó A.T.A. igazolványról szóló Vámegyezmény és módosítása kihirdetéséről
- 2017. évi CLXX. törvény A Magyarország 2016. évi központi költségvetéséről szóló 2015. évi C. törvény végrehajtásáról
- 2017. évi CLXXI. törvény Az 1965. évi 4. törvényerejű rendelettel kihirdetett, a New-Yorkban, 1961. március 30-án kelt Egységes Kábítószer Egyezmény módosításának kihirdetéséről
- 2017. évi CLXXII. törvény Az 1979. évi 25. törvényerejű rendelettel kihirdetett, a pszichotróp anyagokról szóló, Bécsben az 1971. évi február hó 21. napján aláírt egyezmény módosításának kihirdetéséről
- 2017. évi CLXXIII. törvény A Strasbourgban, 1959. április 20-án kelt, a kölcsönös bűnügyi jogsegélyről szóló európai egyezmény második kiegészítő jegyzőkönyvének kihirdetéséről
- 2017. évi CLXXIV. törvény A Magyarország és a Kínai Népköztársaság (Heilongjiang Tartomány Oktatási Minisztériuma) között a Heilongjiang Kínai Orvostudományi Egyetem oktatási tevékenységének Magyarországon való támogatásáról szóló Megállapodás kihirdetéséről
- 2017. évi CLXXV. törvény A Magyar Népköztársaság Kormánya és a Kubai Köztársaság Kormánya között az egészségügyi együttműködés tárgyában Budapesten 1966. június 15. napján aláírt egyezmény kihirdetéséről szóló 1969. évi 16. törvényerejű rendelet hatályon kívül helyezéséről
- 2017. évi CLXXVI. törvény A Magyarország Kormánya és Mongólia Kormánya között a Magyarország és Mongólia közötti kétoldalú nemzetközi szerződések hatályának rendezéséről szóló Jegyzőkönyv kihirdetéséről
- 2017. évi CLXXVII. törvény A tizenkettedik életévüket be nem töltött gyermekek sérelmére elkövetett szexuális erőszakkal szembeni fokozottabb büntetőjogi védelemről
- 2017. évi CLXXVIII. törvény Az egyes családtámogatási tárgyú, valamint egyéb törvények módosításáról
- 2017. évi CLXXIX. törvény A közigazgatási szabályszegések szankcióinak átmeneti szabályairól, valamint a közigazgatási eljárásjog reformjával összefüggésben egyes törvények módosításáról és egyes jogszabályok hatályon kívül helyezéséről
- 2017. évi CLXXX. törvény Egyes kulturális és sporttárgyú törvények, valamint egyes kapcsolódó törvények módosításáról
- 2017. évi CLXXXI. törvény A kulturális örökség védelméről szóló 2001. évi LXIV. törvény és egyes kapcsolódó törvények módosításáról
- 2017. évi CLXXXII. törvény A közlekedéssel összefüggő egyes törvények módosításáról
- 2017. évi CLXXXIII. törvény Az agrárium verseny-képességének javítása érdekében egyes törvények módosításáról
- 2017. évi CLXXXIV. törvény A közbeszerzésekről szóló 2015. évi CXLIII. törvény módosításáról
- 2017. évi CLXXXV. törvény A váltójogi szabályokról
- 2017. évi CLXXXVI. törvény A közigazgatási bürokráciacsökkentéssel és az egyes hatósági eljárások egyszerűsítésével összefüggő törvények módosításáról
- 2017. évi CLXXXVII. törvény A közszolgálati tisztviselőkről szóló 2011. évi CXCIX. törvény és az Országgyűlésről szóló 2012. évi XXXVI. törvény módosításáról
- 2017. évi CLXXXVIII. törvény Egyes egészségügyi és egészségbiztosítási tárgyú törvények módosításáról
- 2017. évi CLXXXIX. törvény Egyes törvények honvédelmi kérdésekkel összefüggő módosításáról
- 2017. évi CXC. törvény Az illetékekről szóló 1990. évi XCIII. törvény és az egyes adótörvények és más kapcsolódó törvények módosításáról szóló 2017. évi LXXVII. törvény módosításáról
- 2017. évi CXCI. törvény A pénzügyi közvetítőrendszer hatósági felügyeletét érintő egyes törvények módosításáról
- 2017. évi CXCII. törvény Egyes oktatási, szakképzési és felnőttképzési törvények és az azokkal összefüggő tárgyú törvények módosításáról
- 2017. évi CXCIII. törvény A fiatalok életkezdési támogatásának kiterjesztésével kapcsolatos törvénymódosításokról
- 2017. évi CXCIV. törvény Egyes törvények szervezett utazási tárgyú jogharmonizációjával kapcsolatos módosításáról
- 2017. évi CXCV. törvény A Nemzeti Földalapról szóló 2010. évi LXXXVII. törvény és a világörökségről szóló 2011. évi LXXVII. törvény módosításáról
- 2017. évi CXCVI. törvény A hulladékról szóló 2012. évi CLXXXV. törvény módosításáról

### Országgyűlési határozatok
- 1/2017. (II. 23.) OGY határozat Az alapvető jogok biztosának a jövő nemzedékek érdekeinek védelmét ellátó helyettese megválasztásáról
- 2/2017. (II. 23.) OGY határozat Az Országgyűlés bizottságainak létrehozásáról, tisztségviselőinek és tagjainak megválasztásáról szóló 13/2014. (V. 6.) OGY határozat módosításáról
- 3/2017. (II. 23.) OGY határozat Pócs János országgyűlési képviselő mentelmi ügyében
- 4/2017. (II. 23.) OGY határozat Pócs János országgyűlési képviselő mentelmi ügyében
- 5/2017. (III. 10.) OGY határozat Az Országgyűlés bizottságainak létrehozásáról, tisztségviselőinek és tagjainak megválasztásáról szóló 13/2014. (V. 6.) OGY határozat módosításáról
- 6/2017. (III. 10.) OGY határozat A Magyar Nemzeti Bank 2015. évről szóló üzleti jelentése és beszámolója elfogadásáról
- 7/2017. (III. 13.) OGY határozat a köztársasági elnök megválasztásáról
- 8/2017. (III. 22.) OGY határozat A Magyar Nemzeti Bank monetáris tanácsa tagjainak megválasztásáról szóló 11/2011. (III. 9.) OGY határozat módosításáról
- 9/2017. (IV.. 7.) OGY határozat az Európai Uniónak a szomáliai biztonsági erők kiképzésére irányuló missziójához („EUTM Somalia”) történő további magyar katonai hozzájárulásról szóló beszámoló elfogadásáról
- 10/2017. (V. 5.) OGY határozat a villamos energia belső piacáról szóló európai parlamenti és tanácsi rendelettervezet (átdolgozás) [COM (2016) 861; 2016/0379 (COD)], valamint a villamos energia belső piacára vonatkozó közös szabályokról szóló európai parlamenti és tanácsi irányelvtervezet (átdolgozás) [COM (2016) 864; 2016/0380 (COD)] vonatkozásában az indokolt vélemény elfogadása feltételeinek fennállásáról szóló jelentés elfogadásáról
- 11/2017. (VI. 14.) OGY határozat Tájékoztató az Állami Számvevőszék 2016. évi szakmai tevékenységéről és beszámoló az intézmény működéséről az Országgyűlés részére című beszámoló elfogadásáról
- 12/2017. (VI. 14.) OGY határozat a Magyar Honvédségnek az Iszlám Állam elnevezésű terrorszervezet elleni nemzetközi fellépésben való további részvételéről
- 13/2017. (VI. 19.) OGY határozat a 2017. év Szent László-emlékévvé nyilvánításáról
- 14/2017. (IX. 20.) OGY határozat A jogtipró ukrán oktatási törvény elítéléséről és az ellene való fellépésről
- 15/2017. (IX. 20.) OGY határozat Az Országgyűlés bizottságainak létrehozásáról, tisztségviselőinek és tagjainak megválasztásáról szóló 13/2014. (V. 6.) OGY határozat módosításáról
- 16/2017. (IX. 20.) OGY határozat L. Simon László országgyűlési képviselő mentelmi ügyében
- 17/2017. (X. 3.) OGY határozat Az Országgyűlés tisztségviselőinek megválasztásáról szóló 11/2014. (V. 6.) OGY határozat módosításáról
- 18/2017. (X. 3.) OGY határozat Az Országgyűlés bizottságainak létrehozásáról, tisztségviselőinek és tagjainak megválasztásáról szóló 13/2014. (V. 6.) OGY határozat módosításáról
- 19/2017. (X. 5.) OGY határozat A Magyar Köztársaság megyéiről, a megyék nevéről és székhelyéről szóló 67/1990. (VIII. 14.) OGY határozat módosításáról
- 20/2017. (X. 17.) OGY határozat Az Országgyűlés bizottságainak létrehozásáról, tisztségviselőinek és tagjainak megválasztásáról szóló 13/2014. (V. 6.) OGY határozat módosításáról
- 21/2017. (X. 17.) OGY határozat Dr. Hadházy Ákos országgyűlési képviselő mentelmi ügyében
- 22/2017. (X. 20.) OGY határozat Az alapvető jogok biztosának és helyetteseinek 2016. évi tevékenységéről szóló beszámoló elfogadásáról
- 23/2017. (X. 31.) OGY határozat a magyar jelnyelv napjáról
- 24/2017. (X. 31.) OGY határozat a Minority SafePack európai polgári kezdeményezés támogatásáról
- 25/2017. (X. 31) OGY határozat a Magyar Nemzeti Bank 2016. évről szóló üzleti jelentése és beszámolója elfogadásáról
- 26/2017. (X. 31.) OGY határozat az Országgyűlés bizottságainak létrehozásáról, tisztségviselőinek és tagjainak megválasztásáról szóló 13/2014. (V. 6.) OGY határozat módosításáról
- 27/2017. (XI. 14.) OGY határozat A Czeglédy-ügy károsultjainak rendkívüli kárrendezéséről
- 28/2017. (XI. 14.) OGY határozat Dr. Hadházy Ákos országgyűlési képviselő mentelmi ügyében
- 29/2017. (XII. 13.) OGY határozat az Európai Parlament soros-terv végrehajtásáról szóló határozatával szemben
- 30/2017. (XII. 13.) OGY határozat A hazatérés falvairól
- 31/2017. (XII. 13.) OGY határozat A Kúria elnökének a Kúria 2016. évi tevékenységéről a jogegység biztosítása és az önkormányzati normakontroll körében címmel benyújtott beszámolójának elfogadásáról
- 32/2017. (XII. 13.) OGY határozat Az Országos Bírósági Hivatal elnökének 2016. évi beszámolója elfogadásáról
- 33/2017. (XII. 13.) OGY határozat Az ügyészség 2016. évi tevékenységéről szóló beszámoló elfogadásáról
- 34/2017. (XII. 13.) OGY határozat A XI. Miniszterelnökség és a XXXI. Központi Statisztikai Hivatal költségvetési fejezetek közötti előirányzat-átcsoportosításról

### Kormányrendeletek

#### Január (1−16)
- 1/2017. (I. 11.) Korm. rendelet Magyarország Kormánya és a Costa Rica-i Köztársaság Kormánya közötti oktatási és tudományos együttműködési egyezmény kihirdetéséről
- 2/2017. (I. 12.) Korm. rendelet A Kulturális Javak Megőrzésének és Helyreállításának Nemzetközi Tudományos Központja Statútumának kihirdetéséről
- 3/2017. (I. 12.) Korm. rendelet A térítési díj ellenében igénybe vehető egyes egészségügyi szolgáltatások térítési díjáról szóló 284/1997. (XII. 23.) Korm. rendelet módosításáról
- 4/2017. (I. 12.) Korm. rendelet A munkaerő mobilitásának elősegítése céljából egyes kormányrendeletek, valamint az iskolaszövetkezetek számára fizetendő minimális szolgáltatási díjról szóló 199/2015. (VII. 23.) Korm. rendelet módosításáról
- 5/2017. (I. 12.) Korm. rendelet A Modern Városok Program és az Árpád-ház Program keretében Székesfehérváron megvalósuló egyes beruházásokkal összefüggő közigazgatási hatósági ügyek nemzetgazdasági szempontból kiemelt jelentőségű üggyé nyilvánításáról
- 6/2017. (I. 12.) Korm. rendelet A Kecskeméten megvalósuló konzervipari beruházással összefüggő közigazgatási hatósági ügyek nemzetgazdasági szempontból kiemelt jelentőségű üggyé nyilvánításáról
- 7/2017. (I. 21.) Korm. rendelet Nemzeti gyásznap elrendeléséről
- 8/2017. (I. 23.) Korm. rendelet A kulturális ágazatban a helyi önkormányzat és a nemzetiségi önkormányzat által foglalkoztatott közalkalmazottak részére 2017-ben kifizetésre kerülő kulturális illetménypótlékhoz kapcsolódó támogatásról
- 9/2017. (I. 23.) Korm. rendelet A közalkalmazottak jogállásáról szóló 1992. évi XXXIII. törvény végrehajtásáról a művészeti, a közművelődési és a közgyűjteményi területen foglalkoztatott közalkalmazottak jogviszonyával összefüggő egyes kérdések rendezésére című 150/1992. (XI. 20.) Korm. rendelet módosításáról
- 10/2017. (I. 24.) Korm. rendelet Az egyrészről Izland, a Liechtensteini Hercegség, a Norvég Királyság, és másrészről a Magyar Köztársaság között 2011. október 14-én létrejött, az EGT Finanszírozási Mechanizmus 2009–2014-es időszakának végrehajtásáról szóló együttműködési megállapodás módosításáról szóló, levélváltással létrejött megállapodás kihirdetéséről szóló 433/2015. (XII. 28.) Korm. rendelet módosításáról
- 11/2017. (I. 24.) Korm. rendelet A Magyar Művészeti Akadémia Titkársága fenntartói kötelezettség ellátására történő kijelöléséről
- 12/2017. (I. 24.) Korm. rendelet A 2014–2020 programozási időszakban az egyes európai uniós alapokból származó támogatások felhasználásának rendjéről szóló 272/2014. (XI. 5.) Korm. rendelet zálogjoggal összefüggő módosításáról
- 13/2017. (I. 24.) Korm. rendelet	A Vidékfejlesztési Program keretében megvalósuló, jégesőkár megelőzésére szolgáló beruházásokkal összefüggő közigazgatási hatósági ügyek nemzetgazdasági szempontból kiemelt jelentőségű üggyé nyilvánításáról
- 14/2017. (I. 24.) Korm. rendelet A Kecskemét területén autóipari alkatrészgyártó üzem megvalósítására irányuló beruházással összefüggő közigazgatási hatósági ügyek nemzetgazdasági szempontból kiemelt jelentőségű üggyé nyilvánításáról
- 15/2017. (I. 24.) Korm. rendelet A Szarvas közigazgatási területén megvalósuló húsipari beruházással összefüggő közigazgatási hatósági ügyek nemzetgazdasági szempontból kiemelt jelentőségű üggyé nyilvánításáról
- 16/2017. (I. 31.) Korm. rendelet  A központosított informatikai és elektronikus hírközlési szolgáltatásokról szóló 309/2011. (XII. 23.) Korm. rendelet módosításáról

#### Február (17−35)
- 17/2017. (II. 1.) Korm. rendelet az európai uniós forrásból finanszírozott egyes projektek költségnövekménye támogathatóságáról
- 18/2017. (II. 1.) Korm. rendelet Az egyházi és nem állami fenntartású szociális, gyermekjóléti és gyermekvédelmi szolgáltatók, intézmények és hálózatok állami támogatásáról szóló 489/2013. (XII. 18.) Korm. rendelet módosításáról
- 19/2017. (II. 2.) Korm. rendelet A Magyarország Kormánya és a Koszovói Köztársaság Kormánya közötti pénzügyi együttműködési keretprogram kialakításáról szóló megállapodás kihirdetéséről
- 20/2017. (II. 2.) Korm. rendelet A területi közigazgatás megerősítésével összefüggő egyes kormányrendeletek módosításáról
- 21/2017. (II. 2.) Korm. rendelet A külföldi bizonyítványok és oklevelek elismeréséről szóló 2001. évi C. törvény hatálya alá tartozó ügyekben eljáró hatóságok kijelöléséről, valamint a nyilatkozattételi kötelezettség alá eső szolgáltatások felsorolásáról szóló 33/2008. (II. 21.) Korm. rendelet módosításáról
- 22/2017. (II. 2.) Korm. rendelet A Debrecen megyei jogú város területén ipari-innovációs fejlesztési terület kialakításával és a területen megvalósuló járműipari, valamint kutatás-fejlesztési célú beruházásokkal összefüggő közigazgatási hatósági ügyek nemzetgazdasági szempontból kiemelt jelentőségű üggyé nyilvánításáról
- 23/2017. (II. 3.) Korm. rendelet A munkaerőpiaci mobilitást elősegítő munkásszállás építéséhez nyújtható támogatásról
- 24/2017. (II. 3.) Korm. rendelet Egyes kormányrendeletek fejlesztéspolitikai tárgyú módosításáról
- 25/2017. (II. 7.) Korm. rendelet az egészségügyi szolgáltatások Egészségbiztosítási Alapból történő finanszírozásának részletes szabályairól szóló 43/1999. (III. 3.) Korm. rendelet és az egyes egészségügyi dolgozók és egészségügyben dolgozók illetmény- vagy bérnövelésének, valamint az ahhoz kapcsolódó támogatás igénybevételének részletes szabályairól szóló 256/2013. (VII. 5.) Korm. rendelet módosításáról
- 26/2017. (II. 8.) Korm. rendelet A szociálpolitikai menetdíj-támogatást nem tartalmazó, adómentes közlekedési kedvezményekről szóló 498/2013. (XII. 29.) Korm. rendelet módosításáról
- 27/2017. (II. 13.) Korm. rendelet A Magyarország Kormánya és Montenegró Kormánya közötti oktatási, kulturális, sport- és ifjúsági együttműködési egyezmény kihirdetéséről
- 28/2017. (II. 13.) Korm. rendelet A XX. századi diktatúrák áldozatainak járó, politikai rehabilitációs célú nyugdíj-kiegészítésekkel kapcsolatos kormányrendeletek módosításáról
- 29/2017. (II. 13.) Korm. rendelet Az egyes közbeszerzési tárgyú kormányrendeletek módosításáról
- 30/2017. (II. 13.) Korm. rendelet A csomagolásról és a csomagolási hulladékkal kapcsolatos hulladékgazdálkodási tevékenységekről szóló 442/2012. (XII. 29.) Korm. rendelet módosításáról
- 31/2017. (II. 13.) Korm. rendelet A transzeurópai közlekedési hálózat projektjeihez juttatott TEN-T támogatás felhasználásáról szóló 150/2005. (VII. 29.) Korm. rendelet módosításáról
- 32/2017. (II. 13.) Korm. rendelet A Ferencvárosi pályaudvaron megvalósuló Málenkij Robot Emlékhely létrehozásával, valamint az érintett ingatlan állam általi megszerzésével összefüggő közigazgatási hatósági ügyek nemzetgazdasági szempontból kiemelt jelentőségű üggyé nyilvánításáról
- 33/2017. (II. 15.) Korm. rendelet  a közalkalmazottak jogállásáról szóló 1992. évi XXXIII. törvénynek a szociális, valamint a gyermekjóléti és gyermekvédelmi ágazatban történő végrehajtásáról szóló 257/2000. (XII. 26.) Korm. rendelet módosításáról
- 34/2017. (II. 15.) Korm. rendelet  a Győr közigazgatási területén megvalósuló K+F+I beruházással összefüggő közigazgatási hatósági ügyek nemzetgazdasági szempontból kiemelt jelentőségű üggyé nyilvánításáról
- 35/2017. (II. 24.) Korm. rendelet Az európai uniós forrásból finanszírozott egyes projektek költségnövekménye támogathatóságáról szóló 17/2017. (II. 1.) Korm. rendelet módosításáról

#### Március (36−74)
- 36/2017. (III. 6.) Korm. rendelet A tömeges bevándorlás okozta válsághelyzet Magyarország egész területére történő elrendeléséről, valamint a válsághelyzet elrendelésével, fennállásával és megszüntetésével összefüggő szabályokról szóló 41/2016. (III. 9.) Korm. rendelet módosításáról
- 37/2017. (III. 6.) Korm. rendelet Az érettségi vizsga vizsgaszabályzatának kiadásáról szóló 100/1997. (VI. 13.) Korm. rendelet módosításáról
- 38/2017. (III. 7.) Korm. rendelet az Európai Molekuláris Biológiai Laboratóriumot létrehozó megállapodás kihirdetéséről
- 39/2017. (III. 7.) Korm. rendelet A Magyarország Kormánya és a Vietnami Szocialista Köztársaság Kormánya közötti pénzügyi együttműködési keretprogram kialakításáról szóló keretmegállapodás kihirdetéséről
- 40/2017. (III. 7.) Korm. rendelet Egyes építésügyi és örökségvédelmi tárgyú kormányrendeletek módosításáról
- 41/2017. (III. 7.) Korm. rendelet A határon túli költségvetési támogatások sajátos szabályairól szóló 98/2012. (V. 15.) Korm. rendelet módosításáról
- 42/2017. (III. 7.) Korm. rendelet Az egyes veszélyes anyagok elektromos és elektronikus berendezésekben való alkalmazásának korlátozásáról szóló 374/2012. (XII. 18.) Korm. rendelet módosításáról
- 43/2017. (III. 7.) Korm. rendelet A Magyar Sportcsillagok Ösztöndíjról szóló 165/2013. (V. 28.) Korm. rendelet módosításáról
- 44/2017. (III. 17.) Korm. rendelet a minimális vagyonvédelmi szolgáltatási rezsióradíj 2017. évi mértékéről
- 45/2017. (III. 17.) Korm. rendelet a harmadik országbeli állampolgárok beutazásáról és tartózkodásáról szóló 2007. évi II. törvény végrehajtásáról szóló 114/2007. (V. 24.) Korm. rendelet módosításáról
- 46/2017. (III. 17.) Korm. rendelet az államháztartásról szóló törvény végrehajtásáról szóló 368/2011. (XII. 31.) Korm. rendelet módosításáról
- 47/2017. (III. 17.) Korm. rendelet az autóbuszos személyszállítási szolgáltatásnak a 181/2011/EU rendeletben nem szabályozott részletes feltételeire, az abban foglaltak alóli mentességekre, az autóbuszos személyszállítási szolgáltatási feltételekre, valamint a közúti személyszállítási üzletszabályzatra vonatkozó szabályokról szóló 213/2012. (VII. 30.) Korm. rendelet módosításáról
- 48/2017. (III. 17.) Korm. rendelet a Nemzeti Kommunikációs Hivatalról és a kormányzati kommunikációs beszerzések központosított közbeszerzési rendszeréről szóló 247/2014. (X. 1.) Korm. rendelet módosításáról
- 49/2017. (III. 17.) Korm. rendelet a Nemzeti Ménesbirtok és Tangazdaság fejlesztésére irányuló egyes beruházásokkal összefüggő közigazgatási hatósági ügyek nemzetgazdasági szempontból kiemelt jelentőségű üggyé nyilvánításáról
- 50/2017. (III. 20.) Korm. rendelet Az Európai Globalizációs Alkalmazkodási Alapból származó támogatásokról, valamint a támogatások igénylésével és felhasználásával kapcsolatos szabályokról
- 51/2017. (III. 20.) Korm. rendelet Az EGT Finanszírozási Mechanizmus és a Norvég Finanszírozási Mechanizmus 2009-2014-es időszakának végrehajtási rendjéről szóló 326/2012. (XI. 16.) Korm. rendelet és a 2014-2020 programozási időszakban az egyes európai uniós alapokból származó támogatások felhasználásának rendjéről szóló 272/2014. (XI. 5.) Korm. rendelet módosításáról
- 52/2017. (III. 20.) Korm. rendelet A fővárosi és megyei kormányhivatalok működésével összefüggő egyes kormányrendeletek módosításáról
- 53/2017. (III. 20.) Korm. rendelet A kormányablakokról szóló 515/2013. (XII. 30.) Korm. rendelet módosításáról
- 54/2017. (III. 20.) Korm. rendelet A közszolgálati tisztviselők képesítési előírásairól szóló 29/2012. (III. 7.) Korm. rendelet módosításáról
- 55/2017. (III. 20.) Korm. rendelet A határátkelőhely és az ideiglenes határátkelőhely megnyitásáról és működtetéséről, valamint a határátlépési pontról szóló 332/2007. [így!]
- 56/2017. (III. 20.) Korm. rendelet Egyes kormányrendeleteknek az "okos város", "okos város módszertan" fogalom meghatározásával összefüggő módosításáról
- 57/2017. (III. 20.) Korm. rendelet Egyes kormányrendeletek fejlesztéspolitikai tárgyú módosításáról
- 58/2017. (III. 20.) Korm. rendelet A 2015. évi Milánói Világkiállítás magyar pavilonjának Magyarországra szállításával és a milánói projekt lezárásával kapcsolatos egyes feladatok irányítását és lebonyolítását végrehajtó szervezet kijelöléséről
- 59/2017. (III. 20.) Korm. rendelet A Magyarország Kormánya és a Paraguayi Köztársaság Kormánya közötti kétoldalú Gazdasági Együttműködési Megállapodás kihirdetéséről
- 60/2017. (III. 20.) Korm. rendelet A közigazgatási bürokráciacsökkentés folytatásával érintett egyes kormányrendeletek módosításáról
- 61/2017. (III. 20.) Korm. rendelet A Magyar Turisztikai Ügynökség Zártkörűen Működő Részvénytársaság turizmussal és vendéglátással kapcsolatos egyes feladatainak meghatározásáról
- 62/2017. (III. 20.) Korm. rendelet A bírósági ügyintézők által ellátható egyes feladatokról szóló 56/2008. (III. 26.) Korm. rendelet módosításáról
- 63/2017. (III. 20.) Korm. rendelet A pedagógusok előmeneteli rendszeréről és a közalkalmazottak jogállásáról szóló 1992. évi XXXIII. törvény köznevelési intézményekben történő végrehajtásáról szóló 326/2013. (VIII. 30.) Korm. rendelet és az egészségügyi felsőfokú szakirányú szakképzési rendszerről, a Rezidens Támogatási Program ösztöndíjairól, valamint a fiatal szakorvosok támogatásáról szóló 162/2015. (VI. 30.) Korm. rendelet módosításáról
- 64/2017. (III. 20.) Korm. rendelet Az Eger Déli Iparterület fejlesztésével összefüggő közigazgatási hatósági ügyek nemzetgazdasági szempontból kiemelt jelentőségű üggyé nyilvánításáról
- 65/2017. (III. 20.) Korm. rendelet  A Kecskemét Déli Iparterület energetikai fejlesztésével összefüggő közigazgatási hatósági ügyek nemzetgazdasági szempontból kiemelt jelentőségű üggyé nyilvánításáról
- 66/2017. (III. 22.) Korm. rendelet A mérésügyről szóló törvény végrehajtásáról szóló 127/1991. (X. 9.) Korm. rendelet módosításáról
- 67/2017. (III. 23.) Korm. rendelet  A 2014–2020 programozási időszakban az egyes európai uniós alapokból származó támogatások felhasználásának rendjéről szóló 272/2014. (XI. 5.)  Korm. rendelet módosításáról
- 68/2017. (III. 23.) Korm. rendelet A Belváros-Lipótvárosi Sportközpont kialakítására, valamint a Budapest V. kerület, József nádor tér felszínrendezésére irányuló beruházásokkal összefüggő közigazgatási hatósági ügyek nemzetgazdasági szempontból kiemelt jelentőségű üggyé nyilvánításáról
- 69/2017. (III. 31.) Korm. rendelet A társadalombiztosítási nyugellátásról szóló 1997. évi LXXXI. törvény végrehajtásáról szóló 168/1997. (X. 6.) Korm. rendelet, valamint a szociális, gyermekjóléti és gyermekvédelmi szolgáltatók, intézmények és hálózatok hatósági nyilvántartásáról és ellenőrzéséről szóló 369/2013. (X. 24.) Korm. rendelet módosításáról
- 70/2017. (III. 31.) Korm. rendelet A határőrizeti területen lefolytatott eljárás szigorításával kapcsolatos egyes kormányrendeletek módosításáról
- 71/2017. (III. 31.) Korm. rendelet A jövedéki adóról szóló 2016. évi LXVIII. törvény hatálybalépésével összefüggésben egyes kormányrendeletek módosításáról szóló 419/2016. (XII. 14.) Korm. rendelet módosításáról
- 72/2017. (III. 31.) Korm. rendelet Az Eger területén járműipari alkatrészgyártó üzem megvalósítására irányuló beruházással összefüggő közigazgatási hatósági ügyek nemzetgazdasági szempontból kiemelt jelentőségű üggyé nyilvánításáról
- 73/2017. (III. 31.) Korm. rendelet A Komárom területén bioüzemanyag-előállító üzem kapacitásbővítésére irányuló beruházással összefüggő közigazgatási hatósági ügyek nemzetgazdasági szempontból kiemelt jelentőségű üggyé nyilvánításáról
- 74/2017. (III. 31.) Korm. rendelet A Szolnok területén fémipari gyártó üzem megvalósítására irányuló beruházással összefüggő közigazgatási hatósági ügyek nemzetgazdasági szempontból kiemelt jelentőségű üggyé nyilvánításáról

#### Április (75−112)
- 75/2017. (IV. 3.) Korm. rendelet a Magyar Export-Import Bank Részvénytársaság kamatkiegyenlítési rendszeréről szóló 85/1998. (V. 6.) Korm. rendelet módosításáról
- 76/2017. (IV. 3.) Korm. rendelet az MNKH Magyar Nemzeti Kereskedőház Zártkörűen Működő Részvénytársaság feladatainak meghatározásáról szóló 19/2016. (II. 10.) Korm. rendelet módosításáról
- 77/2017. (IV. 3.) Korm. rendelet a 2014-2020 programozási időszakban az Európai Regionális Fejlesztési Alap, az Előcsatlakozási Támogatási Eszköz és az Európai Szomszédsági Támogatási Eszköz pénzügyi alapok egyes, határon átnyúló együttműködési programjainak végrehajtási intézményrendszeréről szóló 238/2015. (IX. 4.) Korm. rendelet módosításáról
- 78/2017. (IV. 6.) Korm. rendelet az egyes, az elektronikus ügyintézéshez kapcsolódó szervezetek kijelöléséről szóló 84/2012. (IV. 21.) Korm. rendelet módosításáról
- 79/2017. (IV. 7.) Korm. rendelet  az egészségügyi háttérintézményi integrációt érintő egyes kormányrendeletek módosításáról
- 80/2017. (IV. 7.) Korm. rendelet  a rendőrség ellenérték fejében végezhető szolgáltató tevékenységéről szóló 16/1999. (II. 5.) Korm. rendelet módosításáról
- 81/2017. (IV. 7.) Korm. rendelet  a postai szolgáltatások nyújtásának és a hivatalos iratokkal kapcsolatos postai szolgáltatás részletes szabályairól, valamint a postai szolgáltatók általános szerződési feltételeiről és a postai szolgáltatásból kizárt vagy feltételesen szállítható küldeményekről szóló 335/2012. (XII. 4.) Korm. rendelet módosításáról
- 82/2017. (IV. 7.) Korm. rendelet  a Dunaföldváron megvalósuló papíripari beruházással összefüggő közigazgatási hatósági ügyek nemzetgazdasági szempontból kiemelt jelentőségű üggyé nyilvánításáról
- 83/2017. (IV. 10.) Korm. rendelet  a népi iparművészetbellinkektel és a népmesekincs gondozásával kapcsolatos állami feladatokról
- 84/2017. (IV. 10.) Korm. rendelet  egyes pénzügyi tárgyú kormányrendeletek módosításáról
- 85/2017. (IV. 10.) Korm. rendelet  a kormányzati célú hálózatokról szóló 346/2010. (XII. 28.) Korm. rendelet módosításáról
- 86/2017. (IV. 10.) Korm. rendelet  a rendvédelmi feladatokat ellátó szervek hivatásos állományának szolgálati jogviszonyáról szóló 2015. évi XLII. törvény végrehajtásáról szóló 154/2015. (VI. 19.) Korm. rendelet módosításáról
- 87/2017. (IV. 10.) Korm. rendelet  a Közbeszerzési és Ellátási Főigazgatóság irányító- és logisztikai központjának kialakításával összefüggő közigazgatási hatósági ügyek nemzetgazdasági szempontból kiemelt jelentőségű üggyé nyilvánításáról szóló 266/2015. (IX. 14.) Korm. rendelet módosításáról
- 88/2017. (IV. 10.) Korm. rendelet  a környezeti hatásvizsgálati és az egységes környezethasználati engedélyezési eljárásról szóló 314/2005. (XII. 25.) Korm. rendelet és a levegő védelméről szóló 306/2010. (XII. 23.) Korm. rendelet módosításáról
- 89/2017. (IV. 10.) Korm. rendelet  a 2007-2013 programozási időszakban az Európai Regionális Fejlesztési Alap, valamint az Előcsatlakozási Támogatási Eszköz pénzügyi alapok egyes, a területi együttműködéshez kapcsolódó programjainak végrehajtásáról szóló 160/2009. (VIII. 3.) Korm. rendelet, valamint az Uniós fejlesztések fejezetbe tartozó fejezeti kezelésű előirányzatok felhasználásának rendjéről szóló 549/2013. (XII. 30.) Korm. rendelet módosításáról
- 90/2017. (IV. 10.) Korm. rendelet  a Kerekegyháza területén élelmiszeripari feldolgozóüzem megvalósítására irányuló beruházással összefüggő közigazgatási hatósági ügyek nemzetgazdasági szempontból kiemelt jelentőségű üggyé nyilvánításáról
- 91/2017. (IV. 10.) Korm. rendelet  az Arany János-emlékév keretében Nagykőrösön megvalósuló beruházásokkal összefüggő közigazgatási hatósági ügyek nemzetgazdasági szempontból kiemelt jelentőségű üggyé nyilvánításáról
- 92/2017. (IV. 10.) Korm. rendelet  a zalaegerszegi járműipari tesztpálya megvalósításához kapcsolódó közigazgatási hatósági ügyek nemzetgazdasági szempontból kiemelt jelentőségű üggyé nyilvánításáról
- 93/2017. (IV. 12.) Korm. rendelet A Kormány tagjainak feladat- és hatásköréről szóló 152/2014. (VI. 6.) Korm. rendelet módosításáról
- 94/2017. (IV. 12.) Korm. rendelet A Fertőszentmiklóson megvalósuló üvegipari beruházással összefüggő közigazgatási hatósági ügyek nemzetgazdasági szempontból kiemelt jelentőségű üggyé nyilvánításáról
- 95/2017. (IV. 27.) Korm. rendelet A Budapesten megrendezendő Úszó-, Vízilabda-, Műugró-, Műúszó és Nyíltvízi Világbajnokság megvalósításához szükséges létesítményfejlesztés megvalósításával összefüggő közigazgatási hatósági ügyek kiemelt jelentőségű üggyé nyilvánításáról és az eljáró hatóságok kijelöléséről szóló 452/2015. (XII. 28.) Korm. rendelet módosításáról
- 96/2017. (IV. 27.) Korm. rendelet A XIV. Nyári Európai Ifjúsági Olimpiai Fesztivál megrendezésével összefüggő infrastrukturális fejlesztésekre irányuló beruházás megvalósításával összefüggő közigazgatási hatósági ügyek kiemelt jelentőségű üggyé nyilvánításáról és az eljáró hatóságok kijelöléséről szóló 55/2016. (III. 24.) Korm. rendelet módosításáról
- 97/2017. (IV. 27.) Korm. rendelet A lakóépület építésének egyszerű bejelentéséről szóló 155/2016. (VI. 13.) Korm. rendeletnek az egyszerű bejelentés 300 négyzetméternél nagyobb lakóingatlan nem kereskedelmi célú építésére történő kiterjesztésével összefüggő módosításáról
- 98/2017. (IV. 27.) Korm. rendelet Az Egészséges Budapest Program megvalósításával összefüggő közigazgatási hatósági ügyek nemzetgazdasági szempontból kiemelt jelentőségű üggyé nyilvánításáról
- 99/2017. (IV. 28.) Korm. rendelet A Magyarország Kormánya és a Fülöp-szigeteki Köztársaság Kormánya közötti kétoldalú gazdasági együttműködési megállapodás kihirdetéséről
- 100/2017. (IV. 28.) Korm. rendelet Az önkormányzati ASP rendszerről szóló 257/2016. (VIII. 31.) Korm. rendelet módosításáról
- 101/2017. (IV. 28.) Korm. rendelet A Kormány tagjainak feladat- és hatásköréről szóló 152/2014. (VI. 6.) Korm. rendelet módosításáról
- 102/2017. (IV. 28.) Korm. rendelet A Nemzeti Kommunikációs Hivatalról és a kormányzati kommunikációs beszerzések központosított közbeszerzési rendszeréről szóló 247/2014. (X. 1.) Korm. rendelet módosításáról
- 103/2017. (IV. 28.) Korm. rendelet Az állami köznevelési közfeladat ellátásában fenntartóként részt vevő szervekről, valamint a Klebelsberg Központról szóló 134/2016. (VI. 10.) Korm. rendelet módosításáról
- 104/2017. (IV. 28.) Korm. rendelet A településkép védelméről szóló törvény reklámok közzétételével kapcsolatos rendelkezéseinek végrehajtásáról
- 105/2017. (IV. 28.) Korm. rendelet A településfejlesztési koncepcióról, az integrált településfejlesztési stratégiáról és a településrendezési eszközökről, valamint egyes településrendezési sajátos jogintézményekről szóló 314/2012. (XI. 8.) Korm. rendelet módosításáról
- 106/2017. (IV. 28.) Korm. rendelet A környezeti zaj értékeléséről és kezeléséről szóló 280/2004. (X. 20.) Korm. rendelet módosításáról
- 107/2017. (IV. 28.) Korm. rendelet A fogyasztó és a vállalkozás közötti szerződések részletes szabályairól szóló 45/2014. (II. 26.) Korm. rendelet módosításáról
- 108/2017. (IV. 28.) Korm. rendelet A Hollókő ófalu és környezete világörökségi kezelési tervéről
- 109/2017. (IV. 28.) Korm. rendelet A Készenléti Rendőrség Nemzeti Nyomozó Iroda épületének kialakítására irányuló beruházással összefüggő közigazgatási hatósági ügyek nemzetgazdasági szempontból kiemelt jelentőségű üggyé nyilvánításáról
- 110/2017. (IV. 28.) Korm. rendelet Az állami tulajdonban levő ÉMI Nonprofit Kft. állami építési beruházásokkal kapcsolatos egyes műszaki szolgáltatási feladatok elvégzésére vonatkozó kijelöléséről szóló 51/2016. (III. 17.) Korm. rendelet módosításáról
- 111/2017. (IV. 28.) Korm. rendelet A Fényeslitke külterületén logisztikai központ létesítésére, valamint Kisvárda külterületén kóser fóliasátor termelési felületének bővítésére irányuló beruházásokkal összefüggő közigazgatási hatósági ügyek nemzetgazdasági szempontból kiemelt jelentőségű üggyé nyilvánításáról
- 112/2017. (IV. 28.) Korm. rendelet A Nádudvaron megvalósuló feldolgozóipari beruházással összefüggő közigazgatási hatósági ügyek nemzetgazdasági szempontból kiemelt jelentőségű üggyé nyilvánításáról

#### Május (113−119)
- 113/2017. (V. 2.) Korm. rendelet a Budapesten megrendezendő Úszó-, Vízilabda-, Műugró-, Műúszó és Nyíltvízi Világbajnokság megvalósításához szükséges létesítményfejlesztés megvalósításával összefüggő közigazgatási hatósági ügyek kiemelt jelentőségű üggyé nyilvánításáról és az eljáró hatóságok kijelöléséről szóló 452/2015. (XII. 28.) Korm. rendelet módosításáról
- 114/2017. (V. 10.) Korm. rendelet egyes kormányrendeleteknek a nemzeti rendezvények előkészítésével és lebonyolításával, illetve a turisztikával összefüggő módosításáról
- 115/2017. (V. 19.) Korm. rendelet egyes közbeszerzési tárgyú kormányrendeletek módosításáról
- 116/2017. (V. 19.) Korm. rendelet a 2014-2020 programozási időszakban az Európai Regionális Fejlesztési Alap és az Előcsatlakozási Támogatási Eszköz egyes, határon átnyúló együttműködési programjainak végrehajtásáról szóló 126/2016. (VI. 7.) Korm. rendelet módosításáról
- 117/2017. (V. 29.) Korm. rendelet a központi bírságkezelő szerv kijelöléséről
- 118/2017. (V. 29.) Korm. rendelet a Rendőrség által alkalmazott kényszerítő eszközök rendszeresítésének szakmai követelményeiről szóló 384/2007. (XII. 23.) Korm. rendelet, az iparbiztonsági ellenőrzés és a telephely biztonsági tanúsítvány kiadásának részletes szabályairól szóló 92/2010. (III. 31.) Korm. rendelet és a büntetés-végrehajtási szervezet részéről a központi államigazgatási szervek és a rendvédelmi szervek irányában fennálló egyes ellátási kötelezettségekről, a termékek és szolgáltatások átadás-átvételének és azok ellentételezésének rendjéről szóló 44/2011. (III. 23.) Korm. rendelet módosításáról
- 119/2017. (V. 29.) Korm. rendelet a beruházás ösztönzési célelőirányzat felhasználásáról szóló 210/2014. (VIII. 27.) Korm. rendelet módosításáról

#### Június (120−174)
- 120/2017. (VI. 1.) Korm. rendelet az "Ösztöndíjprogram Keresztény Fiataloknak" elnevezésű ösztöndíjprogramról és a felsőoktatásban részt vevő hallgatók juttatásairól és az általuk fizetendő egyes térítésekről szóló 51/2007. (III. 26.) Korm. rendelet módosításáról
- 121/2017. (VI. 2.) Korm. rendelet a Kézilabda Munkacsarnok-fejlesztési Program végrehajtása során megvalósuló beruházásokkal kapcsolatos feladatok ellátásáról
- 122/2017. (VI. 2.) Korm. rendelet a Margitszigeti Nemzeti Tenisz Versenyközpont megvalósítására irányuló beruházással összefüggő közigazgatási hatósági ügyek kiemelt jelentőségű üggyé nyilvánításáról
- 123/2017. (VI. 7.) Korm. rendelet az egyházi és nem állami szociális fenntartóknál dolgozók részére a 2017. évben kifizetésre kerülő minimálbér és garantált bérminimum támogatásáról
- 124/2017. (VI. 7.) Korm. rendelet A Budapesten megrendezendő Úszó-, Vízilabda-, Műugró-, Műúszó és Nyíltvízi Világbajnokság megvalósításához szükséges létesítményfejlesztés megvalósításával összefüggő közigazgatási hatósági ügyek kiemelt jelentőségű üggyé nyilvánításáról és az eljáró hatóságok kijelöléséről szóló 452/2015. (XII. 28.) Korm. rendelet módosításáról
- 125/2017. (VI. 8.) Korm. rendelet A települési önkormányzatok által fenntartott óvodákban a nevelőmunkát segítő munkakörben foglalkoztatottak 2017. évi illetményéhez kapcsolódó kiegészítő támogatásról
- 126/2017. (VI. 8.) Korm. rendelet Az egészségügyi szolgáltatások Egészségbiztosítási Alapból történő finanszírozásának részletes szabályairól szóló 43/1999. (III. 3.) Korm. rendelet módosításáról
- 127/2017. (VI. 8.) Korm. rendelet A Digitális Jólét Program végrehajtásával összefüggő egyes feladatokról, valamint a Kormányzati Informatikai Fejlesztési Ügynökségről szóló 268/2010. (XII. 3.) Korm. rendelet módosításáról
- 128/2017. (VI. 8.) Korm. rendelet A látvány-csapatsport támogatását biztosító támogatási igazolás kiállításáról, felhasználásáról, a támogatás elszámolásának és ellenőrzésének, valamint visszafizetésének szabályairól szóló 107/2011. (VI. 30.) Korm. rendelet módosításáról
- 129/2017. (VI. 8.) Korm. rendelet Az egyes közlekedésfejlesztési projektekkel összefüggő közigazgatási hatósági ügyek nemzetgazdasági szempontból kiemelt jelentőségű üggyé nyilvánításáról és az eljáró hatóságok kijelöléséről szóló 345/2012. (XII. 6.) Korm. rendelet módosításáról
- 130/2017. (VI. 8.) Korm. rendelet A Népliget rekreációs és sportolásra hasznosított területeinek rekonstrukciójával összefüggő közigazgatási hatósági ügyek nemzetgazdasági szempontból kiemelt jelentőségű üggyé nyilvánításáról és az eljáró hatóságok kijelöléséről
- 131/2017. (VI. 8.) Korm. rendelet A Szegedi Olimpiai Központ fejlesztésével összefüggő közigazgatási hatósági ügyek nemzetgazdasági szempontból kiemelt jelentőségű üggyé nyilvánításáról és az eljáró hatóságok kijelöléséről
- 132/2017. (VI. 8.) Korm. rendelet A Szolnok belterületén szulfát üzem létrehozására irányuló beruházással összefüggő közigazgatási hatósági ügyek nemzetgazdasági szempontból kiemelt jelentőségű üggyé nyilvánításáról
- 133/2017. (VI. 9.) Korm. rendelet Magyarország Kormánya és a Pakisztáni Iszlám Köztársaság Kormánya közötti gazdasági együttműködési megállapodás kihirdetéséről
- 134/2017. (VI. 9.) Korm. rendelet Az egyes belügyi tárgyú kormányrendeletek módosításáról
- 135/2017. (VI. 9.) Korm. rendelet A fás szárú ültetvényekről
- 136/2017. (VI. 9.) Korm. rendelet Az M2 gyorsforgalmi út Budapest (M0 csomópont) és Vác dél 37+150 km szelvény közötti szakasza nyomvonalának kijelöléséről
- 137/2017. (VI. 9.) Korm. rendelet Az államháztartásról szóló 2011. évi CXCV. törvény és egyes kapcsolódó törvények módosításáról szóló 2016. évi CXLII. törvény szerinti módosítással érintett egyes kormányrendeletek módosításáról
- 138/2017. (VI. 9.) Korm. rendelet A részarány földkiadás során keletkezett osztatlan közös tulajdon megszüntetésének részletes szabályairól szóló 374/2014. (XII. 31.) Korm. rendelet módosításáról
- 139/2017. (VI. 9.) Korm. rendelet A környezeti hatásvizsgálati és az egységes környezethasználati engedélyezési eljárásról szóló 314/2005. (XII. 25.) Korm. rendelet és a környezetvédelmi és természetvédelmi hatósági és igazgatási feladatokat ellátó szervek kijelöléséről szóló 71/2015. (III. 30.) Korm. rendelet módosításáról
- 140/2017. (VI. 9.) Korm. rendelet A turisztikai térségek és a kiemelt turisztikai fejlesztési térségek meghatározásáról szóló 429/2016. (XII. 28.) Korm. rendelet módosításáról
- 141/2017. (VI. 9.) Korm. rendelet A Kerepesi úti Sportpark beruházás megvalósításával összefüggő közigazgatási hatósági ügyek nemzetgazdasági szempontból kiemelt jelentőségű üggyé nyilvánításáról
- 142/2017. (VI. 9.) Korm. rendelet A jánossomorjai építőanyag-gyártó beruházás kialakításával összefüggő közigazgatási hatósági ügyek nemzetgazdasági szempontból kiemelt jelentőségű üggyé nyilvánításáról
- 143/2017. (VI. 9.) Korm. rendelet A Modern Városok Program és az Árpád-ház Program keretében Székesfehérváron megvalósuló egyes beruházásokkal összefüggő közigazgatási hatósági ügyek nemzetgazdasági szempontból kiemelt jelentőségű üggyé nyilvánításáról szóló 5/2017. (I. 12.) Korm. rendelet módosításáról
- 144/2017. (VI. 12.) Korm. rendelet Egyes kormányrendeleteknek az egyszerű bejelentés 300 négyzetméternél nagyobb lakóingatlan nem kereskedelmi célú építésére történő kiterjesztésével összefüggő módosításáról
- 145/2017. (VI. 12.) Korm. rendelet A Nemzeti Eszközkezelő Zrt. működésével kapcsolatos egyes szabályokról szóló 128/2012. (VI. 26.) Korm. rendelet módosításáról
- 146/2017. (VI. 12.) Korm. rendelet Az MFB Magyar Fejlesztési Bank Zártkörűen Működő Részvénytársaságnak a Fővárosi Gázművek Zártkörűen Működő Részvénytársaságban fennálló társasági részesedése ENKSZ Első Nemzeti Közműszolgáltató Zártkörűen Működő Részvénytársaság általi megszerzése nemzetstratégiai jelentőségűnek minősítéséről
- 147/2017. (VI. 12.) Korm. rendelet A menedékjogról szóló 2007. évi LXXX. törvény végrehajtásáról szóló 301/2007. (XI. 9.) Korm. rendelet módosításáról
- 148/2017. (VI. 12.) Korm. rendelet A gyámhatóságokról, valamint a gyermekvédelmi és gyámügyi eljárásról szóló 149/1997. (IX. 10.) Korm. rendelet módosításáról
- 149/2017. (VI. 12.) Korm. rendelet Az egyes szakképzési tárgyú kormányrendeletek módosításáról
- 150/2017. (VI. 12.) Korm. rendelet Az Iparművészeti Múzeum nagyrekonstrukciója és múzeumszakmai fejlesztése megvalósítását célzó beruházással összefüggő közigazgatási hatósági ügyek nemzetgazdasági szempontból kiemelt jelentőségű üggyé nyilvánításáról 8694
- 151/2017. (VI. 12.) Korm. rendelet A Budapesten létesítendő Roma Oktatási és Kulturális Központ megvalósítását célzó beruházással összefüggő közigazgatási hatósági ügyek nemzetgazdasági szempontból kiemelt jelentőségű üggyé nyilvánításáról
- 152/2017. (VI. 12.) Korm. rendelet A Hatvan területén csokoládégyártó üzem megvalósítására irányuló beruházással összefüggő közigazgatási hatósági ügyek nemzetgazdasági szempontból kiemelt jelentőségű üggyé nyilvánításáról
- 153/2017. (VI. 12.) Korm. rendelet A geszti Tisza-kastély átfogó, állagmegóvó felújítási feladatainak megvalósításával összefüggő közigazgatási hatósági ügyek nemzetgazdasági szempontból kiemelt jelentőségű üggyé nyilvánításáról
- 154/2017. (VI. 12.) Korm. rendelet A Palóc Nagykereskedelmi Korlátolt Felelősségű Társaság „felszámolás alatt” stratégiailag kiemelt jelentőségű gazdálkodó szervezetté minősítéséről
- 155/2017. (VI. 15.) Korm. rendelet az előadó-művészeti szervezet vezetőjének választására irányuló pályázati eljárásról és a munkakör betöltésének szabályairól
- 156/2017. (VI. 16.) Korm. rendelet A haditechnikai tevékenység engedélyezésének és a vállalkozások tanúsításának részletes szabályairól
- 157/2017. (VI. 16.) Korm. rendelet Egyes kormányrendeleteknek Magyarország versenyképessége javítása érdekében történő módosításáról
- 158/2017. (VI. 16.) Korm. rendelet a levegő védelméről szóló 306/2010. (XII. 23.) Korm. rendelet módosításáról
- 159/2017. (VI. 26.) Korm. rendelet a Magyarország Kormánya és az Egészségügyi Világszervezet közötti, az Egészségügyi Világszervezet Európai Regionális Bizottságának 2017. szeptember 11-14. között Budapesten, Magyarországon tartandó 67. ülésszakának megszervezéséről szóló Megállapodás mellékleteinek kihirdetéséről
- 160/2017. (VI. 28.) Korm. rendelet A Michalicza-ösztöndíjról
- 161/2017. (VI. 28.) Korm. rendelet A Magyar Bányászati és Földtani Szolgálatról
- 162/2017. (VI. 28.) Korm. rendelet Az egyes kormányrendeleteknek a Magyar Bányászati és Földtani Szolgálattal kapcsolatos módosításáról
- 163/2017. (VI. 28.) Korm. rendelet Egyes kormányrendeletek fejlesztéspolitikai tárgyú módosításáról
- 164/2017. (VI. 28.) Korm. rendelet A látvány-csapatsport támogatását biztosító támogatási igazolás kiállításáról, felhasználásáról, a támogatás elszámolásának és ellenőrzésének, valamint visszafizetésének szabályairól szóló 107/2011. (VI. 30.) Korm. rendelet módosításáról
- 165/2017. (VI. 28.) Korm. rendelet A védett személyek és a kijelölt létesítmények védelméről szóló 160/1996. (XI. 5.) Korm. rendelet módosításáról
- 166/2017. (VI. 28.) Korm. rendelet A Felhő utcai Református Központ létrehozásával kapcsolatos beruházás megvalósításával összefüggő közigazgatási hatósági ügyek nemzetgazdasági szempontból kiemelt jelentőségű üggyé nyilvánításáról
- 167/2017. (VI. 28.) Korm. rendelet A Modern Városok Program keretében egyes közlekedési beruházásokkal összefüggő közigazgatási hatósági ügyek nemzetgazdasági szempontból kiemelt jelentőségű üggyé nyilvánításáról
- 168/2017. (VI. 28.) Korm. rendelet A Szent Márton Terv keretében Szombathely megyei jogú városban megvalósuló beruházásokkal összefüggő közigazgatási hatósági ügyek nemzetgazdasági szempontból kiemelt jelentőségű üggyé nyilvánításáról
- 169/2017. (VI. 28.) Korm. rendelet A Nemzeti Köznevelési Infrastruktúra Fejlesztési Program keretében megvalósítandó Kistokaji Általános Iskola bővítésével összefüggő közigazgatási hatósági ügyek nemzetgazdasági szempontból kiemelt jelentőségű üggyé nyilvánításáról
- 170/2017. (VI. 29.) Korm. rendelet Az elektromos gépjárműtöltési szolgáltatás egyes kérdéseiről
- 171/2017. (VI. 29.) Korm. rendelet A járási (fővárosi kerületi) hivatalok további megerősítésével összefüggő egyes kormányrendeletek módosításáról
- 172/2017. (VI. 29.) Korm. rendelet A pénzügyi közvetítőrendszert érintő egyes kormányrendeletek módosításáról
- 173/2017. (VI. 29.) Korm. rendelet A Magyar Posta Zártkörűen Működő Részvénytársaság menedékes felügyeleti szolgáltatóként történő kijelöléséről
- 174/2017. (VI. 30.) Korm. rendelet Az anyakönyvvezető és az anyakönyvi szervek eljárásáról és kijelöléséről, valamint az anyakönyvezéshez szükséges képesítési feltételekről

#### Július (175−220)
- 175/2017. (VII. 4.) Korm. rendelet A vörösiszap katasztrófa magánszemély károsultjai javára nem vagyoni káruk megtérülése érdekében vállalt állami segítségnyújtásról szóló 21/2015. (II. 18.) Korm. rendelet módosításáról
- 176/2017. (VII. 4.) Korm. rendelet Az energiahatékonysági célokat szolgáló beruházás adókedvezményének végrehajtási szabályairól
- 177/2017. (VII. 5.) Korm. rendelet A Veszélyes Áruk Nemzetközi Belvízi Szállításáról szóló Európai Megállapodáshoz (ADN) csatolt Szabályzat kihirdetéséről, valamint a belföldi alkalmazásának egyes kérdéseiről
- 178/2017. (VII. 5.) Korm. rendelet A Veszélyes Áruk Nemzetközi Közúti Szállításáról szóló Európai Megállapodás „A” és „B” Melléklete kihirdetéséről, valamint a belföldi alkalmazásának egyes kérdéseiről
- 179/2017. (VII. 5.) Korm. rendelet A Nemzetközi Vasúti Fuvarozási Egyezmény (COTIF) módosításáról Vilniusban elfogadott, 1999. június 3-án kelt Jegyzőkönyv C Függeléke Mellékletének kihirdetéséről, valamint a belföldi alkalmazásának egyes kérdéseiről
- 180/2017. (VII. 5.) Korm. rendelet A nemzetbiztonsági szolgálatok által közzéteendő adatokról
- 181/2017. (VII. 5.) Korm. rendelet A vizsgálóállomás engedélyezésének részletes eljárási szabályairól
- 182/2017. (VII. 5.) Korm. rendelet A Kormány tagjainak feladat- és hatásköréről szóló 152/2014. (VI. 6.) Korm. rendelet módosításáról
- 183/2017. (VII. 5.) Korm. rendelet A Szerencsejáték Felügyeletről
- 184/2017. (VII. 5.) Korm. rendelet A hivatalos statisztikáról szóló 2016. évi CLV. törvény végrehajtásáról
- 185/2017. (VII. 5.) Korm. rendelet Az R76 gyorsút M7 autópálya Holládi csomópont és Fenékpuszta közötti szakasza nyomvonalának megállapításáról
- 186/2017. (VII. 5.) Korm. rendelet A Kübekháza–Rábé (Szerbia) összekötő út (43112 jelű út meghosszabbítása) Kübekháza és a magyar–szerb országhatár közötti szakasza nyomvonalának megállapításáról
- 187/2017. (VII. 5.) Korm. rendelet A 2. számú, Budapest–Esztergom vasútvonal Dorog kül- és belterületi szakasza nyomvonalának megállapításáról
- 188/2017. (VII. 5.) Korm. rendelet A tankerületi központok fenntartásában működő egyes köznevelési intézmények fenntartóváltásával összefüggő intézkedésekről, valamint a Klebelsberg Intézményfenntartó Központ fenntartásában működő egyes szakképzési feladatot ellátó köznevelési intézmények fenntartóváltásával összefüggő intézkedésekről szóló 120/2015. (V. 21.) Korm. rendelet módosításáról
- 189/2017. (VII. 6.) Korm. rendelet A hulladékkal kapcsolatos nyilvántartási és adatszolgáltatási kötelezettségekről szóló 309/2014. (XII. 11.) Korm. rendelet módosításáról
- 190/2017. (VII. 6.) Korm. rendelet A közúti közlekedés szabályairól szóló 1/1975. (II. 5.) KPM–BM együttes rendelet módosításáról
- 191/2017. (VII. 7.) Korm. rendelet A településkép védelméről szóló törvény reklámok közzétételével kapcsolatos rendelkezéseinek végrehajtásáról szóló 104/2017. (IV. 28.) Korm. rendelet módosításáról
- 192/2017. (VII. 10.) Korm. rendelet A Magyarország Kormánya és a Kenyai Köztársaság Kormánya közötti gazdasági és műszaki együttműködésről szóló Megállapodás kihirdetéséről
- 193/2017. (VII. 10.) Korm. rendelet Magyarország Kormánya és Montenegró Kormánya között az Európai Közösség és a Montenegrói Köztársaság között az engedély nélkül tartózkodó személyek visszafogadásáról szóló megállapodás végrehajtásáról szóló jegyzőkönyv kihirdetéséről
- 194/2017. (VII. 10.) Korm. rendelet A Szerencsejáték Felügyelet létrehozásával összefüggő egyes átmeneti szabályokról
- 195/2017. (VII. 10.) Korm. rendelet Az egyes vízgazdálkodási és vízvédelmi tárgyú kormányrendeletek módosításáról
- 196/2017. (VII. 10.) Korm. rendelet A honvédelmi szervezetek működésének az államháztartás működési rendjétől eltérő szabályairól szóló 346/2009. (XII. 30.) Korm. rendelet módosításáról
- 197/2017. (VII. 10.) Korm. rendelet A Magyar Honvédség által védendő létesítmények kijelöléséről, valamint a magyar állam folytonosságát és függetlenségét megtestesítő ereklyék köréről és az őrzésükre vonatkozó szabályokról szóló 78/2011. (V. 12.) Korm. rendelet módosításáról
- 198/2017. (VII. 10.) Korm. rendelet A határon túli költségvetési támogatások sajátos szabályairól szóló 98/2012. (V. 15.) Korm. rendelet módosításáról
- 199/2017. (VII. 10.) Korm. rendelet A kedvtelésből tartott állatok tartásáról és forgalmazásáról szóló 41/2010. (II. 26.) Korm. rendelet és a veszélyeztetett vadon élő állat- és növényfajok nemzetközi kereskedelmét szabályozó nemzetközi és európai közösségi jogi aktusok végrehajtásának egyes szabályairól szóló 292/2008. (XII. 10.) Korm. rendelet módosításáról
- 200/2017. (VII. 10.) Korm. rendelet Az Uniós fejlesztések fejezetbe tartozó fejezeti kezelésű előirányzatok felhasználásának rendjéről szóló 549/2013. (XII. 30.) Korm. rendelet módosításáról
- 201/2017. (VII. 10.) Korm. rendelet A Paksi Atomerőmű kapacitásának fenntartására irányuló és az azzal kapcsolatos beruházásokkal összefüggő közigazgatási hatósági ügyek nemzetgazdasági szempontból kiemelt jelentőségű üggyé nyilvánításáról szóló 208/2015. (VII. 23.) Korm. rendelet módosításáról
- 202/2017. (VII. 10.) Korm. rendelet A Modern Városok Program keretében egyes turisztikai és városfejlesztési célra irányuló beruházásokkal összefüggő közigazgatási hatósági ügyek nemzetgazdasági szempontból kiemelt jelentőségű üggyé nyilvánításáról
- 203/2017. (VII. 10.) Korm. rendelet A Modern Városok Program keretében egyes sportcélú beruházásokkal összefüggő közigazgatási hatósági ügyek nemzetgazdasági szempontból kiemelt jelentőségű üggyé nyilvánításáról
- 204/2017. (VII. 10.) Korm. rendelet A Modern Városok Program keretében Kaposváron megvalósuló sportinfrastruktúra-fejlesztések megvalósításával összefüggő közigazgatási hatósági ügyek kiemelt jelentőségű üggyé nyilvánításáról szóló 494/2016. (XII. 28.) Korm. rendelet módosításáról
- 205/2017. (VII. 10.) Korm. rendelet' A Zalaegerszeg külterületén az északi ipari park bővítésére irányuló beruházással összefüggő közigazgatási hatósági ügyek nemzetgazdasági szempontból kiemelt jelentőségű üggyé nyilvánításáról
- 206/2017. (VII. 11.) Korm. rendelet A 2017/2018. tanévre vonatkozó szakmaszerkezeti döntésről és a 2017/2018. tanévben a Szabóky Adolf Szakképzési Ösztöndíjra jogosító szakképesítésekről szóló 317/2016. (X. 25.) Korm. rendelet módosításáról
- 207/2017. (VII. 14.) Korm. rendelet A településkép védelméről szóló törvény reklámok közzétételével kapcsolatos rendelkezéseinek végrehajtásáról szóló 104/2017. (IV. 28.) Korm. rendelet módosításáról szóló 191/2017. (VII. 7.) Korm. rendelet módosításáról
- 208/2017. (VII. 19.) Korm. rendelet A budapesti Istenszülő elhunyta (Nagyboldogasszony) ortodox székesegyház felújításával összefüggő közigazgatási hatósági ügyek nemzetgazdasági szempontból kiemelt jelentőségű üggyé nyilvánításáról
- 209/2017. (VII. 25.) Korm. rendelet Az ózonréteget lebontó anyagokról szóló, Montrealban, 1987. szeptember 16. napján aláírt Jegyzőkönyv egyes módosításainak kihirdetéséről
- 210/2017. (VII. 25.) Korm. rendelet Az életüktől és szabadságuktól politikai okból megfosztottak kárpótlásáról szóló 1992. évi XXXII. törvény végrehajtásáról szóló 111/1992. (VII. 1.) Korm. rendelet módosításáról
- 211/2017. (VII. 25.) Korm. rendelet A Magyar Export-Import Bank Részvénytársaság kamatkiegyenlítési rendszeréről szóló 85/1998. (V. 6.) Korm. rendelet módosításáról
- 212/2017. (VII. 25.) Korm. rendelet A büntetés-végrehajtási intézetek férőhely-bővítési programjához kapcsolódó, az új börtönépítési beruházásokkal összefüggő közigazgatási hatósági ügyek nemzetgazdasági szempontból kiemelt jelentőségű üggyé nyilvánításáról szóló 268/2016. (VIII. 31.) Korm. rendelet módosításáról
- 213/2017. (VII. 25.) Korm. rendelet A fogyasztóvédelmi hatóság eljárása során felmerülő egyes eljárási költségekről szóló 212/2008. (VIII. 29.) Korm. rendelet és a fogyasztóvédelmi hatóság kijelöléséről szóló 387/2016. (XII. 2.) Korm. rendelet módosításáról
- 214/2017. (VII. 25.) Korm. rendelet A felelős játékszervezés részletes szabályairól szóló 329/2015. (XI. 10.) Korm. rendelet és a Nemzeti Adó- és Vámhivatal szerveinek hatásköréről és illetékességéről szóló 485/2015. (XII. 29.) Korm. rendelet módosításáról
- 215/2017. (VII. 26.) Korm. rendelet Az egészségügyi szolgáltatások Egészségbiztosítási Alapból történő finanszírozásának részletes szabályairól szóló 43/1999. (III. 3.) Korm. rendelet módosításáról
- 216/2017. (VII. 26.) Korm. rendelet A közúti közlekedési igazgatási feladatokról, a közúti közlekedési okmányok kiadásáról és visszavonásáról szóló 326/2011. (XII. 28.) Korm. rendelet módosításáról
- 217/2017. (VII. 31.) Korm. rendelet A felelős akkreditált közbeszerzési szaktanácsadók kötelező közbeszerzési szakmai képzéséről
- 218/2017. (VII. 31.) Korm. rendelet Egyes kormányrendeletek Magyarország versenyképességének javítása érdekében történő módosításáról
- 219/2017. (VII. 31.) Korm. rendelet A villanyszerelők bejelentéséről és nyilvántartásáról
- 220/2017. (VII. 31.) Korm. rendelet A víziközmű-bekötést végző személyek bejelentéséről és nyilvántartásáról

#### Augusztus (221−247)
- 221/2017. (VIII. 7.) Korm. rendelet az elektronikus ügyintézéssel kapcsolatos egyes kormányrendeletek módosításáról
- 222/2017. (VIII. 11.) Korm. rendelet A Beruházás Előkészítési Alap felhasználásával kapcsolatos döntési hatáskörökről
- 223/2017. (VIII. 11.) Korm. rendelet A külképviseletek gazdálkodásának részletes szabályairól
- 224/2017. (VIII. 11.) Korm. rendelet Az államháztartásról szóló törvény végrehajtásáról szóló 368/2011. (XII. 31.) Korm. rendelet módosításáról
- 225/2017. (VIII. 11.) Korm. rendelet Az Országos Atomenergia Hivatal nukleáris energiával kapcsolatos európai uniós, valamint nemzetközi kötelezettségekkel összefüggő feladatköréről, az Országos Atomenergia Hivatal hatósági eljárásaiban közreműködő szakhatóságok kijelöléséről, a kiszabható bírság mértékéről, valamint az Országos Atomenergia Hivatal munkáját segítő tudományos tanácsról szóló 112/2011. (VII. 4.) Korm. rendelet, valamint a nukleáris létesítmények nukleáris biztonsági követelményeiről és az ezzel összefüggő hatósági tevékenységről szóló 118/2011. (VII. 11.) Korm. rendelet módosításáról
- 226/2017. (VIII. 11.) Korm. rendelet Az autóbuszos személyszállítási szolgáltatásnak a 181/2011/EU rendeletben nem szabályozott részletes feltételeire, az abban foglaltak alóli mentességekre, az autóbuszos személyszállítási szolgáltatási feltételekre, valamint a közúti személyszállítási üzletszabályzatra vonatkozó szabályokról szóló 213/2012. (VII. 30.) Korm. rendelet módosításáról
- 234/2017. (VIII. 18.) Korm. rendelet A Magyarország Kormánya és a Kirgiz Köztársaság Kormánya közötti gazdasági együttműködésről szóló Megállapodás kihirdetéséről
- 235/2017. (VIII. 18.) Korm. rendelet A szociális és gyermekvédelmi pénzbeli és természetbeni ellátásokkal összefüggő, valamint egyéb kormányrendeletek módosításáról
- 236/2017. (VIII. 18.) Korm. rendelet A totalitárius diktatúrák áldozatai társadalombiztosítási és munkajogi helyzetének rendezéséről szóló egyes kormányrendeletek módosításáról
- 237/2017. (VIII. 18.) Korm. rendelet Az emberi erőforrások miniszterének feladat- és hatáskörébe tartozó európai uniós alapokból származó támogatások felhasználására vonatkozó központi beszerző, valamint krízismenedzsment feladatokat ellátó szerv feladat- és hatásköréről
- 238/2017. (VIII. 18.) Korm. rendelet A tartós külszolgálathoz kapcsolódó felkészítésről
- 239/2017. (VIII. 18.) Korm. rendelet A szakdiplomata-álláshely létesítésére, valamint a szakdiplomata felkészítésére és szakmai irányítására vonatkozó részletes szabályokról
- 240/2017. (VIII. 28.) Korm. rendelet A parlagfű elleni közérdekű védekezés végrehajtásának, valamint az állami, illetve a közérdekű védekezés költségei megállapításának és igénylésének részletes szabályairól szóló 221/2008. (VIII. 30.) Korm. rendelet és az állatkísérletekről szóló 40/2013. (II. 14.) Korm. rendelet módosításáról
- 241/2017. (VIII. 28.) Korm. rendelet A Testnevelési Egyetem új kampusza, valamint a hozzá kapcsolódó sportlétesítmények, szálláshelyek és szolgáltató egységek megépítése projekt keretében megvalósuló egyes beruházásokkal összefüggő közigazgatási hatósági ügyek nemzetgazdasági szempontból kiemelt jelentőségű üggyé nyilvánításáról, az eljáró hatóságok kijelöléséről, valamint a beruházások megvalósításával összefüggő beépítési szabályok megállapításáról szóló 309/2016. (X. 13.) Korm. rendelet módosításáról
- 242/2017. (VIII. 28.) Korm. rendelet A Modern Városok Program keretében megvalósuló, az állami repülések céljára szolgáló kecskeméti repülőtér közös (katonai-polgári) felhasználású repülőtérré fejlesztése érdekében szükséges beruházásokkal összefüggő közigazgatási hatósági ügyek nemzetgazdasági szempontból kiemelt jelentőségű üggyé nyilvánításáról
- 243/2017. (VIII. 28.) Korm. rendelet A Modern Városok Program keretében egyes sportcélú beruházásokkal összefüggő közigazgatási hatósági ügyek nemzetgazdasági szempontból kiemelt jelentőségű üggyé nyilvánításáról szóló 203/2017. (VII. 10.) Korm. rendelet módosításáról
- 244/2017. (VIII. 28.) Korm. rendelet A Hungary Helps Programról
- 245/2017. (VIII. 29.) Korm. rendelet A Gazdasági Együttműködési és Fejlesztési Szervezet (OECD) Multinacionális vállalatokra vonatkozó irányelveiről szóló, 2011. május 25-én módosított C(2000)96/FINAL tanácsi határozatának kihirdetéséről és az OECD Multinacionális vállalatokra vonatkozó irányelvek alapján a Magyar Nemzeti Kapcsolattartó Pont létrehozásáról
- 246/2017. (VIII. 31.) Korm. rendelet Az egészségügyi szolgáltatások Egészségbiztosítási Alapból
- 247/2017. (VIII. 31.) Korm. rendelet A tömeges bevándorlás okozta válsághelyzet Magyarország egész területére történő elrendeléséről, valamint a válsághelyzet elrendelésével, fennállásával és megszüntetésével összefüggő szabályokról szóló 41/2016. (III. 9.) Korm. rendelet módosításáról

#### Szeptember (248−290)
- 248/2017. (IX. 1.) Korm. rendelet A budapesti Istvánmező rehabilitációs programjával, kiemelten a Budapesti Olimpiai Központ integrált rekonstrukciójával összefüggő közigazgatási hatósági ügyek kiemelt jelentőségű üggyé nyilvánításáról és az eljáró hatóságok kijelöléséről szóló 364/2011. (XII. 30.) Korm. rendelet módosításáról
- 249/2017. (IX. 5.) Korm. rendelet Az infokommunikációs technológiák ágazathoz kapcsolódó létfontosságú rendszerek és létesítmények azonosításáról, kijelöléséről és védelméről
- 250/2017. (IX. 5.) Korm. rendelet Egyes egészségügyi, egészségbiztosítási és gyógyszerészeti tárgyú kormányrendeletek módosításáról
- 251/2017. (IX. 5.) Korm. rendelet A közösségi agrármarketing tevékenységről szóló 118/2016. (VI. 6.) Korm. rendelet módosításáról
- 252/2017. (IX. 5.) Korm. rendelet A Budapesten létesítendő Roma Oktatási és Kulturális Központ megvalósítását célzó beruházással összefüggő közigazgatási hatósági ügyek nemzetgazdasági szempontból kiemelt jelentőségű üggyé nyilvánításáról szóló 151/2017. (VI. 12.) Korm. rendelet módosításáról
- 253/2017. (IX. 5.) Korm. rendelet A Széchenyi Programirodákról szóló 68/2011. (IV. 28.) Korm. rendelet és az Uniós fejlesztések fejezetbe tartozó fejezeti kezelésű előirányzatok felhasználásának rendjéről szóló 549/2013. (XII. 30.) Korm. rendelet módosításáról
- 254/2017. (IX. 5.) Korm. rendelet A „VITUKI” Környezetvédelmi és Vízgazdálkodási Kutató Intézet Nonprofit Közhasznú Korlátolt Felelősségű Társaság „felszámolás alatt” stratégiailag kiemelt jelentőségű gazdálkodó szervezetté minősítéséről
- 255/2017. (IX. 5.) Korm. rendelet A HUNGARORING Sport Zártkörűen Működő Részvénytársaság Stratégiai Fejlesztési Programjának keretében megvalósuló beruházással összefüggő közigazgatási hatósági ügyek nemzetgazdasági szempontból kiemelt jelentőségű üggyé nyilvánításáról
- 256/2017. (IX. 5.) Korm. rendelet A dunaújvárosi Kézilabda Akadémia beruházási megvalósítási programjáról szóló beruházással összefüggő közigazgatási hatósági ügyek nemzetgazdasági szempontból kiemelt jelentőségű üggyé nyilvánításáról
- 257/2017. (IX. 5.) Korm. rendelet A Budapest X. kerületben megvalósuló ingatlanfejlesztéssel összefüggő  nemzetközigazgatási hatósági ügyek nemzetgazdasági szempontból kiemelt jelentőségű üggyé nyilvánításáról és egyes eljáró hatóságok kijelöléséről szóló 308/2016. (X. 13.) Korm. rendelet módosításáról
- 258/2017. (IX. 7.) Korm. rendelet A Békéscsaba megyei jogú város területén megvalósuló élelmiszeripari beruházásokkal összefüggő közigazgatási hatósági ügyek nemzetgazdasági szempontból kiemelt jelentőségű üggyé nyilvánításáról
- 259/2017. (IX. 11.) Korm. rendelet Egyes vasúti közlekedési tárgyú kormányrendeletek módosításáról
- 260/2017. (IX. 11.) Korm. rendelet Az energiával kapcsolatos termékek környezetbarát tervezési kötelezettségeinek előírásáról, valamint forgalomba hozatalának és megfelelőségértékelésének általános feltételeiről szóló 65/2011. (IV. 15.) Korm. rendelet módosításáról
- 261/2017. (IX. 11.) Korm. rendelet Az építési termék építménybe történő betervezésének és beépítésének, ennek során a teljesítmény igazolásának részletes szabályairól szóló 275/2013. (VII. 16.) Korm. rendelet módosításáról
- 262/2017. (IX. 11.) Korm. rendelet A szociális hozzájárulási adóhoz kapcsolódó megtakarítások kezeléséről szóló 467/2016. (XII. 23.) Korm. rendelet módosításáról
- 263/2017. (IX. 11.) Korm. rendelet A kéményseprő-ipari tevékenységről szóló törvény végrehajtásáról szóló 99/2016. (V. 13.) Korm. rendelet módosításáról
- 264/2017. (IX. 11.) Korm. rendelet A határon túli költségvetési támogatások sajátos szabályairól szóló 98/2012. (V. 15.) Korm. rendelet, valamint a Bethlen Gábor Alapról szóló 2010. évi CLXXXII. törvény végrehajtásáról szóló 367/2010. (XII. 30.) Korm. rendelet módosításáról
- 265/2017. (IX. 11.) Korm. rendelet A Környezeti és Energiahatékonysági Operatív Program keretében megvalósuló egyes beruházásokkal összefüggő közigazgatási hatósági ügyek nemzetgazdasági szempontból kiemelt jelentőségű üggyé nyilvánításáról
- 266/2017. (IX. 11.) Korm. rendelet' Az Erzsébet Táborok infrastrukturális fejlesztésére irányuló beruházással összefüggő közigazgatási hatósági ügyek nemzetgazdasági szempontból kiemelt jelentőségű üggyé nyilvánításáról
- 267/2017. (IX. 11.) Korm. rendelet A tatabányai multifunkcionális sportcsarnok beruházás megvalósításával összefüggő közigazgatási hatósági ügyek kiemelt jelentőségű üggyé nyilvánításáról és az eljáró hatóságok kijelöléséről szóló 49/2015. (III. 12.) Korm. rendelet módosításáról
- 269/2017. (IX. 13.) Korm. rendelet A közfeladatot ellátó szervek iratkezelésének általános követelményeiről szóló 335/2005. (XII. 29.) Korm. rendelet módosításáról
- 270/2017. (IX. 13.) Korm. rendelet Egyes központi hivatalok és költségvetési szervi formában működő minisztériumi háttérintézmények felülvizsgálatával összefüggő jogutódlásáról, valamint egyes közfeladatok átvételéről szóló 378/2016. (XII. 2.) Korm. rendelet módosításáról
- 271/2017. (IX. 13.) Korm. rendelet A halgazdálkodási és a halvédelmi bírságról szóló 314/2014. (XII. 12.) Korm. rendelet módosításáról
- 272/2017. (IX. 14.) Korm. rendelet az egyes ivóvízminőség-javítási, szennyvíz-elvezetési és -tisztítási, valamint hulladékgazdálkodási beruházásokkal összefüggő közigazgatási hatósági ügyek nemzetgazdasági szempontból kiemelt jelentőségű üggyé nyilvánításáról
- 273/2017. (IX. 20.) Korm. rendelet A honvédelemről és a Magyar Honvédségről, valamint a különleges jogrendben bevezethető intézkedésekről szóló 2011. évi CXIII. törvény egyes rendelkezéseinek végrehajtásáról szóló 290/2011. (XII. 22.) Korm. rendelet módosításáról
- 274/2017. (IX. 21.) Korm. rendelet Az iskolaszövetkezetek és a közérdekű nyugdíjas szövetkezetek számára fizetendő minimális szolgáltatási díjról
- 275/2017. (IX. 21.) Korm. rendelet Egyes energetikai tárgyú kormányrendeletek módosításáról
- 276/2017. (IX. 21.) Korm. rendelet A muzeális intézmények látogatóit megillető kedvezményekről szóló 194/2000. (XI. 24.) Korm. rendelet módosításáról
- 277/2017. (IX. 21.) Korm. rendelet A sportorvoslás szabályairól és a sportegészségügyi hálózatról szóló 215/2004. (VII. 13.) Korm. rendelet módosításáról
- 290/2017. (IX. 28.) Korm. rendelet A hallgatói hitelrendszerről szóló 1/2012. (I. 20.) Korm. rendelet módosításáról

#### Október (291−314)
- 291/2017. (X. 3) Korm. rendelet a hallgatói hitelrendszerről szóló 1/2012. (I. 20.) Korm. rendelet módosításáról
- 292/2017. (X. 5.) Korm. rendelet A közlekedési igazgatási feladatokkal összefüggő hatósági feladatokat ellátó szervek kijelöléséről szóló 382/2016. (XII. 2.) Korm. rendelet, valamint a Nemzeti Tengelysúlymérő Rendszer kialakításával és működtetésével, valamint a jogosulatlan úthasználat miatt kiszabott bírságokkal összefüggő egyes kormányrendeletek módosításáról szóló 233/2017. (VIII. 14.) Korm. rendelet módosításáról
- 293/2017. (X. 10.) Korm. rendelet A Közbeszerzési és Ellátási Főigazgatóságról szóló 250/2014. (X. 2.) Korm. rendelet módosításáról
- 294/2017. (X. 10.) Korm. rendelet A felelős játékszervezés részletes szabályairól szóló 329/2015. (XI. 10.) Korm. rendelet módosításáról
- 295/2017. (X. 10.) Korm. rendelet A Modern Városok Program megvalósításáról szóló 250/2016. (VIII. 24.) Korm. rendelet módosításáról
- 296/2017. (X. 10.) Korm. rendelet A Budapest VI. kerület, Hunyadi téri vásárcsarnok rekonstrukciójával összefüggő közigazgatási hatósági ügyek nemzetgazdasági szempontból kiemelt jelentőségű üggyé nyilvánításáról
- 297/2017. (X. 10.) Korm. rendelet A piliscsabai Iosephinum területén megvalósuló fejlesztések keretében az AVICENNA Kutatóintézet beruházási munkáival összefüggő közigazgatási hatósági ügyek nemzetgazdasági szempontból kiemelt jelentőségű üggyé nyilvánításáról
- 298/2017. (X. 10.) Korm. rendelet A Modern Városok Program keretében a veszprémi Kittenberger Kálmán Növény- és Vadaspark fejlesztése és bővítése tárgyú beruházás műszaki ellenőri feladatainak ellátásáról
- 299/2017. (X. 17.) Korm. rendelet A megújuló energiaforrásból termelt villamos energia kötelező átvételi és prémium típusú támogatásáról
- 300/2017. (X. 17.) Korm. rendelet A felszámolási eljárásban az adós vagyonának nyilvános értékesítésére rendelkezések módosításáról
- 301/2017. (X. 18.) Korm. rendelet 301/2017. (X. 18.) Korm. rendelet A szálláshely-szolgáltatási tevékenység folytatásának részletes feltételeiről és a szálláshely-üzemeltetési engedély kiadásának rendjéről
- 302/2017. (X. 26.) Korm. rendelet A Magyarország Kormánya és a Laoszi Népi Demokratikus Köztársaság Kormánya közötti pénzügyi együttműködési keretprogram kialakításáról szóló megállapodás kihirdetéséről
- 303/2017. (X. 26.) Korm. rendelet Az állami sport célú támogatások felhasználásáról és elosztásáról szóló 474/2016. (XII. 27.) Korm. rendelet módosításáról
- 304/2017. (X. 27.) Korm. rendelet az egységes elektronikuskártya-kibocsátási keretrendszerről szóló 2014. évi LXXXIII. törvény végrehajtásáról
- 305/2017. (X. 27.) Korm. rendelet A fővárosi és megyei kormányhivatalokról, valamint a járási (fővárosi kerületi) hivatalokról szóló 66/2015. (III. 30.) Korm. rendelet és az állami tisztviselők képesítési előírásairól szóló 315/2016. (X. 20.) Korm. rendelet módosításáról
- 306/2017. (X. 27.) Korm. rendelet A 2014–2020 közötti programozási időszakban a Belső Biztonsági Alapból és a Menekültügyi, Migrációs és Integrációs Alapból származó támogatások felhasználásáról szóló 135/2015. (VI. 2.) Korm. rendelet módosításáról
- 307/2017. (X. 27.) Korm. rendelet A közneveléssel összefüggő egyes kormányrendeletek, valamint a Szociális és Gyermekvédelmi Főigazgatóságról szóló 316/2012. (XI. 13.) Korm. rendelet módosításáról
- 308/2017. (X. 27.) Korm. rendelet Az állami köznevelési közfeladat ellátásában fenntartóként részt vevő szervekről, valamint a Klebelsberg Központról szóló 134/2016. (VI. 10.) Korm. rendelet módosításáról
- 309/2017. (X. 27.) Korm. rendelet Az egyes vízgazdálkodási és kármentesítési célú beruházásokkal összefüggő közigazgatási hatósági ügyek nemzetgazdasági szempontból kiemelt jelentőségű üggyé nyilvánításáról
- 310/2017. (X. 31.) Korm. rendelet a Magyar Államkincstárról
- 311/2017. (X. 31.) Korm. rendelet Az Országos Nyugdíjbiztosítási Főigazgatóságnak a Magyar Államkincstárba történő beolvadásához kapcsolódó egyes kormányrendeletek módosításáról
- 312/2017. (X. 31.) Korm. rendelet A nyugellátások és egyes más ellátások 2017. novemberi kiegészítéséről
- 313/2017. (X. 31.) Korm. rendelet A 2017. évi nyugdíjprémiumról és egyes más ellátások után járó egyszeri juttatásról
- 314/2017. (X. 31.) Korm. rendelet A szépkorúak jubileumi köszöntéséről szóló 255/2008. (X. 21.) Korm. rendelet módosításáról

#### November (315−364)
- 315/2017. (XI. 6.) Korm. rendelet A felelős akkreditált közbeszerzési szaktanácsadók kötelező közbeszerzési szakmai képzéséről szóló 217/2017. (VII. 31.) Korm. rendelet módosításáról
- 316/2017. (XI. 7.) Korm. rendelet A járóbeteg-ellátás keretében rendelt gyógyszerek, gyógyászati segédeszközök és gyógyfürdőellátások árához nyújtott támogatások elszámolásáról és folyósításáról szóló 134/1999. (VIII. 31.) Korm. rendelet módosításáról
- 317/2017. (XI. 7.) Korm. rendelet Egyes központi hivatalok és költségvetési szervi formában működő minisztériumi háttérintézmények felülvizsgálatával összefüggő jogutódlásáról, valamint egyes közfeladatok átvételéről szóló 378/2016. (XII. 2.) Korm. rendelet módosításáról
- 318/2017. (XI. 7.) Korm. rendelet A Budapest XIII. kerületében megvalósuló, az OTP Bankcsoport új irodaházának megvalósításával összefüggő közigazgatási hatósági ügyek nemzetgazdasági szempontból kiemelt jelentőségű üggyé nyilvánításáról
- 349/2017. (XI. 23.) Korm. rendelet A szociális ágazatban egészségügyi végzettséghez kötött munkakörben foglalkoztattak részére 2018. évben kifizetésre kerülő egészségügyi kiegészítő pótlékhoz nyújtott támogatásról
- 350/2017. (XI. 23.) Korm. rendelet Az egyházi és nem állami szociális fenntartóknál dolgozók részére a 2018. évben kifizetésre kerülő minimálbér és garantált bérminimum támogatásáról
- 351/2017. (XI. 23.) Korm. rendelet A közalkalmazottak jogállásáról szóló 1992. évi XXXIII. törvénynek a szociális, valamint a gyermekjóléti és gyermekvédelmi ágazatban történő végrehajtásáról szóló 257/2000. (XII. 26.) Korm. rendelet módosításáról
- 352/2017. (XI. 29.) Korm. rendelet Az egészségügyi szakellátást nyújtó közfinanszírozott szolgáltatók gazdálkodását segítő intézkedésekről
- 353/2017. (XI. 29.) Korm. rendelet A 2018/2019. tanévre vonatkozó szakmaszerkezeti döntésről és a 2018/2019. tanévben a Szabóky Adolf Szakképzési Ösztöndíjra jogosító szakképesítésekről
- 354/2017. (XI. 29.) Korm. rendelet Az állami tisztviselők teljesítményértékeléséről
- 355/2017. (XI. 29.) Korm. rendelet Az országos kerékpárút-törzshálózat egyes elemeinek és a főutakkal párhuzamos kerékpárutak lakott területen kívüli szakaszai kezelőjének kijelöléséről
- 356/2017. (XI. 29.) Korm. rendelet A közfoglalkoztatáshoz nyújtható támogatásokról szóló 375/2010. (XII. 31.) Korm. rendelet módosításáról
- 357/2017. (XI. 29.) Korm. rendelet A felsőoktatásban szerezhető képesítések jegyzékéről és új képesítések jegyzékbe történő felvételéről szóló 139/2015. (VI. 9.) Korm. rendelet módosításáról
- 358/2017. (XI. 29.) Korm. rendelet A Mezőgazdasági és Vidékfejlesztési Hivatal megszüntetéséről, valamint egyes ezzel összefüggő kormányrendeletek módosításáról szóló 328/2016. (X. 28.) Korm. rendelet módosításáról
- 359/2017. (XI. 30.) Korm. rendelet A nyugellátások és egyes más ellátások 2018. január havi emeléséről
- 360/2017. (XI. 30.) Korm. rendelet Az egyes nyugdíjbiztosítási tárgyú kormányrendeletek módosításáról
- 361/2017. (XI. 30.) Korm. rendelet Az elektronikus ügyintézéssel kapcsolatos egyes kormányrendeletek módosításáról
- 362/2017. (XI. 30.) Korm. rendelet A Roma Szakkollégiumi Tanács létrehozásával és működésével kapcsolatos egyes kormányrendeletek módosításáról
- 363/2017. (XI. 30.) Korm. rendelet A SPORTFOLIÓ Sportlétesítményeket Kezelő, Hasznosító és Fejlesztésszervező Közhasznú Társaság „felszámolás alatt” stratégiailag kiemelt jelentőségű gazdálkodó szervezetté minősítéséről
- 364/2017. (XI. 30.) Korm. rendelet A Budapest XIII. kerület, Váci út 160–168. szám alatti ingatlanon, a volt csavargyár és erőmű területén megvalósítandó barnamezős beruházással összefüggő közigazgatási hatósági ügyek nemzetgazdasági szempontból kiemelt jelentőségű üggyé nyilvánításáról

#### December (365−532)
- 365/2017. (XII. 5.) Korm. rendelet Az európai uniós versenyjogi értelemben vett állami támogatásokkal kapcsolatos eljárásról és a regionális támogatási térképről szóló 37/2011. (III. 22.) Korm. rendelet, valamint a 2014–2020 programozási időszakra rendelt források felhasználására vonatkozó uniós versenyjogi értelemben vett állami támogatási szabályokról szóló 255/2014. (X. 10.) Korm. rendelet módosításáról
- 366/2017. (XII. 5.) Korm. rendelet A 2014–2020 programozási időszakra az Európai Területi Együttműködési Programokból rendelt források felhasználására vonatkozó uniós versenyjogi értelemben vett állami támogatási szabályokról szóló 44/2016. (III. 10.) Korm. rendelet módosításáról
- 367/2017. (XII. 6.) Korm. rendelet A látvány-csapatsport támogatását biztosító támogatási igazolás kiállításáról, felhasználásáról, a támogatás elszámolásának és ellenőrzésének, valamint visszafizetésének szabályairól szóló 107/2011. (VI. 30.) Korm. rendelet módosításáról
- 368/2017. (XII. 7.) Korm. rendelet az egyes közlekedésfejlesztési projektekkel összefüggő közigazgatási hatósági ügyek nemzet-gazdasági szempontból kiemelt jelentőségű üggyé nyilvánításáról és az eljáró hatóságok kijelöléséről szóló 345/2012. (XII. 6.) Korm. rendelet módosításáról
- 369/2017. (XII. 7.) Korm. rendelet a váci multifunkcionális sport- és rendezvénycsarnok beruházás megvalósításával összefüggő közigazgatási hatósági ügyek nemzetgazdasági szempontból kiemelt jelentőségű üggyé nyilvánításáról
- 370/2017. (XII. 8.) Korm. rendelet A Jelnyelvi Tolmácsok Országos Névjegyzékéről
- 371/2017. (XII. 8.) Korm. rendelet A Kopp Mária Intézet a Népesedésért és a Családokért létrehozásáról
- 372/2017. (XII. 8.) Korm. rendelet A Nemzeti Köznevelési Infrastruktúra Fejlesztési Program II. ütemének keretében a Biatorbágyi Általános Iskola beruházás megvalósításával összefüggő közigazgatási hatósági ügyek nemzetgazdasági szempontból kiemelt jelentőségű üggyé nyilvánításáról
- 373/2017. (XII. 8.) Korm. rendelet Az Országos Széchényi Könyvtár archívumainak elhelyezését szolgáló archivális és szolgáltató raktárainak megvalósításával összefüggő közigazgatási hatósági ügyek nemzetgazdasági szempontból kiemelt jelentőségű üggyé nyilvánításáról
- 374/2017. (XII. 8.) Korm. rendelet A Magyar Agrár-, Élelmiszergazdasági és Vidékfejlesztési Kamara által működtetett falugazdász-hálózat igazgatási és egyéb feladatainak a meghatározásáról szóló 525/2013. (XII. 30.) Korm. rendelet módosításáról
- 375/2017. (XII. 11.) Korm. rendelet A Magyarország Kormánya és a Szudáni Köztársaság Kormánya közötti gazdasági és műszaki együttműködésről szóló Megállapodás kihirdetéséről
- 376/2017. (XII. 11.) Korm. rendelet A muzeális intézmények működési engedélyéről
- 377/2017. (XII. 11.) Korm. rendelet A muzeális intézményekben őrzött kulturális javak kölcsönzési díjáról, valamint a kijelölési eljárásról
- 378/2017. (XII. 11.) Korm rendelet A kulturális szakemberek szakmai továbbképzésének nyilvántartásba vételi szabályairól
- 379/2017. (XII. 11.) Korm. rendelet A nyilvános könyvtárak jegyzékének vezetéséről
- 380/2017. (XII. 11.) Korm. rendelet Az államháztartás számviteléről szóló 4/2013. (I. 11.) Korm. rendelet módosításáról
- 381/2017. (XII. 11.) Korm. rendelet A szociális, gyermekjóléti és gyermekvédelmi szolgáltatásokkal összefüggő egyes kormányrendeletek módosításáról
- 388/2017. (XII. 13.) Korm. rendelet Az Országos Statisztikai Adatfelvételi Program kötelező adatszolgáltatásairól
- 389/2017. (XII. 13.) Korm. rendelet A nemzetközi közigazgatási szakértői tevékenységről
- 390/2017. (XII. 13.) Korm. rendelet Az Országos Gyermekvédelmi Szakértői Névjegyzékről és az Országos Szociálpolitikai Szakértői Névjegyzékről
- 391/2017. (XII. 13.) Korm. rendelet A vízügyi igazgatási szerveknél foglalkoztatottak közalkalmazotti jogviszonyának különös szabályairól
- 392/2017. (XII. 13.) Korm. rendelet A barlangok nyilvántartásáról
- 393/2017. (XII. 13.) Korm. rendelet A polgári perrendtartásról szóló 2016. évi CXXX. törvény és az ügyvédi tevékenységről szóló 2017. évi LXXVIII. törvény hatálybalépésével összefüggő egyes kormányrendeletek módosításáról
- 394/2017. (XII. 13.) Korm. rendelet A belügyi feladatokat érintő és más kapcsolódó törvények módosításáról szóló 2017. évi CXXXIV. törvénnyel összefüggő Korm. rendeletek módosításáról
- 395/2017. (XII. 13.) Korm. rendelet A fejlesztési adókedvezményről szóló 165/2014. (VII. 17.) Korm. rendelet módosításáról
- 396/2017. (XII. 13.) Korm. rendelet A 2014–2020 programozási időszakban az egyes európai uniós alapokból származó támogatások felhasználásának rendjéről szóló 272/2014. (XI. 5.) Korm. rendelet módosításáról
- 397/2017. (XII. 13.) Korm. rendelet A hivatalos statisztikáról szóló 2016. évi CLV. törvény végrehajtásáról szóló 184/2017. (VII. 5.) Korm. rendeletnek az elektronikus ügyintézés és a bizalmi szolgáltatások általános szabályairól szóló 2015. évi CCXXII. törvénnyel összefüggő módosításáról
- 398/2017. (XII. 13.) Korm. rendelet A villamos energia rendszerhasználati díjak, csatlakozási díjak és külön díjak alkalmazási szabályairól szóló 10/2016. (XI. 14.) MEKH rendelet és a villamos energia rendszerhasználati díjak, csatlakozási díjak és külön díjak mértékéről szóló 15/2016. (XII. 20.) MEKH rendelet módosításáról
- 399/2017. (XII. 14.) Korm. rendelet Egyes kormányrendeleteknek az egészségügyben megvalósuló béremelésekkel kapcsolatos módosításáról
- 400/2017. (XII. 15.) Korm. rendelet Az UNESCO által 2005. október 19-én elfogadott, a sportbeli dopping elleni nemzetközi egyezmény I. melléklete módosításának kihirdetéséről
- 401/2017. (XII. 15.) Korm. rendelet A rehabilitációs orvosszakértői névjegyzékről és a foglalkozási rehabilitációs szakértői névjegyzékről
- 402/2017. (XII. 15.) Korm. rendelet A pénzbeli és természetbeni szociális ellátásokkal összefüggő egyes kormányrendeletek módosításáról
- 403/2017. (XII. 15.) Korm. rendelet A társadalombiztosítás ellátásaira és a magánnyugdíjra jogosultakról, valamint e szolgáltatások fedezetéről szóló 1997. évi LXXX. törvény végrehajtásáról szóló 195/1997. (XI. 5.) Korm. rendelet módosításáról
- 404/2017. (XII. 15.) Korm. rendelet A kötelező egészségbiztosítás ellátásairól szóló 1997. évi LXXXIII. törvény végrehajtásáról szóló 217/1997. (XII. 1.) Korm. rendeletnek az egyes ellátások központi folyósításával kapcsolatos módosításáról
- 405/2017. (XII. 15.) Korm. rendelet A családok támogatásáról szóló 1998. évi LXXXIV. törvény végrehajtásáról szóló 223/1998. (XII. 30.) Korm. rendeletnek az egyes családtámogatási tárgyú, valamint egyéb törvények módosításáról szóló 2017. évi CLXXVIII. törvénnyel összefüggő módosításáról
- 406/2017. (XII. 15.) Korm. rendelet A közalkalmazottak jogállásáról szóló 1992. évi XXXIII. törvénynek a szociális, valamint a gyermekjóléti és gyermekvédelmi ágazatban történő végrehajtásáról szóló 257/2000. (XII. 26.) Korm. rendelet módosításáról
- 407/2017. (XII. 15.) Korm. rendelet A felsőoktatás szabályozására vonatkozó és egyes kapcsolódó kormányrendeletek módosításáról
- 408/2017. (XII. 15.) Korm. rendelet A hallgatói hitelrendszerről szóló 1/2012. (I. 20.) Korm. rendelet módosításáról
- 409/2017. (XII. 15.) Korm. rendelet A Budapest XIV. kerületében megvalósuló ingatlan- és infrastrukturális fejlesztésekkel összefüggő közigazgatási hatósági ügyek nemzetgazdasági szempontból kiemelt jelentőségű üggyé nyilvánításáról, valamint a Kaposvár Megyei Jogú Város területén megvalósuló napelemes erőmű létrehozására irányuló beruházással összefüggő közigazgatási hatósági ügyek nemzetgazdasági szempontból kiemelt jelentőségű üggyé  nyilvánításáról szóló 322/2017. (XI. 8.) Korm. rendelet módosításáról
- 410/2017. (XII. 15.) Korm. rendelet A bejelentés-köteles szolgáltatást nyújtókról
- 411/2017. (XII. 15.) Korm. rendelet Az egyes migrációs tárgyú és velük összefüggésben egyes további kormányrendeletek módosításáról
- 412/2017. (XII. 15.) Korm. rendelet Egyes vadgazdálkodási eljárásokra vonatkozó szabályokról
- 413/2017. (XII. 15.) Korm. rendelet Egyes halgazdálkodási eljárásokra vonatkozó szabályokról
- 414/2017. (XII. 18.) Korm. rendelet A faanyag kereskedelmi lánc felügyeletével kapcsolatos eljárás, bejelentés, adatszolgáltatás, nyilvántartás és ellenőrzés részletes szabályairól
- 415/2017. (XII. 18.) Korm. rendelet A közalkalmazottak jogállásáról szóló 1992. évi XXXIII. törvény végrehajtásáról a művészeti, a közművelődési és a közgyűjteményi területen foglalkoztatott közalkalmazottak jogviszonyával összefüggő egyes kérdések rendezésére című 150/1992. (XI. 20.) Korm. rendelet és az Országos Dokumentumellátási Rendszerről szóló 73/2003. (V. 28.) Korm. rendelet módosításáról
- 416/2017. (XII. 18.) Korm. rendelet A kulturális szakértői tevékenység folytatásának feltételeiről és a kulturális szakértői nyilvántartás vezetéséről
- 417/2017. (XII. 19.) Korm. rendelet A közvetítői névjegyzék vezetéséről
- 418/2017. (XII. 19.) Korm. rendelet Az igazságügyi szakértői névjegyzékbe vételhez szükséges szakmai gyakorlati idő szakirányú jellegének igazolására szolgáló hatósági bizonyítvány kiadása iránti eljárás részletes szabályairól
- 419/2017. (XII. 19.) Korm. rendelet  A hatósági erkölcsi bizonyítvány kiállítására irányuló eljárás részletes szabályairól
- 420/2017. (XII. 19.) Korm. rendelet A bűncselekmények áldozatainak nyújtott támogatások engedélyezése iránti eljárás, valamint a pénzbeli támogatás folyósításának és visszatérítésének részletes szabályairól
- 421/2017. (XII. 19.) Korm. rendelet A jogi segítségnyújtás keretében nyújtott szolgáltatások engedélyezése, folyósítása és visszatérítése iránti eljárások részletes szabályairól
- 422/2017. (XII. 19.) Korm. rendelet Az egészségügyi szakértői tevékenységgel kapcsolatos hatósági eljárás egyes kérdéseiről
- 423/2017. (XII. 19.) Korm. rendelet A gyógyszerrendeléshez használandó számítógépes program minősítésének eljárási szabályairól
- 424/2017. (XII. 19.) Korm. rendelet Az elektronikus közbeszerzés részletes szabályairól
- 425/2017. (XII. 19.) Korm. rendelet A Kaposvári Egyetem humán-egészségügyi szolgáltatási feladatainak átadásáról
- 426/2017. (XII. 19.) Korm. rendelet Az államháztartásról szóló törvény végrehajtásáról szóló 368/2011. (XII. 31.) Korm. rendelet módosításáról
- 427/2017. (XII. 19.) Korm. rendelet Az Uniós fejlesztések fejezetbe tartozó fejezeti kezelésű előirányzatok felhasználásának rendjéről szóló 549/2013. (XII. 30.) Korm. rendelet módosításáról
- 428/2017. (XII. 19.) Korm. rendelet A Gül Baba Türbéje Örökségvédő Alapítvány feladatainak meghatározásáról
- 429/2017. (XII. 20.) Korm. rendelet Az anyakönyvezési feladatok ellátásának részletes szabályairól
- 430/2017. (XII. 20.) Korm. rendelet Az egészségügyi szolgáltatások Egészségbiztosítási Alapból történő finanszírozásának részletes szabályairól szóló 43/1999. (III. 3.) Korm. rendelet módosításáról
- 431/2017. (XII. 20.) Korm. rendelet A vasútnak nem minősülő egyéb kötöttpályás közlekedési rendszerekkel kapcsolatos építésügyi hatósági engedélyezési eljárások lefolytatásának részletes szabályairól és egyes kapcsolódó kormányrendeletek módosításáról
- 432/2017. (XII. 21.) Korm. rendelet A Teljesítésigazolási Szakértői Szervvel kapcsolatos egyes kérdésekről szóló 236/2013. (VI. 30.) Korm. rendelet módosításáról
- 433/2017. (XII. 21.) Korm. rendelet Az egyes erdészeti hatósági eljárások, bejelentések, valamint hatósági nyilvántartások eljárási szabályairól
- 434/2017. (XII. 21.) Korm. rendelet A piacfelügyeleti tevékenység részletes szabályairól szóló 6/2013. (I. 18.) Korm. rendelet, valamint az Országos Gyógyszerészeti és Élelmezés-egészségügyi Intézetről szóló 28/2015. (II. 25.) Korm. rendelet módosításáról
- 435/2017. (XII. 21.) Korm. rendelet Az üvegházhatású gázok közösségi kereskedelmi rendszerében és az erőfeszítés-megosztási határozat végrehajtásában való részvételről szóló 2012. évi CCXVII. törvény végrehajtásának egyes szabályairól szóló 410/2012. (XII. 28.) Korm. rendelet módosításáról
- 436/2017. (XII. 22.) Korm. rendelet Az államháztartásról szóló törvény végrehajtásáról szóló 368/2011. (XII. 31.) Korm. rendelet és a Modern Városok Program megvalósításáról szóló 250/2016. (VIII. 24.) Korm. rendelet módosításáról
- 437/2017. (XII. 22.) Korm. rendelet Az egyes központi hivatalok és költségvetési szervi formában működő minisztériumi háttérintézmények felülvizsgálatával összefüggő jogutódlásáról, valamint egyes közfeladatok átvételéről szóló 378/2016. (XII. 2.) Korm. rendelet módosításáról
- 438/2017. (XII. 22.) Korm. rendelet A Kiskörei Vízerőmű környezetének turisztikai és sportcélú fejlesztését szolgáló beruházásokkal összefüggő közigazgatási hatósági ügyek nemzetgazdasági szempontból kiemelt jelentőségű üggyé nyilvánításáról
- 439/2017. (XII. 27.) Korm. rendelet A Magyar Honvédség állományába tartozók baleseti járadékra való jogosultsága vizsgálatának és megállapításának egyes szabályairól
- 440/2017. (XII. 27.) Korm. rendelet Az állami vagyonnal való gazdálkodásról szóló 254/2007. (X. 4.) Korm. rendelet módosításáról
- 441/2017. (XII. 27.) Korm. rendelet Miskolc külterületén akkumulátor üzem létrehozására irányuló beruházással összefüggő közigazgatási hatósági ügyek nemzetgazdasági szempontból kiemelt jelentőségű üggyé nyilvánításáról
- 442/2017. (XII. 27.) Korm. rendelet Az Újhartyán területén autóipari alkatrészgyártó üzem létesítésére irányuló beruházással összefüggő közigazgatási hatósági ügyek nemzetgazdasági szempontból kiemelt jelentőségű üggyé nyilvánításáról
- 443/2017. (XII. 27.) Korm. rendelet Az elektromobilitás hazai elterjesztésével kapcsolatos egyes állami feladatokról
- 444/2017. (XII. 27.) Korm. rendelet A közúti járművezetők pályaalkalmassági vizsgálatáról
- 445/2017. (XII. 27.) Korm. rendelet A számviteli törvényhez kapcsolódó, sajátos számviteli szabályokat tartalmazó kormányrendeletek módosításáról
- 446/2017. (XII. 27.) Korm. rendelet A környezetvédelmi termékdíjról szóló 2011. évi LXXXV. törvény végrehajtásáról szóló 343/2011. (XII. 29.) Korm. rendelet módosításáról
- 447/2017. (XII. 27.) Korm. rendelet Az erdőgazdálkodási és erdővédelmi bírság mértékéről és kiszámításának módjáról szóló 143/2009. (VII. 6.) Korm. rendelet módosításáról
- 448/2017. (XII. 27.) Korm. rendelet Az emberi felhasználásra kerülő gyógyszerek egyedi rendelésének és felhasználásának engedélyezéséről
- 449/2017. (XII. 27.) Korm. rendelet A gyógyszerekkel folytatott nagykereskedelmi és párhuzamos importtevékenység végzésének engedélyezéséről
- 450/2017. (XII. 27.) Korm. rendeletAz emberi felhasználásra kerülő gyógyszerek forgalomba hozatalának és gyártásának engedélyezéséről
- 451/2017. (XII. 27.) Korm. rendelet A gyógyászati segédeszközök társadalombiztosítási támogatásba való befogadásának, valamint a támogatás megváltoztatásának szabályairól
- 452/2017. (XII. 27.) Korm. rendelet A gyógyszerek társadalombiztosítási támogatásba történő befogadásának, a befogadás és a támogatás mértéke megállapításának, valamint a támogatás megváltoztatásának részletes szabályairól
- 453/2017. (XII. 27.) Korm. rendelet Az egészségügyért felelős miniszter által szabályozott, mérgező termékek felhasználását igénylő szakmai tevékenységek szakmai gyakorlaton alapuló elismerésére vonatkozó szabályokról
- 454/2017. (XII. 27.) Korm. rendelet Egyes turisztikai tárgyú kormányrendeletek módosításáról
- '455/2017. (XII. 27.) Korm. rendelet a világörökség védelmével összefüggésben a magyar államot megillető elővásárlási jog gyakorlásának szabályairól
- 456/2017. (XII. 28.) Korm. rendelet Az egészségügyi szolgáltatások Egészségbiztosítási Alapból történő finanszírozásának részletes szabályairól szóló 43/1999. (III. 3.) Korm. rendelet módosításáról
- 457/2017. (XII. 28.) Korm. rendelet Az általános közigazgatási rendtartásról szóló törvény hatálybalépésével összefüggő egyes kormányrendeletek módosításáról
- 458/2017. (XII. 28.) Korm. rendelet Egyes nemzetgazdasági szempontból kiemelt jelentőségű beruházásokra vonatkozó kormányrendeletek módosításáról
- 459/2017. (XII. 28.) Korm. rendelet A Közszolgálati Döntőbizottságról
- 460/2017. (XII. 28.) Korm. rendelet Határvízen történő közlekedés engedélyezéséről
- 461/2017. (XII. 28.) Korm. rendelet A szabálysértési nyilvántartás kezelésével, valamint az abból történő adatigényléssel kapcsolatos közigazgatási hatósági eljárásra vonatkozó kiegészítő és eltérő szabályokról
- 462/2017. (XII. 28.) Korm. rendelet A költségvetési szervek és az egyházi jogi személyek foglalkoztatottjainak 2018. évi kompenzációjáról
- 463/2017. (XII. 28.) Korm. rendelet A balatoni vízpart-rehabilitációs szabályozás követelményeiről szóló 283/2002. (XII. 21.) Korm. rendelet módosításáról
- 464/2017. (XII. 28.) Korm. rendelet A Modern Városok Program keretében egyes sportcélú beruházásokkal összefüggő közigazgatási hatósági ügyek nemzetgazdasági szempontból kiemelt jelentőségű üggyé nyilvánításáról szóló 203/2017. (VII. 10.) Korm. rendelet módosításáról
- 465/2017. (XII. 28.) Korm. rendelet Az adóigazgatási eljárás részletszabályairól
- 466/2017. (XII. 28.) Korm. rendelet Az elektronikus ügyintézéssel összefüggő adatok biztonságát szolgáló Kormányzati Adattrezorról
- 467/2017. (XII. 28.) Korm. rendelet A Kormányzati Adatközpont működéséről
- 468/2017. (XII. 28.) Korm. rendelet A külföldi felhasználásra szánt közokiratok felülhitelesítésének szabályairól
- 469/2017. (XII. 28.) Korm. rendelet Az eljárási költségekről, az iratbetekintéssel összefüggő költségtérítésről, a költségek megfizetéséről, valamint a költségmentességről
- 470/2017. (XII. 28.) Korm. rendelet A bizalmi felügyelet által vezetett nyilvántartások tartalmáról és a bizalmi szolgáltatás nyújtásával kapcsolatos bejelentésekről
- 471/2017. (XII. 28.) Korm. rendelet Az ideiglenes megelőző távoltartó határozat meghozatalának részletes szabályairól
- 472/2017. (XII. 28.) Korm. rendelet Az utazási szolgáltatásokra vonatkozó szerződésekről, különösen az utazási csomagra és az utazási szolgáltatásegyüttesre vonatkozó szerződésekről
- 473/2017. (XII. 28.) Korm. rendelet Az utazásszervező és -közvetítő tevékenységről szóló 213/1996. (XII. 23.) Korm. rendelet módosításáról
- 474/2017. (XII. 28.) Korm. rendelet A fogyasztó és a vállalkozás közötti szerződések részletes szabályairól szóló 45/2014. (II. 26.) Korm. rendelet módosításáról
- 475/2017. (XII. 28.) Korm. rendelet A Nemzeti Adó- és Vámhivatal szerveinek hatásköréről és illetékességéről szóló 485/2015. (XII. 29.) Korm. rendelet, valamint az adóigazgatási rendtartásról szóló törvény, az adózás rendjéről szóló törvény és az adóhatóság által foganatosítandó végrehajtási eljárásokról szóló törvény hatálybalépésével összefüggő egyes kormányrendeletek módosításáról
- 476/2017. (XII. 28.) Korm. rendelet Egyes építési beruházások országkép- és településképvédelmi szempontú véleményezésének megvalósítása érdekében szükséges kormányrendelet-módosításokról
- 477/2017. (XII. 28.) Korm. rendelet Az országos településrendezési és építési követelményekről szóló 253/1997. (XII. 20.) Korm. rendelet és a villamosenergia-ipari építésügyi hatósági engedélyezési eljárásokról szóló 382/2007. (XII. 23.) Korm. rendelet módosításáról
- 478/2017. (XII. 28.) Korm. rendelet A Magyar Labdarúgó Szövetség Budapesti Pályafejlesztési Programjának megvalósításával kapcsolatos egyes feladatok ellátásáról
- 479/2017. (XII. 28.) Korm. rendelet A Honvédelmi Sportközpontok fejlesztése keretében megvalósuló beruházással összefüggő közigazgatási hatósági ügyek nemzetgazdasági szempontból kiemelt jelentőségű üggyé nyilvánításáról
- 480/2017. (XII. 28.) Korm. rendelet Az egyes kormányrendeleteknek a nemzetközi magánjogról szóló 2017. évi XXVIII. törvény hatálybalépésével összefüggő módosításáról
- 481/2017. (XII. 28.) Korm. rendelet Egyes közbeszerzési tárgyú kormányrendeletek elektronikus közbeszerzés bevezetésével összefüggő módosításáról
- 482/2017. (XII. 28.) Korm. rendelet A 2014–2020 programozási időszakban az európai területi együttműködés célkitűzés keretében megvalósuló transznacionális és interregionális együttműködési programok végrehajtásáról szóló 396/2015. (XII. 12.) Korm. rendelet módosításáról
- 483/2017. (XII. 28.) Korm. rendelet Az európai uniós versenyjogi értelemben vett állami támogatásokkal kapcsolatos egyes kormányrendeletek módosításáról
- 484/2017. (XII. 28.) Korm. rendelet A nagy sebességű mobil hírközlési hálózatfejlesztési beruházások megvalósításával összefüggő közigazgatási hatósági ügyek nemzetgazdasági szempontból kiemelt jelentőségű üggyé nyilvánításáról
- 485/2017. (XII. 29.) Korm. rendelet Az európai területi társulással kapcsolatos jóváhagyási és nyilvántartásba vételi eljárás részletes szabályairól
- 486/2017. (XII. 29.) Korm. rendelet A megkülönböztető és figyelmeztető jelzés felszerelésével, engedélyezésével, használatával és visszavonásával kapcsolatos közigazgatási hatósági eljárásra vonatkozó kiegészítő és eltérő szabályokról
- 487/2017. (XII. 29.) Korm. rendelet A személy- és vagyonőr, a magánnyomozó, az egyes rendészeti feladatokat ellátó személyek tevékenységével, valamint a fegyveres biztonsági őrséggel kapcsolatos közigazgatási hatósági eljárások eltérő és kiegészítő szabályairól
- 488/2017. (XII. 29.) Korm. rendelet A Czeglédy-ügy károsultjainak rendkívüli állami kárrendezéséről
- 489/2017. (XII. 29.) Korm. rendelet A tűzvédelmi hatósági eljárások általános és különös szabályairól
- 490/2017. (XII. 29.) Korm. rendelet A tűzesetek vizsgálatára vonatkozó eljárási szabályokról
- 491/2017. (XII. 29.) Korm. rendelet A beépített tűzjelző, illetve tűzoltó berendezések létesítésének, használatbavételének és megszüntetésének engedélyezésére irányuló hatósági eljárás részletes szabályairól
- 492/2017. (XII. 29.) Korm. rendelet Az egyes műszaki termékek tűzvédelmi megfelelőségét vizsgáló, ellenőrző és tanúsító szervezetek kijelöléséről
- 493/2017. (XII. 29.) Korm. rendelet A szabad vízen való tartózkodás engedélyezésének eljárási szabályairól
- 494/2017. (XII. 29.) Korm. rendelet A nagycsaládosokat megillető földgáz árkedvezményről
- 495/2017. (XII. 29.) Korm. rendelet A folyékony tüzelő- és fűtőanyagok, a motorhajtóanyagok, valamint egyes kőolajtermékek forgalmazási követelményei tekintetében a megfelelőségértékelési tevékenységgel összefüggő kérdésekről
- 496/2017. (XII. 29.) Korm. rendelet Az atomenergia alkalmazásával összefüggő hatósági engedélyek kiadásához szükséges rendőrségi szakhatósági hozzájárulás szempontjairól
- 497/2017. (XII. 29.) Korm. rendelet Egyes energetikai tárgyú kormányrendeletek módosításáról
- 498/2017. (XII. 29.) Korm. rendelet A költségvetési intézmények fosszilis energia felhasználásának csökkentése érdekében napelemes villamosenergia-termelő erőmű működtetéséről szóló 232/2015. (VIII. 20.) Korm. rendelet módosításáról
- 499/2017. (XII. 29.) Korm. rendelet A társasházkezelő, az ingatlankezelő, az ingatlanközvetítő, valamint az ingatlanvagyon-értékelő és -közvetítő szolgáltatói tevékenység üzletszerűen történő végzésének feltételeiről és a nyilvántartásba vétel részletes szabályairól
- 500/2017. (XII. 29.) Korm. rendelet A honvédelmi foglalkoztatók vonatkozásában a munkaügyi hatósági jogkör gyakorlójának kijelöléséről, valamint a honvédelmi foglalkoztatók esetében a rendezett munkaügyi kapcsolatok igazolásáról
- 501/2017. (XII. 29.) Korm. rendelet A honvédelem térképészeti támogatásáért felelős szerv kijelöléséről, hatósági hatásköréről és eljárásának egyes szabályairól
- 502/2017. (XII. 29.) Korm. rendelet A katonai munkavédelmi hatóság kijelöléséről, valamint sajátos feladatairól és hatásköreinek ellátásáról
- 503/2017. (XII. 29.) Korm. rendelet Az első sikeres nyelvvizsga és az első emelt szintű idegen nyelvből tett érettségi vizsga díjához nyújtott támogatásról
- 504/2017. (XII. 29.) Korm. rendelet Az egyes szakképzési tárgyú kormányrendeletek módosításáról
- 505/2017. (XII. 29.) Korm. rendelet A helyes laboratóriumi gyakorlat ellenőrzéséről
- 506/2017. (XII. 29.) Korm. rendelet A hagyományos kínai gyógyászat területén oklevéllel rendelkező személy által végezhető egészségügyi tevékenység engedélyezésére vonatkozó szabályokról
- 507/2017. (XII. 29.) Korm. rendelet Egyes egészségügyi és egészségbiztosítási tárgyú kormányrendeletek módosításáról
- 508/2017. (XII. 29.) Korm. rendelet A nemesfém tárgyakkal kapcsolatos hatósági feladatokról és hatósági eljárási szabályokról, valamint a nemesfém tárgyak készítésének és díszítésének szabályairól szóló kormányrendelet
- 509/2017. (XII. 29.) Korm. rendelet A nemzetközi forgalom számára ideiglenesen megnyitott repülőtéren közlekedő légi járművek határforgalmi ellenőrzésével, a nemzetközi forgalomban közlekedő vasúti és vízi járművek menet közbeni ellenőrzésével, valamint a munkavégzés céljából határátkelőhelyen kívül történő határátlépéssel kapcsolatos kiegészítő eljárási rendelkezésekről
- 510/2017. (XII. 29.) Korm. rendelet A kikötő, komp- és révátkelőhely, továbbá más hajózási létesítmény létesítéséről, használatbavételéről, üzemben tartásáról és megszüntetéséről
- 511/2017. (XII. 29.) Korm. rendelet A közúti közlekedésre vonatkozó közigazgatási hatósági ügyekben alkalmazandó kiegészítő eljárási szabályokról
- 512/2017. (XII. 29.) Korm. rendelet A kerékbilincs alkalmazásával és a járművek elszállításával kapcsolatos eljárás során alkalmazandó kiegészítő és eltérő közigazgatási hatósági eljárási szabályokról
- 513/2017. (XII. 29.) Korm. rendelet A közúti közlekedési nyilvántartás működéséről és az adatszolgáltatás rendjéről
- 514/2017. (XII. 29.) Korm. rendelet A vasútnak nem minősülő egyéb kötöttpályás közlekedési tevékenység bejelentésének részletes szabályairól
- 515/2017. (XII. 29.) Korm. rendelet Egyes hajózási hatósági eljárások részletes szabályairól
- 516/2017. (XII. 29.) Korm. rendelet Az egyes közlekedési tárgyú kormányrendeletek módosításáról
- 517/2017. (XII. 29.) Korm. rendelet A vasúti közlekedés biztonságával összefüggő munkaköröket betöltő munkavállalókkal szemben támasztott egészségügyi követelményekről és az egészségügyi vizsgálat rendjéről szóló 203/2009. (IX. 18.) Korm. rendelet módosításáról
- 518/2017. (XII. 29.) Korm. rendelet Az egyes kormányrendeleteknek a vízkészletek hasznosításának egyszerűsítéséhez kapcsolódó, valamint más vízgazdálkodási tárgyú kormányrendeletek módosításáról
- 519/2017. (XII. 29.) Korm. rendelet A felszámolók névjegyzékéről szóló 114/2006. (V. 12.) Korm. rendelet módosításáról
- 520/2017. (XII. 29.) Korm. rendelet A felszámolási eljárásban az adós vagyontárgyainak elektronikus értékesítéséről szóló 17/2014. (II. 3.) Korm. rendelet módosításáról
- 521/2017. (XII. 29.) Korm. rendelet Az elektronikus ügyintézés részletszabályairól szóló 451/2016. (XII. 19.) Korm. rendelet módosításáról
- 522/2017. (XII. 29.) Korm. rendelet A fogyasztóvédelmi hatóság kijelöléséről szóló 387/2016. (XII. 2.) Korm. rendelet módosításáról
- 523/2017. (XII. 29.) Korm. rendelet A mező- és erdőgazdasági hasznosítású földek végrehajtási, felszámolási vagy önkormányzati adósságrendezési eljárás keretében árverés útján történő értékesítésének szabályairól szóló 191/2014. (VII. 31.) Korm. rendelet és az egyes földügyi eljárások részletes szabályairól szóló 384/2016. (XII. 2.) Korm. rendelet módosításáról
- 524/2017. (XII. 29.) Korm. rendelet A filmalkotások közvetett támogatásának céljából fenntartott letéti számlán gyűjthető összeg mértékéről szóló 439/2016. (XII. 16.) Korm. rendelet módosításáról
- 525/2017. (XII. 29.) Korm. rendelet Az elektromos és elektronikus berendezésekkel kapcsolatos hulladékgazdálkodási tevékenységekről szóló 197/2014. (VIII. 1.) Korm. rendelet módosításáról
- 526/2017. (XII. 29.) Korm. rendelet A Modern Városok Program keretében egyes sportcélú beruházásokkal összefüggő közigazgatási hatósági ügyek nemzetgazdasági szempontból kiemelt jelentőségű üggyé nyilvánításáról szóló 203/2017. (VII. 10.) Korm. rendelet módosításáról
- 527/2017. (XII. 29.) Korm. rendelet Az egyes közlekedésfejlesztési projektekkel összefüggő közigazgatási hatósági ügyek nemzetgazdasági szempontból kiemelt jelentőségű üggyé nyilvánításáról és az eljáró hatóságok kijelöléséről szóló 345/2012. (XII. 6.) Korm. rendeletnek a magyarországi nyaralóhajózás hátterének megteremtésével és a pilot programmal összefüggő módosításáról
- 528/2017. (XII. 29.) Korm. rendelet A fóti Károlyi István Gyermekközpont által nyújtott gyermekvédelmi szakellátások jövőbeni helyszíneinek kialakítására irányuló beruházásokkal összefüggő közigazgatási hatósági ügyek nemzetgazdasági szempontból kiemelt jelentőségű üggyé nyilvánításáról
- 529/2017. (XII. 29.) Korm. rendelet A vasútnak nem minősülő egyéb kötöttpályás közlekedési tevékenységet végző személyek és szervezetek kötelező baleseti kárfedezeti képessége biztosításának részletes szabályairól
- 530/2017. (XII. 29.) Korm. rendelet A hagyományőrzéssel és a néphagyomány gondozásával kapcsolatos állami szerv kijelöléséről, valamint a népi iparművészeti és a népművészeti alkotások minősítéséről
- 531/2017. (XII. 29.) Korm. rendelet az egyes közérdeken alapuló kényszerítő indok alapján eljáró szakhatóságok kijelöléséről
- 532/2017. (XII. 29.) Korm. rendelet A légiközlekedési hatóság kiegészítő eljárásjogi szabályairól

### Miniszteri rendeletek

#### Január
- 1/2017. (I. 11.) NMHH rendelet Az elektronikus hírközlési előfizetői szerződések részletes szabályairól szóló 2/2015. (III. 30.) NMHH rendelet módosításáról
- 2/2017. (I. 11.) FM rendelet A Magyar Élelmiszerkönyv kötelező előírásairól szóló 152/2009. (XI. 12.) FVM rendelet módosításáról
- 2/2017. (I. 17.) NMHH rendelet A rádióberendezésekről
- 2/2017. (I. 17.) NFM rendelet A rádióberendezésekről és az elektronikus hírközlő végberendezésekről, valamint megfelelőségük kölcsönös elismeréséről szóló 5/2004. (IV. 13.) IHM rendelet hatályon kívül helyezéséről
- 1/2017. (I. 23.) MvM rendelet a Miniszterelnökséget vezető miniszter ágazatába tartozó szakképesítések szakmai és vizsgakövetelményeiről
- 3/2017. (I. 23.) FM rendelet a tejtermelőknek és az egyéb állattenyésztési ágazatok gazdálkodóinak nyújtandó kivételes alkalmazkodási támogatás igénybevételének feltételeiről
- 4/2017. (I. 23.) FM rendelet A Magyar Méhészeti Nemzeti Program alapján a 2016–2019 közötti végrehajtási időszakokban a központi költségvetés, valamint az Európai Mezőgazdasági Garancia Alap társfinanszírozásában megvalósuló támogatások igénybevételének szabályairól
- 2/2017. (I. 24.) MvM rendelet A fejezeti kezelésű előirányzatok és a központi kezelésű előirányzatok kezeléséről és felhasználásáról szóló 8/2016. (III. 25.) MvM rendelet módosításáról
- 3/2017. (I. 30.) MvM rendelet A fejezeti kezelésű előirányzatok és a központi kezelésű előirányzatok kezeléséről és felhasználásáról szóló 8/2016. (III. 25.) MvM rendelet módosításáról

#### Február
- 4/2017. (II. 3.) MvM rendelet A Miniszterelnökséget vezető miniszter feladatkörét érintő ágazati honvédelmi feladatokról szóló 25/2015. (IV. 30.) MvM rendelet módosításáról
- 2/2017. (II. 8.) KKM rendelet A tartós külszolgálatot teljesítő kormányzati szolgálati jogviszonyban állók és a munkavállalók alapellátmányának, valamint a munkavállalók ideiglenes külföldi kiküldetése napidíjának összegéről és azok kifizetéséről szóló 3/2012. (IX. 4.) KüM rendelet módosításáról
- 6/2017. (II. 13.) MvM rendelet A Magyar Nemzeti Vidéki Hálózatról szóló 11/2016. (IV. 21.) MvM rendelet módosításáról
- 1/2017. (II. 13.) MK rendelet A miniszterelnök kabinetfőnöke feladat- és hatáskörét érintően a nemzetbiztonsági ellenőrzés alá eső személyek meghatározásáról szóló 1/2015. (XII. 7.) MK rendelet módosításáról
- 6/2017. (II. 13.) FM rendelet Az egyes nemzeti forrásból finanszírozott agrártámogatásokat szabályozó miniszteri rendeletek módosításáról
- 2/2017. (II. 16.) MNB rendelet A „Kossuth Zsuzsanna” ezüst emlékérme kibocsátásáról
- 3/2017. (II. 16.) MNB rendelet A „Kossuth Zsuzsanna” rézötvözetű emlékérme kibocsátásáról
- 1/2017. (II. 16.) MEKH rendelet Az energetikai auditorok és az energetikai auditáló szervezetek adatszolgáltatásáról, valamint a közreműködő szervezetek éves jelentéstételi kötelezettségéről
- 2/2017. (II. 16.) MEKH rendelet A nagyvállalatok és az energetikai szakreferens igénybevételére köteles gazdálkodó szervezetek energiafelhasználásának mértékére, valamint energiamegtakarítására vonatkozó adatszolgáltatás rendjéről
- 1/2017. (II. 21.) NGM rendelet A haditechnikai termékek jelöléséről, valamint a haditechnikai termékek és szolgáltatások nyilvántartásáról szóló 32/2007. (III. 19.) GKM rendelet módosításáról
- 4/2017. (II. 23.) MNB rendelet Az „Árpád-házi Szent Margit” arany emlékérme kibocsátásáról
- 5/2017. (II. 23.) MNB rendelet Az „Árpád-házi Szent Margit” rézötvözetű emlékérme kibocsátásáról
- 2/2017. (II. 24.) EMMI rendelet Az egészségügyi szakellátás társadalombiztosítási finanszírozásának egyes kérdéseiről szóló 9/1993. (IV. 2.) NM rendelet módosításáról
- 1/2017. (II. 28.) BM rendelet A fejezeti és központi kezelésű előirányzatok felhasználásának rendjéről
- 7/2017. (II. 28.) FM rendelet A Bajai földikutya-rezervátum természetvédelmi terület létesítéséről
- 3/2017. (II. 28.) KKM rendelet A külképviseletek besorolásáról, valamint a tartós külszolgálaton lévőknek járó deviza-alapilletmény és költségtérítés kiszámításának részletes szabályairól
- 4/2017. (II. 28.) KKM rendelet A külképviseletre tartós külszolgálatra kihelyezett kormánytisztviselők és kormányzati ügykezelők részére nyújtható kamatmentes illetmény- és költségtérítés-előleg, valamint kizárólag gépkocsivásárlás céljára nyújtható kölcsön részletes szabályairól

#### Március
- 6/2017. (III. 2.) MNB rendelet Az „Arany János” arany emlékérme kibocsátásáról
- 7/2017. (III. 2.) MNB rendelet Az „Arany János” ezüst emlékérme kibocsátásáról
- 8/2017. (III. 2.) MNB rendelet Az „Arany János” rézötvözetű emlékérme kibocsátásáról
- 8/2017. (III. 2.) FM rendelet A Tej Szakmaközi Szervezet és Terméktanácsnál működő piaci jelentéstételi kötelezettségről szóló piacszervezési intézkedés kiterjesztéséről
- 4/2017. (III. 2.) NFM rendelet A közúti járművek műszaki megvizsgálásáról szóló 5/1990. (IV. 12.) KöHÉM rendelet, valamint a közúti járművek forgalomba helyezésének és forgalomban tartásának műszaki feltételeiről szóló 6/1990. (IV. 12.) KöHÉM rendelet módosításáról
- 5/2017. (III. 2.) NFM rendelet A Balatoni Turisztikai Fejlesztő Nonprofit Zártkörűen Működő Részvénytársaság felett az államot megillető tulajdonosi jogok és kötelezettségek összességét gyakorló szervezet kijelöléséről
- 9/2017. (III. 6.) FM rendelet A borszőlő telepítésére és kivágására vonatkozó szabályokról
- 3/2017. (III. 7.) NMHH rendelet A rádióberendezések tekintetében eljáró megfelelőségértékelő szervezetek kijelöléséről és tevékenységük részletes szabályairól
- 7/2017. (III. 7.) MvM rendelet Egyes ingatlanok műemlékké nyilvánításáról, műemléki védettségének megszüntetéséről, valamint egyes műemlékvédelmi tárgyú miniszteri rendeletek módosításáról
- 8/2017. (III. 7.) MvM rendelet A statisztikai számjel elemeiről és nómenklatúráiról szóló 21/2012. (IV. 16.) KIM rendelet módosításáról
- 3/2017. (III. 7.) EMMI rendelet Az emberi erőforrások minisztere által adományozható elismerésekről szóló 26/2016. (IX. 8.) EMMI rendelet módosításáról
- 1/2017. (III. 7.) IM rendelet A közjegyzői állások számáról és a közjegyzők székhelyéről szóló 15/1991. (XI. 26.) IM rendelet, valamint a Cégközlönyben megjelenő közlemények közzétételéről és költségtérítéséről szóló 22/2006. (V. 18.) IM rendelet módosításáról
- 6/2017. (III. 7.) NFM rendelet Az egyes hírközlési és informatikai termékek megfelelőségét vizsgáló vagy ellenőrző, illetőleg tanúsító szervezetek kijelölésének részletes szabályairól szóló 13/2003. (X. 3.) IHM rendelet módosításáról
- 2/2017. (III. 10.) BM rendelet Az Államhatár Felmérésének és Megjelölésének Magyar-Szlovák Közös Bizottsága által, a magyar-szlovák államhatáron 2011-2016. években végrehajtott 9. határfelmérési és megjelölési munkákról szóló Zárójelentés, valamint a "Magyarország és a Szlovák Köztársaság közötti határvonal részletes leírásának kiegészítője a X., XI., XIII., XVI., XVIII., XIX. és XX. határszakaszról – 2016" című határokmány jóváhagyásáról
- 10/2017. (III. 10.) FM rendelet A fejezeti és központi kezelésű előirányzatok kezelésének és felhasználásának szabályairól szóló 24/2015. (V. 26.) FM rendelet módosításáról
- 11/2017. (III. 14.) FM rendelet A Gyöngyösi Sár-hegy természetvédelmi terület bővítéséről és természetvédelmi kezelési tervéről szóló 55/2016. (VIII. 16.) FM rendelet módosításáról
- 2/2017. (III. 22.) NGM rendelet A Nemzeti Akkreditáló Hatóság eljárásaiért fizetendő igazgatási szolgáltatási díjakról szóló 45/2015. (XII. 30.) NGM rendelet módosításáról
- 3/2017. (III. 23.) BM rendelet A menekültügy szervezeti rendszeréről szóló 52/2007. (XII. 11.) IRM rendelet módosításáról
- 14/2017. (III. 23.) FM rendelet A gyümölcs szaporítóanyagok előállításáról és forgalomba hozataláról
- 5/2017. (III. 27.) FM rendelet A Jászszentlászlói Kalmár-erdő Természetvédelmi Terület létesítéséről szóló 16/2005. (VII. 14.) KvVM rendelet módosításáról
- 2/2017. (III. 27.) IM rendelet A Cégközlönyben megjelenő közlemények közzétételéről és költségtérítéséről szóló 22/2006. (V. 18.) IM rendelet módosításáról
- 5/2017. (III. 30.) NGM rendelet Egyes NGM rendeleteknek a jövedéki adóról szóló 2016. évi LXVIII. törvény egyes rendelkezései hatálybalépése kapcsán szükséges módosításáról
- 7/2017. (III. 30.) NFM rendelet Egyes energetikai tárgyú miniszteri rendeletek módosításáról
- 8/2017. (III. 30.) NFM rendelet A Sopron-Fertő Turisztikai Fejlesztő Nonprofit Zártkörűen Működő Részvénytársaság felett az államot megillető tulajdonosi jogok és kötelezettségek összességét gyakorló szervezet kijelöléséről
- 9/2017. (III. 30.) NFM rendelet A közúti jelzőtáblák méreteiről és műszaki követelményeiről szóló 4/2001. (I. 31.) KöViM rendelet módosításáról
- 10/2017. (III. 31.) NFM rendelet A fejezeti és az egyes központi kezelésű előirányzatok kezeléséről és felhasználásáról szóló 7/2016. (IV. 8.) NFM rendelet módosításáról

#### Április
- 3/2017. (IV. 3.) IM rendelet A civil szervezetek nyilvántartásával összefüggő egyes miniszteri rendeletek módosításáról
- 4/2017. (IV. 3.) IM rendelet A civil szervezetek és a sportegyesületek egyszerűsített nyilvántartásba vételi és egyszerűsített változásbejegyzési eljárásaiban alkalmazandó mintaokiratokról
- 13/2017. (IV. 10.) MvM rendelet A kormányablakok személyi és technikai feltételeiről szóló 39/2013. (XII. 30.) KIM rendelet és a Miniszterelnökséget vezető miniszter feladat- és hatáskörét érintően a nemzetbiztonsági ellenőrzés alá eső személyek meghatározásáról szóló 19/2015. (IV. 10.) MvM rendelet módosításáról
- 4/2017. (IV. 10.) EMMI rendelet A tankönyvvé, pedagógus-kézikönyvvé nyilvánítás, a tankönyvtámogatás, valamint az iskolai tankönyvellátás rendjéről szóló 17/2014. (III. 12.) EMMI rendelet módosításáról
- 17/2017. (IV. 10.) FM rendelet Az egyes nemzeti forrásból finanszírozott agrártámogatásokat szabályozó miniszteri rendeletek módosításáról
- 11/2017. (IV. 12.) NFM rendelet	A közúti járművek műszaki megvizsgálásáról szóló 5/1990. (IV. 12.) KöHÉM rendelet és a közúti járművek forgalomba helyezésének és forgalomban tartásának műszaki feltételeiről szóló 6/1990. (IV. 12.) KöHÉM rendelet fejlesztési célú járművek tesztelésével összefüggő módosításáról
- 9/2017. (IV. 20.) MNB rendelet A "Bükki Nemzeti Park" ezüst emlékérme kibocsátásáról
- 10/2017. (IV. 20.) MNB rendelet A "Bükki Nemzeti Park" rézötvözetű emlékérme kibocsátásáról
- 5/2017. (IV. 20.) EMMI rendelet A felsőoktatási, valamint az államilag elismert nyelvvizsgarendszer működésével kapcsolatos közigazgatási hatósági eljárások igazgatási szolgáltatási díjáról, azok mértékéről szóló 12/2013. (II. 12.) EMMI rendelet módosításáról
- 1/2017. (IV. 20.) HM rendelet A honvédek jogállásáról szóló 2012. évi CCV. törvény egyes rendelkezéseinek végrehajtásáról szóló 9/2013. (VIII. 12.) HM rendelet módosításáról
- 2/2017. (IV. 20.) HM rendelet A külföldi szolgálatot teljesítők egyes járandóságairól szóló 18/2013. (IX. 5.) HM rendelet módosításáról
- 3/2017. (IV. 20.) HM rendelet A fejezeti kezelésű előirányzatok kezelésének és felhasználásának szabályairól szóló 1/2015. (II. 25.) HM rendelet módosításáról
- 5/2017. (IV. 20.) IM rendelet A büntetőeljárásban alkalmazható hirdetmény útján történő kézbesítés szabályairól
- 4/2017. (IV. 26.) MEKH rendelet A földgáz rendszerhasználati díjak, a külön díjak és a csatlakozási díjak meghatározásának keretszabályairól szóló 8/2016. (X. 13.) MEKH rendelet, a földgáz rendszerhasználati díjak, a külön díjak, valamint a csatlakozási díjak alkalmazásának szabályairól szóló 11/2016. (XI. 14.) MEKH rendelet és a földgáz rendszerhasználati díjak, a külön díjak és a csatlakozási díjak mértékéről szóló 13/2016. (XII. 20.) MEKH rendelet módosításáról
- 20/2017. (IV. 26.) FM rendelet A Tanyafejlesztési Program előirányzat keretében nyújtott támogatás 2017. évi igénybevételének feltételeiről
- 21/2017. (IV. 26.) FM rendelet Az óvoda- és iskolatej program szabályozásáról
- 22/2017. (IV. 26.) FM rendelet Az agrárágazati szabályozás körébe tartozó egyes rendeletek módosításáról
- 14/2017. (IV. 27.) NFM rendelet Az NGM Beruházásszervező Nonprofit Korlátolt Felelősségű Társaság felett az államot megillető tulajdonosi jogok és kötelezettségek összessége gyakorlójának kijelöléséről
- 4/2017. (IV. 28.) BM rendelet A Budapesten, 2017-ben megrendezendő Úszó-, Vízilabda-, Műugró, Műúszó és Nyíltvízi Világbajnokság megvalósításához szükséges ideiglenes lelátók létesítésének és bontásának feltételeiről szóló 45/2015. (VII. 27.) BM rendelet módosításáról
- 4/2017. (IV. 28.) HM rendelet A kondicionáló-kiképzési, valamint a katonai kiképzési és oktatási célú rendezvényekről, továbbá a regeneráló pihenés és a rekreáció rendjéről szóló 13/2013. (VIII. 21.) HM rendelet módosításáról

#### Május
- 5/2017. (V. 5.) BM rendelet Az egyes vízgazdálkodási tárgyú miniszteri rendeletek módosításáról
- 7/2017. (V. 5.) EMMI rendelet A kerettantervek kiadásának és jóváhagyásának rendjéről szóló 51/2012. (XII. 21.) EMMI rendelet módosításáról
- 23/2017. (V. 5.) FM rendelet Az egyes barlangok védettségének feloldásáról
- 6/2017. (V. 5.) NGM rendelet Egyes műszaki biztonsági tárgyú miniszteri rendeletek módosításáról
- 7/2017. (V. 5.) NGM rendelet A fejezeti kezelésű előirányzatok kezeléséről és felhasználásáról szóló 16/2015. (V. 29.) NGM rendelet módosításáról
- 6/2017. (V. 10.) BM rendelet A belügyminiszter irányítása alá tartozó rendvédelmi feladatokat ellátó szervek hivatásos állományának 2017. évi ruházati utánpótlási ellátmánya terhére kiadott természetbeni ellátásról szóló 38/2016. (IX. 29.) BM rendelet módosításáról
- 8/2017. (V. 18.) BM rendelet „A határvonal ötödik közös ellenőrzéséről, a határjelek 2010–2015. évi felújításáról és karbantartásáról a magyar–horvát államhatár B és C határszakaszán” címmel készített zárójegyzőkönyv, valamint a „Kiegészítés és módosítás a határvonal leírásához és térképeihez B és C határszakasz 2016” címmel készített határokmány jóváhagyásáról
- 9/2017. (V. 19.) NGM rendelet A 2018. évi munkaszüneti napok körüli munkarendről
- 10/2017. (V. 19.) NGM rendelet A nemzetgazdasági miniszter által adományozható elismerésekről szóló 1/2013. (I. 8.) NGM rendelet, valamint a bankkártya-elfogadó terminálok számának növeléséhez nyújtott támogatásról szóló 47/2016. (XII. 6.) NGM rendelet módosításáról
- 9/2017. (V. 25.) BM rendelet Az Országgyűlési Őrség által alkalmazott kényszerítő eszközök rendszeresítésének szakmai követelményeiről és eljárási szabályairól , valamint az Országgyűlési Őrségnél rendszeresíthető kényszerítő eszközöktípusairól, fajtáiról szóló 33/2014. (IV. 24.) BM rendelet módosításáról
- 8/2017. (V. 25.) EMMI rendelet A kézilőfegyverek, lőszerek, gáz- és riasztófegyverek megszerzésének és tartásának egészségi alkalmassági feltételeiről és vizsgálatáról szóló 22/1991. (XI. 15.) NM rendelet módosításáról
- 25/2017. (V. 25.) FM rendelet A bizonyos nem állati eredetű élelmiszerek és takarmányok behozataláról és fokozott hatósági ellenőrzéséről szóló 141/2011. (XII. 23.) VM rendelet, és a Nemzeti Élelmiszerlánc-biztonsági Hivatal, valamint a megyei kormányhivatalok mezőgazdasági szakigazgatási szervei előtt kezdeményezett eljárásokban fizetendő igazgatási szolgáltatási díjak mértékéről, valamint az igazgatási szolgáltatási díj fizetésének szabályairól szóló 63/2012. (VII. 2.) VM rendelet módosításáról
- 26/2017. (V. 25.) FM rendelet A Nemzeti Földalappal kapcsolatos bevételek és kiadások fejezetbe sorolt központi kezelésű előirányzatok felhasználásáról szóló 32/2015. (VI. 19.) FM rendelet módosításáról
- 16/2017. (V. 25.) NFM rendelet Az útügyi műszaki előírások kidolgozására, kiadására és közzétételére vonatkozó szabályokról
- 27/2017. (V. 30.) FM rendelet A GMO-mentességre utaló jelölésről szóló 61/2016. (IX. 15.) FM rendelet módosításáról
- 28/2017. (V. 30.) FM rendelet Az élelmiszer-vállalkozások által működtetendő önellenőrzési rendszerre vonatkozó követelményekről
- 9/2017. (V. 31.) EMMI rendelet A törzskönyvezett gyógyszerek és a különleges táplálkozási igényt kielégítő tápszerek társadalombiztosítási támogatásba való befogadásának szempontjairól és a befogadás vagy a támogatás megváltoztatásáról szóló 32/2004. (IV. 26.) ESZCSM rendelet és a finanszírozási eljárásrendekről szóló 31/2010. (V. 13.) EüM rendelet módosításáról

#### Június
- 7/2017. (VI. 1.) IM rendelet a székhelyszolgáltatásról
- 15/2017. (VI. 7.) MvM rendelet A minimális építőipari rezsióradíj 2017. évi mértékéről
- 16/2017. (VI. 7.) MvM rendelet Magyarország Európai Unió melletti Állandó Képviselete külképviseleti besorolásáról, valamint a tartós külszolgálatot teljesítők deviza-alapilletménye, költségtérítése és az állandó képviseleti devizapótlék kiszámításának részletes szabályairól
- 17/2017. (VI. 7.) MvM rendelet Az Európai Mezőgazdasági Vidékfejlesztési Alapból nyújtandó, a vidéki gazdaság és lakosság számára nyújtott alapszolgáltatások körében az integrált közösségi és szolgáltató tér kialakítására és működtetésére igénybe vehető támogatások részletes feltételeiről szóló 112/2009. (VIII. 29.) FVM rendelet módosításáról
- 12/2017. (VI. 7.) BM rendelet Az atomenergia alkalmazásával kapcsolatos sajátos tűzvédelmi követelményekről és a hatóságok tevékenysége során azok érvényesítésének módjáról szóló 5/2015. (II. 27.) BM rendelet módosításáról
- 29/2017. (VI. 7.) FM rendelet Az iskolagyümölcs- és iskolazöldség-program végrehajtásáról
- 30/2017. (VI. 7.) FM rendelet A növényegészségügyi feladatok végrehajtásának részletes szabályairól szóló 7/2001. (I. 17.) FVM rendelet módosításáról
- 31/2017. (VI. 9.) FM rendelet A belső piacon és harmadik országokban megvalósított, mezőgazdasági termékekre vonatkozó tájékoztatásnyújtási és promóciós intézkedések támogatásáról
- 32/2017. (VI. 9.) FM rendelet Az egyes természetvédelmi tárgyú miniszteri rendeletek módosításáról
- 33/2017. (VI. 9.) FM rendelet A jövedéki adóval és az állattenyésztési támogatásokkal összefüggő egyes miniszteri rendeletek módosításáról
- 34/2017. (VI. 9.) FM rendelet A tenyészkos és tenyészbak tenyésztésbe állításának mezőgazdasági csekély összegű támogatásáról szóló 74/2016. (XI. 29.) FM rendelet és a tejtermelőknek és az egyéb állattenyésztési ágazatok gazdálkodóinak nyújtandó kivételes alkalmazkodási támogatás igénybevételének feltételeiről szóló 3/2017. (I. 23.) FM rendelet módosításáról
- 11/2017. (VI. 12.) EMMI rendelet A lakossági gyógyszerellátás során képződött gyógyszerhulladékkal kapcsolatos hulladékgazdálkodási tevékenységekről
- 12/2017. (VI. 12.) EMMI rendelet Az egészségügyi szolgáltatónál képződő hulladékkal kapcsolatos hulladékgazdálkodási tevékenységekről
- 13/2017. (VI. 12.) EMMI rendelet A hulladékgazdálkodási közszolgáltatás körébe tartozó hulladékkal kapcsolatos közegészségügyi követelményekről
- 16/2017. (VI. 13.) MNB rendelet A 2017-ben Magyarországon megrendezésre kerülő +17. FINA Világbajnokság alkalmából 50 forintos címletű érme kibocsátásáról
- 2/2017. (VI. 13.) MK rendelet A fejezeti kezelésű előirányzatok kezeléséről és felhasználásáról szóló 3/2016. (IV. 29.) MK rendelet módosításáról
- 7/2017. (VI. 13.) HM rendelet A biztonsági beszerzési eljárásokban részvételre jogosult gazdasági szereplők jegyzékével összefüggő előzetes minősítés, eljáráshoz kötődő minősítés és a jegyzéken tartás során alkalmazandó iratmintákról, valamint a jegyzék tartalmi elemeiről
- 8/2017. (VI. 13.) IM rendelet A börtönlelkészi szolgálatról és a börtönmissziós tevékenységről
- 5/2017. (VI. 13.) KKM rendelet A fejezeti kezelésű előirányzatok kezeléséről és felhasználásáról szóló 3/2015. (VII. 15.) KKM rendelet módosításáról
- 14/2017. (VI. 20.) BM rendelet A hivatásos katasztrófavédelmi szervek állományának, valamint a polgári védelmi szervezetek Szolgálati Szabályzatáról szóló 49/2011. (XII. 20.) BM rendelet módosításáról
- 15/2017. (VI. 22.) BM rendelet A rendvédelmi feladatokat ellátó szervek hivatásos állományát érintő egyes miniszteri rendeletek módosításáról
- 15/2017. (VI. 22.) EMMI rendelet Egyes egészségbiztosítási tárgyú miniszteri rendeletek módosításáról
- 20/2017. (VI. 22.) NFM rendelet Egyes vasúti közlekedési tárgyú miniszteri rendeletek módosításáról
- 21/2017. (VI. 26.) NFM rendelet A tengeri személyhajókra vonatkozó biztonsági követelményekről szóló 12/2002. (II. 7.) KöViM rendelet módosításáról
- 11/2017. (VI. 28.) NGM rendelet A kormányzati funkciók, államháztartási szakfeladatok és szakágazatok osztályozási rendjéről szóló 68/2013. (XII. 29.) NGM rendelet módosításáról
- 19/2017. (VI. 29.) MvM rendelet A közigazgatási, rendészeti, katonai és nemzetbiztonsági felsőoktatás vonatkozásában az évenként felvehető hallgatói létszám megállapításával és elosztásával kapcsolatos eljárás részletes szabályairól, a Nemzeti Közszolgálati Egyetemre történő felvétel különös feltételeiről, valamint a külföldi hallgatók Nemzeti Közszolgálati Egyetemre történő felvételének, jogállásának és tanulmányainak részletes szabályairól szóló 1/2013. (I. 8.) KIM rendelet módosításáról
- 12/2017. (VI. 29.) NGM rendelet A foglalkoztatást elősegítő támogatásokról, valamint a Munkaerőpiaci Alapból foglalkoztatási válsághelyzetek kezelésére nyújtható támogatásról szóló 6/1996. (VII. 16.) MüM rendelet és a munkaerőpiaci szolgáltatásokról, valamint az azokhoz kapcsolódóan nyújtható támogatásokról szóló 30/2000. (IX. 15.) GM rendelet módosításáról
- 13/2017. (VI. 29.) NGM rendelet A felnőttképzési szakmai programkövetelmények nyilvántartásba vételének követelményeiről és eljárási rendjéről, valamint a szakmai végzettség megszerzésének igazolásáról szóló 59/2013. (XII. 13.) NGM rendelet módosításáról
- 22/2017. (VI. 29.) NFM rendelet A fejezeti és az egyes központi kezelésű előirányzatok kezeléséről és felhasználásáról

#### Július
- 17/2017. (VII. 5.) BM rendelet Egyes miniszteri rendeleteknek a Készenléti Rendőrség szolgálati beosztásaival összefüggő módosításáról
- 26/2017. (VII. 5.) NFM rendelet A Veszélyes Áruk Nemzetközi Belvízi Szállításáról szóló Európai Megállapodáshoz (ADN) csatolt Szabályzat belföldi alkalmazásáról
- 27/2017. (VII. 5.) NFM rendelet A Veszélyes Áruk Nemzetközi Közúti Szállításáról szóló Európai Megállapodás (ADR) „A” és „B” Mellékletének belföldi alkalmazásáról szóló 61/2013. (X. 17.) NFM rendelet módosításáról
- 28/2017. (VII. 5.) NFM rendelet A Veszélyes Áruk Nemzetközi Vasúti Fuvarozásáról szóló Szabályzat (RID) belföldi alkalmazásáról szóló 62/2013. (X. 17.) NFM rendelet módosításáról
- 35/2017. (VII. 6.) FM rendelet Egyes agrárpolitikai tárgyú miniszteri rendeletek módosításáról
- 36/2017. (VII. 6.) FM rendelet A mezőgazdasági kockázatkezelési adatbázis feletti rendelkezési jogról és az abból származó adatok kezeléséről, valamint az időjárási kockázatkezelési rendszer működtetésével és fejlesztésével kapcsolatos végrehajtási költségek fedezetére szolgáló pénzforrás felhasználásáról
- 37/2017. (VII. 6.) FM rendelet A hulladéklerakással, valamint a hulladéklerakóval kapcsolatos egyes szabályokról és feltételekről szóló 20/2006. (IV. 5.) KvVM rendelet módosításáról
- 6/2017. (VII. 13.) MEKH rendelet Egyes villamosenergia-árakkal kapcsolatos MEKH rendeletek módosításáról
- 7/2017. (VII. 13.) MEKH rendelet A földgáz rendszerhasználati díjak, a külön díjak és a csatlakozási díjak meghatározásának keretszabályairól szóló 8/2016. (X. 13.) MEKH rendelet, a földgáz rendszerhasználati díjak, a külön díjak, valamint a csatlakozási díjak alkalmazásának szabályairól szóló 11/2016. (XI. 14.) MEKH rendelet és a földgáz rendszerhasználati díjak, a külön díjak és a csatlakozási díjak mértékéről szóló 13/2016. (XII. 20.) MEKH rendelet módosításáról
- 21/2017. (VII. 18.) MvM rendelet A külszolgálati pályázati rendszerről
- 22/2017. (VII. 18.) MvM rendelet A kihelyező szerv által támasztott szakmai követelményekről és azok teljesítéséről
- 9/2017. (VII. 18.) IM rendelet	A cégbejegyzési eljárás és a cégnyilvántartás egyes kérdéseiről szóló 21/2006. (V. 18.) IM rendelet és a székhelyszolgáltatásról szóló 7/2017. (VI. 1.) IM rendelet módosításáról
- 29/2017. (VII. 25.) NFM rendelet A dohánytermékek nyilvántartásba vételére és vizsgálatára, valamint a cigaretta kátrány-, nikotin- és szén-monoxid-kibocsátásának mérésére vonatkozó igazgatási szolgáltatási díjakról
- 8/2017. (VII. 28.) MEKH rendelet A Magyar Energetikai és Közmű-szabályozási Hivatal igazgatási szolgáltatási díjainak mértékéről, valamint az igazgatási szolgáltatási, a felügyeleti díjak és egyéb bevételek beszedésére, kezelésére, nyilvántartására és visszatérítésére vonatkozó szabályokról szóló 1/2014. (III. 4.) MEKH rendelet módosításáról
- 9/2017. (VII. 28.) MEKH rendelet Egyes energetikai tárgyú rendeletek módosításáról
- 7/2017. (VII. 28.) NMHH rendelet A nem polgári célú frekvenciagazdálkodás körébe tartozó rádióberendezésekről
- 8/2017. (VII. 28.) NMHH rendelet Egyes frekvenciagazdálkodási tárgyú NMHH rendeletek módosításáról
- 9/2017. (VII. 28.) NMHH rendelet A honvédelmi és katasztrófavédelmi feladatok ellátásában közreműködésre kötelezett elektronikus hírközlési szolgáltatók kijelöléséről és felkészülési feladataik meghatározásáról szóló 3/2013. (I. 11.) NMHH rendelet módosításáról

#### Augusztus
- 7/2017. (VIII. 3.) KKM rendelet A tartós külszolgálatra kihelyezettek ideiglenes kiküldetésének részletes szabályairól
- 8/2017. (VIII. 3.) KKM rendelet A külképviseleti biztonsági szolgálat részletes szabályairól
- 9/2017. (VIII. 3.) KKM rendelet A kihelyezett munkarendjének, valamint a rendkívüli munkavégzés, az ügyelet és a készenlét elrendelésének, nyilvántartásának és elszámolásának, továbbá a szabadság kiadásának részletes szabályairól
- 21/2017. (VIII. 3.) NGM rendelet A pénzmosás és a terrorizmus finanszírozása megelőzéséről és megakadályozásáról szóló 2017. évi LIII. törvény, valamint az Európai Unió és az ENSZ Biztonsági Tanácsa által elrendelt pénzügyi és vagyoni korlátozó intézkedések végrehajtásáról szóló 2017. évi LII. törvény alapján elkészítendő belső szabályzat kötelező tartalmi elemeiről
- 20/2017. (VIII. 10.) MNB rendelet A jegybanki információs rendszerhez elsődlegesen a Magyar Nemzeti Bank alapvető feladatai ellátása érdekében teljesítendő adatszolgáltatási kötelezettségekről szóló 50/2016. (XII. 12.) MNB rendelet módosításáról
- 10/2017. (VIII. 10.) MEKH rendelet Az energetikai auditorok és az energetikai auditáló szervezetek adatszolgáltatásáról, valamint a közreműködő szervezetek éves jelentéstételi kötelezettségéről szóló 1/2017. (II. 16.) MEKH rendelet és a nagyvállalatok és az energetikai szakreferens igénybevételére köteles gazdálkodó szervezetek energiafelhasználásának mértékére, valamint energiamegtakarítására vonatkozó adatszolgáltatás rendjéről szóló 2/2017. (II. 16.) MEKH rendelet módosításáról
- 19/2017. (VIII. 10.) BM rendelet A belügyminiszter irányítása alá tartozó rendvédelmi szervek közegészségügyi-járványügyi és egészségfejlesztési feladatainak ellátásáról, valamint a védőoltás elrendelésének rendjéről szóló 1/2014. (I. 10.) BM rendelet módosításáról
- 17/2017. (VIII. 10.) EMMI rendelet Az egészségügyi szolgáltatónál képződő hulladékkal kapcsolatos hulladékgazdálkodási tevékenységekről szóló 12/2017. (VI. 12.) EMMI rendelet és a hulladékgazdálkodási közszolgáltatás körébe tartozó hulladékkal kapcsolatos közegészségügyi követelményekről szóló 13/2017. (VI. 12.) EMMI rendelet módosításáról
- 40/2017. (VIII. 11.) FM rendelet A fejezeti és központi kezelésű előirányzatok kezelésének és felhasználásának szabályairól szóló 24/2015. (V. 26.) FM rendelet módosításáról
- 10/2017. (VIII. 11.) IM rendelet A hitelbiztosítéki nyilvántartás részletes szabályainak megállapításáról szóló 18/2014. (III. 13.) KIM rendelet és egyes igazságügyi tárgyú miniszteri rendeletek módosításáról
- 23/2017. (VIII. 18.) NGM rendelet A Magyar Export-Import Bank Részvénytársaság és a Magyar Exporthitel Biztosító Részvénytársaság központi költségvetéssel történő elszámolásának részletes szabályairól szóló 16/1998 (V. 20.) PM rendelet módosításáról
- 32/2017. (VIII. 18.) NFM rendelet A Felső-szabolcsi, Tokaji Turisztikai Fejlesztő Nonprofit Zártkörűen Működő Részvénytársaság felett az államot megillető tulajdonosi jogok és kötelezettségek összességét gyakorló szervezet kijelöléséről
- 33/2017. (VIII. 21.) NFM rendelet A nemzeti fejlesztési miniszter feladat- és hatáskörét érintően a nemzetbiztonsági ellenőrzés alá eső személyek meghatározásáról szóló 18/2015. (IV. 10.) NFM rendelet módosításáról
- 34/2017. (VIII. 22.) NFM rendelet Az Electool Közbeszerzési Szolgáltató Korlátolt Felelősségű Társaság felett az államot megillető tulajdonosi jogok és kötelezettségek összességét gyakorló szervezet kijelöléséről
- 11/2017. (VIII. 25.) MEKH rendelet A rendszeres adatszolgáltatásra kötelezettek által szolgáltatandó adatok köréről, a teljesítés módjára vonatkozó követelményekről, valamint az adatszolgáltatási kötelezettség határidejéről, továbbá a rendkívüli adatszolgáltatással kapcsolatos rendelkezésekről, valamint a földgáz rendszerhasználati díjak, a külön díjak és a csatlakozási díjak meghatározásának keretszabályairól szóló 8/2016. (X. 13.) MEKH rendelet, a földgáz rendszerhasználati díjak, a külön díjak, valamint a csatlakozási díjak alkalmazásának szabályairól szóló 11/2016. (XI. 14.) MEKH rendelet és a földgáz rendszerhasználati díjak, a külön díjak és a csatlakozási díjak mértékéről szóló 13/2016. (XII. 20.) MEKH rendelet módosításáról szóló 7/2017. (VII. 13.) MEKH rendelet eltérő szöveggel történő hatályba léptetéséről
- 11/2017. (VIII. 25.) KKM rendelet A tartós külszolgálat ellátására kihelyezett kormánytisztviselő és kormányzati ügykezelő házastársa jogcímén fennálló deviza-illetménypótlék jogosultságának megállapításához szükséges nyilatkozat megtételéről
- 9/2017. (VIII. 31.) HM rendelet 	A lakhatás támogatásával összefüggő egyes miniszteri rendeletek módosításáról
- 10/2017. (VIII. 31.) HM rendelet	Egyes honvédelmi miniszteri rendeletek módosításáról
- 11/2017. (VIII. 31.) HM rendelet A honvédelemért felelős miniszter ágazatába tartozó szakképesítések szakmai és vizsgakövetelményeinek kiadásáról szóló 19/2012. (VIII. 28.) HM rendelet módosításáról
- 24/2017. (VIII. 31.) NGM rendelet A szakképzési kerettantervekről szóló 30/2016. (VIII. 31.) NGM rendelet módosításáról
- 25/2017. (VIII. 31.) NGM rendelet A nemzetgazdasági miniszter hatáskörébe tartozó szakképesítések szakmai és vizsgakövetelményeiről szóló 27/2012. (VIII. 27.) NGM rendelet módosításáról
- 35/2017. (VIII. 31.) NFM rendelet A nemzeti fejlesztési miniszter ágazatába tartozó szakképesítések szakmai és vizsgakövetelményeiről szóló 35/2016. (VIII. 31.) NFM rendelet módosításáról

#### Szeptember
- 24/2017. (IX. 11.) MvM rendelet 	A bűncselekmények nemzetközi statisztikai célú osztályozási rendszeréről
- 26/2017. (IX. 11.) NGM rendelet 	A könyvvizsgálói közfelügyeleti feladatokkal összefüggő tevékenységek szabályozásáról szóló 28/2013. (VI. 29.) NGM rendelet módosításáról
- 19/2017. (IX. 18.) EMMI rendelet Egyes miniszteri rendeleteknek a gyermekek napközbeni ellátásával, valamint az örökbefogadásra való felkészítéssel kapcsolatos módosításáról
- 20/2017. (IX. 18.) EMMI rendelet A bölcsődei dajka, a bölcsődei szolgáltatást nyújtó személy és a napközbeni gyermekfelügyelet szolgáltatást nyújtó személy képzésének szakmai és vizsgakövetelményeiről
- 45/2017. (IX. 18.) FM rendelet Az egyes állatbetegségek és zoonózisok felszámolására, az ellenük való védekezésre és figyelemmel kísérésükre irányuló nemzeti programok 2017. évi finanszírozásának szabályairól
- 12/2017. (IX. 18.) KKM rendelet A külgazdasági és külügyminiszter által adományozható elismerésekről szóló 1/2014. (VII. 30.) KKM rendelet módosításáról
- 13/2017. (IX. 18.) KKM rendelet A külképviseletre tartós külszolgálatra kihelyezett kormánytisztviselők és kormányzati ügykezelők részére nyújtható kamatmentes illetmény- és költségtérítés-előleg, valamint kizárólag gépkocsivásárlás céljára nyújtható kölcsön részletes szabályairól szóló 4/2017. (II. 28.) KKM rendelet módosításáról
- 36/2017. (IX. 18.) NFM rendelet A meghatározott össztömeget, tengelyterhelést, tengelycsoport-terhelést és méretet meghaladó járművek közlekedéséről
- 46/2017. (IX. 20.) FM rendelet A telekalakítási engedélyezési eljárás igazgatási szolgáltatási díjáról szóló 166/2009. (XII. 9.) FVM rendelet módosításáról
- 24/2017. (IX. 21.) BM rendelet Az önkormányzati hivatalok egységes irattári tervének kiadásáról szóló 78/2012. (XII. 28.) BM rendelet módosításáról
- 11/2017. (IX. 25.) NMHH rendelet A nemzeti frekvenciafelosztásról, valamint a frekvenciasávok felhasználási szabályairól szóló 7/2015. (XI. 13.) NMHH rendelet módosításáról
- 25/2017. (IX. 25.) BM rendelet A rendészeti feladatokat ellátó személyek, a segédfelügyelők, valamint a személy- és vagyonőrök képzéséről és vizsgáztatásáról szóló 68/2012. (XII. 14.) BM rendelet módosításáról
- 21/2017. (IX. 25.) EMMI rendelet Az új pszichoaktív anyaggá minősített anyagokról vagy vegyületcsoportokról szóló 55/2014. (XII. 30.) EMMI rendelet módosításáról
- 47/2017. (IX. 29.) FM rendelet A földminősítés részletes szabályairól
- 48/2017. (IX. 29.) FM rendelet A fejezeti és központi kezelésű előirányzatok kezelésének és felhasználásának szabályairól szóló 24/2015. (V. 26.) FM rendelet módosításáról
- 49/2017. (IX. 29.) FM rendelet A kisüzemi bortermelői regiszterről
- 12/2017. (IX. 29.) IM rendelet A kamarai jogtanácsos és a jogi előadó által fizetendő regisztrációs díjról
- 37/2017. (IX. 29.) NFM rendelet A Magyar Energetikai és Közmű-szabályozási Hivatal miniszter részére történő víziközmű-szolgáltatáshoz kapcsolódó adatszolgáltatásának rendjéről szóló 17/2015. (IV. 9.) NFM rendelet módosításáról
- 38/2017. (IX. 29.) NFM rendelet Egyes energetikai tárgyú miniszteri rendeletek módosításáról

#### Október
- 22/2017. (X. 3.) EMMI rendelet A fejezeti kezelésű előirányzatok és központi kezelésű előirányzatok kezeléséről és felhasználásáról szóló 58/2015. (XII. 30.) EMMI rendelet módosításáról
- 23/2017. (X. 3.) EMMI rendelet Az egyesülési jogról, a közhasznú jogállásról, valamint a civil szervezetek működéséről és támogatásáról szóló 2011. évi CLXXV. törvény végrehajtását szolgáló egyes miniszteri rendeletek módosításáról
- 24/2017. (X. 3.) EMMI rendelet Egyes köznevelési tárgyú miniszteri rendeletek módosításáról
- 28/2017. (X. 3.) NGM rendelet A fejezeti kezelésű előirányzatok kezeléséről és felhasználásáról szóló 16/2015. (V. 29.) NGM rendeletnek a Magyarország 2017. évi központi költségvetéséről szóló 2016. évi XC. törvény módosításáról szóló 2017. évi LXXXVI. törvénnyel összefüggő módosításáról
- 39/2017. (X. 9.) NFM rendelet A bioüzemanyagok és folyékony bio-energiahordozók fenntarthatósági követelményeknek való megfelelésével kapcsolatos üvegházhatású gázkibocsátás elkerülés kiszámításának szabályairól
- 40/2017. (X. 9.) NFM rendelet A megújuló forrásokból előállított energia részarányának kiszámítási módszertanáról szóló 1/2012. (I. 20.) NFM rendelet módosításáról
- 50/2017. (X. 10.) FM rendelet A zöldség-gyümölcs termelői szervezetekről
- 30/2017. (X. 10.) NGM rendelet Az egyes szerencsejátékok engedélyezésével, lebonyolításával és ellenőrzésével kapcsolatos feladatok végrehajtásáról szóló 32/2005. (X. 21.) PM rendelet módosításáról
- 31/2017. (X. 17.) NGM rendelet A bankkártya-elfogadó terminálok számának növeléséhez nyújtott támogatásról szóló 47/2016. (XII. 6.) NGM rendelet módosításáról
- 41/2017. (X. 17.) NFM rendelet  Az útügyi hatósági eljárások díjairól szóló 26/1997. (XII. 12.) KHVM rendelet módosításáról
- 26/2017. (X. 20.) BM rendelet A fejezeti és központi kezelésű előirányzatok felhasználásának rendjéről szóló 1/2017. (II. 28.) BM rendelet módosításáról
- 15/2017. (X. 20.) HM rendelet A tűzvédelem és a műszaki mentés honvédelmi ágazatra vonatkozó különös szabályairól
- 13/2017. (X. 20.) IM rendelet A Végrendeletek Országos Nyilvántartásáról szóló 4/2009. (III. 6.) IRM rendelet módosításáról
- 33/2017. (X. 26.) NGM rendelet A nemesfémmel vagy az ezekből készült tárgyakkal kereskedő és az árukereskedő szolgáltatók részére a pénzmosás és a terrorizmus finanszírozása megelőzéséről és megakadályozásáról szóló 2017. évi LIII. törvény végrehajtásának, valamint az Európai Unió és az ENSZ Biztonsági Tanácsa által elrendelt pénzügyi és vagyoni korlátozó intézkedések végrehajtásáról szóló 2017. évi LII. törvény szerinti szűrőrendszer kidolgozásának és működtetése minimumkövetelményeinek részletes szabályairól
- 34/2017. (X. 26.) NGM rendelet A játékkaszinót, kártyatermet működtetők, távszerencsejátéknak nem minősülő fogadást, távszerencsejátékot és online kaszinójátékot szervezők részére a pénzmosás és a terrorizmus finanszírozása megelőzéséről és megakadályozásáról szóló 2017. évi LIII. törvény végrehajtásának, valamint az Európai Unió és az ENSZ Biztonsági Tanácsa által elrendelt pénzügyi és vagyoni korlátozó intézkedések végrehajtásáról szóló 2017. évi LII. törvény szerinti szűrőrendszer kidolgozásának és működtetése minimumkövetelményeinek részletes szabályairól
- 35/2017. (X. 26.) NGM rendelet A rendbírságról szóló 3/1996. (IV. 5.) MüM rendelet módosításáról
- 25/2017. (X. 27.) MNB rendelet A „Reformáció” ezüst emlékérme kibocsátásáról
- 26/2017. (X. 27.) MNB rendelet A „Reformáció” rézötvözetű emlékérme kibocsátásáról
- 27/2017. (X. 31.) BM rendelet A rendőrség szolgálati szabályzatáról szóló 30/2011. (IX. 22.) BM rendelet és a Terrorelhárítási Információs és Bűnügyi Elemző Központ és az utasadat szolgáltatója közötti kapcsolattartás, valamint az adatátadás módjának szabályozásáról szóló 28/2016. (VII. 15.) BM rendelet módosításáról

#### November
- 12/2017. (XI. 6.) MEKH rendelet A rendszeres adatszolgáltatásra kötelezettek által szolgáltatandó adatok köréről, a teljesítés módjára vonatkozó követelményekről, valamint az adatszolgáltatási kötelezettség határidejéről, továbbá a rendkívüli adatszolgáltatással kapcsolatos rendelkezésekről, valamint a földgáz rendszerhasználati díjak, a külön díjak és a csatlakozási díjak meghatározásának keretszabályairól szóló 8/2016. (X. 13.) MEKH rendelet, a földgáz rendszerhasználati díjak, a külön díjak, valamint a csatlakozási díjak alkalmazásának szabályairól szóló 11/2016. (XI. 14.) MEKH rendelet és a földgáz rendszerhasználati díjak, a külön díjak és a csatlakozási díjak mértékéről szóló 13/2016. (XII. 20.) MEKH rendelet módosításáról szóló 7/2017. (VII. 13.) MEKH rendelet eltérő szöveggel történő hatálybaléptetéséről szóló 11/2017. (VIII. 25.) MEKH rendelet módosításáról
- 12/2017. (XI. 6.) NMHH rendelet Az elektronikus hírközlési előfizetői szerződések részletes szabályairól szóló 2/2015. (III. 30.) NMHH rendelet módosításáról
- 27/2017. (XI. 6.) MvM rendelet Az elektronikus közbeszerzési rendszer üzemeltetését és fenntartását végző gazdasági társaság kijelöléséről
- 28/2017. (XI. 6.) MvM rendelet A felelős akkreditált közbeszerzési szaktanácsadói tevékenységről szóló 14/2016. (V. 25.) MvM rendelet módosításáról
- 29/2017. (XI. 6.) MvM rendelet Az Európai Mezőgazdasági Vidékfejlesztési Alap társfinanszírozásában megvalósuló támogatások igénybevételének általános szabályairól szóló 23/2007. (IV. 17.) FVM rendelet módosításáról
- 28/2017. (XI. 6.) BM rendelet A belügyminiszter irányítása alá tartozó rendvédelmi feladatokat ellátó szervek hivatásos állományának 2018. évi ruházati utánpótlási ellátmánya terhére kiadandó természetbeni ellátásról
- 29/2017. (XI. 6.) BM rendelet A belügyminiszter irányítása alá tartozó szervek egyenruha-ellátásra jogosult személyi állományának ruházati és öltözködési szabályzatáról, valamint a különleges foglalkoztatási állomány ruházati, fegyverzeti, kényszerítőeszköz- és világítástechnikai felszereléséről szóló 14/2016. (V. 10.) BM rendelet módosításáról
- 55/2017. (XI. 6.) FM rendelet Az egyes közvetlen és nemzeti támogatásokat szabályozó miniszteri rendeletek módosításáról
- 37/2017. (XI. 6.) NGM rendelet A Nemzeti Adó- és Vámhivatal tevékenységével összefüggő egyes miniszteri rendeletek módosításáról
- 42/2017. (XI. 7.) NFM rendelet Az egyes közúti közlekedési szabályokra vonatkozó rendelkezések megsértésével kapcsolatos bírságolással összefüggő hatósági feladatokról, a bírságok kivetésének részletes szabályairól és a bírságok felhasználásának rendjéről szóló 42/2011. (VIII. 11.) NFM rendelet módosításáról
- 13/2017. (XI. 8.) MEKH rendelet A megújuló energiaforrásból termelt villamos energia működési támogatásának mértékéről
- 14/2017. (XI. 8.) MEKH rendelet A Magyar Energetikai és Közmű-szabályozási Hivatal igazgatási szolgáltatási díjainak mértékéről, valamint az igazgatási szolgáltatási, a felügyeleti díjak és egyéb bevételek beszedésére, kezelésére, nyilvántartására és visszatérítésére vonatkozó szabályokról szóló 1/2014. (III. 4.) MEKH rendelet módosításáról
- 43/2017. (XI. 8.) NFM rendelet A megújuló energiából termelt villamos energia támogatására vonatkozó szabályok módosításáról
- 27/2017. (XI. 21.) MNB rendelet a jegybanki információs rendszerhez elsődlegesen a Magyar Nemzeti Bank alapvető feladatai ellátása érdekében teljesítendő adatszolgáltatási kötelezettségekről
- 28/2017. (XI. 22.) MNB rendelet A pénz- és hitelpiaci szervezetek által a jegybanki információs rendszerhez elsődlegesen a Magyar Nemzeti Bank felügyeleti feladatai ellátása érdekében teljesítendő adatszolgáltatási kötelezettségekről
- 29/2017. (XI. 22.) MNB rendelet A tőkepiaci szervezetek által a jegybanki információs rendszerhez elsődlegesen a Magyar Nemzeti Bank felügyeleti feladatai ellátása érdekében teljesítendő adatszolgáltatási kötelezettségekről
- 30/2017. (XI. 24.) BM rendelet A szabad mozgás és tartózkodás jogával rendelkező személyek, valamint a harmadik országbeli állampolgárok beutazásával és tartózkodásával kapcsolatos eljárások díjáról szóló 28/2007. (V. 31.) IRM rendelet módosításáról
- 16/2017. (XI. 27.) HM rendelet A honvédségi járművek fenntartásáról szóló 18/2009. (XII. 18.) HM rendelet módosításáról
- 16/2017. (XI. 27.) KKM rendelet A fejezeti kezelésű előirányzatok kezeléséről és felhasználásáról
- 30/2017. (XI. 28.) MvM rendelet Az Információs Hivatal hivatásos állományú tagjainak illetményéről, juttatásairól, valamint a folyósítás és költségtérítés szabályairól
- 31/2017. (XI. 28.) MvM rendelet Az Információs Hivatal hivatásos állományú tagjainak a más keresőfoglalkozás bejelentésével, engedélyezésével, az összeférhetetlenség megszüntetésével és tilalma megszegése következményeivel kapcsolatos eljárásról
- 32/2017. (XI. 28.) MvM rendelet Az Információs Hivatal hivatásos állományával összefüggő szociális és kegyeleti gondoskodás rendjéről
- 56/2017. (XI. 28.) FM rendelet A borkészítésre alkalmas szőlőfajták osztályba sorolásáról szóló 56/2014. (IV. 30.) VM rendelet módosításáról
- 32/2017. (XI. 29.) MNB rendelet A „Kossuth tér” rézötvözetű emlékérme kibocsátásáról
- 33/2017. (XI. 30.) MNB rendelet A nem teljesítő kitettségre és az átstrukturált követelésre vonatkozó prudenciális követelményekről szóló 39/2016. (X. 11.) MNB rendelet módosításáról
- 15/2017. (XI. 30.) IM rendelet Az ügyvédi tevékenység gyakorlására jogosultak arcképes igazolványáról

#### December
- 40/2017. (XII. 4.) NGM rendelet Az összekötő és felhasználói berendezésekről, valamint a potenciálisan robbanásveszélyes közegben működő villamos berendezésekről és védelmi rendszerekről
- 45/2017. (XII. 4.) NFM rendelet A magyar légtér légiközlekedés céljára történő kijelöléséről szóló 26/2007. (III. 1.) GKM–HM–KvVM együttes rendelet módosításáról
- 31/2017. (XII. 5.) EMMI rendelet A felsőoktatási szakképzések, az alap- és mesterképzések képzési és kimeneti követelményeiről, valamint a tanári felkészítés közös követelményeiről és az egyes tanárszakok képzési és kimeneti követelményeiről szóló 8/2013. (I. 30.) EMMI rendelet módosításáról szóló 18/2016. (VIII. 5.) EMMI rendelet módosításáról
- 31/2017. (XII. 6.) BM rendelet A települések katasztrófavédelmi besorolásáról, valamint a katasztrófák elleni védekezés egyes szabályairól szóló 62/2011. (XII. 29.) BM rendelet módosításáról szóló 61/2012. (XII. 11.) BM rendelet módosításáról
- 33/2017. (XII. 7.) MvM rendelet  A Magyarország Európai Unió melletti Állandó Képviselete külképviseleti besorolásáról, valamint a tartós külszolgálatot teljesítők deviza-alapilletménye, költségtérítése és az állandó képviseleti devizapótlék kiszámításának részletes szabályairól szóló 16/2017. (VI. 7.) MvM rendelet módosításáról
- 16/2017. (XII. 7.) IM rendelet Az ügyvédi kamarai hatósági eljárásokért fizetendő igazgatási szolgáltatási díjról
- 35/2017. (XII. 14.) MNB rendelet A pénzforgalom lebonyolításáról
- 57/2017. (XII. 14.) FM rendelet A szántóföldi növényfajok vetőmagvainak előállításáról és forgalomba hozataláról szóló 48/2004. (IV. 21.) FVM rendelet módosításáról
- 58/2017. (XII. 18.) FM rendelet A fatermék szállításával, nyilvántartásával, valamint a szállítójegy és a műveleti lap előállításával és forgalmazásával kapcsolatos részletes szabályokról
- 59/2017. (XII. 18.) FM rendelet A szőlészeti és a borászati adatszolgáltatás, valamint a származási bizonyítványok kiadásának rendjéről, továbbá a borászati termékek előállításáról, forgalomba hozataláról és jelöléséről szóló 127/2009. (IX. 29.) FVM rendelet módosításáról
- 17/2017. (XII. 18.) HM rendelet A honvédek jogállásáról szóló 2012. évi CCV. törvény egyes rendelkezéseinek végrehajtásáról szóló 9/2013. (VIII. 12.) HM rendelet és a honvédek illetményéről és illetményjellegű juttatásairól szóló 7/2015. (VI. 22.) HM rendelet módosításáról
- 18/2017. (XII. 21.) MEKH rendelet ?
- 51/2017. (XII. 22.) NFM rendelet Egyes gazdasági társaságok felett az államot megillető tulajdonosi jogok és kötelezettségek összességét gyakorló szervezet kijelöléséről szóló 65/2016. (XII. 28.) NFM rendelet módosításáról
- 63/2017. (XII. 22.) FM rendelet A Nemzeti Élelmiszerlánc-biztonsági Hivatal, valamint a megyei kormányhivatalok mezőgazdasági szakigazgatási szervei előtt kezdeményezett eljárásokban fizetendő igazgatási szolgáltatási díjak mértékéről, valamint az igazgatási szolgáltatási díj fizetésének szabályairól szóló 63/2012. (VII. 2.) VM rendelet módosításáról
- 64/2017. (XII. 22.) FM rendelet A termésnövelő anyagok engedélyezéséről, tárolásáról, forgalmazásáról és felhasználásáról szóló 36/2006. (V. 18.) FVM rendelet módosításáról
- 65/2017. (XII. 22.) FM rendelet A 2017. októberi viharkár által a fóliás növénykultúrák termesztésére szolgáló építményekben keletkezett károk kompenzálására igénybe vehető mezőgazdasági csekély összegű támogatásról
- 66/2017. (XII. 22.) FM rendelet Az egyes nemzeti forrásból finanszírozott agrártámogatásokat és közvetlen támogatásokat szabályozó miniszteri rendeletek módosításáról
- 21/2017. (XII. 22.) IM rendelet A polgári perben és a közigazgatási bírósági eljárásban alkalmazandó nyomtatványokról
- 22/2017. (XII. 22.) IM rendelet Egyes büntető- és büntetés-végrehajtási jogi tárgyú, valamint ezzel összefüggő igazságügyi tárgyú miniszteri rendeletek módosításáról
- 23/2017. (XII. 22.) IM rendelet A közigazgatási hatósági eljárásban közreműködő tolmácsok és jelnyelvi tolmácsok díjazásának szabályairól
- 24/2017. (XII. 22.) IM rendelet A polgári és közigazgatási bírósági eljárás anyagát rögzítő felvétel alkalmazásának részletes szabályairól
- 25/2017. (XII. 22.) IM rendelet Az általános közigazgatási rendtartásról szóló 2016. évi CL. törvény hatálybalépésével összefüggő egyes igazságügyi tárgyú miniszteri rendeletek módosításáról
- 45/2017. (XII. 22.) NGM rendelet Az adótanácsadók, adószakértők és okleveles adószakértők nyilvántartásba vételéről és továbbképzéséről
- 46/2017. (XII. 22.) NGM rendelet A nemesfém tárgyakkal kapcsolatos hatósági tevékenységekről szóló 35/2011. (IX. 14.) NGM rendelet hatályon kívül helyezéséről
- 52/2017. (XII. 22.) NFM rendelet Egyes energetikai tárgyú miniszteri rendeleteknek az általános közigazgatási rendtartásról szóló törvény hatálybalépésével összefüggő és egyéb célú módosításáról és hatályon kívül helyezéséről
- 53/2017. (XII. 22.) NFM rendelet A közúti járművek műszaki megvizsgálásáról szóló 5/1990. (IV. 12.) KöHÉM rendelet, valamint a közúti járművek forgalomba helyezésének és forgalomban tartásának műszaki feltételeiről szóló 6/1990. (IV. 12.) KöHÉM rendelet módosításáról
- 36/2017. (XII. 27.) MNB rendelet A Magyar Nemzeti Bank előtti egyes hatósági ügyekben az elektronikus kapcsolattartás szabályairól
- 37/2017. (XII. 27.) MNB rendelet Az ügyfeleknek pénzügyi eszközökről, befektetési szolgáltatási tevékenységről vagy kiegészítő szolgáltatásról befektetési tanácsot vagy információt nyújtó természetes személyekre vonatkozó, szakmai képességekre és kompetenciákra vonatkozó követelményekről
- 38/2017. (XII. 27.) MNB rendelet A Magyar Nemzeti Bank elnöke által adományozható díjakról szóló 27/2013. (XII. 10.) MNB rendelet módosításáról
- 39/2017. (XII. 27.) MNB rendelet A pénzmosás és a terrorizmus finanszírozása megelőzéséről és megakadályozásáról szóló törvény végrehajtásának az MNB által felügyelt szolgáltatókra vonatkozó, valamint az Európai Unió és az ENSZ Biztonsági Tanácsa által elrendelt pénzügyi és vagyoni korlátozó intézkedések végrehajtásáról szóló törvény szerinti szűrőrendszer kidolgozásának és működtetése minimumkövetelményeinek részletes szabályairól szóló 19/2017. (VII. 19.) MNB rendelet módosításáról
- 35/2017. (XII. 27.) MvM rendelet Az Európai Mezőgazdasági Vidékfejlesztési Alapból a fiatal mezőgazdasági termelők indulásához igényelhető támogatások részletes feltételeiről szóló egyes miniszteri rendeletek módosításáról
- 36/2017. (XII. 27.) MvM rendelet Az Európai Mezőgazdasági Vidékfejlesztési Alapból, valamint az Európai Tengerügyi és Halászati Alapból finanszírozott intézkedések megvalósulásának időtartama alatt, elháríthatatlan külső ok (vis maior) esetén alkalmazandó egyes szabályokról szóló 57/2015. (XII. 23.) MvM rendelet módosításáról
- 37/2017. (XII. 27.) MvM rendelet Egyes agrár-vidékfejlesztési tárgyú rendeletek módosításáról és hatályon kívül helyezéséről
- 38/2017. (XII. 27.) MvM rendelet Egyes ingatlanok műemlékké nyilvánításáról, valamint egyes miniszteri rendeletek módosításáról
- 39/2017. (XII. 27.) MvM rendelet A területi számjelrendszerről szóló 31/2011. (X. 24.) KIM rendelet módosításáról
- 37/2017. (XII. 27.) BM rendelet A központosított informatikai és elektronikus hírközlési szolgáltatásokat egyedi szolgáltatási megállapodás útján igénybe vevő szervezetekről, valamint a központi szolgáltató által üzemeltetett vagy fejlesztett informatikai rendszerekről szóló 7/2013. (II. 26.) NFM rendelet módosításáról
- 26/2017. (XII. 27.) IM rendelet A költségmentesség és a költségfeljegyzési jog engedélyezésének alapjául szolgáló körülmények igazolásáról
- 27/2017. (XII. 27.) IM rendelet A díjfeljegyzési jog engedélyezésének alapjául szolgáló körülmények igazolásáról, valamint a fizetési meghagyásos eljárással összefüggő költségek előlegezéséről, megfizetéséről és behajtásáról
- 28/2017. (XII. 27.) IM rendelet A jogi segítségnyújtás keretében igénybe vehető támogatások iránti kérelem tartalmára és a támogatások igénybevételére vonatkozó részletes szabályokról
- 29/2017. (XII. 27.) IM rendelet Az áldozatsegítő támogatások engedélyezése iránti kérelem tartalmára és kitöltésére, valamint a szolgáltatások nyújtásával kapcsolatos egyes nem hatósági eljárási kérdésekre vonatkozó szabályokról
- 30/2017. (XII. 27.) IM rendelet A polgári és közigazgatási bírósági eljárás során meg nem fizetett illeték és állam által előlegezett költség megfizetéséről
- 31/2017. (XII. 27.) IM rendelet A perköltség felszámítására szolgáló költségjegyzékről
- 32/2017. (XII. 27.) IM rendelet A pártfogó ügyvéd, az ügygondnok és a kirendelt védő részére megállapítható díjról
- 33/2017. (XII. 27.) IM rendelet A közjegyzői díjszabásról szóló 14/1991. (XI. 26.) IM rendelet módosításáról
- 34/2017. (XII. 27.) IM rendelet Az ügyész, a perindításra feljogosított személy és az ügygondnok polgári és közigazgatási bírósági eljárásban történő részvétele miatt, valamint a bírósági szervezet érdekkörében elhárítható ok következtében felmerült perköltség kifizetéséről
- 35/2017. (XII. 27.) IM rendelet Az igazságügyi szakértői tárgyú, valamint egyéb igazságügyi tárgyú miniszteri rendeletek módosításáról
- 47/2017. (XII. 27.) NGM rendelet A jövedéki adóról szóló 2016. évi LXVIII. törvény egyes rendelkezéseinek végrehajtásáról szóló 45/2016. (XI. 29.) NGM rendelet módosításáról
- 54/2017. (XII. 27.) NFM rendelet Egyes vasúti közlekedési tárgyú miniszteri rendeletek módosításáról, valamint a közúti közlekedési nyilvántartás működéséről és az adatszolgáltatás rendjéről szóló 56/1999. (XII. 28.) BM rendelet hatályon kívül helyezéséről
- 55/2017. (XII. 27.) NFM rendelet Az általános közigazgatási rendtartásról szóló törvény hatálybalépésével összefüggő egyes közlekedési, fogyasztóvédelmi, állami vagyonpolitikai, postai és energetikai tárgyú miniszteri rendeletek módosításáról és hatályon kívül helyezéséről, valamint egyes miniszteri rendeletek technikai deregulációjáról
- 40/2017. (XII. 29.) EMMI rendelet A fejezeti kezelésű előirányzatok és a központi kezelésű előirányzatok kezeléséről és felhasználásáról szóló 58/2015. (XII. 30.) EMMI rendeletnek a 2017. évi felhasználási szabályok módosítására és a 2018. évi felhasználási szabályok megállapítására irányuló módosításáról
- 48/2017. (XII. 29.) NGM rendelet Az uniós vámjog végrehajtásáról szóló törvény hatálybalépésével, az adóigazgatási rendtartásról rendtartásról és az adózás rendjéről szóló törvény hatálybalépésével, valamint a Nemzeti Adó- és Vámhivatal tevékenységével összefüggő egyes miniszteri rendeletek módosításáról
- 49/2017. (XII. 29.) NGM rendelet A nemzetgazdasági miniszter irányítása alá tartozó központi kezelésű előirányzatok kezeléséről és felhasználásáról
- 50/2017. (XII. 29.) NGM rendelet A fejezeti kezelésű előirányzatok kezeléséről és felhasználásáról
- 51/2017. (XII. 29.) NGM rendelet A nemzetgazdasági miniszter feladat- és hatáskörébe tartozó egyes miniszteri rendeletek módosításáról
- 52/2017. (XII. 29.) NGM rendelet Az egyes önkormányzati adózási, illetékezési és jövedelemadózási tárgyú miniszteri rendeletek módosításáról
- 58/2017. (XII. 29.) NFM rendelet Az autópályák, autóutak és főutak használatának díjáról szóló 36/2007. (III. 26.) GKM rendelet módosításáról
- 59/2017. (XII. 29.) NFM rendelet Egyes árszabályozással összefüggő energetikai tárgyú miniszteri rendeletek módosításáról
- 3/2017. (XII. 29.) NMHH rendelet

Az általános közigazgatási rendtartásról szóló törvény és a közigazgatási perrendtartásról szóló törvény hatálybalépésével összefüggő, a Nemzeti Média- és Hírközlési Hatóság elnökének feladat- és hatáskörébe tartozó NMHH rendeletek módosításáról
- 41/2017. (XII. 29.) MvM rendelet Az Információs Hivatal katonai nyomozó hatóságáról és a bűncselekmények parancsnoki nyomozásáról
- 39/2017. (XII. 29.) BM rendelet A büntetőeljárásban, a szabálysértési eljárásban, valamint a büntetés-végrehajtás során elrendelt elővezetés és előállítás során felmerült költség megtérítésének részletes szabályairól
- 40/2017. (XII. 29.) BM rendelet A belügyi feladatokat érintő és más kapcsolódó törvények módosításáról szóló törvény végrehajtásához kapcsolódó és más miniszteri rendeletek módosításáról
- 41/2017. (XII. 29.) BM rendelet A vízjogi engedélyezési eljáráshoz szükséges dokumentáció tartalmáról
- 42/2017. (XII. 29.) BM rendelet Az egyes miniszteri rendeleteknek a vízkészletek hasznosításának egyszerűsítéséhez kapcsolódó, valamint más vízgazdálkodási tárgyú miniszteri rendeletek módosításáról
- 43/2017. (XII. 29.) BM rendelet A védelmi ellenőrzést végző személyek képzésének és vizsgáztatásának rendjéről szóló 69/2014. (XII. 18.) BM rendelet módosításáról
- 44/2017. (XII. 29.) BM rendelet Az általános közigazgatási rendtartásról szóló 2016. évi CL. törvény hatálybalépésével összefüggésben egyes belügyi tárgyú miniszteri rendeletek módosításáról, valamint egyes belügyi tárgyú miniszteri rendeletek módosításáról és hatályon kívül helyezéséről
- 37/2017. (XII. 29.) EMMI rendelet A minősített előadó-művészeti szervezetek körének meghatározásáról szóló 5/2012. (VI. 15.) EMMI rendelet módosításáról
- 38/2017. (XII. 29.) EMMI rendelet Egyes egészségügyi tárgyú miniszteri rendeleteknek az országos gyógyintézetekkel és az országos társ-gyógyintézetekkel kapcsolatos módosításáról
- 39/2017. (XII. 29.) EMMI rendelet A kulturális szakemberek szakmai továbbképzési programjának nyilvántartásba vételével, valamint a népművészeti és népi iparművészeti alkotások minősítési eljárásával összefüggő igazgatási szolgáltatási díjról
- 70/2017. (XII. 29.) FM rendelet Az általános közigazgatási rendtartásról szóló 2016. évi CL. törvény hatálybalépésével összefüggésben egyes környezetvédelmi, hal- és vadgazdálkodási tárgyú miniszteri rendeletek módosításáról
- 36/2017. (XII. 29.) IM rendelet A nemzetközi jogsegélyre és a külföldi határozatok elismerésére és végrehajtására vonatkozó viszonosság megállapításáról
- 57/2017. (XII. 29.) NFM rendelet A Szerencsejáték Felügyeletnél foglalkoztatottak személyi illetménye, a feltételekhez kötött személyi juttatás és az intézményi feladatok megállapításáról

### Kormányhatározatok

#### Január (1001−1033)
- 1001/2017. (I. 3.) Korm. határozat A központi költségvetés címrendjének a kormányzati szerkezetátalakítással összefüggő módosításáról
- 1002/2017. (I. 3.) Korm. határozat Az Emberi Erőforrások Minisztériuma szakmai irányítási feladataihoz szükséges előirányzat-átcsoportosításról
- 1003/2017. (I. 3.) Korm. határozat Az Egészségbiztosítási Alap irányításával összefüggő, valamint az egészségbiztosítási ellátásokat érintő egyes szakmai irányítási feladatok ellátásához szükséges előirányzat-átcsoportosításokról
- 1004/2017. (I. 3.) Korm. határozat A középfokú végzettséggel rendelkező kisgyermeknevelők bölcsődei pótlékához biztosítandó támogatás érdekében a IX. Helyi önkormányzatok támogatásai fejezeten belüli előirányzat-átcsoportosításról
- 1005/2017. (I. 3.) Korm. határozat A magyar építőipart érintő szabványügyi előírások felülvizsgálatáról
- 1006/2017. (I. 3.) Korm. határozat Az Emberi Erőforrás Fejlesztési Operatív Program éves fejlesztési keretének megállapításáról szóló 1037/2016. (II. 9.) Korm. határozat módosításáról
- 1007/2017. (I. 6.) Korm. határozat  A Jézus Szent Szíve Testvérület tolentinói Jézus Szent Szíve templom földrengést követő rekonstrukciója támogatásával összefüggő feladatokról
- 1008/2017. (I. 11.) Korm. határozat A Paksi Atomerőmű teljesítményének fenntartásáért felelős kormánybiztos kinevezéséről és feladatairól
- 1009/2017. (I. 11.) Korm. határozat A bányászati igazgatás átszervezésével kapcsolatos feladatokról
- 1010/2017. (I. 11.) Korm. határozat A zsidó vallási közösségek egyes fejlesztéseinek támogatásáról, valamint az Európa Tanács Parlamenti Közgyűlésének 2012. évben elfogadott 1883. számú határozatában foglalt egyes ajánlások végrehajtásáról szóló 1833/2014. (XII. 29.) Korm. határozat módosításáról
- 1011/2017. (I. 11.) Korm. határozat A Széchenyi Kártya Program egyes konstrukciói támogatásának folytatásáról
- 1012/2017. (I. 11.) Korm. határozat A kiemelt kerékpáros útvonalak fejlesztésének finanszírozásáról
- 1013/2017. (I. 11.) Korm. határozat Az Európai Kerékpárút Hálózat (EuroVelo) 6. számú nemzetközi kerékpáros útvonal Dömös és Szentendre közötti szakaszának fejlesztéséről
- 1014/2017. (I. 12.) Korm. határozat A Szent István Egyetem Gazdasági, Agrár- és Egészségtudományi Kar gyulai telephelyű Egészségtudományi Intézetének az egyházi fenntartásban működő Gál Ferenc Főiskolához történő csatlakozásáról
- 1015/2017. (I. 12.) Korm. határozat  A Magyarország Kormánya és a Kenyai Köztársaság Kormánya közötti gazdasági és műszaki együttműködésről szóló Megállapodás szövegének végleges megállapítására adott felhatalmazásról
- 1016/2017. (I. 13.) Korm. határozat a rendkívüli kormányzati intézkedésekre szolgáló tartalékból történő előirányzat-átcsoportosításról
- 1017/2017. (I. 17.) Korm. határozat A 3. Kína – KKE Országok Egészségügyi Miniszteri Találkozó megrendezéséről
- 1018/2017. (I. 23.) Korm. határozat A központi költségvetés címrendjének a kormányzati szerkezetátalakítással összefüggő módosításáról
- 1019/2017. (I. 23.) Korm. határozat A XI. Miniszterelnökség fejezet, a XVIII. Külgazdasági és Külügyminisztérium fejezet és a XX. Emberi Erőforrások Minisztériuma fejezet közötti előirányzat-átcsoportosításokról
- 1020/2017. (I. 23.) Korm. határozat A kulturális ágazatban foglalkoztatott közalkalmazottak illetménypótlékának folyósításához kapcsolódó költségvetési forrás biztosításáról
- 1021/2017. (I. 23.) Korm. határozat Az Eötvös József Főiskola Vízellátási és Környezetmérnöki Intézetének, valamint Vízépítési és Vízgazdálkodási Intézetének a Nemzeti Közszolgálati Egyetembe történő beolvadásával összefüggésben az Emberi Erőforrások Minisztériuma és a Miniszterelnökség fejezetek közötti előirányzat-átcsoportosításról
- 1022/2017. (I. 23.) Korm. határozat A Bank of China Limited pénzintézettel való stratégiai együttműködési megállapodás megkötéséről ?
- 1023/2017. (I. 24.) Korm. határozat A fogyatékossággal élő személyek számára ápolást-gondozást nyújtó szociális intézményi férőhelyek kiváltásáról szóló 2017–2036. évekre vonatkozó hosszú távú koncepcióról
- 1024/2017. (I. 24.) Korm. határozat Az „okos város” szolgáltatások összehangolt bevezetését és működését támogató szervezeti és tudásplatform létrehozásáról és működtetésétől, valamint a teljes rendszer működésének monitoringjáról
- 1025/2017. (I. 24.) Korm. határozat Az „A Baranya megyei Sellye Térségének Ivóvízminőség-javító Programja” című beruházás saját hatáskörben történő megvalósításáról
- 1026/2017. (I. 24.) Korm. határozat A Külhoni Magyar Oktatási Tanács létrehozásáról szóló 1442/2013. (VII. 16.) Korm. határozat módosításáról
- 1027/2017. (I. 24.) Korm. határozat A 2014–2020. évek közötti határ menti közúti infrastruktúra-fejlesztésekről szóló 1007/2016. (I. 18.) Korm. határozat módosításáról
- 1028/2017. (I. 24.) Korm. határozat A kiemelt felsőoktatási intézményekről szóló kormányhatározatok visszavonásáról
- 1029/2017. (I. 24.) Korm. határozat A Magyarország Kormánya és a Kínai Népköztársaság Kormánya között a Budapest–Belgrád vasútvonal újjáépítési beruházás magyarországi szakaszának fejlesztése, kivitelezése és finanszírozása kapcsán született Egyezmény 2. melléklete szövegének végleges megállapítására adott felhatalmazásról
- 1030/2017. (I. 25.) Korm. határozat A 2024. évi XXXIII. nyári Olimpiai Játékok és a XVII. nyári Paralimpiai Játékok Budapesten történő megrendezésével összefüggő harmadik pályázati szakaszt érintő garanciákról
- 1031/2017. (I. 31.) Korm. határozat 1031/2017. (I. 31.) Korm. határozat: Az ATP World Tour 250-es tenisztorna megrendezésével kapcsolatos intézkedésről
- 1032/2017. (I. 31.) Korm. határozat  Az állami tulajdonú vörösberényi kolostoregyüttes ingyenes tulajdonba adásáró – 233
- 1033/2017. (I. 31.) Korm. határozat A rendkívüli kormányzati intézkedésekre szolgáló tartalékból történő előirányzat-átcsoportosításról és egyes Korm. határozatok módosításáról

#### Február (1034−1097)
- 1034/2017. (II. 1.) Korm. határozat Az Orosz Ortodox Egyház Magyar Egyházmegyéje (Moszkvai Patriarchátus) fejlesztési céljainak megvalósításával kapcsolatos intézkedésekről
- 1035/2017. (II. 1.) Korm. határozat Az űrkutatás és az űripar területén megvalósuló magyar–orosz együttműködéshez szükséges forrás biztosításáról
- 1036/2017. (II. 1.) Korm. határozat A kötelező legkisebb munkabér (minimálbér) és a garantált bérminimum emelése kapcsán az egyházi, nem állami szociális fenntartóknál felmerülő többletkiadások finanszírozása érdekében szükséges intézkedésekről
- 1037/2017. (II. 2.) Korm. határozat Az egyes állami vagyontárgyak ingyenes tulajdonba adásáról szóló kormányhatározatokban és szerződésekben meghatározott hasznosítási célok módosításáról
- 1038/2017. (II. 2.) Korm. határozat A rendkívüli kormányzati intézkedésekre szolgáló tartalékból történő előirányzat-átcsoportosításról, előirányzattal nem rendelkező közfeladathoz kapcsolódó tárgyévi és tárgyéven túli kötelezettségvállalás engedélyezéséről és egyes kormányhatározatok módosításáról
- 1039/2017. (II. 2.) Korm. határozat Az élelmiszer-értékesítést kezelőszemélyzet nélkül végző automataberendezések Automata Felügyeleti Egységgel történő ellátásához nyújtandó támogatáshoz szükséges költségvetési forrás biztosításáról
- 1040/2017. (II. 2.) Korm. határozat A Debrecen megyei jogú város területén található földrészlet beruházási célterületté nyilvánításáról és a Debreceni Agrár-innovációs Ipari Park fejlesztéséhez szükséges intézkedésekről
- 1041/2017. (II. 2.) Korm. határozat A Verseg Község Önkormányzatát érintő bírósági eljárás lezárása érdekében szükséges források biztosításáról
- 1042/2017. (II. 2.) Korm. határozat A Magyarország Kormánya és Japán Kormánya között az ideiglenesen munkát vállaló turisták programjáról szóló Megállapodás szövegének végleges megállapítására adott felhatalmazásról
- 1043/2017. (II. 3.) Korm. határozat A Rendőrség hivatásos állományának 3000 fős létszámfejlesztéséhez szükséges források biztosításáról
- 1044/2017. (II. 3.) Korm. határozat A Magyar Honvédség hadrendjében lévő JAS-39 Gripen repülőgépek repülési idejének növeléséhez szükséges kiegészítő logisztikai szolgáltatások megrendelésének jóváhagyása érdekében a Magyarország Honvédelmi Minisztérium Beszerzési Hivatala és a Svéd Királyság Hadfelszerelési Hivatala [Försvarers Materielverk (FMV)] elnevezésű szervezete között fennálló Bérleti Megállapodás módosítására vonatkozó feladatokról
- 1045/2017. (II. 3.) Korm. határozat	Az Európa Kulturális Fővárosai kezdeményezés Európa Kulturális Fővárosa 2023 cím viselésével kapcsolatos tagállami feladatok ellátásáról
- 1046/2017. (II. 3.) Korm. határozat Egyes állami fenntartásban lévő szociális intézmények egyházak részére történő átadásával kapcsolatos források biztosításáról
- 1047/2017. (II. 3.) Korm. határozat A nagycenki Széchenyi-kastélyegyüttes fejlesztéséről
- 1048/2017. (II. 3.) Korm. határozat A keszthelyi Festetics-kastély fejlesztéseihez szükséges forrás biztosításáról
- 1049/2017. (II. 3.) Korm. határozat A Gyenesdiás belterület 1888 helyrajzi számú, állami tulajdonú ingatlan temető céljára történő ingyenes önkormányzati tulajdonba adásáról
- 1050/2017. (II. 3.) Korm. határozat A XLIII. Az állami vagyonnal kapcsolatos bevételek és kiadások fejezet és a XVII. Nemzeti Fejlesztési Minisztérium fejezet közötti előirányzat-átcsoportosításról
- 1051/2017. (II. 3.) Korm. határozat Az ELI-HU Kutatási és Fejlesztési Nonprofit Közhasznú Korlátolt Felelősségű Társaság felett az államot megillető tulajdonosi jogok és kötelezettségek összességét gyakorló XXXV. Nemzeti Kutatási, Fejlesztési és Innovációs Hivatal fejezet, a XVII. Nemzeti Fejlesztési Minisztérium fejezet és a XLIII. Az állami vagyonnal kapcsolatos bevételek és kiadások fejezet közötti előirányzat-átcsoportosításról
- 1052/2017. (II. 3.) Korm. határozat A Terület- és Településfejlesztési Operatív Program éves fejlesztési keretének megállapításáról szóló 1005/2016. (I. 18.) Korm. határozat módosításáról
- 1053/2017. (II. 3.) Korm. határozat A budapesti 4-es metróvonal és kapcsolódó felszíni beruházásai megvalósításához kapcsolódóan kötött Támogatási Szerződés, Finanszírozási Szerződés és Finanszírozási Szerződés Kiegészítő Megállapodás módosításáról és egységes szerkezetbe foglalásáról szóló szerződés 4. számú módosításának jóváhagyásáról
- 1054/2017. (II. 3.) Korm. határozat A GINOP-7.1.5-16-2016-00004 azonosító számú („Dunakanyar Látogatóközpont” című) és a GINOP-7.1.5-16-2016-00005 azonosító számú („A Bükk Keleti Kapuja” – A Szeleta Park Látogatóközpont kialakítása című) egymilliárd forintot meghaladó támogatási igényű projektjavaslat támogatásához való hozzájárulásról
- 1055/2017. (II. 3.) Korm. határozat A TOP-5.1.2-15 azonosító számú felhívásra benyújtott, Nógrád megyei helyi foglalkoztatási paktumokat érintő, egymilliárd forintot meghaladó támogatási igényű projektjavaslatok támogatásához történő hozzájárulásról
- 1056/2017. (II. 7.) Korm. határozat Az Idősügyi Infokommunikációs Modellprogram hátrányos helyzetű térségekre történő kiterjesztéséről
- 1057/2017. (II. 7.) Korm. határozat Az Egészségbiztosítási Alap Gyógyító-megelőző ellátás céltartalék jogcím előirányzatáról történő átcsoportosításról
- 1058/2017. (II. 7.) Korm. határozat A költségvetési szerveknél foglalkoztatottak 2017. évi kompenzációja érdekében a 2017. évi központi költségvetés céltartalékából a IX. Helyi önkormányzatok támogatásai fejezetbe történő előirányzat-átcsoportosításról
- 1059/2017. (II. 7.) Korm. határozat A Magyarországi Református Egyház Bethesda Gyermekkórháza és a Budai Irgalmasrendi Kórház közös fejlesztéseiről, valamint az ehhez szükséges források biztosításáról
- 1060/2017. (II. 7.) Korm. határozat Az ATP World Tour 250-es tenisztorna megrendezéséhez szükséges forrásbiztosítás érdekében a rendkívüli kormányzati intézkedésekre szolgáló tartalékból történő előirányzat-átcsoportosításról
- 1061/2017. (II. 8.) Korm. határozat A Határtalanul! Programról
- 1062/2017. (II. 8.) Korm. határozat Magyarország Elektronikus Hírközlés-politikájáról
- 1063/2017. (II. 8.) Korm. határozat A Koperi Kikötő és a Divača–Koper vasútvonal fejlesztésében való magyar szerepvállalás pénzügyi feltételeinek egyeztetésére adott felhatalmazásról
- 1064/2017. (II. 8.) Korm. határozat A Magyarország Kormánya és a Litván Köztársaság Kormánya között a minősített adatok cseréjéről és kölcsönös védelméről szóló egyezmény szövegének végleges megállapítására adott felhatalmazásról
- 1065/2017. (II. 8.) Korm. határozat A Magyarország Kormánya és a Paraguayi Köztársaság Kormánya közötti kétoldalú Gazdasági Együttműködési Megállapodás szövegének végleges megállapítására adott felhatalmazásról
- 1066/2017. (II. 9.) Korm. határozat Az Arany János-emlékév programjainak megvalósításához szükséges feladatokról
- 1067/2017. (II. 9.) Korm. határozat Az Arany János-emlékév programjainak megvalósításához szükséges forrás biztosításáról
- 1068/2017. (II. 10.) Korm. határozat A 2007–2013-as uniós pénzügyi eszközökből visszafizetett forrásokkal kapcsolatos kormánydöntések végrehajtásához kapcsolódó feladatokról
- 1069/2017. (II. 10.) Korm. határozat A szociális ágazatban egészségügyi munkakörben foglalkoztatott személyek bérhelyzetével kapcsolatos feladatokról
- 1070/2017. (II. 10.) Korm. határozat A szociális ágazatban felsőfokú végzettséggel foglalkoztatottak bérrendezéséhez kapcsolódó költségvetési forrás biztosításáról
- 1071/2017. (II. 10.) Korm. határozat A Készenléti Rendőrség Nemzeti Nyomozó Iroda a Budapest II. kerület, Labanc utca 57. szám alatti objektumba történő elhelyezésével kapcsolatos intézkedésekről
- 1072/2017. (II. 10.) Korm. határozat A LIFE integrált és hagyományos projektek megvalósításához szükséges költségvetési feltételek megteremtéséről
- 1073/2017. (II. 10.) Korm. határozat A Stipendium Hungaricum ösztöndíjprogram 2016. szeptember 1. és 2016. december 31. közötti szakaszának finanszírozásáról
- 1074/2017. (II. 10.) Korm. határozat A Kelebiai Sportcentrum területén megvalósítandó kézilabdacsarnok építésének befejezéséhez szükséges többletforrás biztosításáról
- 1075/2017. (II. 13.) Korm. határozat A Magyar–Szlovén Kisebbségi Vegyes Bizottság XVI. ülésén fenntartott és elfogadott ajánlások jóváhagyásáról
- 1076/2017. (II. 13.) Korm. határozat A turizmussal kapcsolatos állami feladatok koordinálásáért felelős kormánybiztos kinevezésének visszavonásáról
- 1077/2017. (II. 13.) Korm. határozat A Ferencváros vasútállomáson megvalósuló Málenkij Robot Emlékhely létrehozásával érintett ingatlan állam általi megszerzéséhez szükséges intézkedésekről
- 1078/2017. (II. 13.) Korm. határozat A Budapest XXIII. ker. Grassalkovich út 3. szám alatti ingatlanon bekövetkezett robbanás miatt kialakult helyzet rendezése érdekében szükséges kormányzati intézkedésekről
- 1079/2017. (II. 13.) Korm. határozat A 2017-ben Budapesten és Balatonfüreden megrendezendő XVII. Úszó-, Vízilabda-, Műugró, Műúszó és Nyíltvízi Világbajnokság Szervező Bizottságának létrehozásáról szóló 1725/2015. (X. 7.) Korm. határozat módosításáról
- 1080/2017. (II. 13.) Korm. határozat A KEHOP-1.3.0-15-2015-00006 azonosító számú („Derecskei-főcsatorna korszerűsítése” című) projekt tekintetében a költségek ingatlanvásárlásra történő átcsoportosításáról
- 1081/2017. (II. 13.) Korm. határozat A „Budapesti vasúti átjárhatósági tanulmány (Budapest Node Study)” című projektjavaslatnak az Európai Hálózatfinanszírozási Eszköz 2016. évi pályázati kiírására történő benyújtásáról
- 1082/2017. (II. 13.) Korm. határozat Az „ETCS L2 B3 fedélzeti eszközök telepítése 25 db TRAXX mozdonyra a TEN-T vasúti törzshálózaton (CNC) és főbb áruszállítási korridorokon (RFC) történő üzemeltetés céljából” című projektjavaslatnak az Európai Hálózatfinanszírozási Eszköz 2016. évi pályázati kiírására történő benyújtásáról
- 1083/2017. (II. 13.) Korm. határozat Az „Integrált Kikötői Információs Rendszer (KIR)” című projektjavaslatnak az Európai Hálózatfinanszírozási Eszköz 2016. évi pályázati kiírására történő benyújtásáról
- 1084/2017. (II. 13.) Korm. határozat A légiforgalmi irányítással összefüggő egyes projektjavaslatoknak az Európai Hálózatfinanszírozási Eszköz 2016. évi pályázati kiírására történő benyújtásáról
- 1085/2017. (II. 13.) Korm. határozat A „Vasúti teherforgalomhoz kapcsolódó telematikai alkalmazásokra (TAF) vonatkozó átjárhatósági műszaki előírások (TSI) bevezetése magán vasúti társaságoknál” című projektjavaslatnak az Európai Hálózatfinanszírozási Eszköz 2016. évi pályázati kiírására történő benyújtásáról
- 1086/2017. (II. 13.) Korm. határozat A „MOL-csoport és az E.ON csoport közös projektjavaslata elektromos villámtöltő-hálózat kialakítására” című projektjavaslatnak az Európai Hálózatfinanszírozási Eszköz 2016. évi pályázati kiírására történő benyújtásáról
- 1087/2017. (II. 13.) Korm. határozat A „Budapest–Hegyeshalom ETCS2 vonatbefolyásoló rendszer kiépítésének előkészítése” című projektjavaslatnak az Európai Hálózatfinanszírozási Eszköz 2016. évi pályázati kiírására történő benyújtásáról
- 1088/2017. (II. 13.) Korm. határozat A „Békéscsaba (kiz.) – Lőkösháza (oh.) vasúti vonalszakasz meglévő vágány felújítása és új 2. vágány építése” című projektjavaslatnak az Európai Hálózatfinanszírozási Eszköz 2016. évi pályázati kiírására történő benyújtásáról
- 1089/2017. (II. 13.) Korm. határozat A „C-Roads Hungary” című és a „CROCODILE 3” című projektjavaslatnak az Európai Hálózatfinanszírozási Eszköz 2016. évi pályázati kiírására történő benyújtásáról
- 1090/2017. (II. 13.) Korm. határozat Az „A Csepeli Országos Közforgalmú Kikötő, mint TEN-T kikötő, továbbá Budapest és térsége vízi áruszállítási kapcsolatainak és fejlesztési lehetőségeinek vizsgálata” című projektjavaslatnak az Európai Hálózatfinanszírozási Eszköz 2016. évi pályázati kiírására történő benyújtásáról
- 1091/2017. (II. 13.) Korm. határozat Az „eGAFOR projekt (általános légiforgalom részére biztosított előrejelzés)” című projektjavaslatnak az Európai Hálózatfinanszírozási Eszköz 2016. évi pályázati kiírására történő benyújtásáról
- 1092/2017. (II. 21.) Korm. határozat a Tokaj, Felső-Tisza és Nyírség kiemelt turisztikai fejlesztési térség meghatározásáról és a térségben megvalósítandó egyes fejlesztések megvalósításához szükséges források biztosításáról
- 1093/2017. (II. 22.) Korm. határozat A 2024. évi XXXIII. nyári olimpiai és XVII. nyári paralimpiai játékok rendezési jogáért kiírt pályázat helyzetéről
- 1094/2017. (II. 24.) Korm. határozat A rendkívüli kormányzati intézkedésekre szolgáló tartalékból történő átcsoportosításról
- 1095/2017. (II. 24.) Korm. határozat A Magyarország Kormánya és a Finn Köztársaság Kormánya között a minősített adatok kölcsönös védelméről szóló egyezmény szövegének végleges megállapítására adott felhatalmazásról
- 1096/2017. (II. 24.) Korm. határozat A Magyarország és a Portugál Köztársaság között a minősített adatok cseréjéről és kölcsönös védelméről szóló egyezmény szövegének végleges megállapítására adott felhatalmazásról
- 1097/2017. (III. 2.) Korm. határozat A Nemzetgazdasági Minisztérium budai Várnegyedben történő elhelyezéséhez szükséges további intézkedésekről

#### Március (1098−1169)
- 1098/2017. (III. 6.) Korm. határozat A Nemzeti Olimpiai Központ megteremtése érdekében szükséges intézkedésekről
- 1099/2017. (III. 6.) Korm. határozat A Habsburg Ottó Alapítvány létrehozásáról, valamint a működéséhez szükséges feltételek és forrás biztosításáról
- 1100/2017. (III. 6.) Korm. határozat A 2016. évi költségvetési maradványok egy részének felhasználásáról
- 1101/2017. (III. 6.) Korm. határozat A rendkívüli migrációs nyomás kezeléséhez szükséges források biztosításáról
- 1102/2017. (III. 6.) Korm. határozat A rendkívüli migrációs nyomás kezeléséhez szükséges források biztosításáról
- 1103/2017. (III. 6.) Korm. határozat A terrorveszély megelőzéséhez és elhárításához szükséges további források biztosításáról
- 1104/2017. (III. 6.) Korm. határozat A rendkívüli kormányzati intézkedésekre szolgáló tartalékból történő előirányzat-átcsoportosításról és egyes Korm. határozatok módosításáról
- 1105/2017. (III. 6.) Korm. határozat A Budapesti Tavaszi Fesztivál és a CAFe Budapest Kortárs Művészeti Fesztivál hosszú távú támogatásáról
- 1106/2017. (III. 6.) Korm. határozat A Nemzeti Táncszínház Nonprofit Kft. 2017-2018. évi működési támogatásának kiegészítéséről
- 1107/2017. (III. 6.) Korm. határozat A szentendrei Vizes Nyolcas Uszoda és Szabadidőközponthoz kapcsolódó adósság rendezéséről
- 1108/2017. (III. 6.) Korm. határozat A Modern Városok Program keretében megvalósuló ipari park fejlesztésekkel kapcsolatban a XI. Miniszterelnökség fejezet és a XLIII. Az állami vagyonnal kapcsolatos bevételek és kiadások fejezet közötti előirányzat-átcsoportosításokról
- 1109/2017. (III. 6.) Korm. határozat A Modern Városok Program részeként Sopron történelmi belvárosának műemléki felújításának és bemutatásának I. üteméhez kapcsolódó források biztosításáról szóló 1877/2016. (XII. 28.) Korm. határozat módosításáról
- 1110/2017. (III. 7.) Korm. határozat A Nemzeti Vízstratégia és a végrehajtását biztosító intézkedési terv elfogadásáról
- 1111/2017. (III. 7.) Korm. határozat A Kína-Közép-Kelet-Európa együttműködés miniszterelnöki csúcstalálkozójának magyarországi megrendezésével kapcsolatos feladatokról
- 1112/2017. (III. 7.) Korm. határozat A Széchenyi István Egyetemen megvalósuló Felsőoktatási és Ipari Együttműködési Központ részére történő forrás biztosításáról
- 1113/2017. (III. 7.) Korm. határozat A Magyar Állami Operaház és Erkel Színház műhelyháza és próbacentruma beruházáshoz kapcsolódóan felmerült többletforrás szükséglet biztosításáról
- 1114/2017. (III. 7.) Korm. határozat Az egri vár Modern Városok Program keretében történő fejlesztésével kapcsolatos intézkedésekről szóló 1554/2016. (X. 13.) Korm. határozat módosításáról
- 1115/2017. (III. 7.) Korm. határozat A kőszegi "KRAFT – kreatív város, fenntartható vidék" nemzeti program megvalósításával kapcsolatos feladatok támogatásáról
- 1116/2017. (III. 13.) Korm. határozat A 2016. évi költségvetési maradványok egy részének felhasználásáról
- 1117/2017. (III. 13.) Korm. határozat A Közigazgatás- és Közszolgáltatás-fejlesztés Operatív Program éves fejlesztési keretének megállapításáról szóló 1004/2016. (I. 18.) Korm. határozat módosításáról
- 1118/2017. (III. 13.) Korm. határozat "Életmentő Emlékérem" adományozásáról
- 1119/2017. (III. 14.) Korm. határozat A Magyarország Kiváló Művésze, a Magyarország Érdemes Művésze és a Magyarország Babérkoszorúja díjak 2017. évi adományozásáról
- 1120/2017. (III. 17.) Korm. határozat Az Országos Mentőszolgálat mentőjármű ellátásának és a mentőautók hazai gyártásának megvalósításáról
- 1121/2017. (III. 17.) Korm. határozat A központi közigazgatási szervek által irattározott iratanyagok elhelyezéséről
- 1122/2017. (III. 17.) Korm. határozat A mobil távközlési szolgáltatások központosított közbeszerzés keretében történő igénybevételéről
- 1123/2017. (III. 17.) Korm. határozat Az Erzsébet Táborok infrastrukturális fejlesztéséről
- 1124/2017. (III. 17.) Korm. határozat A rendkívüli migrációs nyomás kezeléséhez szükséges források biztosításáról
- 1125/2017. (III. 17.) Korm. határozat A Bevándorlási és Menekültügyi Hivatal által ellátandó feladatok végrehajtásához szükséges forrás biztosításáról
- 1126/2017. (III. 17.) Korm. határozat A rendkívüli kormányzati intézkedésekre szolgáló tartalékból történő előirányzat-átcsoportosításról
- 1127/2017. (III. 17.) Korm. határozat Az ELI (Extreme Light Infrastructure) beruházás aktuális helyzetéről és a megvalósításához szükséges kormányzati és tulajdonosi joggyakorlói intézkedésekről
- 1128/2017. (III. 20.) Korm. határozat A 2017-2026 közötti időszakra vonatkozó Nemzeti Tájstratégiáról
- 1129/2017. (III. 20.) Korm. határozat A 2018. évi fejlesztési mérföldkövek teljesítéséről
- 1130/2017. (III. 20.) Korm. határozat A 2015. évi Milánói Világkiállítás magyar pavilonjának Magyarországon történő elhelyezéséről
- 1131/2017. (III. 20.) Korm. határozat A Budapesti Zsidó Hitközség zuglói zsinagógája helyreállításának támogatásával összefüggő feladatokról
- 1132/2017. (III. 20.) Korm. határozat Tárgyéven túli kötelezettségvállalás jóváhagyásáról és a 2016. évi költségvetési maradványok egy részének felhasználásáról
- 1133/2017. (III. 20.) Korm. határozat A rendkívüli kormányzati intézkedésekre szolgáló tartalékból történő előirányzat-átcsoportosításról és egyes Korm. határozatok módosításáról
- 1134/2017. (III. 20.) Korm. határozat A Kodály Program I. üteméről és a 2017. évi programok megvalósításához szükséges források biztosításáról
- 1135/2017. (III. 20.) Korm. határozat A Modern Városok Program keretében a Szolnoki Művésztelep fejlesztése érdekében szükséges támogatás biztosításáról
- 1136/2017. (III. 20.) Korm. határozat A Modern Városok Program keretében Tatabánya Megyei Jogú Város József Attila Megyei és Városi Könyvtárának fejlesztése érdekében támogatás biztosításáról
- 1137/2017. (III. 20.) Korm. határozat A KEOP-1.1.1/2F/09-11-2012-0007 azonosító számú ("Települési szilárdhulladék-gazdálkodási rendszer fejlesztése a Délkelet-Alföld Regionális Hulladékgazdálkodási Rendszer Létrehozását Célzó Önkormányzati Társulás területén" című) projekt forrásszerkezetének módosításáról
- 1138/2017. (III. 20.) Korm. határozat A Szíriai Arab Köztársaságban 2011 márciusa óta elkövetett, nemzetközi jogot sértő legsúlyosabb bűncselekmények miatti nyomozást és későbbi felelősségre vonást előmozdító Nemzetközi, Pártatlan és Független (ENSZ) Mechanizmus beindításához szükséges pénzügyi hozzájárulásról
- 1139/2017. (III. 20.) Korm. határozat Az egyes munkaerőpiaci intézkedésekről
- 1140/2017. (III. 20.) Korm. határozat A fiatalok pályaorientációját elősegítő tevékenységek támogatásáról
- 1141/2017. (III. 20.) Korm. határozat A baromfi termékpálya egyes területein a madárinfluenzával összefüggésben szükséges állami beavatkozásról
- 1142/2017. (III. 20.) Korm. határozat A Beszállítói Cselekvési Terv végrehajtásáról
- 1143/2017. (III. 20.) Korm. határozat Az új nemzetközi magánjogi szabályozás kodifikációjáról és a Nemzetközi Magánjogi Kodifikációs Bizottság felállításáról szóló 1337/2015. (V. 27.) Korm. határozat módosításáról
- 1144/2017. (III. 20.) Korm. határozat A Digitális Exportfejlesztési Tárcaközi Bizottság működéséhez kötődő feladatok teljes körű ellátásához szükséges 2017. évi költségvetési forrás biztosításáról
- 1145/2017. (III. 20.) Korm. határozat Az Integrált Közlekedésfejlesztési Operatív Program éves fejlesztési keretének megállapításáról szóló 1247/2016. (V. 18.) Korm. határozat módosításáról
- 1146/2017. (III. 20.) Korm. határozat A Környezeti és Energiahatékonysági Operatív Program 2. „Települési vízellátás, szennyvízelvezetés és tisztítás, szennyvíz-kezelés fejlesztés” prioritása keretében további kiemelt fejlesztések nevesítésével kapcsolatos feladatokról
- 1147/2017. (III. 20.) Korm. határozat A KÖFOP-3.2.9-16-2016-00001 azonosító számú („A támogatáskezelés menedzsment feltételeinek biztosítása, színvonalának megőrzése az operatív programokat végrehajtók informatikai és infokommunikációs ellátásánál” című) kiemelt projekt megvalósításához szükséges fedezet biztosításáról
- 1148/2017. (III. 20.) Korm. határozat A Versenyképes Közép-Magyarország Operatív Program éves fejlesztési keretének megállapításáról szóló 1011/2016. (I. 20.) Korm. határozat módosításáról
- 1149/2017. (III. 20.) Korm. határozat A „Gubacsi vasúti híd átépítése” című projektjavaslatnak az Európai Hálózatfinanszírozási Eszköz 2016. évi pályázati kiírására történő benyújtásáról
- 1150/2017. (III. 20.) Korm. határozat Magyarország rövid- és középtávú közútfejlesztéséhez kapcsolódó infrastrukturális beruházások összehangolásával és azok 2022-ig történő megvalósításával összefüggő egyes kormányhatározatok módosításáról
- 1151/2017. (III. 20.) Korm. határozat Magyarország Kormánya és Szeged Megyei Jogú Város Önkormányzata közötti együttműködési megállapodás végrehajtásával összefüggő feladatokról
- 1152/2017. (III. 20.) Korm. határozat A Győr-Sopron-Ebenfurti Vasút Zrt. „CrossBorder Rail” projektének támogatása érdekében történő kötelezettségvállalással nem terhelt maradvány felhasználásáról
- 1153/2017. (III. 20.) Korm. határozat A Győr–Pér repülőtér fejlesztéséről
- 1154/2017. (III. 20.) Korm. határozat A tatabányai közösségi közlekedés színvonalának és hatékonyságának javításáról
- 1155/2017. (III. 20.) Korm. határozat A Magyar–Szlovák Kisebbségi Vegyes Bizottság XIII. ülésén fenntartott és elfogadott ajánlások jóváhagyásáról
- 1156/2017. (III. 20.) Korm. határozat A rendkívüli kormányzati intézkedésekre szolgáló tartalékból történő előirányzat-átcsoportosításról és a központi költség-vetés címrendjének a kormányzati szerkezetátalakítással összefüggő módosításáról
- 1157/2017. (III. 21.) Korm. határozat a Versenyképes Közép-Magyarország Operatív Program éves fejlesztési keretének megállapításáról szóló 1011/2016. (I. 20.) Korm. határozat és az Emberi Erőforrás Fejlesztési Operatív Program éves fejlesztési keretének megállapításáról szóló 1037/2016. (II. 9.) Korm. határozat módosításáról
- 1158/2017. (III. 22.) Korm. határozat Ideiglenes határátkelőhely megnyitásáról
- 1159/2017. (III. 22.) Korm. határozat A gyermek és ifjúsági gyalogos vándortáborozás támogatásával kapcsolatos feladatokról
- 1160/2017. (III. 22.) Korm. határozat A minimálbér-emelésnek és a garantált bérminimum-emelésnek a Nemzeti Fejlesztési Minisztérium közvetlen vagy közvetett tulajdonosi joggyakorlása alá tartozó egyes többségi állami tulajdonú gazdasági társaságokra gyakorolt hatásairól, valamint a bérfejlesztéshez szükséges forrás biztosításáról
- 1161/2017. (III. 22.) Korm. határozat A Magyarország Kormánya és a Fülöp-szigeteki Köztársaság Kormánya közötti kétoldalú gazdasági együttműködési megállapodás szövegének végleges megállapítására adott felhatalmazásról
- 1162/2017. (III. 27.) Korm. határozat A közel-keleti térségben élő üldöztetést szenvedő keresztények támogatásáról
- 1163/2017. (III. 31.) Korm. határozat A hazai mezőgazdasági gépgyártás az Irinyi terv keretében történő fejlesztési lehetőségeiről
- 1164/2017. (III. 31.) Korm. határozat Az Országos Sportegészségügyi Intézet végleges elhelyezésével és a sportegészségügyi ellátás fejlesztésével kapcsolatos egyes kérdésekről
- 1165/2017. (III. 31.) Korm. határozat A Magyar Államkincstár átalakításáért felelős kormánybiztos kinevezéséről és feladatairól szóló 1344/2016. (VII. 6.) Korm. határozat módosításáról
- 1166/2017. (III. 31.) Korm. határozat A Nemzeti Könyvtár, az Alaptörvény díszalbum és zsebfüzetek, a Pedagógusnap 2017., a Zenélő Budapest és a Muzsikáló Budapest projektekhez 2017. évben szükséges források biztosításáról
- 1167/2017. (III. 31.) Korm. határozat A szentegyházi Gyermekfilharmónia 2017. július 1-jei ”Canada Day” ünnepre való kiutazásának támogatása érdekében történő forrásbiztosításról
- 1168/2017. (III. 31.) Korm. határozat A 2007–2013 Magyarország–Románia Határon Átnyúló Együttműködési Program 2017. március 31-éig történő sikeres zárása érdekében az annak keretében finanszírozott kisléptékű határon átnyúló közutakon létesített határátkelőhelyek megnyitásáról
- 1169/2017. (III. 31.) Korm. határozat A KEHOP-2.2.2-15-2015-00013 azonosító számú [„Közép- és Kelet-Magyarországi szennyvízelvezetési és -kezelési fejlesztés 1. (KKMO 1)” című] projekt támogatásának növeléséről, valamint a Környezeti és Energiahatékonysági Operatív Program éves fejlesztési keretének megállapításáról szóló 1084/2016. (II. 29.) Korm. határozat módosításáról

#### Április (1170−1249)
- 1170/2017. (IV. 3.) Korm. határozat a vajdasági magyar közösségek terület- és gazdasági fejlesztési stratégiája végrehajtásához szükséges kötelezettségvállalás engedélyezéséről
- 1171/2017. (IV. 3.) Korm. határozat Az Óbudai-sziget állami tulajdonban lévő területeinek fejlesztési koncepciójáról
- 1172/2017. (IV. 3.) Korm. határozat A Budapest XXIII. ker. Grassalkovich út 3. szám alatti ingatlanon bekövetkezett rendkívüli helyzet megoldása érdekében szükséges intézkedésekről
- 1173/2017. (IV. 3.) Korm. határozat Az Emberi Erőforrás Fejlesztési Operatív Program módosításáról
- 1174/2017. (IV. 3.) Korm. határozat A Magyar Halgazdálkodási Operatív Program éves fejlesztési keretének megállapításáról szóló 1056/2016. (II. 17.) Korm. határozat módosításáról
- 1175/2017. (IV. 3.) Korm. határozat A Társadalmi Megújulás Operatív Programmal és a Társadalmi Infrastruktúra Operatív Programmal összefüggő korrekciós tételek végrehajtásának jóváhagyásáról
- 1176/2017. (IV. 3.) Korm. határozat Az IKOP-4.1.0-15-2016-00005 azonosító számú [„M25 Eger gyorsforgalmi úti bekötése (M3–Eger szakasz megvalósítása)” című] projekt műszaki tartalmának bővüléséről
- 1177/2017. (IV. 3.) Korm. határozat A Normafa Park beruházás 2017. évi ütemének támogatásáról
- 1178/2017. (IV. 3.) Korm. határozat A rendkívüli kormányzati intézkedésekre szolgáló tartalékból történő előirányzat-átcsoportosításról, a 2016. évi költségvetési maradványok egy részének felhasználásáról és egyes Korm. határozatok módosításáról
- 1179/2017. (IV. 7.) Korm. határozat  A kötöttpályás járműgyártás fejlesztéséről 4321
- 1180/2017. (IV. 7.) Korm. határozat A Dunaföldvár város külterületén fekvő földrészletek beruházási célterületté nyilvánításáról
- 1181/2017. (IV. 7.) Korm. határozat A szentgotthárdi Nagyboldogasszony plébániatemplom felújításához szükséges egyes intézkedésekről
- 1182/2017. (IV. 10.) Korm. határozat Az Európai Unió egészére kiterjedő, harmonizált, a tagállamok részéről kölcsönösen átjárható e-segélyhívó szolgáltatás (e-call) bevezetésével kapcsolatos feladatokról
- 1183/2017. (IV. 10.) Korm. határozat Az Útügyi Műszaki Szabályozási Bizottságról
- 1184/2017. (IV. 10.) Korm. határozat A nemzeti köznevelés tartalmi szabályozásának koncepciójáról és az azzal összefüggő egyes stratégiai kérdésekről
- 1185/2017. (IV. 10.) Korm. határozat Az Élvonal – Kutatási Kiválósági Programról
- 1186/2017. (IV. 10.) Korm. határozat Az új nemzeti könyvtár tervezéséhez szükséges intézkedésekről
- 1187/2017. (IV. 10.) Korm. határozat A titkosszolgálati adathordozóknak az Állambiztonsági Szolgálatok Történeti Levéltára részére történő átadásáról és az ezen adathordozókon rögzített adattartalom tudományos feldolgozásával kapcsolatos egyes feladatok végrehajtásáról
- 1188/2017. (IV. 10.) Korm. határozat A fiatalok pénzügyi tudatosságát növelő oktatási kompetenciák támogatásáról
- 1189/2017. (IV. 10.) Korm. határozat A Digitális Jólét Alapcsomag bevezetésével kapcsolatos feladatokról
- 1190/2017. (IV. 10.) Korm. határozat A 2016. évi költségvetési maradványok egy részének felhasználásáról
- 1191/2017. (IV. 10.) Korm. határozat A XLIII. Az állami vagyonnal kapcsolatos bevételek és kiadások fejezetet érintő címrend-kiegészítésről és előirányzat-átcsoportosításról
- 1192/2017. (IV. 10.) Korm. határozat A Miniszterelnökség és a Nemzetgazdasági Minisztérium fejezet címrendjének a Nemzetgazdasági Minisztérium budai Várnegyedben történő elhelyezésével összefüggő módosításáról
- 1193/2017. (IV. 10.) Korm. határozat A XI. Miniszterelnökség fejezet és a XX. Emberi Erőforrások Minisztériuma fejezet közötti előirányzat-átcsoportosításról
- 1194/2017. (IV. 10.) Korm. határozat A XI. Miniszterelnökség fejezet és a XX. Emberi Erőforrások Minisztériuma fejezet közötti előirányzat-átcsoportosításokról
- 1195/2017. (IV. 10.) Korm. határozat A kéményseprő-ipari közszolgáltatás ellátása érdekében a IX. Helyi önkormányzatok támogatásai fejezetben szükséges forrás biztosításáról
- 1196/2017. (IV. 10.) Korm. határozat A földművelésügyi miniszter irányítása és tulajdonosi joggyakorlása alá tartozó szervezetek egyes agrár-vidékfejlesztési támogatási pályázatokon való részvételének korlátozásából eredő forrásvesztésének kompenzációjáról
- 1197/2017. (IV. 10.) Korm. határozat A közösségi agrármarketing feladatok pótlólagos forrásigényéről
- 1198/2017. (IV. 10.) Korm. határozat Az egyes határon túli támogatási ügyek forrásszükségletének biztosításáról szóló 1802/2016. (XII. 20.) Korm. határozat módosításáról
- 1199/2017. (IV. 10.) Korm. határozat A fertőd-eszterházai Esterházy-kastély fejlesztéséről
- 1200/2017. (IV. 10.) Korm. határozat Az eszterházai operaház rekonstrukciójának lehetőségeit vizsgáló bizottságról
- 1201/2017. (IV. 10.) Korm. határozat A Budapest Főváros X. kerület Bajcsy-Zsilinszky Kórház és Rendelőintézet keretében járóbeteg-szakellátást nyújtó Kőbányai Egészségház megújítását célzó infrastrukturális beruházások támogatásáról
- 1202/2017. (IV. 10.) Korm. határozat A Modern Városok Program részeként a kecskeméti Városháza felújításához kapcsolódó források biztosításáról
- 1203/2017. (IV. 10.) Korm. határozat A Modern Városok Program keretében a Veszprémi Petőfi Színház komplex fejlesztéséről
- 1204/2017. (IV. 10.) Korm. határozat A Modern Városok Program keretében Zalaegerszeg megyei jogú várossal kötött megállapodásban foglalt, Alsóerdőn tervezett sport- és rekreációs központ kialakítása, valamint Nyíregyháza megyei jogú várossal kötött megállapodásban foglalt, Sóstó fejlesztési program megvalósítása keretében négycsillagos szálloda fejlesztése tárgyú beruházások megvalósításához szükséges támogatás biztosításáról
- 1205/2017. (IV. 10.) Korm. határozat A zalaegerszegi járműipari tesztpálya megvalósításához kapcsolódó földrészletek beruházási célterületté nyilvánításáról
- 1206/2017. (IV. 10.) Korm. határozat Az Integrált Közlekedésfejlesztési Operatív Program keretében megvalósuló, a 8. számú főút Várpalotát elkerülő II. szakaszának fejlesztésére és a 21. számú főút Heves és Nógrád megyei szakaszainak kapacitásbővítésére irányuló projektek támogatásának növeléséről és forrásszerkezetének módosításáról
- 1207/2017. (IV. 10.) Korm. határozat A Közigazgatás- és Közszolgáltatás-fejlesztés Operatív Program éves fejlesztési keretének megállapításáról szóló 1004/2016. (I. 18.) Korm. határozatban nevesített, a Miniszterelnökség kiemelt – KÖFOP-2.24-VEKOP-16 felhívás azonosító jelű – „E-közbeszerzés” megnevezésű projektjének tekintetében felmerült előkészítési feladatok végrehajtásáról szóló 1298/2016. (VI. 13.) Korm. határozat hatályon kívül helyezéséről
- 1208/2017. (IV. 10.) Korm. határozat A Környezeti és Energiahatékonysági Operatív Program 1. prioritása keretében megvalósuló egyes projektek támogatásának növeléséről, valamint a Környezeti és Energiahatékonysági Operatív Program éves fejlesztési keretének megállapításáról szóló 1084/2016. (II. 29.) Korm. határozat módosításáról
- 1209/2017. (IV. 10.) Korm. határozat A TOP-3.1.1-15-KO1-2016-00004 azonosító számú [„Tavaink Által – Oroszlány (Majk)–Kecskéd–Környe–Tatabánya közötti kerékpáros mobilitás feltételeinek megteremtése csatlakozva az Által-ér menti kerékpárúthoz” című], egymilliárd forintot meghaladó támogatási igényű projektjavaslat támogatásához történő hozzájárulásról
- 1210/2017. (IV. 10.) Korm. határozat A Vidékfejlesztési Program 19.2.1. és 19.4.1. azonosító számú intézkedésével és az Új Magyarország Vidékfejlesztési Programmal összefüggő egyes kérdésekről, valamint a Vidékfejlesztési Program éves fejlesztési keretének megállapításáról szóló 1248/2016. (V. 18.) Korm. határozat módosításáról
- 1211/2017. (IV. 10.) Korm. határozat A VP1-1.2.2-16-1819248382 azonosító számú („VP1-1.2.2-16 Tájékoztatási szolgáltatás” című) egymilliárd forintot meghaladó támogatási igényű projektjavaslat támogatásához való hozzájárulásról
- 1212/2017. (IV. 10.) Korm. határozat A Magyarország Kormánya és Bosznia-Hercegovina Miniszterek Tanácsa között a turizmus területén történő együttműködésről szóló megállapodás szövegének végleges megállapítására adott felhatalmazásról
- 1213/2017. (IV. 10.) Korm. határozat A debreceni Csokonai Színház Modern Városok Program keretében történő felújításához 2017. évben szükséges források előirányzat-átcsoportosításáról
- 1214/2017. (IV. 12.) Korm. határozat A karitatív tevékenységet folytató szervezetek tömeges bevándorlással összefüggő tevékenységének támogatásához szükséges 2017. évi források biztosításáról
- 1215/2017. (IV. 12.) Korm. határozat Magyarország Kormánya és az Orosz Föderáció Kormánya közötti nukleáris energia békés célú felhasználása terén folytatandó együttműködésről szóló Egyezményt kihirdető 2014. évi II. törvény szerinti egyes feladatok végrehajtásáról
- 1216/2017. (IV. 12.) Korm. határozat A Magyarország Kormánya és a Zöld-foki Köztársaság Kormánya közötti oktatási és kulturális együttműködési egyezmény szövegének végleges megállapítására adott felhatalmazásról
- 1217/2017. (IV. 12.) Korm. határozat A rendkívüli kormányzati intézkedésekre szolgáló tartalékból történő előirányzat-átcsoportosításról
- 1218/2017. (IV. 18.) Korm. határozat Az IKOP-3.2.0-15-2016-00002 azonosító számú ["Kaposvár megyei jogú város közösségi közlekedésének fejlesztése keretében 25 db földgázmotor (CNG – Euro 6 szabvány) hajtású alacsony padlós szóló, és 15 db azonos kivitelű, földgázmotor (CNG – Euro 6 szabvány) hajtású, a szóló autóbusszal azonos típuscsaládba tartozó, alacsony padlós csuklós autóbusz szállítása, üzembe helyezése – szakaszolt projekt" című] projekt támogatásának növeléséről
- 1219/2017. (IV. 20.) Korm. határozat A Puskás Ferenc Stadion Időarányos Kivitelezését Nyomon Követő Bizottságról
- 1221/2017. (IV. 25.) Korm. határozat A 2017. évi fejlesztéspolitikai célokról
- 1222/2017. (IV. 25.) Korm. határozat A Nemzeti Kutatási, Fejlesztési és Innovációs Alap 2017. évi programstratégiájának jóváhagyásáról
- 1223/2017. (IV. 25.) Korm. határozat Az Iparművészeti Múzeum Transzparencia Programja folytatásának támogatásáról
- 1224/2017. (IV. 25.) Korm. határozat A MECSEKÉRC Környezetvédelmi Zártkörűen Működő Részvénytársasággal összefüggésben gazdaságfejlesztést célzó projekt megvalósítására irányuló felhívásra a "Fenntartható és költséghatékony termálvíz visszasajtolás kútkiképzési technológiájának kifejlesztése" című támogatási kérelem benyújtásához történő hozzájárulásról
- 1225/2017. (IV. 25.) Korm. határozat A FUEN programjainak és működésének finanszírozása érdekében a rendkívüli kormányzati intézkedésekre szolgáló tartalékból történő előirányzat-átcsoportosításról
- 1226/2017. (IV. 25.) Korm. határozat A budapesti elővárosi közösségi közlekedés támogatása jogcím túllépésének jóváhagyásáról
- 1227/2017. (IV. 25.) Korm. határozat A Modern Városok Program keretében tervezett angol nyelvű alap- és középfokú oktatási intézmény, a Debreceni Nemzetközi Iskola létrehozása érdekében szükséges források biztosításáról
- 1228/2017. (IV. 26.) Korm. határozat  A vízügyi igazgatási szervek jégtörő hajóparkjának felújításáról
- 1229/2017. (IV. 26.) Korm. határozat Az EFOP-3.4.3-16 azonosító számú („Felsőoktatási intézményi fejlesztések a felsőfokú oktatás minőségének és  hozzáférhetőségének együttes javítása érdekében” című) felhívásra benyújtott, egymilliárd forintot meghaladó támogatási igényű projektjavaslatok támogatásáról
- 1230/2017. (IV. 26.) Korm. határozat A GINOP-7.1.1-15-2015-00002 azonosító számú („A Majki Kamalduli Remeteség turisztikai célú fejlesztése II. ütem” című) projekt támogatásának növeléséről
- 1231/2017. (IV. 26.) Korm. határozat A TOP-1.2.1-15 azonosító számú („Társadalmi és környezeti szempontból fenntartható turizmusfejlesztés” című) felhívásra benyújtott, Vaja és Vásárosnamény települések területén, valamint Szenna településen és környezetében megvalósítani tervezett, egymilliárd forintot meghaladó támogatási igényű projektjavaslatok támogatásáról
- 1232/2017. (IV. 27.) Korm. határozat A rendkívüli kormányzati intézkedésekre szolgáló tartalékból történő előirányzat-átcsoportosításról
- 1233/2017. (IV. 27.) Korm. határozat A Magyarország 2017. évi központi költségvetéséről szóló 2016. évi XC. törvény alapján a XLII. A költségvetés közvetlen bevételei és kiadásai fejezet, 32. Egyéb költségvetési kiadások cím, 1. Vegyes kiadások alcím, 28. Filmszakmai közvetett támogatások mozgókép törvény szerinti kiegészítő finanszírozása jogcímcsoport előirányzat túllépésének jóváhagyásáról
- 1234/2017. (IV. 28.) Korm. határozat A Nemzeti Népegészségügyi Stratégiához kapcsolódó egészségügyi ágazati szakpolitikai program 2017. és 2018. évre vonatkozó intézkedései I. üteméről
- 1235/2017. (IV. 28.) Korm. határozat A rendvédelmi szervek és a honvédelmi szervezetek 2017–2020 közötti gépjármű- és gépjárműjavítási szolgáltatás beszerzéseinek biztosításáról
- 1236/2017. (IV. 28.) Korm. határozat Egyes nemzetközi feladatok átadásáról
- 1237/2017. (IV. 28.) Korm. határozat Egyes stratégiai zajtérképek és zajcsökkentési intézkedési tervek hiánya miatt indított kötelezettségszegési eljárás megszüntetéséhez szükséges intézkedésekről
- 1238/2017. (IV. 28.) Korm. határozat Az állami érdekű szoftverfejlesztéseket támogató egységes Állami Alkalmazásfejlesztési Környezet létrehozásáról szóló koncepcióról és az ezzel kapcsolatos feladatokról
- 1239/2017. (IV. 28.) Korm. határozat A Nemzeti Korrupcióellenes Programmal összefüggő intézkedések 2017–2018. évre vonatkozó terve elfogadásáról
- 1240/2017. (IV. 28.) Korm. határozat A turizmusdiplomáciai feladatok ellátásához szükséges források biztosításáról
- 1241/2017. (IV. 28.) Korm. határozat A rendkívüli kormányzati intézkedésekre szolgáló tartalékból történő előirányzat-átcsoportosításról és egyes Korm. határozatok módosításáról
- 1242/2017. (IV. 28.) Korm. határozat A Magyarország Kormánya és a Kínai Népköztársaság Kormánya között az „Egy övezet – egy út” kezdeményezéshez kapcsolódó kulturális programsorozatról és azok finanszírozásáról
- 1243/2017. (IV. 28.) Korm. határozat A Modern Városok Program keretében a Liszt Ferenc Zeneművészeti Egyetem kecskeméti Kodály Zoltán Zenepedagógiai Intézetének infrastruktúra fejlesztéséhez 2017. évben szükséges forrás előirányzat-átcsoportosításáról
- 1244/2017. (IV. 28.) Korm. határozat Az EFOP-3.6.1-16-2016-00022 azonosító számú („Debrecen Venture Catapult Program” című), egymilliárd forintot meghaladó támogatási igényű projektjavaslat támogatásáról
- 1245/2017. (IV. 28.) Korm. határozat A Magyarország Kormánya és Kaposvár Megyei Jogú Város Önkormányzata közötti együttműködési megállapodás végrehajtásával összefüggő feladatokról szóló 1803/2015. (XI. 10.) Korm. határozat módosításáról
- 1246/2017. (IV. 28.) Korm. határozat A Magyar–Horvát Kisebbségi Vegyes Bizottság XIII. ülésén fenntartott és elfogadott ajánlások jóváhagyásáról
- 1247/2017. (IV. 28.) Korm. határozat A Magyarország Kormánya és az Egészségügyi Világszervezet között az Egészségügyi Világszervezet Európai Regionális Bizottságának 2017. szeptember 11–14. között Budapesten, Magyarországon tartandó 67. ülésszakának megszervezéséről szóló Megállapodás szövegének végleges megállapítására adott felhatalmazásról
- 1248/2017. (V. 2.) Korm. határozat A Szegedi Tudományegyetem Állam- és Jogtudományi Kar épületének fejlesztéséről, valamint az ehhez szükséges források biztosításáról
- 1249/2017. (V. 2.) Korm. határozat Az egyházi célú támogatásokból megvalósuló kerettanterv kidolgozásával összefüggő tananyag- és tankönyvfejlesztésekre vonatkozó beszerzések közbeszerzési eljárás lefolytatása alól történő felmentéséről

#### Május (1250−1276)
- 1250/2017. (V. 5.) Korm. határozat A szisztematikus határellenőrzés bevezetéséhez szükséges források biztosításáról
- 1251/2017. (V. 5.) Korm. határozat Az Országvédelmi Alapból történő előirányzat-átcsoportosításról,  kötelezettségvállalással nem terhelt költségvetési maradványok felhasználásának engedélyezéséről és egyes kormányhatározatok módosításáról
- 1252/2017. (V. 8.) Korm. határozat Az IKOP-1.1.0-15-2016-00018 azonosító számú „M4 Berettyóújfalu – Nagykereki (országhatár) közötti szakasz megvalósítása” című projekt II. építési szakasz kivitelezésének forrásbiztosításáról
- 1253/2017. (V. 8.) Korm. határozat Az IKOP-4.1.0-15-2016-00004 azonosító számú [„R67 Kaposvár és az M7 közötti szakasz (érintett települések elkerülését is megvalósító) fejlesztése” című] egymilliárd forintot meghaladó támogatási igényű projekt támogatási összeg növeléséről
- 1254/2017. (V. 8.) Korm. határozat A rendkívüli kormányzati intézkedésekre szolgáló tartalékból történő előirányzat-átcsoportosításról és egyes kormányhatározatok módosításáról
- 1255/2017. (V. 9.) Korm. határozat  A szisztematikus határellenőrzés bevezetése következtében Magyarország határain kialakult helyzet megoldásáról
- 1256/2017. (V. 10.) Korm. határozat a nemzeti ünnepek, valamint a kiemelt fontosságú rendezvények előkészítésének és lebonyolításának rendjéről
- 1257/2017. (V. 10.) Korm. határozat Magyarország müncheni főkonzulátusának új épületben történő elhelyezésével kapcsolatos intézkedésekről
- 1258/2017. (V. 10.) Korm. határozat A Földművelésügyi Minisztérium egyes szakképzést ellátó háttérintézményeivel összefüggésben gazdaságfejlesztést célzó projekt megvalósítására irányuló felhívásra a „Dunántúli Felnőttképzési Hálózat” című, az „Agrár Ágazati Tudásfejlesztés a Keleti Régióban” és az „AGRÁR-TREND” című támogatási kérelem benyújtásához történő hozzájárulásról
- 1259/2017. (V. 10.) Korm. határozat A Wescast Hungary Autóipari Zártkörűen Működő Részvénytársaság magyarországi nagybefektetővel való stratégiai együttműködési megállapodás megkötéséről
- 1260/2017. (V. 17.) Korm. határozat A Budapest IX. kerület, belterület 36971 helyrajzi számú műemlék ingatlan állam részére történő megvásárlásáról
- 1261/2017. (V. 18.) Korm. határozat Az Egészségügyi Világszervezet Európai Regionális Bizottságának 2017. szeptember 11–14. között Budapesten, Magyarországon tartandó 67. ülésszakához kapcsolódó intézkedésekről és a források biztosításáról
- 1262/2017. (V. 18.) Korm. határozat A XLIII. Az állami vagyonnal kapcsolatos bevételek és kiadások fejezet és a XI. Miniszterelnökség fejezet közötti előirányzat-átcsoportosításról
- 1263/2017. (V. 26.) Korm. határozat Az Ázsiai Infrastrukturális Beruházási Bank Alapokmányában előírt kijelölésekről és felhatalmazásról
- 1264/2017. (V. 29.) Korm. határozat A polgármesteri béremelés különbözetének támogatása érdekében szükséges források biztosításáról
- 1265/2017. (V. 29.) Korm. határozat Az ingyenes tankönyvellátás 5–9. évfolyamokra történő együtemű kiterjesztéséhez szükséges pénzügyi forrás biztosításáról
- 1266/2017. (V. 29.) Korm. határozat A határ menti gazdaságfejlesztési stratégiák végrehajtásához szükséges intézkedésekről
- 1267/2017. (V. 29.) Korm. határozat A Siketek és Nagyothallók Országos Szövetségének 2017. évi kiegészítő támogatása érdekében történő előirányzat-átcsoportosításról
- 1268/2017. (V. 29.) Korm. határozat A Fogyatékosságügyi Tárcaközi Bizottság létrehozásáról szóló 1432/2015. (VI. 30.) Korm. határozat módosításáról
- 1269/2017. (V. 29.) Korm. határozat Az önkormányzatok adósságot keletkeztető, valamint kezesség-, illetve garanciavállalásra vonatkozó ügyleteihez történő kormányzati hozzájárulás módosításáról
- 1270/2017. (V. 29.) Korm. határozat A közel-keleti térségben élő üldöztetést szenvedő keresztények támogatásáról szóló 1162/2017. (III. 27.) Korm. határozat módosításáról
- 1271/2017. (V. 29.) Korm. határozat A Gazdaságfejlesztési és Innovációs Operatív Program éves fejlesztési keretének megállapításáról szóló 1006/2016. (I. 18.) Korm. határozat és a Versenyképes Közép-Magyarország Operatív Program éves fejlesztési keretének megállapításáról szóló 1011/2016. (I. 20.) Korm. határozat módosításáról
- 1272/2017. (V. 29.) Korm. határozat A Nemzeti Védőnői Szolgálat létrehozásáról
- 1273/2017. (V. 30.) Korm. határozat A Kodály Program I. üteméről és a 2017. évi programok megvalósításához szükséges források biztosításáról szóló 1134/2017. (III. 20.) Korm. határozat módosításáról
- 1274/2017. (V. 31.) Korm. határozat A Laoszi Népi Demokratikus Köztársaság részére történő kötött segélyhitel felajánlásáról
- 1275/2017. (V. 31.) Korm. határozat Az Országvédelmi Alapból történő előirányzat-átcsoportosításról és egyes kormányhatározatok módosításáról
- 1276/2017. (V. 31.) Korm. határozat Az Országvédelmi Alapból történő előirányzat-átcsoportosításról, a rendkívüli kormányzati intézkedésekre szolgáló tartalékból történő előirányzat-átcsoportosításról és egyes kormányhatározatok módosításáról

#### Június (1277−1438)
- 1277/2017. (VI. 2.) Korm. határozat A 2019. évi UEFA Női Bajnokok Ligája Döntő megrendezéséhez szükséges kormányzati intézkedésekről
- 1278/2017. (VI. 2.) Korm. határozat A Kézilabda Munkacsarnok-fejlesztési Programmal kapcsolatos intézkedésekről
- 1279/2017. (VI. 2.) Korm. határozat A Margitszigeti Nemzeti Tenisz Versenyközpont megvalósításával összefüggő intézkedésekről
- 1280/2017. (VI. 2.) Korm. határozat A Modern Városok Program keretében a Nyíregyházi Állatpark fejlesztése tárgyú beruházás támogatásának biztosításáról
- 1281/2017. (VI. 2.) Korm. határozat A Nemzeti Köznevelési Infrastruktúra Fejlesztési Program II. ütemének keretében megvalósuló tanterem, tornaterem és tanuszoda beruházások előkészítésével kapcsolatos intézkedésekről
- 1282/2017. (VI. 2.) Korm. határozat Varga Imre szobrászművész életművének állam által történő megvásárlásáról és méltó elhelyezéséről
- 1283/2017. (VI. 2.) Korm. határozat A honvédelmi kiadások és a hosszú távú tervezés feltételeinek megteremtését szolgáló költségvetési források biztosításáról szóló 1273/2016. (VI. 7.) Korm. határozat módosításáról
- 1284/2017. (VI. 2.) Korm. határozat az Esztergom-Budapesti Főegyházmegye egyes fejlesztéseinek a 2020. évi budapesti Eucharisztikus Világkongresszussal összefüggő támogatásáról szóló 1619/2016. (XI. 10.) Korm. határozat módosításáról
- 1285/2017. (VI. 2.) Korm. határozat Az "M0 körgyűrű kivitelezési munkái a 73+808 – 76+708 km sz. közötti szakaszon az északi Duna híddal" című és a "62. sz. főút fejlesztése az M8 (új Duna híd) és Székesfehérvár közötti szakaszon" című nagyprojekttel összefüggő intézkedésekről
- 1286/2017. (VI. 2.) Korm. határozat az Európai Hálózatfinanszírozási Eszköz 2016. évi pályázati kiírására benyújtott "FRAME NEXT" című projektben történő magyar részvételről
- 1287/2017. (VI. 2.) Korm. határozat A Közigazgatás- és Közszolgáltatás-fejlesztés Operatív Program éves fejlesztési keretének megállapításáról szóló 1004/2016. (I. 18.) Korm. határozat módosításáról
- 1288/2017. (VI. 2.) Korm. határozat A Rába Futómű Gyártó és Kereskedelmi Kft.-vel összefüggésben gazdaságfejlesztést célzó projekt megvalósítására irányuló felhívásra az „Új, export-orientált termékfejlesztési technológiák kialakítása a Rába Futómű Kft.-nél” című támogatási kérelem benyújtásához történő hozzájárulásról
- 1289/2017. (VI. 2.) Korm. határozat Az EFOP-3.6.2-16 azonosító jelű („Tematikus kutatási hálózati együttműködések” című) felhívásra benyújtott, egymilliárd forintot meghaladó támogatási igényű projektjavaslatok támogatásáról 8096
- 1290/2017. (VI. 2.) Korm. határozat A Gabonakutató Nonprofit Közhasznú Korlátolt Felelősségű Társasággal összefüggésben a GINOP-2.2.1-15-2015 azonosító számú („K+F versenyképességi és kiválósági együttműködések” című) gazdaságfejlesztést célzó projekt megvalósítására irányuló felhívásra támogatási kérelmek benyújtásához történő hozzájárulásról
- 1291/2017. (VI. 2.) Korm. határozat Az egyes állami tulajdonban lévő gazdasági társaságok támogatási kérelmeinek a GINOP-2.2.1-15 azonosító számú („K+F verseny-képességi és kiválósági együttműködések” című) gazdaságfejlesztést célzó projekt megvalósítására irányuló felhívásra történő benyújtásához történő hozzájárulásról
- 1292/2017. (VI. 2.) Korm. határozat A TOP-2.1.2-15 azonosító számú („Zöld város kialakítása” című) felhívásra benyújtott, Harkány, Kiskunfélegyháza és Baja települések területén megvalósítani tervezett, egymilliárd forintot meghaladó támogatási igényű projektjavaslatok támogatásáról
- 1293/2017. (VI. 2.) Korm. határozat  A KEHOP-2.2.2-15-2015-00028 azonosító számú („Kunmadaras nagyközség szennyvízcsatornázása és tisztító telep korszerűsítése” című) projekt támogatásának növeléséről
- 1294/2017. (VI. 2.) Korm. határozat A TOP-1.1.1-15-BO1-2016-00008 azonosító számú („Ipari park fejlesztése és új iparterületek kialakítása Mezőkövesden” című), egymilliárd forintot meghaladó támogatási igényű projektjavaslat támogatásáról
- 1295/2017. (VI. 2.) Korm. határozat A TOP-3.1.1-15-BO1-2016-00023 azonosító számú („Mezőkövesd–Bükkzsérc kerékpárút kialakítása és a Mezőkövesdi közösségi közlekedés fejlesztése” című), egymilliárd forintot meghaladó támogatási igényű projektjavaslat támogatásáról
- 1296/2017. (VI. 2.) Korm. határozat A nyugat-magyarországi utánpótlás-nevelés feltételeinek biztosítását és fejlesztését szolgáló intézkedésekről
- 1297/2017. (VI. 2.) Korm. határozat A rendkívüli kormányzati intézkedésekre szolgáló tartalékból történő előirányzat-átcsoportosításról
- 1298/2017. (VI. 2.) Korm. határozat A Zrínyi 2026 Honvédelmi és Haderőfejlesztési Program megvalósításáról
- 1299/2017. (VI. 7.) Korm. határozat Az adóalap-erózió és nyereségátcsoportosítás megelőzése érdekében hozott, adóegyezményekhez kapcsolódó intézkedések végrehajtásáról szóló Multilaterális Egyezmény szövegének végleges megállapítására adott felhatalmazásról
- 1300/2017. (VI. 7.) Korm. határozat A rendőrség légirendészeti kapacitásának fejlesztéséről
- 1301/2017. (VI. 7.) Korm. határozat A központi költségvetési szerveknél foglalkoztatottak 2017. évi kompenzációjához szükséges előirányzat-átcsoportosításról
- 1302/2017. (VI. 7.) Korm. határozat A Magyar Nemzeti Táncegyüttesnél fennálló bérhelyzet kezeléséről
- 1303/2017. (VI. 7.) Korm. határozat Az Országvédelmi Alapból történő előirányzat-átcsoportosításról, egyes kormányhatározatok módosításáról és a központi költségv etés címrendjének a kormányzati szerkezetátalakítással összefüggő módosításáról
- 1304/2017. (VI. 7.) Korm. határozat A siófoki Kiss Szilárd multifunkcionális kézilabda csarnok beruházás befejezéséhez szükséges állami források biztosításáról szóló 1849/2016. (XII. 23.) Korm. határozat, valamint az egyes egyedi települési sportcélú infrastruktúra-fejlesztési beruházások forrásszükségletének biztosításáról szóló 1800/2016. (XII. 20.) Korm. határozat módosításáról
- 1305/2017. (VI. 7.) Korm. határozat A ZKI Zöldségtermesztési Kutató Intézet Zártkörűen Működő Részvénytársasággal összefüggésben gazdaságfejlesztést célzó projekt megvalósítására irányuló felhívásra a „Korszerű és piacképes új magyar zöldségfajták nemesítése” című támogatási kérelem benyújtásához történő hozzájárulásról
- 1306/2017. (VI. 8.) Korm. határozat A NAV 2.0, a Nemzeti Adó- és Vámhivatal Megújulásának Stratégiai Programjáról
- 1307/2017. (VI. 8.) Korm. határozat Az elektronikus ügyintézés folyamatos és permanens biztosításáról katasztrófahelyzetben, az állam működőképességének biztosításáról, az adatvagyon megőrzéséről és rendelkezésre állásáról
- 1308/2017. (VI. 8.) Korm. határozat A Digitális Jólét Program végrehajtásával összefüggő egyes feladatokról
- 1309/2017. (VI. 8.) Korm. határozat Az internetről és a digitális fejlesztésekről szóló nemzeti konzultáció (InternetKon) eredményei alapján a Kormány által végrehajtandó Digitális Jólét Programjáról szóló 2012/2015. (XII. 29.) Korm. határozat megvalósításához kötődő feladatok teljes körű ellátásához szükséges költségvetési források 2017-ben történő biztosításáról
- 1310/2017. (VI. 8.) Korm. határozat Magyarország Európai Unió melletti Állandó Képviseletén egy új többéves pénzügyi keretért felelős diplomata álláshely létesítéséről
- 1311/2017. (VI. 8.) Korm. határozat A kötelező legkisebb munkabér (minimálbér) és a garantált bérminimum emelése kapcsán a szociális ágazatban felmerülő többletkiadások finanszírozása érdekében szükséges intézkedésekről
- 1312/2017. (VI. 8.) Korm. határozat A 2017. évi minimálbér és garantált bérminimum emelése, valamint a szociális hozzájárulási adó csökkentése hatásának kompenzálására a IX. Helyi önkormányzatok támogatásai fejezetbe történő előirányzat-átcsoportosításról
- 1313/2017. (VI. 8.) Korm. határozat Az Országvédelmi Alapból történő előirányzat-átcsoportosításról és egyes kormányhatározatok módosításáról
- 1314/2017. (VI. 8.) Korm. határozat A rendkívüli migrációs nyomás kezeléséhez szükséges források biztosításáról
- 1315/2017. (VI. 8.) Korm. határozat Az Egészségbiztosítási Alap Gyógyító-megelőző ellátás jogcímcsoport Védőnői szolgáltatás, anya-, gyermek- és ifjúságvédelem jogcíme 2017. évi előirányzatának megemeléséről
- 1316/2017. (VI. 8.) Korm. határozat  A pedagógus szakképzettséggel vagy szakképesítéssel nem rendelkező nevelő és oktató munkát közvetlenül segítő munkakörben foglalkoztatottak 2017. évi illetményéhez kapcsolódó támogatás biztosításáról
- 1317/2017. (VI. 8.) Korm. határozat A 2016. évi költségvetési maradványok egy részének felhasználásáról
- 1318/2017. (VI. 8.) Korm. határozat A X. Miniszterelnökség fejezet és a XX. Emberi Erőforrások Minisztériuma fejezet közötti előirányzat-átcsoportosításokról
- 1319/2017. (VI. 8.) Korm. határozat A Magyar Állami Operaház turnéjának támogatásáról
- 1320/2017. (VI. 8.) Korm. határozat A Rákóczi Szövetség és a Duna Egyesület feladatainak 2017. évi támogatásáról
- 1321/2017. (VI. 8.) Korm. határozat Állami ingatlanoknak a Konstantinápolyi Egyetemes Patriarchátus – Magyarországi Ortodox Exarchátus részére versenyeztetés mellőzésével történő használatba adásáról, valamint az egyes állami ingatlanok a Konstantinápolyi Egyetemes Patriarchátus – Magyarországi Ortodox Exarchátus által történő hasznosításával összefüggő feladatokról szóló 1287/2016. (VI. 8.) Korm. határozat módosításáról
- 1322/2017. (VI. 8.) Korm. határozat A Magyarország Kormánya és a Lengyel Köztársaság Kormánya között a diplomáciai ingatlanok jogi helyzetének kölcsönös rendezéséről szóló Jegyzőkönyv szövegének végleges megállapítására adott felhatalmazásról
- 1323/2017. (VI. 8.) Korm. határozat A 2019. évi Maccabi Európa Játékok megrendezéséhez szükséges intézkedésekről
- 1324/2017. (VI. 8.) Korm. határozat A 2019. évi Gyorsasági Kajak-Kenu Világbajnokság lebonyolításához kapcsolódó sportlétesítmény-fejlesztésekhez szükséges intézkedésekről és a Nemzeti Sportközpontok célzott támogatásáról
- 1325/2017. (VI. 8.) Korm. határozat az egyes adóügyi ügyfélszolgálati tevékenységeknek a kormányablakokban történő ellátásához szükséges intézkedésekről
- 1326/2017. (VI. 8.) Korm. határozat A kerékpárút-fejlesztések és egyéb közlekedési és turisztikai infrastruktúra-beruházások megvalósításával kapcsolatos közműkiváltások felülvizsgálatáról
- 1327/2017. (VI. 8.) Korm. határozat A rendkívüli kormányzati intézkedésekre szolgáló tartalékból történő előirányzat-átcsoportosításról
- 1328/2017. (VI. 8.) Korm. határozat A XXI. Miniszterelnöki Kabinetiroda fejezet és a XIV. Belügyminisztérium fejezet közötti előirányzat-átcsoportosításról
- 1329/2017. (VI. 8.) Korm. határozat A Modern Városok Program keretében a veszprémi Kittenberger Kálmán Növény- és Vadaspark fejlesztése és bővítése tárgyú beruházás támogatásának biztosításáról
- 1330/2017. (VI. 8.) Korm. határozat A káposztásmegyeri Jégpalota állami tulajdonba vétele és vagyonkezelésbe adása érdekében szükséges intézkedésekről
- 1331/2017. (VI. 9.) Korm. határozat A 2019. évi ISF Combat Games és a 2020. évi ISF Gymnasiade megrendezéséhez szükséges kormányzati intézkedésekről
- 1332/2017. (VI. 9.) Korm. határozat A II. Regionális Digitális Csúcstalálkozó (V4+ Európai Unió jövőjéről szóló miniszterelnöki csúcstalálkozó) magyarországi megrendezésével kapcsolatos feladatokról
- 1333/2017. (VI. 9.) Korm. határozat A pénzmosás és a terrorizmus finanszírozás elleni nemzeti kockázatértékelésről szóló intézkedési tervről
- 1334/2017. (VI. 9.) Korm. határozat A Digitális Kereskedelem-fejlesztési Stratégiáról
- 1335/2017. (VI. 9.) Korm. határozat Magyarország 2017–2050 közötti Élelmiszergazdasági Koncepciójáról
- 1336/2017. (VI. 9.) Korm. határozat A Nemzeti Bionika Program megvalósításáról
- 1337/2017. (VI. 9.) Korm. határozat A Bionikai Innovációs Központ létrehozása elnevezésű projekt lezárásáról és a Bionikai Innovációs Központ létrehozásával kapcsolatos egyes feladatokról szóló 1493/2012. (XI. 13.) Korm. határozat hatályon kívül helyezéséről
- 1338/2017. (VI. 9.) Korm. határozat A központi hivatalok és a költségvetési szervi formában működő minisztériumi háttérintézmények felülvizsgálatával kapcsolatos intézkedésekről szóló 1312/2016. (VI. 13.) Korm. határozat végrehajtása során alkalmazandó eltérő rendelkezésekről
- 1339/2017. (VI. 9.) Korm. határozat A Nigériát, Kelet-Afrikát és Jement sújtó éhínség enyhítése céljából az Egyesült Nemzetek Szervezetének Világélelmezési Programja részére fizetendő hozzájárulásról
- 1340/2017. (VI. 9.) Korm. határozat Az Alkotmányvédelmi Hivatal 2017. és 2020. év között megvalósuló létszámfejlesztéséről
- 1341/2017. (VI. 9.) Korm. határozat A 2018. évi költségvetés tervezése során jelzett, bérintézkedésekhez kapcsolódó többletigényekről
- 1342/2017. (VI. 9.) Korm. határozat A hazai vízipar külpiaci tevékenységét előmozdító pályázati program elindításáról
- 1343/2017. (VI. 9.) Korm. határozat Magyarország külképviseletei infokommunikációs hálózati kapcsolatainak tartós finanszírozásáról
- 1344/2017. (VI. 9.) Korm. határozat A IX. Helyi önkormányzatok támogatásai és a XX. Emberi Erőforrások Minisztériuma költségvetési fejezetek közötti feladat és intézmény átadás-átvétel miatti előirányzat-átcsoportosításról
- 1345/2017. (VI. 9.) Korm. határozat Az egyes települési önkormányzatok feladatainak támogatása érdekében történő előirányzat-átcsoportosításokról szóló 1818/2016. (XII. 22.) Korm. határozat módosításáról
- 1346/2017. (VI. 9.) Korm. határozat Az IKOP-1.1.0-15-2017-00029 azonosító számú („M8 autóút Körmend–Rábafüzes, országhatár szakasz 2×1 sávos előkészítése és építése” című) projekt előkészítési költségeinek finanszírozásáról
- 1347/2017. (VI. 9.) Korm. határozat A geszti Tisza-kastély és környezetének rekonstrukciójához, valamint hosszú távú működtetéséhez szükséges intézkedésekről
- 1348/2017. (VI. 9.) Korm. határozat A zabolai Mikes kastély fejlesztéséhez szükséges forrás biztosításáról
- 1349/2017. (VI. 9.) Korm. határozat A Kárpátalján megvalósuló egészségügyi, kulturális és szociális célú programok támogatásáról
- 1350/2017. (VI. 9.) Korm. határozat A Jánossomorja város külterületén fekvő földrészlet beruházási célterületté nyilvánításáról
- 1351/2017. (VI. 9.) Korm. határozat A határon túli magyar vonatkozású épített kulturális örökség értékeinek feltárását, megóvását, megismertetését célzó Rómer Flóris Tervről szóló 1549/2015. (VIII. 7.) Korm. határozat végrehajtása során alkalmazandó eltérő intézkedésekről
- 1352/2017. (VI. 9.) Korm. határozat A Magyarország és a Koszovói Köztársaság között létrejött kiadatási egyezmény szövegének végleges megállapítására adott felhatalmazásról
- 1353/2017. (VI. 9.) Korm. határozat A Magyarország és a Koszovói Köztársaság között létrejött, az elítélt személyek átszállításáról szóló egyezmény szövegének végleges megállapítására adott felhatalmazásról
- 1377/2017. (VI. 15.) Korm. határozat az Európai Mezőgazdasági Vidékfejlesztési Alap tekintetében a tanúsító szervi feladatok, valamint az Európai Mezőgazdasági Vidékfejlesztési Alap és az Európai Mezőgazdasági Garanciaalap tekintetében az illetékes hatósági közreműködés, annak keretében akkreditációs és felügyeleti vizsgálatok elvégzése kapcsán forrás biztosításáról
- 1378/2017. (VI. 15.) Korm. határozat A Végrehajtás Operatív Programmal összefüggésben elkészített, "Az irányítási és kontrollrendszerek működésének ellenőrzése az 1083/2006/EK rendelet 60. cikke szerint Végrehajtási Operatív Program (CCI: 2007HU161PO010)" című ellenőrzési jelentés tervezetére adandó tagállami válasz jóváhagyásáról
- 1379/2017. (VI. 15.) Korm. határozat A Terület- és Településfejlesztési Operatív Program eredményes megvalósításához kapcsolódó intézkedésekről
- 1380/2017. (VI. 15.) Korm. határozat A határon túli gazdaságfejlesztési stratégiák támogatásáról és az egyes egyházi célú támogatások forrásszükségletének biztosításáról szóló 1813/2016. (XII. 20.) Korm. határozat módosításáról
- 1381/2017. (VI. 16.) Korm. határozat A Felsőoktatási Intézményi Kiválósági Programról
- 1382/2017. (VI. 16.) Korm. határozat Egyes köznevelési szakmai testületekről
- 1383/2017. (VI. 20.) Korm. határozat  A Fővárosi Állat- és Növénykert fejlesztési programjának keretében megvalósuló beruházások kivitelezéséhez szükséges intézkedésekről
- 1384/2017. (VI. 20.) Korm. határozat A Liget Budapest Projekt keretében megvalósuló Hermina Garázs kivitelezéséhez szükséges intézkedésekről
- 1385/2017. (VI. 23.) Korm. határozat A 2016. évi költségvetési maradványok egy részének felhasználásáról
- 1395/2017. (VI. 28.) Korm. határozat Az EU Állandó Strukturált Együttműködéshez való magyar csatlakozásról
- 1396/2017. (VI. 28.) Korm. határozat A Visegrádi Csoport 2017–2018. évi magyar elnökségének előkészítéséről és lebonyolításáról
- 1397/2017. (VI. 28.) Korm. határozat A Georgiával megvalósuló kulturális együttműködésről
- 1398/2017. (VI. 28.) Korm. határozat A Pázmány Péter Katolikus Egyetem és a kairói Modern Educational Services együttműködésével létrehozandó Egyiptomi (Kairói) Egyetemet érintő állami szerepvállalásról
- 1399/2017. (VI. 28.) Korm. határozat Az ENSZ Gyermekalapja budapesti Globális Szolgáltató Központjának tervezett bővítéséről
- 1400/2017. (VI. 28.) Korm. határozat A nemzetközi rendezvény megrendezéséhez szükséges támogatás és pénzügyi feltételek biztosításáról
- 1401/2017. (VI. 28.) Korm. határozat A magyar–szerb határon kiépítésre kerülő intelligens jelzőrendszer működéséről
- 1402/2017. (VI. 28.) Korm. határozat A rendkívüli migrációs nyomás kezeléséhez szükséges források biztosításáról
- 1403/2017. (VI. 28.) Korm. határozat A „Szennyvíziszap Kezelési és Hasznosítási Stratégia (2018–2023)” elfogadásáról
- 1404/2017. (VI. 28.) Korm. határozat A Digitális Nemzet Fejlesztési Program megvalósítása során elkészült Közgyűjteményi Digitalizálási Stratégiáról
- 1405/2017. (VI. 28.) Korm. határozat A Roma Koordinációs Tanács (ROK-T) létrehozásáról szóló 1102/2011. (IV. 15.) Korm. határozat módosításáról
- 1406/2017. (VI. 28.) Korm. határozat A Nemzeti Agrárkutatási és Innovációs Központtal összefüggésben a Vidékfejlesztési Program „Innovációs operatív csoportok létrehozása és az innovatív projekt megvalósításához szükséges beruházás támogatása” című, gazdaságfejlesztést célzó projekt megvalósítására irányuló felhívására támogatási kérelmek benyújtásához történő hozzájárulásról
- 1407/2017. (VI. 28.) Korm. határozat A Magyar Nemzeti Múzeum 2017 és 2022 közötti megújítási koncepciójának egyes kérdéseiről
- 1408/2017. (VI. 28.) Korm. határozat A Modern Városok Program keretében Érd megyei jogú város köznevelési, szakképzési, szociális és egészségügyi intézményeinek fejlesztése érdekében támogatás biztosításáról
- 1409/2017. (VI. 28.) Korm. határozat A Kistokaji Általános Iskola bővítés megvalósítása érdekében történő fejezetek közötti előirányzat-átcsoportosításról
- 1410/2017. (VI. 28.) Korm. határozat A Nyíregyházán megvalósuló infrastrukturális fejlesztésekkel kapcsolatban felmerülő költségek támogatásáról
- 1411/2017. (VI. 28.) Korm. határozat A „Tiszaeszlár ivóvízminőség-javítási Projekt” című beruházás a Kormány hatáskörében történő megvalósításáról
- 1412/2017. (VI. 28.) Korm. határozat A XI. Miniszterelnökség fejezet és a XX. Emberi Erőforrások Minisztériuma fejezet közötti előirányzat-átcsoportosításról
- 1413/2017. (VI. 28.) Korm. határozat A XI. Miniszterelnökség fejezet és a XX. Emberi Erőforrások Minisztériuma fejezet közötti előirányzat-átcsoportosításról
- 1414/2017. (VI. 28.) Korm. határozat A GINOP-2.2.1-15 azonosító számú („K+F versenyképességi és kiválósági együttműködések” című) felhívás negyedik körös értékelési szakaszára beérkezett, egymilliárd forintot meghaladó támogatási igényű projektjavaslatok támogatásához való hozzájárulásról
- 1415/2017. (VI. 28.) Korm. határozat A Kühne + Nagel Szállítmányozási Korlátolt Felelősségű Társaság magyarországi nagybefektetővel való stratégiai együttműködési megállapodás megkötéséről
- 1416/2017. (VI. 28.) Korm. határozat A „Gépjármű Beszerzési Program” keretében, a katonai terepjáró gépjárművek hosszú távú biztosításához szükséges kötelezettségvállaláshoz történő előzetes hozzájárulásról
- 1417/2017. (VI. 28.) Korm. határozat A Budapest, XI. kerület Fehérvári út 70. szám alatti ingatlan 2017 és 2019 között megvalósuló felújításához kötődő többletforrás biztosításáról
- 1418/2017. (VI. 28.) Korm. határozat A Modern Városok Program keretében Kaposváron megvalósuló sportinfrastruktúra-fejlesztések megvalósítása érdekében támogatás biztosításáról szóló 1875/2016. (XII. 28.) Korm. határozat módosításáról
- 1419/2017. (VI. 28.) Korm. határozat A Testnevelési Egyetem új kampusza, valamint a hozzá kapcsolódó sportlétesítmények, szálláshelyek és szolgáltató egységek megépítése projekt keretében megvalósuló egyes beruházásokkal kapcsolatos tárgyévi és tárgyéven túli kötelezettségvállalás jóváhagyásáról
- 1420/2017. (VI. 28.) Korm. határozat A 2017 januárjában megrongálódott, Gerjenés Kalocsa között közlekedő komp helyreállításának és a megfelelő minőségű lakossági ivóvízellátást szolgáló kút létesítésének támogatásáról
- 1421/2017. (VI. 28.) Korm. határozat A „Beruházás ösztönzési célelőirányzat” megnevezésű fejezeti kezelésű előirányzat előirányzat-módosítás nélküli túllépésének engedélyezéséről
- 1422/2017. (VI. 28.) Korm. határozat A Magyarország Kormánya és a Kirgiz Köztársaság Kormánya közötti gazdasági együttműködésről szóló megállapodás szövegének végleges megállapítására adott felhatalmazásról
- 1423/2017. (VI. 29.) Korm. határozat A 2022/2024. évi FINA Rövidpályás Úszó Világbajnokság megrendezésére benyújtandó pályázat érdekében szükséges kormányzati intézkedésekről
- 1425/2017. (VI. 29.) Korm. határozat Az Egészséges Budapest Program Dél-budai Centrumának megvalósításával kapcsolatos egyes kérdésekről
- 1426/2017. (VI. 29.) Korm. határozat Az Egészséges Budapest Program végrehajtásával kapcsolatos 2017. évi forrásigény biztosításáról
- 1427/2017. (VI. 29.) Korm. határozat A sportorvosi vizsgálat elvégzésével kapcsolatos egyes kérdésekről
- 1428/2017. (VI. 29.) Korm. határozat A szigetvár-turbéki Szőlőhegyen megkezdett feltárásról és az érintett ingatlanok állami tulajdonba kerülésével kapcsolatos intézkedésekről
- 1429/2017. (VI. 29.) Korm. határozat Az IKOP-2.1.0-15-2017-00035 azonosító számú („Püspökladány–Biharkeresztes szűk keresztmetszet kiváltás és villamosítás” című) projekt előkészítési költségeinek finanszírozásáról
- 1430/2017. (VI. 29.) Korm. határozat Az EFOP-4.2.1-16 azonosító jelű („Felsőoktatási infrastruktúra fejlesztése” című) felhívásra benyújtott, egymilliárd forintot meghaladó támogatási igényű projektjavaslatok támogatásához történő hozzájárulásról
- 1431/2017. (VI. 29.) Korm. határozat Az EFOP-1.2.10-16-2016-00002 azonosító számú („Mentorházak és mentorhálózat kialakítása koraszülöttek és családjaik számára a Dél-Alföld Régióban” című) egymilliárd forintot meghaladó támogatási igényű projektjavaslat támogatásáról
- 1432/2017. (VI. 29.) Korm. határozat A KEHOP-2.2.2-15-2015-00006 azonosító számú [„Délkelet-Magyarországi szennyvízelvezetési és -kezelési fejlesztés 3. (DKMO 3)” című] projekt támogatásának növeléséről, valamint a Környezeti és Energiahatékonysági Operatív Program éves fejlesztési keretének megállapításáról szóló 1084/2016. (II. 29.) Korm. határozat módosításáról
- 1433/2017. (VI. 29.) Korm. határozat A KEHOP-1.1.0-15-2015-00001 azonosító számú („Az éghajlatváltozás magyarországi hatásainak feltérképezése regionális klímamodell-szimulációk elvégzésével és reprezentatív éghajlati adatbázis fejlesztésével” című) projekt támogatásának növeléséről, valamint a Környezeti és Energiahatékonysági Operatív Program éves fejlesztési keretének megállapításáról szóló 1084/2016. (II. 29.) Korm. határozat módosításáról
- 1434/2017. (VI. 29.) Korm. határozat A TOP-2.1.2-15-HE1-2016-00006 azonosító számú („Füzesabony, a zöld város – belvárosi területek rehabilitációja” című) és a TOP-2.1.1-15-VE1-2016-00002 azonosító számú („Felhagyott ipari-szolgáltató peremterület környezeti rehabilitációja” című) egymilliárd forintot meghaladó támogatási igényű projektjavaslatok támogatásáról
- 1435/2017. (VI. 29.) Korm. határozat A VEKOP-6.3.3-16-2017-00001 azonosító számú („Komplex Szociális és Gyermekjóléti Intézmény építése Érden” című), egymilliárd forintot meghaladó támogatási igényű projektjavaslat támogatásáról
- 1436/2017. (VI. 29.) Korm. határozat A „Törzshálózati elemek összekötése a közlekedési ágazatban: a Rajna–Duna folyosó Komárom–Révkomárom (Komárno) határon átívelő hídja” című projekt költségnövekményének jóváhagyásáról
- 1437/2017. (VI. 30.) Korm. határozat Az Elektronikus Közúti Áruforgalom Ellenőrző Rendszer 2017. évi üzemeltetésével kapcsolatos feladatokról
- 1438/2017. (VI. 30.) Korm. határozat A 2016. évi költségvetési maradványok egy részének felhasználásáról és egyes Korm. határozatok módosításáról

#### Július (1439−1491)
- 1439/2017. (VII. 4.) Korm. határozat Az MTE 1904 Mosonmagyaróvár csoport beruházásainak támogatásáról
- 1440/2017. (VII. 4.) Korm. határozat A 2016. évi költségvetési maradványok egy részének felhasználásáról
- 1441/2017. (VII. 4.) Korm. határozat Egyes közlekedési tárgyú kormányhatározatok módosításáról
- 1442/2017. (VII. 4.) Korm. határozat A Nemzeti Adó- és Vámhivatal ügyfélszolgálatainak a kormányablakokban történő kialakításához, a feladatellátás informatikai feltételeinek megteremtéséhez szükséges forrás biztosításáról
- 1443/2017. (VII. 4.) Korm. határozat A Bejárható Magyarország Keretprogramról szóló 1184/2013. (IV. 9.) Korm. határozat módosításáról
- 1444/2017. (VII. 5.) Korm. határozat A kormányzati informatikai infrastruktúra környezet konszolidációjáról és a központosított kormányzati infokommunikációs szolgáltatások továbbfejlesztéséről
- 1445/2017. (VII. 6.) Korm. határozat A 2016. évi költségvetési maradványok egy részének felhasználásáról és egyes kormányhatározatok módosításáról
- 1446/2017. (VII. 7.) Korm. határozat A 2017-ben Budapesten és Balatonfüreden megrendezendő XVII. Úszó-, Vízilabda-, Műugró, Műúszó és Nyíltvízi Világbajnokság járművei számára az autóbusz forgalmi sáv használatáról
- 1447/2017. (VII. 7.) Korm. határozat A rendkívüli kormányzati intézkedésekre szolgáló tartalékból történő előirányzat-átcsoportosításról és egyes kormányhatározatok módosításáról
- 1448/2017. (VII. 10.) Korm. határozat A Határtalanul! Programról
- 1449/2017. (VII. 10.) Korm. határozat A vendégoktatói hálózat bővítéséről, működésének és finanszírozásának átalakításáról
- 1450/2017. (VII. 10.) Korm. határozat A 2017. évi határátlépéssel járó csapatmozgások engedélyezéséről szóló 1863/2016. (XII. 28.) Korm. határozat módosításáról
- 1451/2017. (VII. 10.) Korm. határozat Szászvár Nagyközség Önkormányzata vis maior pályázatának támogatásáról
- 1452/2017. (VII. 11.) Korm. határozat A Zalaegerszeg megyei jogú város külterületén fekvő egyes földrészletek beruházási célterületté nyilvánításáról
- 1453/2017. (VII. 13.) Korm. határozat Külföldi fegyveres erőknek a határrendészeti feladatok támogatásában való további részvételének engedélyezéséről és az ezzel összefüggésben felmerülő kiadások finanszírozásáról
- 1454/2017. (VII. 14.) Korm. határozat a Közigazgatás- és Közszolgáltatás-fejlesztési Stratégiával kapcsolatos feladatokról szóló 1052/2015. (II. 16.) Korm. határozat módosításáról
- 1455/2017. (VII. 18.) Korm. határozat A Szerencsejáték Felügyelet központi költségvetési szerv létrehozásával összefüggő költségvetési intézkedésekről
- 1456/2017. (VII. 19.) Korm. határozat A Nemzeti Infokommunikációs Stratégia (NIS) 2016. évi monitoring jelentéséről, a Digitális Jólét Program 2.0-ról, azaz a Digitális Jólét Program kibővítéséről, annak 2017-2018. évi Munkaterve elfogadásáról, a digitális infrastruktúra, kompetenciák, gazdaság és közigazgatás további fejlesztéseiről
- 1457/2017. (VII. 19.) Korm. határozat Az élelmiszer-értékesítést kezelőszemélyzet nélkül végző automataberendezések Automata Felügyeleti Egységgel történő ellátásához nyújtandó támogatáshoz szükséges többlet költségvetési forrás biztosításáról
- 1458/2017. (VII. 19.) Korm. határozat A Modern Városok Program keretében rögzített "Kanizsa" kulturális, turisztikai és gasztronómiai látogatóközpont kialakítása az egykori ferences rendházban projekt támogatásához szükséges egyes intézkedésekről
- 1459/2017. (VII. 19.) Korm. határozat A libanoni templomrekonstrukciós projekt támogatásáról
- 1460/2017. (VII. 25.) Korm. határozat A Magyarország 2017–2018. évi V4 elnökségének lebonyolításáért felelős kormánybiztos kinevezéséről és feladatairól
- 1461/2017. (VII. 25.) Korm. határozat „Életmentő Emlékérem” adományozásáról
- 1462/2017. (VII. 25.) Korm. határozat A védelmi felkészítés egyes kérdéseiről
- 1463/2017. (VII. 25.) Korm. határozat A Magyar Honvédség kijelölt állományának a NATO Reagáló Erőben történő részvételéről
- 1464/2017. (VII. 25.) Korm. határozat A 2017. évi honvédelmi igazgatási feladatok végrehajtásához szükséges költségvetési források átcsoportosításáról
- 1465/2017. (VII. 25.) Korm. határozat Az acélgyártási cselekvési programról
- 1466/2017. (VII. 25.) Korm. határozat A felvidéki gazdaságfejlesztési stratégia támogatásáról
- 1467/2017. (VII. 25.) Korm. határozat A turisztikai célú keskeny nyomközű kisvasutak fejlesztéséről
- 1468/2017. (VII. 25.) Korm. határozat A 2017. évi Asztanai Szakvilágkiállításon történő megjelenéshez kapcsolódó országpromóció megvalósítása érdekében szükséges intézkedésekről
- 1469/2017. (VII. 25.) Korm. határozat Az Árpád-ház Program részét képező, „Az ország bölcsője” kiemelt székesfehérvári alprogram első szakaszának megvalósításáról és a második szakasz egyes fejlesztési elemeinek bemutatásáról
- 1470/2017. (VII. 25.) Korm. határozat A TIT Budapesti Planetárium épületén elvégzendő életveszély-elhárító intézkedések támogatásáról
- 1471/2017. (VII. 25.) Korm. határozat A Diósgyőri vár komplex fejlesztéséhez szükséges forrás biztosításáról
- 1472/2017. (VII. 25.) Korm. határozat A Diósgyőri Városrész Testgyakorló Kör Sportegyesület észak-magyarországi és felvidéki sportfejlesztési programjának megvalósításához szükséges forrás biztosításáról
- 1473/2017. (VII. 25.) Korm. határozat A kazincbarcikai sportélet fejlesztéséhez szükséges forrás biztosításáról
- 1474/2017. (VII. 25.) Korm. határozat A Komáromi Futball Club által használt sportlétesítmény fejlesztéséhez szükséges forrás biztosításáról
- 1475/2017. (VII. 25.) Korm. határozat A Sajóvölgye Focisuli Sportegyesület fejlesztéséhez szükséges forrás biztosításáról
- 1476/2017. (VII. 25.) Korm. határozat A Székelyföld Labdarúgó Akadémia működéséhez és Alközpontjainak fejlesztéséhez szükséges többletforrás biztosításáról
- 1477/2017. (VII. 25.) Korm. határozat A Modern Városok Program keretében a Dunaújváros, Szórád Márton u. 39. szám alatti ingatlan állami tulajdonba kerülésével kapcsolatos intézkedésekről, valamint az ingatlan fejlesztéséhez, felújításához 2017. évben szükséges forrás előirányzat-átcsoportosításáról
- 1478/2017. (VII. 25.) Korm. határozat A Mosonmagyaróvár Város Önkormányzata iparterület-fejlesztési tervének kormányzati támogatásával kapcsolatban szükséges intézkedésekkel összefüggő feladatokról
- 1479/2017. (VII. 25.) Korm. határozat A győri Insula Lutherana beruházás további forrásbiztosításával összefüggő feladatokról
- 1480/2017. (VII. 25.) Korm. határozat A Csenger város külterületén fekvő Csenger 0149/41 helyrajzi számú ingatlan beruházási célterületté nyilvánításáról
- 1481/2017. (VII. 25.) Korm. határozat Kenderes Város Önkormányzata tulajdonában álló egyes ingatlanok felújításához szükséges forrás biztosításáról
- 1482/2017. (VII. 25.) Korm. határozat A Tordai Római Katolikus Templom rekonstrukciós munkálatainak megvalósításáról
- 1483/2017. (VII. 26.) Korm. határozat Az Egészségbiztosítási Alap Gyógyító-megelőző ellátás céltartalék jogcím 2017. évi előirányzatáról történő átcsoportosításról és a többletkapacitás-befogadások teljesítményének finanszírozására meghatározott összeg megemeléséről
- 1484/2017. (VII. 26.) Korm. határozat A Magyar Posta Zrt. tulajdonában álló kenderesi ingatlan felújításáró
- 1485/2017. (VII. 28.) Korm. határozat A MÁV Magyar Államvasutak Zrt. vagyonkezelésében álló kenderesi ingatlan felújításáról
- 1486/2017. (VII. 31.) Korm. határozat A 2021. évben megrendezésre kerülő Vadászati Világkiállítás és egyes kapcsolódó rendezvények előkészítéséről, valamint a kapcsolódó feladatok ellátásához szükséges források biztosításáról
- 1487/2017. (VII. 31.) Korm. határozat A 2020. évi Dubaji Világkiállításon történő magyar részvételről
- 1488/2017. (VII. 31.) Korm. határozat A Startup Campus Budapest megvalósításáról a Millenáris Parkban
- 1489/2017. (VII. 31.) Korm. határozat A KNORR-BREMSE Fékrendszerek Kft. kormányhatározat alapján történő egyedi innovációs támogatásáról
- 1490/2017. (VII. 31.) Korm. határozat Az Emberi Erőforrás Fejlesztési Operatív Program éves fejlesztési keretének megállapításáról szóló 1037/2016. (II. 9.) Korm. határozat és a Rászoruló Személyeket Támogató Operatív Program éves fejlesztési keretének megállapításáról szóló 1347/2016. (VII. 6.) Korm. határozat módosításáról
- 1491/2017. (VII. 31.) Korm. határozat Az EFOP-1.2.12-17-2017-00006 azonosító számú („A Tábor összeköt – Erzsébet Táborok” című), hárommilliárd forintot meghaladó támogatási igényű projektjavaslat támogatásáról

#### Augusztus (1492−1601)
- 1492/2017. (VIII. 7.) Korm. határozat A Visegrádi Csoport 2017–2018. évi magyar elnökségének megvalósításáról
- 1493/2017. (VIII. 7.) Korm. határozat A Magyar Mozgókép Mestere művészeti díjjal kapcsolatos járadékról
- 1494/2017. (VIII. 7.) Korm. határozat A Robert Capa Kortárs Fotográfiai Központ Nonprofit Kft. épületei − a Robert Capa állandó kiállítás megvalósításához szükséges − felújításának és bővítésének támogatásáról
- 1495/2017. (VIII. 7.) Korm. határozat A Magyarország 2017. évi központi költségvetéséről szóló 2016. évi XC. törvény alapján a XLII. A költségvetés közvetlen bevételei és kiadásai fejezet, 32. Egyéb költségvetési kiadások cím, 1. Vegyes kiadások alcím, 28. Filmszakmai közvetett támogatások mozgókép törvény szerinti kiegészítő finanszírozása jogcímcsoport előirányzat túllépésének jóváhagyásáról
- 1496/2017. (VIII. 8.) Korm. határozat A 2017. évi határátlépéssel járó csapatmozgások engedélyezéséről szóló 1863/2016. (XII. 28.) Korm. határozat módosításáról
- 1497/2017. (VIII. 8.) Korm. határozat A rendkívüli kormányzati intézkedésekre szolgáló tartalékból történő és egyes fejezetek közötti előirányzat-átcsoportosításról
- 1498/2017. (VIII. 8.) Korm. határozat Az IKOP-3.2.0-15-2016-00016 azonosító számú („Kaposvár megyei jogú város intermodális pályaudvar és a hozzá kapcsolódó közösségi közlekedés fejlesztése” című) projekt támogatásának növeléséről, a kaposvári helyőrségi szálló átköltöztetéséhez szükséges forrás biztosításáról, valamint az Integrált Közlekedésfejlesztési Operatív Program éves fejlesztési keretének megállapításáról szóló 1247/2016. (V. 18.) Korm. határozat módosításáról
- 1499/2017. (VIII. 11.) Korm. határozat Az állami adó- és vámhatóság végrehajtási feladatainak ellátásához szükséges egyes intézkedésekről
- 1500/2017. (VIII. 11.) Korm. határozat Az európai uniós programok likviditási hiányának kezeléséről
- 1501/2017. (VIII. 11.) Korm. határozat Az egyes településeket 2017 júniusában ért jégeső okozta károk enyhítéséről
- 1502/2017. (VIII. 11.) Korm. határozat Az országos múzeumok, valamint egyes nemzeti emlékhelyek és műemlékek látogatásáról
- 1503/2017. (VIII. 11.) Korm. határozat A büntetőeljárásról szóló 2017. évi XC. törvénnyel összefüggő egyes forrásigények biztosításáról
- 1504/2017. (VIII. 11.) Korm. határozat A 2016. évi költségvetési maradványok egy részének felhasználásáról
- 1505/2017. (VIII. 11.) Korm. határozat A Modern Városok Program keretében a Tatabányai Árpád Gimnázium reálgimnáziummá történő fejlesztése érdekében Tatabánya Megyei Jogú Város Önkormányzata részére történő támogatás biztosításáról
- 1506/2017. (VIII. 11.) Korm. határozat A tatabányai Szent Borbála Kórház Modern Városok Program keretében történő fejlesztésének támogatásáról
- 1507/2017. (VIII. 11.) Korm. határozat A járműipari tesztpálya megvalósításához szükséges forrásbiztosításról
- 1508/2017. (VIII. 11.) Korm. határozat Egyes állami tulajdonú ingatlanok üzemeltetéséhez és fejlesztéséhez szükséges források biztosításáról
- 1509/2017. (VIII. 11.) Korm. határozat Az elektronikus közbeszerzési rendszer üzemeltetését végző gazdasági társaság állami tulajdonba vételéről
- 1539/2017. (VIII. 18.) Korm. határozat Az EUNAVFOR Med Sophia katonai művelet keretében a líbiai parti őrség kiképzéséhez történő pénzügyi hozzájárulásról
- 1540/2017. (VIII. 18.) Korm. határozat A vajdasági magyarok anyanyelvű tájékoztatásának támogatása érdekében a rendkívüli kormányzati intézkedésekre szolgáló tartalékból történő előirányzat-átcsoportosításról
- 1541/2017. (VIII. 18.) Korm. határozat A reformáció 500. évfordulójához kapcsolódó programok további támogatásáról
- 1542/2017. (VIII. 18.) Korm. határozat Az emberi erőforrások miniszterének feladat- és hatáskörébe tartozó európai uniós alapokból származó támogatások felhasználására vonatkozó központi beszerző szerv tevékenységének ellátásához szükséges feladatokról, valamint a működéséhez szükséges költségvetési fedezet biztosításáról
- 1543/2017. (VIII. 18.) Korm. határozat	A közegészségügyi szempontból legveszélyesebb kórokozók kimutatását végző biztonsági laboratóriumok európai diagnosztikai-kutatási infrastruktúrájába való bekapcsolódásról
- 1544/2017. (VIII. 18.) Korm. határozat A Magyar Képzőművészeti Egyetem főépületében található Lotz-falképek megmentéséről, restaurálásáról
- 1545/2017. (VIII. 18.) Korm. határozat Az „Edző leszek – Nevelek!” programmal kapcsolatos, a XI. Miniszterelnökség és a XX. Emberi Erőforrások Minisztériuma fejezetek közötti előirányzat-átcsoportosításról
- 1546/2017. (VIII. 18.) Korm. határozat A Nagybereki Vadgazdálkodási Egység vadászati joggyakorlásával összefüggő egyes kérdésekről
- 1547/2017. (VIII. 18.) Korm. határozat A vízügyi igazgatási szervek vízkárelhárítással összefüggő tevékenységének finanszírozásáról
- 1548/2017. (VIII. 18.) Korm. határozat Az állami kéményseprő-ipari szerv tevékenységének bővítésével kapcsolatos feladatokról
- 1549/2017. (VIII. 18.) Korm. határozat A turisztikai fejlesztések megvalósításához szükséges intézkedésekről
- 1550/2017. (VIII. 18.) Korm. határozat A Dunakanyar kiemelt turisztikai fejlesztési térség meghatározásáról, valamint a térségben megvalósítandó egyes fejlesztésekről
- 1551/2017. (VIII. 18.) Korm. határozat A Jövőnk Energiája Térségfejlesztési Alapítvány támogatásáról
- 1552/2017. (VIII. 18.) Korm. határozat A Modern Városok Program keretében megvalósuló közlekedésfejlesztéssel kapcsolatos előirányzat-átcsoportosításokról
- 1553/2017. (VIII. 18.) Korm. határozat A Modern Városok Program keretében a Liszt Ferenc Zeneművészeti Egyetem kecskeméti Kodály Zoltán Zenepedagógiai Intézetének infrastruktúra fejlesztéséről
- 1554/2017. (VIII. 18.) Korm. határozat A Modern Városok Program keretében a Nagykanizsa Megyei Jogú Város Önkormányzatával kötött együttműködési megállapodás alapján a Mura program részeként az erdei kisvasút fejlesztéséhez szükséges forrás előirányzat-átcsoportosításáról
- 1555/2017. (VIII. 18.) Korm. határozat A rendkívüli kormányzati intézkedésekre szolgáló tartalékból történő előirányzat-átcsoportosításról
- 1556/2017. (VIII. 18.) Korm. határozat Az IKOP-1.1.0-15-2017-00028 azonosító számú („86. számú főút Szombathely és Egyházasrádóc közötti szakaszának 2×2 sávos úttá történő fejlesztésének előkészítése” című) projekt költségeinek finanszírozásáról, valamint az Integrált Közlekedésfejlesztési Operatív Program éves fejlesztési keretének megállapításáról szóló 1247/2016. (V. 18.) Korm. határozat módosításáról
- 1557/2017. (VIII. 18.) Korm. határozat A Százhalombatta–Pusztaszabolcs közötti vasúti vonalszakasz korszerűsítésével és a Budapest–Hatvan közötti vasúti vonalszakasz korszerűsítésével kapcsolatos projektek megvalósításához szükséges források biztosításáról, valamint az Integrált Közlekedésfejlesztési Operatív Program éves fejlesztési keretének megállapításáról szóló 1247/2016. (V. 18.) Korm. határozat módosításáról
- 1558/2017. (VIII. 18.) Korm. határozat A Versenyképes Közép-Magyarország Operatív Program éves fejlesztési keretének megállapításáról szóló 1011/2016. (I. 20.) Korm. határozat és az Emberi Erőforrás Fejlesztési Operatív Program éves fejlesztési keretének megállapításáról szóló 1037/2016. (II. 9.) Korm. határozat módosításáról
- 1559/2017. (VIII. 21.) Korm. határozat A Népművészet Mestere díj 2017. évi adományozásáról
- 1560/2017. (VIII. 21.) Korm. határozat A KEHOP-5.1.1-17-2017-00001 azonosító számú („4 MW teljesítményt meghaladó fotovoltaikus beruházás” című) és a KEHOP-5.1.1-17-2017-00002 azonosító számú („Fotovoltaikus erőmű létesítése Felsőzsolcán” című), hárommilliárd forintot meghaladó támogatási igényű projektjavaslatok támogatásához történő hozzájárulásról
- 1561/2017. (VIII. 28.) Korm. határozat Az ENSZ Közgyűlésének 72. ülésszakán való magyar részvételről
- 1562/2017. (VIII. 28.) Korm. határozat Magyarország Európai Unió melletti Állandó Képviseletén új diplomata álláshely létesítéséről
- 1563/2017. (VIII. 28.) Korm. határozat A 2020. évi budapesti Eucharisztikus Világkongresszus és a 2021. évi Vadászati Világkiállítás megrendezése érdekében megvalósítandó, a HUNGEXPO Budapesti Vásárközpont és egyes kapcsolódó fejlesztések elvégzéséhez szükséges forrás biztosításáról
- 1564/2017. (VIII. 28.) Korm. határozat Az Orosz Ortodox Egyház Magyar Egyházmegyéje (Moszkvai Patriarchátus) részére állami támogatás nyújtásáról
- 1565/2017. (VIII. 28.) Korm. határozat A Magyar Unitárius Egyház programjainak és fejlesztéseinek támogatásával összefüggő feladatokról
- 1566/2017. (VIII. 28.) Korm. határozat A jeruzsálemi Szent Család Osztrák-Magyar Zarándokházzal összefüggő magyar állami szerepvállalás, valamint az ingatlanban a Magyar Állam javára történő tulajdonszerzés lehetőségének elősegítésével összefüggő feladatokról
- 1567/2017. (VIII. 28.) Korm. határozat A NAV 2.0 A Megújulás Stratégiai Programjának Cselekvési Tervéről
- 1568/2017. (VIII. 28.) Korm. határozat Az elektronikus fizetési módok elterjedése érdekében javasolt lépésekről
- 1569/2017. (VIII. 28.) Korm. határozat A Családügyi Kabinetről
- 1570/2017. (VIII. 28.) Korm. határozat A Felsőbbfokú Tanulmányok Intézete fejlesztésével összefüggő feladatokról
- 1571/2017. (VIII. 28.) Korm. határozat Aba-Novák Vilmos Lengyel-magyar barátság – Pannósorozat a varsói magyar kiállítás előcsarnokához című alkotásának állami tulajdonba kerüléséhez szükséges intézkedésekről
- 1572/2017. (VIII. 28.) Korm. határozat A hatvani Széchenyi Zsigmond Kárpát-medencei Magyar Vadászati Múzeum és annak feladatai ellátását szolgáló ingatlan helyzetének rendezéséről
- 1573/2017. (VIII. 28.) Korm. határozat A rendkívüli kormányzati intézkedésekre szolgáló tartalékból történő előirányzat-átcsoportosításról
- 1574/2017. (VIII. 28.) Korm. határozat A Budapest V. kerület, Alkotmány utca alatt megépítésre kerülő mélygarázs megvalósítása érdekében a Beruházás Előkészítési Alap alcím terhére történő előirányzat-átcsoportosításról
- 1575/2017. (VIII. 28.) Korm. határozat A HUNGARORING Sport Zártkörűen Működő Részvénytársaság Stratégiai Fejlesztési Programjának megvalósításához szükséges forrásjuttatásról
- 1576/2017. (VIII. 28.) Korm. határozat A Davis Kupa világcsoport rájátszás 2017. évi magyarországi rendezésének támogatása érdekében a rendkívüli kormányzati intézkedésekre szolgáló tartalékból történő előirányzat-átcsoportosításról
- 1577/2017. (VIII. 28.) Korm. határozat Az ifjúsági tenisz csapat világbajnokság 2017. évi magyarországi rendezésének támogatása érdekében a rendkívüli kormányzati intézkedésekre szolgáló tartalékból történő előirányzat-átcsoportosításról
- 1578/2017. (VIII. 28.) Korm. határozat A Zártkerti Program létrehozásáról
- 1579/2017. (VIII. 28.) Korm. határozat A Bethlen Gábor Alapkezelő Zrt. elhelyezéséhez szükséges egyes intézkedésekről
- 1580/2017. (VIII. 28.) Korm. határozat Pápa Város Önkormányzata városfejlesztéséhez szükséges intézkedésekről
- 1581/2017. (VIII. 28.) Korm. határozat A KEHOP-1.4.0-15-2015-00002 azonosító számú ("Nagyműtárgyak fejlesztése és rekonstrukciója" című) projekt támogatásának növeléséről, valamint a Környezeti és Energiahatékonysági Operatív Program éves fejlesztési keretének megállapításáról szóló 1084/2016. (II. 29.) Korm. határozat módosításáról
- 1582/2017. (VIII. 28.) Korm. határozat A Modern Városok Program keretében Békéscsaba Megyei Jogú Város Önkormányzatának a Wenckheim turista- és kerékpárút kialakításához támogatás biztosításáról
- 1583/2017. (VIII. 28.) Korm. határozat A Modern Városok Program keretében Egerben Nemzeti Vízilabda és Úszóközpont megvalósítása érdekében történő támogatás biztosításáról
- 1584/2017. (VIII. 28.) Korm. határozat A Modern Városok Program keretében a Nyíregyházi Atlétikai Centrum megvalósítása érdekében támogatás biztosításáról
- 1585/2017. (VIII. 28.) Korm. határozat A Békéscsaba, Hódmezővásárhely, Szeged és Szabadka térsége elővárosi közlekedése fejlesztésének támogatásáról
- 1586/2017. (VIII. 28.) Korm. határozat A Diósgyőri Stadion rekonstrukció beruházás keretében megvalósítandó MVSC Sporttelep fejlesztésével kapcsolatos további döntésekről
- 1587/2017. (VIII. 28.) Korm. határozat Tata Város tekintetében a karsztvízszint-emelkedés okozta azonnali intézkedést igénylő feladatok végrehajtásához szükséges támogatásról
- 1588/2017. (VIII. 28.) Korm. határozat A Nyíregyháza Megyei Jogú Város külterületén fekvő földrészletek beruházási célterületté nyilvánításáról
- 1589/2017. (VIII. 28.) Korm. határozat A Veszprém Megyei Jogú Város külterületén fekvő földrészletek beruházási célterületté nyilvánításáról
- 1590/2017. (VIII. 28.) Korm. határozat Az IKOP-1.1.0-15-2016-00023 azonosító számú ("Mogyoród és Fót megközelítését szolgáló új M3 autópálya csomópont valamint a csomópont és a 2101. j. út közötti szakasz megvalósítása" című) projekt támogatásának növeléséről, valamint az Integrált Közlekedésfejlesztési Operatív Program éves fejlesztési keretének megállapításáról szóló 1247/2016. (V. 18.) Korm. határozat módosításáról
- 1591/2017. (VIII. 28.) Korm. határozat A KEHOP-2.2.2-15-2016-00113 azonosító számú ["Délkelet-Magyarországi szennyvízelvezetési és kezelési fejlesztés 4. (DKMO 4)" című] projekt támogatásának növeléséről, valamint a Környezeti és Energiahatékonysági Operatív Program éves fejlesztési keretének megállapításáról szóló 1084/2016. (II. 29.) Korm. határozat módosításáról
- 1592/2017. (VIII. 28.) Korm. határozat A KÖFOP-3.2.1-16-2016-00001 azonosító számú ("Az Audit Hatóság által végzett ellenőrzések színvonalának fenntartása" című) projekt támogatásának növeléséről, valamint a Közigazgatás- és Közszolgáltatás-fejlesztés Operatív Program éves fejlesztési keretének megállapításáról szóló 1004/2016. (I. 18.) Korm. határozat módosításáról
- 1593/2017. (VIII. 28.) Korm. határozat A Haszonállat-génmegőrzési Központtal összefüggésben gazdaságfejlesztést célzó projekt megvalósítására irányuló felhívásra az "Őshonos haszonállatfajtáink nukleusz állományaitól származó örökítő- és szaporítóanyag begyűjtése, in vitro tárolása és molekuláris genetikai vizsgálata" című támogatási kérelem benyújtásához történő hozzájárulásról
- 1594/2017. (VIII. 28.) Korm. határozat Az "M70 autóút Letenye-Tornyiszentmiklós közötti szakasz 2×2 sávra történő bővítése" című projekt megvalósításához szükséges források biztosításáról
- 1595/2017. (VIII. 28.) Korm. határozat A "Hungary Helps" Program bevezetésével kapcsolatos feladatokról
- 1596/2017. (VIII. 28.) Korm. határozat A Nemzeti Korcsolyázó Központ megteremtése érdekében szükséges intézkedésekről
- 1597/2017. (VIII. 29.) Korm. határozat Egyes gazdaságfejlesztési beruházásokhoz kapcsolódó közutak fejlesztéséről
- 1598/2017. (VIII. 29.) Korm. határozat A terrorellenes intézkedések megvalósításához szükséges költségvetési többletforrások biztosításáról
- 1599/2017. (VIII. 31.) Korm. határozat 	A KEHOP-1.3.0-15-2015-00001 azonosító számú („Körösladányi duzzasztó rekonstrukciója” című) projekt támogatásának növeléséről, valamint a Környezeti és Energiahatékonysági Operatív Program éves fejlesztési keretének megállapításáról szóló 1084/2016. (II. 29.) Korm. határozat módosításáról
- 1600/2017. (VIII. 31.) Korm. határozat Az in vitro fertilizációs tevékenység támogatásának kibővítéséhez, valamint ezzel összefüggésben a művi megtermékenyítés állami fenntartású intézményrendszerének megerősítéséhez szükséges források biztosításáról
- 1601/2017. (VIII. 31.) Korm. határozat A rendkívüli kormányzati intézkedésekre szolgáló tartalékból történő, valamint a szociális hozzájárulási adóhoz kapcsolódó megtakarítások terhére történő előirányzat-átcsoportosításról, a XLIII. Az állami vagyonnal kapcsolatos bevételek és kiadások fejezeten belüli átcsoportosításról, egyes kormányhatározatok módosításáról

#### Szeptember (1602−1713)
- 1602/2017. (IX. 1.) Korm. határozat Az egyes kiemelt budapesti beruházásokért felelős kormánybiztos kinevezéséről és feladatairól szóló 1329/2016. (VII. 1.) Korm. határozat módosításáról
- 1603/2017. (IX. 1.) Korm. határozat A Millenáris Velodrom felújításával kapcsolatos feladatokról szóló 1408/2016. (VII. 29.) Korm. határozat visszavonásáról
- 1604/2017. (IX. 5.) Korm. határozat A Magyarok Kijevi Egyesülete (MKE) kijevi elhelyezésének biztosításával kapcsolatos intézkedésekről
- 1605/2017. (IX. 5.) Korm. határozat A közszolgálati ellenőrzések 2017. évi vizsgálati tárgyköreiről és a vizsgálat alá vont szervekről
- 1606/2017. (IX. 5.) Korm. határozat A Kormány ügyrendjéről szóló 1144/2010. (VII. 7.) Korm. határozat módosításáról
- 1607/2017. (IX. 5.) Korm. határozat Az önkormányzatok adósságot keletkeztető, valamint kezesség-, illetve garanciavállalásra vonatkozó ügyleteihez történő 2017. májusi előzetes kormányzati hozzájárulásról
- 1608/2017. (IX. 5.) Korm. határozat A kormányzati szektorba nem sorolt, 100%-os önkormányzati tulajdonban álló gazdasági társaságok adósságot keletkeztető ügyleteihez történő 2017. májusi előzetes kormányzati hozzájárulásról
- 1609/2017. (IX. 5.) Korm. határozat A Magyarország 2017. évi központi költségvetéséről szóló 2016. évi XC. törvény alapján a XX. Emberi Erőforrások Minisztériuma fejezet, 20. Fejezeti kezelésű előirányzatok cím, 2. Normatív finanszírozás alcím, 4. Hit- és erkölcstan oktatás és tankönyvtámogatás jogcímcsoport előirányzat túllépésének jóváhagyásáról
- 1610/2017. (IX. 5.) Korm. határozat A Modern Városok Program keretében a kecskeméti állami repülések céljára szolgáló repülőtér közös felhasználású (katonai-polgári) fejlesztéseinek támogatásához 2017. évben szükséges forrás előirányzat-átcsoportosításáról
- 1611/2017. (IX. 5.) Korm. határozat' A Honvédelmi Sportközpontok fejlesztéséhez szükséges feltételek biztosításáról
- 1612/2017. (IX. 5.) Korm. határozat A dunaújvárosi Kézilabda Akadémia beruházási megvalósítási programjáról
- 1613/2017. (IX. 5.) Korm. határozat A Modern Városok Program keretében a debreceni Nagyerdő program befejezéséhez szükséges támogatás biztosításáról
- 1614/2017. (IX. 5.) Korm. határozat A Ten Pao Electronics Hungary Korlátolt Felelősségű Társaság átlátható szervezetté történő minősítéséről
- 1615/2017. (IX. 5.) Korm. határozat Az IKOP-1.1.0-15-2016-00022 azonosító számú („M7 autópálya és 710. sz. főút csomópontjának kialakítása, 710. sz. főúti bekötéssel” című) projekt támogatásának növeléséről, valamint az Integrált Közlekedésfejlesztési Operatív Program éves fejlesztési keretének megállapításáról szóló 1247/2016. (V. 18.) Korm. határozat módosításáról
- 1616/2017. (IX. 5.) Korm. határozat A KEHOP 2.2.2-15-2015-00031 azonosító számú [„Észak-Magyarországi szennyvízelvezetési és -kezelési fejlesztés 1. (ÉMO 1)” című] projekt támogatásának növeléséről, valamint a Környezeti és Energiahatékonysági Operatív Program éves fejlesztési keretének megállapításáról szóló 1084/2016. (II. 29.) Korm. határozat módosításáról
- 1617/2017. (IX. 5.) Korm. határozat A KEHOP-2.2.2-15-2015-00012 azonosító számú [„Madaras és Katymár települések szennyvízhálózatának és szennyvíztisztító telepének építése” című] és a KEHOP-2.2.2-15-2015-00035 azonosító számú [„Hegyfalu község és környéke szennyvíztisztító telep építése és csatornahálózat kiépítése” című] projektek támogatásának növeléséről, valamint a Környezeti és Energiahatékonysági Operatív Program éves fejlesztési keretének megállapításáról szóló 1084/2016. (II. 29.) Korm. határozat módosításáról
- 1618/2017. (IX. 5.) Korm. határozat A KEHOP-1.3.0-15-2016-00012 azonosító számú („Mosoni-Duna torkolati szakaszának vízszint rehabilitációja” című) projekt megvalósításához szükséges forrásokról
- 1619/2017. (IX. 5.) Korm. határozat A KEHOP-2.1.5-16-2017-00001 azonosító számú („Budapest ivóvízellátó hálózatának fejlesztése” című) nagyprojektjavaslat jóváhagyásáról
- 1620/2017. (IX. 5.) Korm. határozat A Versenyképes Közép-Magyarország Operatív Program éves fejlesztési keretének megállapításáról szóló 1011/2016. (I. 20.) Korm. határozat módosításáról
- 1621/2017. (IX. 7.) Korm. határozat Az államháztartás központi alrendszerébe tartozó költségvetési szervek és fejezeti kezelésű előirányzatok 2016. évi költségvetési maradványának felhasználásáról
- 1622/2017. (IX. 7.) Korm. határozat Az egyházi jogi személyek foglalkoztatottjai 2017. évi kompenzációjának finanszírozása érdekében történő előirányzat-átcsoportosításról
- 1623/2017. (IX. 7.) Korm. határozat Az Emberi Erőforrások Minisztériuma fenntartói irányítása alá tartozó állami felsőoktatási intézmények támogatási kérelmeinek a VP3-16.1.1-4.1.5-4.2.1-4.2.2-8.1.1-8.2.1-8.3.1-8.5.1-8.5.2-8.6.1-17 azonosító számú („Innovációs operatív csoportok létrehozása és az innovatív projekt megvalósításához szükséges beruházás támogatása” című) gazdaságfejlesztést célzó projekt megvalósítására irányuló felhívásra történő benyújtásához történő hozzájárulásról
- 1624/2017. (IX. 11.) Korm. határozat Az egyes állami tulajdonban lévő vagyontárgyak ingyenes tulajdonba adásával kapcsolatos döntések visszavonásáról
- 1625/2017. (IX. 11.) Korm. határozat Egyes, a Környezeti és Energiahatékonysági Operatív Program 5. prioritása keretében megvalósuló projektek támogatásának növeléséről, valamint a Környezeti és Energiahatékonysági Operatív Program éves fejlesztési keretének megállapításáról szóló 1084/2016. (II. 29.) Korm. határozat módosításáról
- 1626/2017. (IX. 11.) Korm. határozat A TOP-6.2.1-15-VP1-2016-00002 azonosító számú („Gyulafirátóti óvoda újjáépítése” című) projekt támogatásának növeléséről
- 1627/2017. (IX. 11.) Korm. határozat A bioüzemanyagok és folyékony bio-energiahordozók nyomon követhetőségi nyilvántartásának (BIONYOM) létrehozásához és működtetéséhez szükséges feltételek biztosításáról
- 1628/2017. (IX. 11.) Korm. határozat Egyes állami tulajdonú épületek felújításának gyorsításával összefüggő intézkedésekről
- 1629/2017. (IX. 11.) Korm. határozat Az Országos Halgazdálkodási Tanácsról szóló 1379/2013. (VI. 27.) Korm. határozat módosításáról
- 1630/2017. (IX. 11.) Korm. határozat A „Művészeti díjak a 20–21. században” című kiadvány megjelentetéséhez szükséges forrásbiztosításról
- 1631/2017. (IX. 11.) Korm. határozat A Nemzeti Táncszínház új játszóhelye megvalósításának befejezéséhez és működőképessé tételéhez szükséges forrás biztosításáról
- 1632/2017. (IX. 11.) Korm. határozat A XI. Miniszterelnökség fejezet és a XX. Emberi Erőforrások Minisztériuma fejezet közötti előirányzat-átcsoportosításokról
- 1633/2017. (IX. 11.) Korm. határozat A XI. Miniszterelnökség fejezet és a XX. Emberi Erőforrások Minisztériuma fejezet közötti előirányzat-átcsoportosításokról
- 1634/2017. (IX. 11.) Korm. határozat A Seuso-kincs magyarországi bemutatásának elősegítéséről szóló egyes intézkedésekről
- 1635/2017. (IX. 11.) Korm. határozat Az Óbudai Egyetem kollégiumi beruházásának befejezéséhez szükséges forrás biztosításáról
- 1636/2017. (IX. 11.) Korm. határozat A KEFAG Kiskunsági Erdészeti és Faipari Zártkörűen Működő Részvénytársasággal összefüggésben a VP5-8.3.1-17 azonosító jelű („Az erdőgazdálkodási potenciálban okozott erdőkárok megelőzése” című), gazdaságfejlesztést célzó projekt megvalósítására irányuló felhívásra támogatási kérelmek benyújtásához történő hozzájárulásról
- 1637/2017. (IX. 11.) Korm. határozat Az Eger déli iparterületen megvalósítandó fejlesztések Modern Városok Program keretében történő támogatásáról, valamint a Magyarország Kormánya és Eger Megyei Jogú Város Önkormányzata közötti együttműködési megállapodás végrehajtásával összefüggő feladatokról szóló 1251/2015. (IV. 23.) Korm. határozat módosításáról
- 1638/2017. (IX. 11.) Korm. határozat Az Érd megyei jogú város gazdaságfejlesztési céljainak támogatása keretében tervezett ipari parki fejlesztés egyes kérdéseiről
- 1639/2017. (IX. 11.) Korm. határozat A Modern Városok Program keretében a dunaújvárosi Szalki-sziget rekreációs célú fejlesztésére irányuló beruházás érdekében támogatás biztosításáról
- 1640/2017. (IX. 11.) Korm. határozat A Modern Városok Program keretében Békéscsaba Megyei Jogú Város Önkormányzatának Munkácsy Mihály örökségét ápoló és népszerűsítő Munkácsy-negyed fejlesztési projekt támogatásának biztosításáról
- 1641/2017. (IX. 11.) Korm. határozat A Modern Városok Program keretében Békéscsaba Megyei Jogú Város Önkormányzata CsabaPark Gasztronómiai és Élménypark fejlesztése tárgyú beruházás támogatásának biztosításáról
- 1642/2017. (IX. 11.) Korm. határozat A Modern Városok Program keretében a dunaújvárosi vidámpark, illetve a vidámparki terület fejlesztését, funkcióváltását célzó beruházás érdekében támogatás biztosításáról
- 1643/2017. (IX. 11.) Korm. határozat A Modern Városok Program keretében Kecskemét kötöttpályás közlekedési rendszere fejlesztési lehetőségeinek vizsgálata és fejlesztési stratégia készítése érdekében 2017. évben szükséges forrás előirányzat-átcsoportosításáról
- 1644/2017. (IX. 11.) Korm. határozat A Modern Városok Program keretében a Tatabányán megvalósuló multifunkcionális csarnok megvalósítása érdekében támogatás biztosításáról
- 1645/2017. (IX. 11.) Korm. határozat A Modern Városok Program keretében Zalaegerszeg Városi Uszodafejlesztés megvalósítása érdekében történő támogatás biztosításáról
- 1646/2017. (IX. 11.) Korm. határozat A Millenáris Nonprofit Kft. részére történő tőkeemeléshez szükséges forrás biztosításáról
- 1647/2017. (IX. 11.) Korm. határozat A Skanzenért Közhasznú Nonprofit Korlátolt Felelősségű Társaság megalapításához szükséges törzstőke biztosításáról
- 1648/2017. (IX. 11.) Korm. határozat A Kárpátok védelméről és fenntartható fejlesztéséről szóló Keretegyezmény részes államainak konferenciáin való részvételre vonatkozó felhatalmazásról
- 1649/2017. (IX. 11.) Korm. határozat A Kárpátok védelméről és fenntartható fejlesztéséről szóló Keretegyezményhez kapcsolódó, a fenntartható mezőgazdaságról és a vidékfejlesztésről szóló Jegyzőkönyv szövegének végleges megállapítására vonatkozó felhatalmazásról
- 1650/2017. (IX. 11.) Korm. határozat A Kárpátok védelméről és fenntartható fejlesztéséről szóló Keretegyezmény módosítása szövegének végleges megállapítására vonatkozó felhatalmazásról
- 1651/2017. (IX. 12.) Korm. határozat A Környezeti és Energiahatékonysági Operatív Program éves fejlesztési keretének megállapításáról szóló 1084/2016. (II. 29.) Korm. határozat módosításáról
- 1652/2017. (IX. 12.) Korm. határozat A Földművelésügyi Minisztérium által fenntartott Galamb József Mezőgazdasági Szakképző Iskolával összefüggésben a VP1-1.1.1-17 azonosító számú („Agrárgazdasági képzések és felkészítő tréningek” című), gazdaságfejlesztést célzó projekt megvalósítására irányuló felhívásra a „Felnőttképzési, 80 órás növényvédelmi képzés szervezése és megvalósítása” tárgyú támogatási kérelem benyújtásához történő hozzájárulásról
- 1653/2017. (IX. 12.) Korm. határozat A Széchenyi Programiroda Tanácsadó és Szolgáltató Nonprofit Korlátolt Felelősségű Társasággal összefüggésben gazdaságfejlesztést célzó projekt megvalósítására irányuló felhívásra a „Vállalkozz Velünk! Álláskeresők és fiatalok vállalkozóvá válásának ösztönzése az Észak-Alföldi régióban” című, valamint a „Vállalkozz Velünk! Álláskeresők és fiatalok vállalkozóvá válásának ösztönzése a Közép-Dunántúli régióban” című támogatási kérelem benyújtásához történő hozzájárulásról
- 1654/2017. (IX. 12.) Korm. határozat A fővárosi projektek támogathatóságáról a 2014–2020-as európai uniós programozási időszakban című 1199/2015. (III. 31.) Korm. határozat módosításáról
- 1655/2017. (IX. 13.) Korm. határozat A központi költségvetésből finanszírozott kulcsfontosságú budapesti kötöttpályás közlekedési projektekről
- 1656/2017. (IX. 13.) Korm. határozat Magyarország rövid- és középtávú közútfejlesztéséhez kapcsolódó infrastrukturális beruházások összehangolásával és azok 2022-ig történő megvalósításával összefüggő egyes kormányhatározatok módosításáról
- 1657/2017. (IX. 13.) Korm. határozat A Modern Városok Program keretében született egyes közlekedésfejlesztési projektekről és a vonatkozó kormányhatározatok módosításáról
- 1658/2017. (IX. 13.) Korm. határozat A központi közigazgatási szervek iratanyaga hosszú távú megőrzésével és tárolásával kapcsolatos feladatellátáshoz szükséges fedezet biztosításáról
- 1659/2017. (IX. 13.) Korm. határozat Egyes egyházi tulajdonban, valamint fenntartásban lévő ingatlanok felújításához szükséges források biztosításáról
- 1660/2017. (IX. 13.) Korm. határozat A Környezeti és Energiahatékonysági Operatív Program éves fejlesztési keretének megállapításáról szóló 1084/2016. (II. 29.) Korm. határozat módosításáról
- 1661/2017. (IX. 13.) Korm. határozat A KEHOP-2.2.2-15-2016-00108 azonosító számú [„Nyugat- és Dél-Dunántúli szennyvízelvezetési és -kezelési fejlesztés 4. (NYDDU 4)” című] projekt támogatásának növeléséről, valamint a Környezeti és Energiahatékonysági Operatív Program éves fejlesztési keretének megállapításáról szóló 1084/2016. (II. 29.) Korm. határozat módosításáról
- 1662/2017. (IX. 13.) Korm. határozat A Diósgyőri Városrész Testgyakorló Kör Sportegyesület észak-magyarországi és felvidéki sportfejlesztési programjának megvalósításához szükséges forrás biztosításáról szóló 1472/2017. (VII. 25.) Korm. határozat módosításáról
- 1663/2017. (IX. 13.) Korm. határozat A gyámhatóságok megerősítéséről és a gyermekjogi képviselők létszámának emeléséről
- 1664/2017. (IX. 13.) Korm. határozat A Kenderesi Mezőgazdasági Szakképző Iskola és Kollégiumhoz tartozó ingatlan felújításához szükséges forrás biztosításáról
- 1665/2017. (IX. 13.) Korm. határozat Az EFOP-1.2.3-VEKOP-15-2015-00001 azonosító számú („Komplex ifjúsági fejlesztések – új nemzedék újratöltve” című) projekt támogatásának növeléséről
- 1669/2017. (IX. 15.) Korm. határozat A Nemzeti Drogellenes Stratégia 2017–2018. évekre vonatkozó szakpolitikai programjáról
- 1670/2017. (IX. 15.) Korm. határozat Magyarország Kormánya és a Tádzsik Köztársaság Kormánya közötti oktatási, tudományos és kulturális együttműködésről szóló egyezmény szövegének végleges megállapítására adott felhatalmazásról
- 1671/2017. (IX. 19.) Korm. határozat a Felvidéken megvalósuló programok és támogatások finanszírozása érdekében a rendkívüli kormányzati intézkedésekre szolgáló tartalékból történő előirányzat-átcsoportosításról
- 1672/2017. (IX. 21.) Korm. határozat A jelentős művészi életúttal rendelkező művészek támogatásáról
- 1673/2017. (IX. 21.) Korm. határozat A fővárosi és Pest megyei járóbeteg-szakellátás fejlesztési koncepciójáról és az Egészséges Budapest Program keretében megvalósuló járóbetegszakellátás-fejlesztésekhez szükséges feladatokról
- 1674/2017. (IX. 21.) Korm. határozat A Nemzeti Közszolgálati Egyetem elhelyezése a Ludovika Campusban állami beruházás programelemeinek megvalósítása érdekében szükséges további intézkedésekről
- 1675/2017. (IX. 21.) Korm. határozat A 2016. évi budapesti IRONMAN 70.3 nemzetközi triatlonversennyel kapcsolatosan megítélt állami támogatás felhasználása kapcsán szükséges kormányzati intézkedésekről
- 1676/2017. (IX. 21.) Korm. határozat A XI. Miniszterelnökség fejezet és a XVIII. Külgazdasági és Külügyminisztérium fejezet közötti előirányzat-átcsoportosításokról
- 1677/2017. (IX. 21.) Korm. határozat A minimálbér-emelésnek és garantált bérminimum-emelésnek a honvédelmi miniszter tulajdonosi joggyakorlása alatt álló gazdasági társaságokra gyakorolt hatásairól, valamint a bérfejlesztéshez szükséges forrás biztosításáról
- 1678/2017. (IX. 21.) Korm. határozat Az önkormányzatok adósságot keletkeztető, valamint kezesség-, illetve garanciavállalásra vonatkozó ügyleteihez történő 2017. júniusi és júliusi előzetes kormányzati hozzájárulásról
- 1679/2017. (IX. 21.) Korm. határozat A kormányzati szektorba nem sorolt, 100%-os önkormányzati tulajdonban álló gazdasági társaságok adósságot keletkeztető ügyleteihez történő 2017. júniusi és júliusi előzetes kormányzati hozzájárulásról
- 1680/2017. (IX. 21.) Korm. határozat Egyes települési önkormányzatok feladatainak támogatása érdekében a IX. Helyi önkormányzatok támogatásai fejezetben történő előirányzat-átcsoportosításról
- 1681/2017. (IX. 21.) Korm. határozat A Nemzeti Földalapkezelő szervezet részére a Magyar Állam képviseletének az International Center for Settlement Of Investment Disputes (ICSID) előtt indított eljárásban történő ellátásához szükséges forrásnak a rendkívüli kormányzati intézkedésekre szolgáló tartalékból történő előirányzat-átcsoportosításról
- 1682/2017. (IX. 21.) Korm. határozat A hazai forrásból megvalósuló közbeszerzések központi ellenőrzéséhez és engedélyezéséhez szükséges forrás biztosításáról szóló 1852/2016. (XII. 23.) Korm. határozat módosításáról
- 1683/2017. (IX. 21.) Korm. határozat Egyes kiemelt jelentőségű beruházásokkal összefüggő kormányhatározatok módosításáról
- 1684/2017. (IX. 21.) Korm. határozat A Grand Tokaj Zártkörűen Működő Részvénytársaság részére nyújtandó forrásjuttatásról
- 1685/2017. (IX. 21.) Korm. határozat A Nemzeti Borkincstár Program keretében az állami tulajdonban lévő muzeális borok állagmegóvásával kapcsolatos kormányzati feladatokról
- 1686/2017. (IX. 22.) Korm. határozat az Európai Biztonsági és Együttműködési Szervezet által elfogadott bizalom- és biztonságerősítő intézkedések 2011. évi Bécsi Dokumentumának közléséről
- 1686/2017. (IX. 22.) Korm. határozat Az Európai Biztonsági és Együttműködési Szervezet által elfogadott bizalom- és biztonságerősítő intézkedések 2011. évi Bécsi Dokumentumának közléséről
- 1687/2017. (IX. 22.) Korm. határozat Egyes állami tulajdonú ingóságoknak az Európai Unió Mali Kiképző Művelete („EUTM Mali”) részére történő térítésmentes átadásáról
- 1688/2017. (IX. 22.) Korm. határozat Az Európa Tanács Moneyval országjelentésben Magyarország részére megfogalmazott pénzmosás elleni ajánlások végrehajtásáról készített akciótervről
- 1689/2017. (IX. 22.) Korm. határozat A Társadalmi Innováció Tanácsról
- 1690/2017. (IX. 22.) Korm. határozat A migrációs válság kapcsán Közel-Keleten megvalósítandó magyar fejlesztési és humanitárius projektek pénzügyi forrásának biztosításáról
- 1691/2017. (IX. 22.) Korm. határozat A gyermeket nevelő családok helyzetét segítő, valamint a gyermekvállalást ösztönző intézkedésekről
- 1692/2017. (IX. 22.) Korm. határozat Az SOS-Gyermekfalu Magyarországi Alapítványa által biztosított gyermekvédelmi szakellátások 2017. évi finanszírozásáról
- 1693/2017. (IX. 22.) Korm. határozat Az Országos Mentőszolgálat által használt mentőautók cseréjét szolgáló gépjárműbeszerzésről, valamint a kapcsolódó mentéstechnikai eszközök beszerzéséről
- 1694/2017. (IX. 22.) Korm. határozat A Stipendium Hungaricum ösztöndíjprogram támogatásáról
- 1695/2017. (IX. 22.) Korm. határozat A Magyar Kormánytisztviselői Kar 2017. évi működési támogatása vonatkozásában történő többlet költségvetési támogatás biztosításáról
- 1696/2017. (IX. 22.) Korm. határozat A Magyar Művészeti Akadémia és a MANK Magyar Alkotóművészeti Közhasznú Nonprofit Korlátolt Felelősségű Társaság művészeti ösztöndíj rendszerének támogatásáról
- 1697/2017. (IX. 22.) Korm. határozat A Nemzeti Agrárkutatási és Innovációs Központtal, valamint a Gabonakutató Nonprofit Közhasznú Korlátolt Felelősségű Társasággal összefüggésben a VP3-16.1.1-4.1.5-4.2.1-4.2.2-8.1.1-8.2.1-8.3.1-8.5.1-8.5.2-8.6.1-17 azonosító számú („Innovációs operatív csoportok létrehozása és az innovatív projekt megvalósításához szükséges beruházás támogatása” című), gazdaságfejlesztést célzó projekt megvalósítására irányuló felhívására támogatási kérelmek benyújtásához történő hozzájárulásról
- 1698/2017. (IX. 22.) Korm. határozat A KEHOP-5.2.2-16-2016-00042 azonosító számú („Szabolcs-Szatmár-Bereg megyei oktatási intézmények épületenergetikai fejlesztése” című) projekt támogatásának növeléséről
- 1699/2017. (IX. 22.) Korm. határozat A KEHOP-1.3.0-15-2016-00011 azonosító számú („Belvízvédelmi szivattyútelepek fejlesztése és rekonstrukciója” című) projekt támogatásának növeléséről, valamint a Környezeti és Energiahatékonysági Operatív Program éves fejlesztési keretének megállapításáról szóló 1084/2016. (II. 29.) Korm. határozat módosításáról
- 1700/2017. (IX. 22.) Korm. határozat A TOP-6.2.1-15-MI1-2016-00002 azonosító számú („»Családbarát, munkába állást segítő intézmények, közszolgáltatások fejlesztésével« című felhívás keretében, Miskolc, Napraforgó Óvoda infrastrukturális fejlesztése” című) projekt támogatásának növeléséről
- 1701/2017. (IX. 22.) Korm. határozat A Növényi Diverzitás Központtal összefüggésben a Vidékfejlesztési Program keretében meghirdetett, gazdaságfejlesztést célzó projekt megvalósítására irányuló felhívásra benyújtott 1773731843 azonosító számú [„Növényi génmegőrzés (VP)” című] projektjavaslat tekintetében történő hozzájárulásról
- 1702/2017. (IX. 22.) Korm. határozat Az „A Verbund AG által vezetett konzorcium projektjavaslata elektromos villámtöltő-hálózat kialakítására” című projektjavaslatnak az Európai Hálózatfinanszírozási Eszköz 2017. évi (CEF Blending) pályázati kiírására történő benyújtásáról
- 1703/2017. (IX. 22.) Korm. határozat A KDB Bank Európa Zártkörűen Működő Részvénytársasággal való stratégiai együttműködési megállapodás megkötéséről
- 1704/2017. (IX. 22.) Korm. határozat Az egyes határon túli támogatási ügyek forrásszükségletének biztosításáról szóló 1802/2016. (XII. 20.) Korm. határozat módosításáról
- 1705/2017. (IX. 22.) Korm. határozat A Kaposvár ipari park területeinek Modern Városok Program keretében történő bővítéséhez és fejlesztéséhez 2017. évben szükséges források előirányzat-átcsoportosításáról
- 1706/2017. (IX. 22.) Korm. határozat A Pécsi Vasutas Sportkör 2017–2019. évekre vonatkozó centenáriumi sportinfrastruktúra-fejlesztési stratégiája megvalósításához szükséges intézkedésekről
- 1707/2017. (IX. 25.) Korm. határozat A rendkívüli kormányzati intézkedésekre szolgáló tartalékból történő előirányzat-átcsoportosításról, tárgyéven túli kötelezettségvállalás engedélyezéséről és egyes kormányhatározatok módosításáról
- 1708/2017. (IX. 25.) Korm. határozat A Strukturálisreform-támogató Programban az egészségügyi alapellátás és az egynapos sebészet fejlesztése területén való részvételről
- 1709/2017. (IX. 25.) Korm. határozat A Modern Városok Program keretében a tatabányai egykori bányakórház katolikus gimnáziummá fejlesztéséhez szükséges támogatás biztosításáról
- 1710/2017. (IX. 25.) Korm. határozat A Kecskemét Megyei Jogú Város és térsége humán infrastruktúrájának fejlesztése keretében a Kecskeméti Szakképzési Centrum Kada Elek Közgazdasági Szakgimnáziuma fejlesztésével és átköltöztetésével járó feladatok támogatásáról
- 1711/2017. (IX. 25.) Korm. határozat A központi hivatalok és a költségvetési szervi formában működő minisztériumi háttérintézmények felülvizsgálatával kapcsolatos intézkedésekről szóló 1312/2016. (VI. 13.) Korm. határozat végrehajtásával összefüggésben a NISZ Zrt. működési körében felmerülő költségekről és működtetési megoldásokról és az ezzel kapcsolatos feladatokról, valamint a kormányzati célú hálózatok továbbfejlesztéséről, a fejlesztések ütemezéséről, összhangban a Digitális Nemzet Fejlesztési Program megvalósításával című 1101/2016. (III. 3.) Korm. határozat végrehajtása érdekében szükséges intézkedésről
- 1712/2017. (IX. 28.) Korm. határozat A hallgatói hitelrendszer működtetésének fejlesztése érdekében szükséges kormányzati feladatokról
- 1713/2017. (IX. 28.) Korm. határozat Az SAP Hungary Rendszerek, Alkalmazások és Termékek az Adatfeldolgozásban Informatikai Korlátolt Felelősségű Társaság magyarországi nagybefektetővel való stratégiai együttműködési megállapodás megkötéséről

#### Október (1714−1760)
- 1714/2017. (X. 3.) Korm. határozat Az Egészségbiztosítási Alap Gyógyító-megelőző ellátás jogcímcsoport összevont szakellátás jogcíme 2018. évi előirányzatának, valamint a többletkapacitás-befogadások teljesítményének finanszírozására meghatározott összeg megemeléséről
- 1715/2017. (X. 3.) Korm. határozat A minimálbér-emelésnek és garantált bérminimum-emelésnek a Belügyminisztérium tulajdonosi joggyakorlása alá tartozó gazdasági társaságokra és azok leányvállalataira, valamint a belügyminiszter közvetlen irányítása alatt álló költségvetési szervek tulajdonosi joggyakorlása alatt álló gazdasági társaságokra és azok leányvállalataira gyakorolt hatásairól, valamint a bérfejlesztéshez szükséges forrás biztosításáról
- 1716/2017. (X. 3.) Korm. határozat A szociális intézményi férőhelykiváltás folyamatához kapcsolódó forrás biztosításáról
- 1717/2017. (X. 3.) Korm. határozat A helyi érdekű települési fejlesztések érdekében szükséges források biztosításáról, valamint a IX. Helyi önkormányzatok támogatásai és a XX. Emberi Erőforrások Minisztériuma költségvetési fejezetek közötti előirányzat-átcsoportosításról
- 1718/2017. (X. 3.) Korm. határozat A Szolnoki Szigligeti Színház felújítása előkészítésének támogatásáról
- 1719/2017. (X. 5.) Korm. határozat A kiégett fűtőelemek kezelésének biztonságáról és a radioaktív hulladékok kezelésének biztonságáról létrehozott közös egyezmény szerinti hatodik Nemzeti Jelentésről és a részes államok nemzeti jelentéseit megvitató felülvizsgálati értekezleten való magyar részvételről
- 1720/2017. (X. 5.) Korm. határozat Az Egységes központi elektronikus irat- és dokumentumkezelési rendszer fővárosi és megyei kormányhivatalokban történő megvalósításához kapcsolódó további feladatokról
- 1721/2017. (X. 5.) Korm. határozat A 2018. évi IIHF Divízió I./A Jégkorong Világbajnokság megrendezése érdekében szükséges kormányzati intézkedésekről
- 1722/2017. (X. 9) Korm. határozat Az egyes települési önkormányzatok támogatását érintő kormányhatározatok módosításáról
- 1723/2017. (X. 9.) Korm. határozat az EFOP-2.2.2-17-2017-00001 azonosító számú („Irmák Nonprofit Kft. – Kraxner Alajos Speciális Foglalkoztató Otthon és Intézményeinek férőhely kiváltása” című) projektjavaslat tekintetében a költségek ingatlan-vásárlásra történő átcsoportosításáról
- 1724/2017. (X. 10.) Korm. határozat A Cook-szigetekkel való diplomáciai kapcsolatok felvételéről
- 1725/2017. (X. 10.) Korm. határozat Magyarország turisztikai országmárka építéséről
- 1726/2017. (X. 10.) Korm. határozat A premontrei rend alapításának 900. évfordulójához kapcsolódó fejlesztésekkel összefüggő feladatokról
- 1727/2017. (X. 10.) Korm. határozat Az Országvédelmi Alapból történő előirányzat-átcsoportosításról és egyes kormány-határozatok módosításáról
- 1728/2017. (X. 10.) Korm. határozat A Magyarország 2017. évi központi költségvetéséről szóló 2016. évi XC. törvény alapján a XVIII. Külgazdasági és Külügyminisztérium fejezet, 7. Fejezeti kezelésű előirányzatok cím, 1. Célelőirányzatok alcím, 2. Kötött segélyhitelezés jogcímcsoport előirányzat túllépésének jóváhagyásáról
- 1729/2017. (X. 10.) Korm. határozat Az Eximbank Zrt. kamatkiegyenlítése jogcím előirányzat túllépésének jóváhagyásáról
- 1730/2017. (X. 10.) Korm. határozat A kárpátaljai régió oktatási, kulturális és szociális intézményeinek energiahatékonysági felújításait célzó fejlesztési projektek finanszírozásának támogatásáról
- 1731/2017. (X. 10.) Korm. határozat A Modern Városok Program keretében a Kaposvári Kaposi Mór Kórház déli épülettömb rehabilitációjának megvalósítása érdekében támogatás biztosításáról
- 1732/2017. (X. 10.) Korm. határozat A Magyar Állami Operaház működési költségeinek kiegészítő támogatásáról 28151
- 1733/2017. (X. 10.) Korm. határozat A piliscsabai Iosephinum területén megvalósuló fejlesztések keretében az AVICENNA Kutatóintézet beruházási munkáival összefüggő egyes intézkedésekről
- 1734/2017. (X. 10.) Korm. határozat A Modern Városok Program részeként megvalósuló Pécsi Tudományegyetem idegen nyelvű képzései bővítéséhez kapcsolódó kapacitás fejlesztéséhez, valamint a kutatási-fejlesztési potenciáljának fejlesztéséhez szükséges források biztosításáról szóló 1035/2016. (II. 9.) Korm. határozat módosításáról
- 1735/2017. (X. 10.) Korm. határozat A KEHOP-2.2.2-15-2016-00090 azonosító számú („Eger város szennyvízcsatorna-hálózatának fejlesztése és a szennyvíztisztító telep korszerűsítése” című) projekt támogatásának növeléséről, valamint a Környezeti és Energia-hatékonysági Operatív Program éves fejlesztési keretének megállapításáról szóló 1084/2016. (II. 29.) Korm. határozat módosításáról
- 1736/2017. (X. 10.) Korm. határozat A KEHOP-2.2.2-15-2016-00085 azonosító számú [„Észak- és Közép-Dunántúli szennyvíz-elvezetési és kezelési fejlesztés 6. (ÉKDU 6)”  című] projekt támogatásának növeléséről, valamint a Környezeti és Energiahatékonysági Operatív Program éves fejlesztési keretének megállapításáról szóló 1084/2016. (II. 29.) Korm. határozat módosításáról
- 1737/2017. (X. 10.) Korm. határozat A KEHOP-2.2.2-15-2016-00091 azonosító számú („Gyöngyös és térsége szennyvízelvezetésének és -tisztításának fejlesztése” című) projekt támogatásának növeléséről, valamint a Környezeti és Energiahatékonysági Operatív Program éves fejlesztési keretének megállapításáról szóló 1084/2016. (II. 29.) Korm. határozat módosításáról
- 1738/2017. (X. 10.) Korm. határozat A KEHOP-2.3.0-16-2017-00001 azonosító számú („HUHA II. Új Hulladék-hasznosító és Iszapégető Erőmű” című) nagyprojekt-javaslattal összefüggő egyes intézkedésekről
- 1739/2017. (X. 10.) Korm. határozat A KEHOP-1.5.0-15-2016-00007 azonosító számú („Záportározók építése a Baranya csatorna vízgyűjtőjén” című) projekt tekintetében az ingatlanvásárlás költségtípusra történő átcsoportosításról
- 1740/2017. (X. 10.) Korm. határozat Az Emberi Erőforrás Fejlesztési Operatív Program éves fejlesztési keretének megállapításáról szóló 1037/2016. (II. 9.) Korm. határozat és a Rászoruló Személyeket Támogató Operatív Program éves fejlesztési keretének megállapításáról szóló 1347/2016. (VII. 6.) Korm. határozat módosításáról
- 1741/2017. (X. 10.) Korm. határozat A Magyarország Kormánya és az Azerbajdzsáni Köztársaság Kormánya között a nemzetközi közúti személyszállításról és árufuvarozásról szóló Megállapodás szövegének végleges megállapítására adott felhatalmazásról
- 1742/2017. (X. 17.) Korm. határozat A központi költségvetést érintő fejezeti és címrendi módosításokról
- 1743/2017. (X. 17.) Korm. határozat A Szerencsejáték Felügyelet önálló informatikai működéséhez szükséges intézkedésekről
- 1744/2017. (X. 17.) Korm. határozat Az Öntözésfejlesztési Stratégia megalkotásáról
- 1745/2017. (X. 17.) Korm. határozat A Békéscsaba Megyei Jogú Város külterületén fekvő földrészletek beruházási célterületté nyilvánításáról
- 1746/2017. (X. 18.) Korm. határozat A Balatoni Hajózási Zártkörűen Működő Részvénytársaság részére történő tőkejuttatás elhalasztásáról
- 1747/2017. (X. 18.) Korm. határozat A Nemzeti Turizmusfejlesztési Stratégia 2030 elfogadásáról
- 1748/2017. (X. 25.) Korm. határozat A Makovecz Imre életművének gondozásáról szóló 2022/2015. (XII. 29.) Korm. határozat végrehajtásával összefüggő egyes intézkedésekről
- 1749/2017. (X. 26.) Korm. határozat A Magyarország Kormánya és a Szudáni Köztársaság Kormánya közötti gazdasági és műszaki együttműködésről szóló Megállapodás szövegének végleges megállapítására adott felhatalmazásról
- 1750/2017. (X. 26.) Korm. határozat az Elektronikus Egészségügyi Szolgáltatási Tér bevezetésével kapcsolatos egyes kérdésekről
- 1751/2017. (X. 27.) Korm. határozat Magyarország klinikai vizsgálatokban való részvételét támogató, versenyképességét növelő intézkedésekről
- 1752/2017. (X. 27.) Korm. határozat A büntetőeljárásról szóló 2017. évi XC. törvény tervezetéhez készített előzetes hatásvizsgálatban szereplő, a törvény elfogadásához kapcsolódó költségvetési források pontos meghatározásáról
- 1753/2017. (X. 27.) Korm. határozat A kormányzati szektorba nem sorolt, 100%-os önkormányzati tulajdonban álló gazdasági társaságok adósságot keletkeztető ügyleteihez történő 2017. augusztusi előzetes kormányzati hozzájárulásról
- 1754/2017. (X. 27.) Korm. határozat Az Apátfalva–Mezőhegyesi öntözőrendszer tervezett fejlesztésének tervezési feladatairól
- 1755/2017. (X. 27.) Korm. határozat A Báta község árvízvédelmét biztosító beruházás előkészítéséhez szükséges forrás biztosításáról
- 1756/2017. (X. 27.) Korm. határozat A Bay Zoltán Alkalmazott Kutatási Közhasznú Nonprofit Korlátolt Felelősségű Társaság, a Rába Futómű Gyártó és Kereskedelmi Kft. és konzorciumi partnereik által gazdaságfejlesztést célzó projekt megvalósítására irányuló felhívásra benyújtott GINOP-2.2.1-15-2016-00017 azonosító számú („Új haszongépjármű hajtáslánc, magasabb hatásfokú, nagyobb teljesítményű, alacsonyabb zajszintű és kiterjesztett élettartammal rendelkező hajtóművének kifejlesztése” című) projektjavaslat tekintetében történő hozzájárulásról
- 1757/2017. (X. 31.) Korm. határozat Az Országos Nyugdíjbiztosítási Főigazgatóságnak a Magyar Államkincstárba történő beolvadásához kapcsolódó egyes kormányhatározatok módosításáról
- 1758/2017. (X. 31.) Korm. határozat A Magyarország 2017. évi központi költségvetéséről szóló 2016. évi XC. törvény alapján a XLII. A költségvetés közvetlen bevételei és kiadásai fejezet, 32. Egyéb költségvetési kiadások cím, 1. Vegyes kiadások alcím, 28. Filmszakmai közvetett támogatások mozgókép törvény szerinti kiegészítő finanszírozása jogcímcsoport előirányzat túllépésének jóváhagyásáról
- 1759/2017. (X. 31.) Korm. határozat A Károlyi–Csekonics Palotaegyüttes felsőoktatási célú hasznosítása érdekében történő átfogó, állagmegóvó felújításával összefüggő kivitelezési munkák, valamint a felújításhoz kapcsolódó egyéb feladatok forrásának biztosításáról
- 1760/2017. (X. 31.) Korm. határozat A Nemzeti Kutatási, Fejlesztési és Innovációs Alap 2017. évi módosított programstratégiájáról, valamint egyes kapcsolódó kormányhatározatok visszavonásáról

#### November (1761−1893)
- 1761/2017. (XI. 7.) Korm. határozat  „Digitalizáció az aktív idősekért” programról
- 1762/2017. (XI. 7.) Korm. határozat A digitális oktatáshoz szükséges iskolai sávszélesség biztosításáról, a belső WiFi-hálózat kiépítéséről és működtetéséről
- 1763/2017. (XI. 7.) Korm. határozat A Kárpát-medencei óvodafejlesztési program második üteméről
- 1764/2017. (XI. 7.) Korm. határozat A Rendőrség által használt gépjárművek amortizációs cseréjét szolgáló beszerzésekről
- 1765/2017. (XI. 7.) Korm. határozat Az Egészségbiztosítási Alap Gyógyító-megelőző ellátás céltartalék jogcím 2017. évi  előirányzatáról történő átcsoportosításról, valamint a Gyógyító-megelőző ellátás, a Gyógyszertámogatás és a Gyógyászati segédeszköz támogatás jogcímcsoport egyes előirányzatainak megemeléséről
- 1766/2017. (XI. 7.) Korm. határozat Az Országvédelmi Alapból történő, valamint a szociális hozzájárulási adóhoz kapcsolódó megtakarítások terhére történő előirányzatátcsoportosításról és egyes kormányhatározatok módosításáról
- 1767/2017. (XI. 7.) Korm. határozat A XI. Miniszterelnökség fejezet és a XVIII. Külgazdasági és Külügyminisztérium fejezetek közötti előirányzat-átcsoportosításokról
- 1768/2017. (XI. 7.) Korm. határozat A Honvédelmi Minisztérium fejezetnél a szociális hozzájárulási adóhoz kapcsolódó megtakarítások terhére történő előirányzat-átcsoportosításról
- 1769/2017. (XI. 7.) Korm. határozat A XI. Miniszterelnökség fejezet és a XX. Emberi Erőforrások Minisztériuma fejezet közötti előirányzat-átcsoportosításokról
- 1770/2017. (XI. 7.) Korm. határozat Az Egészséges Budapest Program előkészítéséhez kapcsolódó, a XX. Emberi Erőforrások Minisztériuma és a XVII. Nemzeti Fejlesztési Minisztérium fejezetek közötti előirányzat-átcsoportosításról
- 1771/2017. (XI. 7.) Korm. határozat Az építészettörténeti és a műemlékvédelmi tudományos gyűjtemények egységes kezelésének kialakításával, valamint ezzel összefüggésben a Magyar Építészeti Múzeum feladatellátásával és elhelyezésének biztosításával kapcsolatos egyes intézkedésekről, továbbá a Miniszterelnökség és a Magyar Művészeti Akadémia fejezetek közötti előirányzat-átcsoportosításáról
- 1772/2017. (XI. 7.) Korm. határozat A Rákóczi Szövetség 2017. második félévi programjainak támogatásáról
- 1773/2017. (XI. 7.) Korm. határozat A rendkívüli kormányzati intézkedésekre szolgáló tartalékból történő előirányzat-átcsoportosításról
- 1774/2017. (XI. 7.) Korm. határozat A rendkívüli kormányzati intézkedésekre szolgáló tartalékból történő előirányzat-átcsoportosításról
- 1775/2017. (XI. 7.) Korm. határozat A 2016. évi költségvetési maradványok egy részének felhasználásáról
- 1776/2017. (XI. 7.) Korm. határozat Az önkormányzatok adósságot keletkeztető, valamint kezesség-, illetve garanciavállalásra vonatkozó ügyleteihez történő 2017. augusztusi előzetes kormányzati hozzájárulásról
- 1777/2017. (XI. 7.) Korm. határozat A Felvidéken megvalósuló programok és támogatások további finanszírozása érdekében a rendkívüli kormányzati intézkedésekre szolgáló tartalékból történő előirányzat-átcsoportosításról
- 1778/2017. (XI. 7.) Korm. határozat Állami tulajdonban álló ingatlannak a Szabadságharcosokért Közalapítvány részére versenyeztetés mellőzésével történő használatba adásáról
- 1779/2017. (XI. 7.) Korm. határozat A Magyar Állami Operaház egyes fejlesztéseivel összefüggő költségnövekményről és többletfinanszírozási igényről, valamint az éven túli kötelezettségvállalás engedélyezéséről
- 1780/2017. (XI. 7.) Korm. határozat Budapest VI. kerület, Benczúr u. 30. szám alatt (Budapest 29687 hrsz.) található épületnek a Magyarországi Baptista Egyház részére ingyenesen történő tulajdonba adásáról
- 1781/2017. (XI. 7.) Korm. határozat A Budapesti Szent Ferenc Kórház fejlesztéséről, valamint az ehhez szükséges források biztosításáról
- 1782/2017. (XI. 7.) Korm. határozat A Krétai Szent András Alapítvány támogatásával összefüggő feladatokról
- 1783/2017. (XI. 7.) Korm. határozat Az ukrajnai Beregszászi járásban működő II. Rákóczi Ferenc Kárpátaljai Magyar Főiskolán tervezett tanuszoda- és tornaterem-fejlesztés megvalósításához szükséges forrás biztosításáról
- 1784/2017. (XI. 7.) Korm. határozat A Makovecz Imre életművének gondozásáról szóló 2022/2015. (XII. 29.) Korm. határozat végrehajtásával összefüggő egyes intézkedésekről szóló 1748/2017. (X. 25.) Korm. határozat módosításáról
- 1785/2017. (XI. 7.) Korm. határozat A Kárpátalján megvalósuló egészségügyi, kulturális és szociális célú programok támogatásáról szóló 1349/2017. (VI. 9.) Korm. határozat módosításáról
- 1786/2017. (XI. 8.) Korm. határozat A közlekedési infrastrukturális fejlesztésekért felelős kormánybiztos kinevezéséről és feladatairól
- 1787/2017. (XI. 8.) Korm. határozat A fenntartható hazai hulladékgazdálkodási rendszer fejlesztése érdekében szükséges intézkedésekről
- 1788/2017. (XI. 8.) Korm. határozat Az Egészségbiztosítási Alap Gyógyító-megelőző ellátás céltartalék jogcím 2018. évi előirányzatáról történő átcsoportosításról, valamint az Összevont szakellátás jogcím 2018. évi előirányzatának megemeléséről
- 1789/2017. (XI. 8.) Korm. határozat A szisztematikus határellenőrzés bevezetése következtében Magyarország határain kialakult helyzet megoldásáról szóló 1255/2017. (V. 9.) Korm. határozat visszavonásáról
- 1790/2017. (XI. 8.) Korm. határozat A 2018. évi British Educational Training and Technology Show nemzetközi oktatástechnológiai kiállításon történő magyar részvételről
- 1791/2017. (XI. 8.) Korm. határozat A 2017–2020. évekre vonatkozó újpesti sportlétesítmény-fejlesztési program megvalósításához szükséges intézkedésekről
- 1792/2017. (XI. 8.) Korm. határozat Az Árpád-ház Program részét képező „Az ország bölcsője” kiemelt székesfehérvári alprogram második szakasz további elemeinek előzetes koncepciójáról
- 1793/2017. (XI. 8.) Korm. határozat Az Árpádok történelmi művét bemutató, az Árpád-ház Program első üteme (2016–2022) keretében Székesfehérváron megvalósuló hazai kiállítás előkészítéséről
- 1794/2017. (XI. 8.) Korm. határozat Az MFB Magyar Fejlesztési Bank Zártkörűen Működő Részvénytársaságnak a NEG Nemzeti Energiagazdálkodási Zártkörűen Működő Részvénytársaságban fennálló részesedésének a Magyar Állam részéről történő megszerzéséről és a 100%-os állami tulajdonú részesedés felett a Magyar Államot megillető tulajdonosi jogok és kötelezettségek gyakorlásáról
- 1795/2017. (XI. 8.) Korm. határozat A Nemzeti Köznevelési Infrastruktúra Fejlesztési Program II. ütemében tervezett iskolafejlesztések előkészítésének a Beruházás Előkészítési Alapból történő támogatásáról
- 1796/2017. (XI. 8.) Korm. határozat A IX. Helyi önkormányzatok támogatásai fejezetben történő előirányzatátcsoportosításról, valamint az egyes települési önkormányzatok támogatását érintő kormányhatározatok módosításáról
- 1797/2017. (XI. 8.) Korm. határozat Az egyes határon túli magyar szervezetek egyszerűsített honosítási programjának megvalósításával összefüggő  feladatok ellátása érdekében a rendkívüli kormányzati intézkedésekre szolgáló tartalékból történő előirányzat-átcsoportosításról
- 1798/2017. (XI. 8.) Korm. határozat A TIT Budapesti Planetárium épülete felújításának előkészítéséhez szükséges forrás biztosításáról
- 1799/2017. (XI. 8.) Korm. határozat A Budapesti Vasutas Sport Club-Zugló Közhasznú Egyesület 2017–2018. évekre vonatkozó létesítmény-fejlesztési programja kiegészítő támogatásáról és a tulajdonrendezéshez szükséges vasútüzemi eszközkiváltások forrásigényének biztosításához kapcsolódó intézkedésekről
- 1800/2017. (XI. 8.) Korm. határozat Az egyes Borsod-Abaúj-Zemplén megyei települések egyházi ingatlanjait ért 2017. júniusi jégeső okozta károk helyreállításáról
- 1801/2017. (XI. 8.) Korm. határozat Az egyes erdélyi egyházi ingatlanokban bekövetkezett viharkárok enyhítése érdekében a rendkívüli kormányzati intézkedésekre szolgáló tartalékból történő előirányzat-átcsoportosításról
- 1802/2017. (XI. 8.) Korm. határozat A Modern Városok Program keretében Békéscsaba komplex energetikai programjának megvalósítása érdekében támogatás biztosításáról
- 1803/2017. (XI. 8.) Korm. határozat A Modern Városok Program keretében Sopron történelmi belvárosa műemléki felújítása és bemutatása II. üteme, valamint a Lővérek Program II. üteme megvalósításáról szóló 1527/2017. (VIII. 14.) Korm. határozat végrehajtása során alkalmazandó eltérő rendelkezésről
- 1804/2017. (XI. 8.) Korm. határozat A Modern Városok Program keretében a debreceni Csokonai Nemzeti Színház teljes körű felújítása érdekében történő támogatás biztosításáról, valamint a debreceni Csokonai Színház Modern Városok Program keretében történő felújításával kapcsolatos intézkedésekről szóló 1689/2016. (XI. 29.) Korm. határozat visszavonásáról
- 1805/2017. (XI. 8.) Korm. határozat Az „ELI” Science Park Szeged projekthez kapcsolódó területrendezési munkák forrásigényének elfogadásáról
- 1806/2017. (XI. 8.) Korm. határozat A Hédervári Kastély és környezete helyreállításának előkészítéséhez szükséges forrás biztosításáról
- 1807/2017. (XI. 8.) Korm. határozat A Győr-Pér repülőtér fejlesztéséről a repülőterekhez kapcsolódó követelményeknek és igazgatási eljárásoknak a 216/2008/EK európai parlamenti és tanácsi rendelet értelmében történő meghatározásáról szóló 2014. február 12-i 2014/139/EU bizottsági rendeletnek való megfelelés érdekében
- 1808/2017. (XI. 8.) Korm. határozat A Fonó Budai Zeneház felújítása előkészítésének támogatása érdekében a rendkívüli kormányzati intézkedésekre szolgáló tartalékból történő előirányzat-átcsoportosításról
- 1809/2017. (XI. 8.) Korm. határozat A nigériai Maiduguri Katolikus Egyházmegye oktatási és egészségügyi fejlesztéseinek támogatásáról
- 1810/2017. (XI. 8.) Korm. határozat A Kaposvár megyei jogú város külterületén fekvő egyes földrészletek beruházási célterületté nyilvánításáról
- 1811/2017. (XI. 8.) Korm. határozat A Normafa Park program megvalósításával összefüggésben egyes kormányhatározatok módosításáról és visszavonásáról
- 1812/2017. (XI. 8.) Korm. határozat A Nemzetközi Mezőgazdasági Kutatóközpontok Konzorciumának nemzetközi szervezetként történő létrehozásáról szóló, 2011. szeptember 13-án Montpellier-ben aláírt Megállapodás módosítása szövegének végleges megállapítására adott felhatalmazásról
- 1813/2017. (XI. 8.) Korm. határozat A 2014–2020 közötti programozási időszakot érintő állami projektértékelési feladatok finanszírozásához szükséges további forrás biztosításáról
- 1814/2017. (XI. 8.) Korm. határozat A KEHOP-2.2.2-15-2015-00042 azonosító számú [„Észak-Magyarországi szennyvízelvezetési és -kezelési fejlesztés 6. (ÉMO 6)” című] projekt támogatásának növeléséről, valamint a Környezeti és Energiahatékonysági Operatív Program éves fejlesztési keretének megállapításáról szóló 1084/2016. (II. 29.) Korm. határozat módosításáról
- 1815/2017. (XI. 8.) Korm. határozat A KEHOP-2.2.2-15-2016-00081 azonosító számú [„Észak-Magyarországi szennyvízelvezetési és -kezelési fejlesztés 7. (ÉMO 7)” című] projekt támogatásának növeléséről, valamint a Környezeti és Energiahatékonysági Operatív Program éves fejlesztési keretének megállapításáról szóló 1084/2016. (II. 29.) Korm. határozat módosításáról
- 1816/2017. (XI. 8.) Korm. határozat A KEHOP-5.2.2-16-2016-00104 azonosító számú („Kiemelt épületenergetikai fejlesztések a Somogy Megyei Kormányhivatalnál” című) projekt támogatásának növeléséről, valamint a Környezeti és Energiahatékonysági Operatív Program éves fejlesztési keretének megállapításáról szóló 1084/2016. (II. 29.) Korm. határozat módosításáról
- 1817/2017. (XI. 8.) Korm. határozat A Környezeti és Energiahatékonysági Operatív Program éves fejlesztési keretének megállapításáról szóló 1084/2016. (II. 29.) Korm. határozat módosításáról
- 1818/2017. (XI. 8.) Korm. határozat A Helyközi Közösségi Közlekedési Információs Rendszer létrehozásáról, a személyszállítási közszolgáltatások hatékonyabb ellátását célzó projektek szakmai kereteinek meghatározásáról, valamint az Integrált Közlekedésfejlesztési Operatív Program éves fejlesztési keretének megállapításáról szóló 1247/2016. (V. 18.) Korm. határozat módosításáról
- 1819/2017. (XI. 8.) Korm. határozat Az önkormányzatok adósságot keletkeztető, valamint kezesség-, illetve garanciavállalásra vonatkozó ügyleteihez történő 2017. szeptemberi előzetes kormányzati hozzájárulásról
- 1820/2017. (XI. 8) Korm. határozat az önkormányzatok adósságot keletkeztető, valamint kezesség-, illetve garanciavállalásra vonatkozó ügyleteihez történő 2017. szeptemberi előzetes kormányzati hozzájárulásról
- 1821/2017. (XI. 9.) Korm. határozat Magyarország Kormánya és a Magyarországi Református Egyház közötti Megállapodás megújításáról és az azzal összefüggő feladatokról
- 1822/2017. (XI. 9.) Korm. határozat	 A Kárpát-medencei Falugazdász Programról
- 1823/2017. (XI. 9.) Korm. határozat A központi hivatalok és a költségvetési szervi formában működő minisztériumi háttérintézmények felülvizsgálatával kapcsolatos intézkedésekről szóló 1312/2016. (VI. 13.) Korm. határozat végrehajtásával összefüggésben a Közbeszerzési és Ellátási Főigazgatóság működési körében felmerülő költségekről és az ezzel kapcsolatos intézkedésekről
- 1824/2017. (XI. 9.) Korm. határozat A MotoGP Magyar Nagydíj jövőbeni megrendezéséhez szükséges kormányzati intézkedésekről
- 1825/2017. (XI. 9.) Korm. határozat A Konfuciusz Intézetek Közép- és Kelet-európai Regionális Tanárképző Központjának támogatásáról
- 1826/2017. (XI. 9.) Korm. határozat A Ceglédi GULÁG-GUPVI Emlékhely létrehozása érdekében a kommunista diktatúra idején internáló- és kényszermunkatáborként, illetve hadifogolytáborként működtetett létesítmények egykori helyszínein emlékhelyek létrehozásáról, illetve  fejlesztéséről, valamint a megvalósításukhoz szükséges források biztosításáról szóló 1873/2016. (XII. 28.) Korm. határozat módosításáról
- 1827/2017. (XI. 9.) Korm. határozat A Szekszárd Megyei Jogú Város külterületén fekvő földrészletek beruházási célterületté nyilvánításáról
- 1828/2017. (XI. 9.) Korm. határozat Az Erzsébet Táborok infrastrukturális fejlesztéséről szóló 1123/2017. (III. 17.) Korm. határozat megvalósításához szükséges éven túli kötelezettségvállaláshoz történő hozzájárulásról
- 1829/2017. (XI. 9.) Korm. határozat A Modern Városok Program keretében a dunaújvárosi Intercisa Múzeum új helyen történő elhelyezését, valamint a múzeum által jelenleg használt épület szállodai célra történő átalakítását célzó beruházás érdekében támogatás biztosításáról
- 1830/2017. (XI. 9.) Korm. határozat A Modern Városok Program keretében tervezett beruházások megvalósítása érdekében a Terület- és Településfejlesztési Operatív Program és a Versenyképes Közép-Magyarországi Operatív Program egyes prioritásai tekintetében többletkötelezettség vállalásáról és annak feltételeiről szóló 1562/2016. (X. 13.) Korm. határozat módosításáról
- 1831/2017. (XI. 9.) Korm. határozat Az egyes tehetséggondozó programok programelemeinek Emberi Erőforrás Fejlesztési Operatív Program forrásai terhére történő finanszírozásával összefüggő intézkedésekről
- 1832/2017. (XI. 9.) Korm. határozat A KEHOP-5.3.1-17-2017-00002 azonosító számú („Energiahatékonysági fejlesztések, és fogyasztók hálózatra kapcsolása, új vezetékszakaszok kialakítása a FŐTÁV Zrt. távhőrendszereiben” című) és a KEHOP-5.3.1-17-2017-00006 azonosító számú („Távhővezeték korszerűsítése, új fogyasztók hálózatra kapcsolása, és távhőkörzetek összekapcsolása a FŐTÁV Zrt. távhőrendszereiben” című), hárommilliárd forintot meghaladó támogatási igényű projektjavaslatok támogatásához történő hozzájárulásról
- 1833/2017. (XI. 9.) Korm. határozat Az Európai Hálózatfinanszírozási Eszköz 2016. évi, a tagállamok TEN-T törzshálózati folyosókban való részvételének elősegítését célzó pályázati kiírására benyújtott „Magyarország részvételének támogatása a TEN-T törzshálózati folyosókban a 2018–2020 közötti időszakban” című projekt jóváhagyásáról
- 1834/2017. (XI. 9.) Korm. határozat A Nemzeti Agrárkutatási és Innovációs Központtal összefüggésben a MAHOP-2.1-2016 azonosító jelű, „Az akvakultúra terén történő innováció ösztönzése” című gazdaságfejlesztést célzó projekt megvalósítására irányuló felhívásra a „Fenntartható, innovatív haltermelési és környezetkezelési technológiák fejlesztése és gyakorlati bevezetésének támogatása” című támogatási kérelem benyújtásához történő hozzájárulásról
- 1835/2017. (XI. 9.) Korm. határozat A TOP-1.1.3-15-NG1-2016-00001 azonosító számú („Hűtőház létesítése Szécsényben” című) projekttel összefüggésben a HáziCOOL Korlátolt Felelősségű Társaság biztosítéknyújtási kötelezettség alóli egyedi mentesítéséről
- 1836/2017. (XI. 9.) Korm. határozat Az egyes központi költségvetési szervek támogatási kérelmeinek a Magyar Halgazdálkodási Operatív Program és a Vidékfejlesztési Program keretében meghirdetett felhívásokra történő benyújtásához való hozzájárulásról
- 1837/2017. (XI. 9.) Korm. határozat A Gazdaságfejlesztési és Innovációs Operatív Program éves fejlesztési keretének megállapításáról szóló 1006/2016. (I. 18.) Korm. határozat módosításáról
- 1838/2017. (XI. 9.) Korm. határozat A Nemzeti Bűnmegelőzési Stratégiával összefüggésben egyes kormányhatározatok módosításáról, valamint a Nemzeti Bűnmegelőzési Stratégia 2018–2019. évekre szóló intézkedési tervéről
- 1839/2017. (XI. 10.) Korm. határozat A hazai E-sport támogatásával összefüggő kormányzati intézkedésekről
- 1840/2017. (XI. 10.) Korm. határozat Magyarország Kormánya és Hódmezővásárhely Megyei Jogú Város Önkormányzata közötti együttműködési megállapodás végrehajtásával összefüggő feladatokról
- 1841/2017. (XI. 10.) Korm. határozat A székesfehérvári Gárdonyi Géza Művelődési Ház és Könyvtár felújítására irányuló beruházás előkészítéséhez szükséges forrás biztosításáról
- 1842/2017. (XI. 14.) Korm. határozat Magyarország IV. Nemzeti Energiahatékonysági Cselekvési Tervéről
- 1843/2017. (XI. 14.) Korm. határozat A Debreceni Egyetem ipari parkjába tervezett Innovációs Központ létrehozásának támogatása érdekében történő előirányzat-átcsoportosításról
- 1844/2017. (XI. 14.) Korm. határozat A kormányzati szektorba nem sorolt, 100%-os önkormányzati tulajdonban álló gazdasági társaságok adósságot keletkeztető ügyleteihez történő 2017. szeptemberi előzetes kormányzati hozzájárulásról 3
- 1845/2017. (XI. 14.) Korm. határozat A Mária Rádió Közhasznú Egyesület, a Mária Út Közhasznú Egyesület, illetve a Volkra Ottó János – Magyar Múzsa Alapítvány támogatása érdekében a rendkívüli kormányzati intézkedésekre szolgáló tartalékból történő előirányzat-átcsoportosításról
- 1846/2017. (XI. 14.) Korm. határozat Az Integrált Közlekedésfejlesztési Operatív Program éves fejlesztési keretének megállapításáról szóló 1247/2016. (V. 18.) Korm. határozat módosításáról
- 1847/2017. (XI. 14.) Korm. határozat A KEHOP-5.2.2-16-2016-00025 azonosító számú („Heves megyei oktatási intézmények épületenergetikai fejlesztése” című) projekt támogatásának növeléséről
- 1848/2017. (XI. 14.) Korm. határozat A TOP-6.1.2-16-SP1-2017-00001 azonosító számú („Inkubátorház létrehozása az Innovációs és Technológiai Centrum területén” című), valamint a TOP-6.3.2-16-MI1-2017-00001 azonosító számú („Zöld Város kialakítása Miskolc Belváros – Történelmi Avas akcióterületen” című), hárommilliárd forintot meghaladó támogatási igényű projektjavaslat támogatásáról
- 1849/2017. (XI. 14.) Korm. határozat A Terület- és Településfejlesztési Operatív Program éves fejlesztési keretének megállapításáról szóló 1005/2016. (I. 18.) Korm. határozat módosításáról
- 1850/2017. (XI. 15.) Korm. határozat Az Országvédelmi Alapból és a rendkívüli kormányzati intézkedésekre szolgáló tartalékból történő előirányzat-átcsoportosításról
- 1851/2017. (XI. 15.) Korm. határozat Az IKOP-1.1.0-15-2016-00026 azonosító számú („M6 autóút Bóly–Ivándárda, országhatár közötti szakasz megvalósítása Villányi csomóponttal” című) projekt előkészítési költségeinek támogatásáról
- 1852/2017. (XI. 15.) Korm. határozat A Komárom város külterületén fekvő földrészletek beruházási célterületté nyilvánításáról
- 1853/2017. (XI. 15.) Korm. határozat Az Emberi Erőforrás Fejlesztési Operatív Program módosításáról
- 1854/2017. (XI. 15.) Korm. határozat A Magyarország Kormánya és a Török Köztársaság Kormánya között a védelmi ipari minősített adatok kölcsönös védelméről szóló egyezmény szövegének végleges megállapítására adott felhatalmazásról
- 1855/2017. (XI. 20.) Korm. határozat A „Beruházás ösztönzési célelőirányzat” megnevezésű fejezeti kezelésű előirányzat előirányzat-módosítás nélküli túllépésének engedélyezéséről
- 1856/2017. (XI. 21.) Korm. határozat Az egyrészről az Európai Unió, az Európai Atomenergia-közösség és tagállamaik, másrészről az Örmény Köztársaság közötti Átfogó és Megerősített Partnerségi Megállapodás szövegének végleges megállapítására adott felhatalmazásról
- 1857/2017. (XI. 22.) Korm. határozat A napelemes erőművek megvalósítására irányuló beruházásokkal összefüggésben egyes földrészletek beruházási célterületté nyilvánításáról
- 1858/2017. (XI. 22.) Korm. határozat A 2016. évi költségvetési maradványok egy részének felhasználásáról
- 1859/2017. (XI. 23.) Korm. határozat A Wacław Felczak Alapítvány létrehozásáról, valamint a működéséhez szükséges feltételek és forrás biztosításáról
- 1860/2017. (XI. 23.) Korm. határozatMagyarországnak a SINO-CEE Fund elnevezésű tőkebefektetési alaphoz történő csatlakozásáról
- 1861/2017. (XI. 29.) Korm. határozat Az Egészségbiztosítási Alap Gyógyító-megelőző ellátás jogcímcsoport Célelőirányzatok jogcíme és Összevont szakellátás jogcíme 2017. évi előirányzatának megemeléséről
- 1862/2017. (XI. 29.) Korm. határozat A Nemzeti Radon Cselekvési Terv végrehajtását szolgáló intézkedésekről
- 1863/2017. (XI. 29.) Korm. határozat A rendkívüli migrációs nyomás kezeléséhez szükséges források biztosításáról
- 1864/2017. (XI. 29.) Korm. határozat A XI. Miniszterelnökség fejezet és a XX. Emberi Erőforrások Minisztériuma fejezet közötti előirányzat-átcsoportosításról
- 1865/2017. (XI. 29.) Korm. határozat A XLII. Költségvetés közvetlen bevételei és kiadásai fejezet és a XVIII. Külgazdasági és Külügyminisztérium fejezet közötti előirányzat-átcsoportosításról
- 1866/2017. (XI. 29.) Korm. határozat A Magyarország 2017. évi központi költségvetéséről szóló 2016. évi XC. törvény alapján a XX. Emberi Erőforrások Minisztériuma fejezet, 20. Fejezeti kezelésű előirányzatok cím, 2. Normatív finanszírozás alcím, 3. Köznevelési célú humánszolgáltatás és működési támogatás jogcímcsoport előirányzat túllépésének jóváhagyásáról
- 1867/2017. (XI. 29.) Korm. határozat Az Esztergom–Budapesti Főegyházmegye egyes fejlesztéseinek a 2020. évi budapesti Eucharisztikus Világkongresszussal összefüggő támogatásáról szóló 1619/2016. (XI. 10.) Korm. határozat módosításáról
- 1868/2017. (XI. 29.) Korm. határozat A kolozsvári Iskola Alapítvány ingatlanvásárlásának, valamint oktatási és kulturális célú ingatlanfejlesztésének támogatásáról
- 1869/2017. (XI. 29.) Korm. határozat A Piarista Rend Magyar Tartománya által tervezett beruházás előkészítésének a Beruházás Előkészítési Alapból történő támogatásáról
- 1870/2017. (XI. 29.) Korm. határozat A „Magyarországi nyaralóhajózás alapjainak és hátterének megteremtésével kapcsolatos program” elindításáról
- 1871/2017. (XI. 29.) Korm. határozat A magyarországi kényszerkollektivizálás áldozatai emlékére tervezett programokról
- 1872/2017. (XI. 29.) Korm. határozat A 2018. év Semmelweis Ignác-emlékévvé nyilvánításáról
- 1873/2017. (XI. 29.) Korm. határozat A 2019. évi CEV Női Röplabda Európa-bajnokság társrendezése érdekében szükséges kormányzati intézkedésekről
- 1874/2017. (XI. 29.) Korm. határozat A 2019-ben Magyarországon megrendezésre kerülő Nemzetközi Biológiai és Nemzetközi Csillagászati és Asztrofizikai Olimpia megvalósításáról
- 1875/2017. (XI. 29.) Korm. határozat A Magyarország 2017. évi központi költségvetéséről szóló 2016. évi XC. törvény alapján a XI. Miniszterelnökség fejezet, 30. Fejezeti kezelésű előirányzatok cím, 5. Fővárosi és megyei kormányhivatalok peres ügyei alcím előirányzat túllépésének jóváhagyásáról
- 1876/2017. (XI. 29.) Korm. határozat A kormányzati szektorba nem sorolt, 100%-os önkormányzati tulajdonban álló gazdasági társaság adósságot keletkeztető ügyletéhez történő előzetes kormányzati hozzájárulásról
- 1877/2017. (XI. 29.) Korm. határozat A miskolci Lévay József Református Gimnázium és Diákotthon fejlesztési munkálatainak befejezéséhez szükséges támogatás biztosításáról
- 1878/2017. (XI. 29.) Korm. határozat Az egri Szent Antal Minorita templom és rendház rekonstrukciójához szükséges forrás biztosításáról
- 1879/2017. (XI. 29.) Korm. határozat A 2016. évi költségvetési maradványok egy részének felhasználásáról, valamint a 2018. évi British Educational Training and Technology Show nemzetközi oktatástechnológiai kiállításon történő magyar részvételről szóló 1790/2017. (XI. 8.) Korm. határozat módosításáról
- 1880/2017. (XI. 29.) Korm. határozat a 2016. évi költségvetési maradványok egy részének felhasználásáról, valamint a 2018. évi British Educational Training and Technology Show nemzetközi oktatástechnológiai kiállításon történő magyar részvételről szóló 1790/2017. (XI. 8.) Korm. határozat módosításáról
- 1881/2017. (XI. 29.) Korm. határozat Magyarország Kormánya és az Üzbég Köztársaság Kormánya közötti oktatási, tudományos és kulturális együttműködésről szóló egyezmény szövegének végleges megállapítására adott felhatalmazásról
- 1882/2017. (XI. 30.) Korm. határozat A Roma Szakkollégiumi Tanács létrehozásáról és működéséről
- 1883/2017. (XI. 30.) Korm. határozat A Kovács Katalin Nemzeti Kajak-Kenu Sportakadémia megvalósításához szükséges intézkedésekről, valamint a beruházás előkészítésének a Beruházás Előkészítési Alapból történő támogatásáról
- 1884/2017. (XI. 30.) Korm. határozat A XI. Miniszterelnökség fejezet és a XX. Emberi Erőforrások Minisztériuma fejezet közötti előirányzat-átcsoportosításról
- 1885/2017. (XI. 30.) Korm. határozat A Gazdaságfejlesztési és Innovációs Operatív Program éves fejlesztési keretének megállapításáról szóló 1006/2016. (I. 18.) Korm. határozat módosításáról
- 1886/2017. (XI. 30.) Korm. határozat A KEHOP-2.2.1-15-2015-00005 azonosító számú [„Észak- és Közép-Dunántúli szennyvízelvezetési és -kezelési fejlesztés 4. (ÉKDU 4)” című] projekt támogatásának növeléséről, valamint a Környezeti és Energiahatékonysági Operatív Program éves fejlesztési keretének megállapításáról szóló 1084/2016. (II. 29.) Korm. határozat módosításáról
- 1887/2017. (XI. 30.) Korm. határozat A KEHOP-1.3.0-15-2016-00012 azonosító számú („Mosoni-Duna torkolati szakaszának vízszint rehabilitációja” című) projekt megvalósításához szükséges további forrásokról
- 1888/2017. (XI. 30.) Korm. határozat A KEHOP-2.2.2-15-2015-00045 azonosító számú [„Délkelet-Magyarországi szennyvízelvezetési és -kezelési fejlesztés 2. (DKMO 2)” című] projekt támogatásának növeléséről, valamint a Környezeti és Energiahatékonysági Operatív Program éves fejlesztési keretének megállapításáról szóló 1084/2016. (II. 29.) Korm. határozat módosításáról
- 1889/2017. (XI. 30.) Korm. határozat A KEHOP-2.4.0-17-2017-00001 azonosító számú („A KEHOP keretében megvalósuló víziközmű projektek vagyonértékelésének, záró költség-haszon elemzésének, valamint a pótlási szükségletek előrejelzésének elkészítése” című), hárommilliárd forintot meghaladó támogatási igényű projektjavaslat támogatásához történő hozzájárulásról
- 1890/2017. (XI. 30.) Korm. határozat A TOP-1.3.1-16-FE1-2017-00001 azonosító számú („Közlekedésfejlesztés Fejér megyében II.” című), hárommilliárd forintot meghaladó támogatási igényű projektjavaslat támogatásáról
- 1891/2017. (XI. 30.) Korm. határozat A Vidékfejlesztési Program éves fejlesztési keretének megállapításáról szóló 1248/2016. (V. 18.) Korm. határozat módosításáról
- 1892/2017. (XI. 30.) Korm. határozat A Kecskemét Déli Iparterületen elhelyezkedő Barényi Béla út Modern Városok Program keretében történő fejlesztéséről, valamint a Magyarország Kormánya és Kecskemét Megyei Jogú Város Önkormányzata közötti együttműködési megállapodás végrehajtásával összefüggő feladatokról szóló 1131/2016. (III. 10.) Korm. határozat módosításáról
- 1893/2017. (XI. 30.) Korm. határozat A Szabolcs-Szatmár-Bereg megye és Kárpátalja együttműködésének és összehangolt fejlesztési feladatainak kormányzati koordinációjáért felelős kormánybiztos kinevezéséről és feladatairól

#### December (1894−2148)
- 1894/2017. (XII. 4.) Korm. határozat Közfeladat változáshoz kapcsolódó egyes intézkedésekről és előirányzat-átcsoportosításról
- 1895/2017. (XII. 4.) Korm. határozat A rendkívüli kormányzati intézkedésekre szolgáló tartalékból és a szociális hozzájárulási adóhoz kapcsolódó megtakarítások terhére történő előirányzat-átcsoportosításról, a fejezeti stabilitási tartalék előirányzatok felhasználásáról, tárgyéven túli kötelezettségvállalás engedélyezéséről, fejezetek közötti előirányzat-átcsoportosításról és egyes kormányhatározatok módosításáról
- 1896/2017. (XII. 4.) Korm. határozat Az EFOP-3.4.6-VEKOP-17-2017-00002 azonosító számú („Intézményirányítást támogató rendszerek fejlesztése a felsőoktatásban” című), hárommilliárd forintot meghaladó támogatási igényű projektjavaslat támogatásához történő hozzájárulásról
- 1897/2017. (XII. 4.) Korm. határozat A KEHOP-5.1.1-17-2017-00001 azonosító számú („4 MW teljesítményt meghaladó fotovoltaikus beruházás” című) és a KEHOP-5.1.1-17-2017-00002 azonosító számú („Fotovoltaikus erőmű létesítése Felsőzsolcán” című), hárommilliárd forintot meghaladó támogatási igényű projektjavaslatok támogatásához történő hozzájárulásról szóló 1560/2017. (VIII. 21.) Korm. határozat módosításáról
- 1898/2017. (XII. 5.) Korm. határozat A 2017. évi honvédelmi igazgatási feladatok végrehajtásához szükséges költségvetési források biztosításáról
- 1899/2017. (XII. 5.) Korm. határozat A 2014–2020 közötti programozási időszakban a távhőszolgáltató szektort érintő, energiahatékonyság növelésére és a megújuló energiaforrások alkalmazására irányuló beruházások megvalósításához az NFP Nemzeti Fejlesztési Programiroda Nonprofit Korlátolt Felelősségű Társaság számára szükséges források biztosításáról
- 1900/2017. (XII. 5.) Korm. határozat Az egyes állami tulajdonban álló víziközmű-szolgáltató gazdasági társaságok támogatási kérelmeinek a GINOP-6.1.5-17 azonosító számú („Munkahelyi képzések támogatása nagyvállalatok munkavállalói számára” című) és a VEKOP-8.5.2-17 azonosító számú („Munkahelyi képzések támogatása nagyvállalatok munkavállalói számára” című), gazdaságfejlesztést célzó projektek megvalósítására irányuló felhívásokra történő benyújtásához való hozzájárulásról
- 1901/2017. (XII. 5.) Korm. határozat Egyes Észak- és Északkelet-magyarországi szennyvízelvezetési és -kezelési projektek támogatásának növeléséről, valamint a Környezeti és Energiahatékonysági Operatív Program éves fejlesztési keretének megállapításáról szóló 1084/2016. (II. 29.) Korm. határozat módosításáról
- 1902/2017. (XII. 5.) Korm. határozat Az Agrárgazdasági Kutató Intézettel, a Debreceni Egyetemmel, a Nemzeti Agrárkutatási és Innovációs Központtal, valamint a Gabonakutató Nonprofit Közhasznú Korlátolt Felelősségű Társasággal összefüggésben a VP3-16.1.1-4.1.5-4.2.1-4.2.2-8.1.1-8.2.1-8.3.1-8.5.1-8.5.2-8.6.1-17 azonosító számú („Innovációs operatív csoportok létrehozása és az innovatív projekt megvalósításához szükséges beruházás támogatása” című) gazdaságfejlesztést célzó projekt  megvalósítására irányuló felhívására támogatási kérelmek benyújtásához történő hozzájárulásról
- 1903/2017. (XII. 5.) Korm. határozat A kóser zöldségtermesztéssel és -feldolgozással kapcsolatos fejlesztések előkészítéséhez szükséges forrás biztosításáról
- 1904/2017. (XII. 6.) Korm. határozat A Kisbér város külterületén fekvő földrészletek beruházási célterületté nyilvánításáról
- 1905/2017. (XII. 6.) Korm. határozat  A Környezeti és Energiahatékonysági Operatív Program éves fejlesztési keretének megállapításáról szóló 1084/2016. (II. 29.) Korm. határozat módosításáról
- 1906/2017. (XII. 7.) Korm. határozat A maszkati nagykövetség nyitásához kapcsolódó feladatokról
- 1907/2017. (XII. 7.) Korm. határozat A kormányzati nyomat-menedzsment rendszer bevezetéséről
- 1908/2017. (XII. 7.) Korm. határozat A terrorellenes intézkedések megvalósításához szükséges költségvetési többletforrások biztosításáról
- 1909/2017. (XII. 7.) Korm. határozat Az Európa Tanács terrorizmus megelőzéséről szóló Egyezménye Kiegészítő Jegyzőkönyve szövegének végleges megállapítására adott felhatalmazásról
- 1910/2017. (XII. 7.) Korm. határozat Szentendre Regionális Déli Vízbázis megóvásával összefüggő egyes kormányzati intézkedésekről
- 1911/2017. (XII. 7.) Korm. határozat Az Országos Széchényi Könyvtár archívumainak elhelyezését szolgáló archivális és szolgáltató raktárak megvalósítását célzó beruházás előkészítéséhez szükséges forrás biztosításáról
- 1912/2017. (XII. 7.) Korm. határozat A Budai Vigadó felújításának kiegészítő támogatásáról
- 1913/2017. (XII. 7.) Korm. határozat A Lovas-terápiás Központ és országos szolgáltatási hálózat kialakításához szükséges beruházás előkészítésének a Beruházás Előkészítési Alapból történő támogatásáról
- 1914/2017. (XII. 7.) Korm. határozat A kolozsvári Szent Mihály Római Katolikus Plébánia fejlesztései érdekében a rendkívüli kormányzati intézkedésekre szolgáló tartalékból történő előirányzat-átcsoportosításról
- 1915/2017. (XII. 7.) Korm. határozat A váci multifunkcionális sport- és rendezvénycsarnok beruházás megvalósítása érdekében szükséges intézkedésekről
- 1916/2017. (XII. 7.) Korm. határozat Washington D. C.-ben található Kossuth Ház tulajdonjogának Magyar Állam részére történő megszerzéséhez szükséges intézkedésekről
- 1917/2017. (XII. 7.) Korm. határozat A XI. Miniszterelnökség fejezet és a XX. Emberi Erőforrások Minisztériuma fejezet közötti előirányzat-átcsoportosításokról
- 1918/2017. (XII. 8.) Korm. határozat A 2018. évben kedvezményes villamos energia felhasználásra jogosult költségvetési intézmények kijelöléséről
- 1919/2017. (XII. 8.) Korm. határozat A lakosság pénzügyi tudatosságát fejlesztő stratégia elfogadásáról
- 1920/2017. (XII. 8.) Korm. határozat A szárazföldi csapatok tűztámogatásának növelésével kapcsolatos feladatokhoz történő előzetes hozzájárulásról
- 1921/2017. (XII. 8.) Korm. határozat A Magyar Honvédség légtérellenőrző és légvédelmi rendszere azonosítási képességének hosszú távú biztosításával kapcsolatos feladatokhoz történő előzetes hozzájárulásról
- 1922/2017. (XII. 8.) Korm. határozat A 2018-ban államtudományi és közigazgatási, rendészeti, katonai, nemzetbiztonsági, valamint nemzetközi és európai közszolgálati felsőoktatásban felvehető, államilag támogatott és önköltséges hallgatói létszámkeretről
- 1923/2017. (XII. 8.) Korm. határozat A minimálbér-emelésnek és a garantált bérminimum-emelésnek a Miniszterelnökség tulajdonosi joggyakorlása alá tartozó egyes állami tulajdonú gazdasági társaságokra gyakorolt hatásairól, valamint a bérfejlesztéshez szükséges forrás biztosításáról
- 1924/2017. (XII. 8.) Korm. határozat Az Emberi Erőforrások Minisztériuma fejezet címrendjének módosításáról
- 1925/2017. (XII. 8.) Korm. határozat A Földművelésügyi Minisztérium épületének átfogó rekonstrukcióját megelőző, üzemeltetésbiztonságot érintő intézkedésekről
- 1926/2017. (XII. 8.) Korm. határozat A Nemzeti Köznevelési Infrastruktúra Fejlesztési Program II. ütemének keretében megvalósuló tanterem, tornaterem és tanuszoda beruházások előkészítésével kapcsolatos intézkedésekről szóló 1281/2017. (VI. 2.) Korm. határozat módosításáról
- 1927/2017. (XII. 8.) Korm. határozat A Nemzeti Köznevelési Infrastruktúra Fejlesztési Program II. ütemének keretében a Biatorbágyi Általános Iskola beruházás megvalósításáról
- 1928/2017. (XII. 8.) Korm. határozat A Zrínyi-hagyomány és a XVI. század magyar történelmi örökségének emlékezetpolitikai megőrzése érdekében szükséges intézkedésekről
- 1929/2017. (XII. 8.) Korm. határozat A Szent János Kórház és Észak-budai Egyesített Kórházak, valamint a Jahn Ferenc Dél-pesti Kórház és Rendelőintézet rövid távú fejlesztéseinek megvalósítása érdekében szükséges forrás biztosításáról
- 1930/2017. (XII. 8.) Korm. határozat A Modern Városok Programmal kapcsolatos előirányzat-átcsoportosításokról
- 1931/2017. (XII. 8.) Korm. határozat A Modern Városok Program keretében a győri Xantus János Állatkert átfogó fejlesztéséről
- 1932/2017. (XII. 8.) Korm. határozat A Modern Városok Program keretében Szeged Megyei Jogú Város tömegközlekedése elektromos alapra helyezésének lehetőségéről
- 1933/2017. (XII. 8.) Korm. határozat A Modern Városok Program keretében tervezett székesfehérvári Középiskolai Campus kialakítása érdekében szükséges források biztosításáról
- 1934/2017. (XII. 8.) Korm. határozat A Magyar Bencés Kongregáció Szent Mór Perjelség oktatási intézményének elhelyezése érdekében szükséges forrásbiztosításról
- 1935/2017. (XII. 8.) Korm. határozat Egyes kulturális tárgyú kormányhatározatok módosításáról, valamint a Terror Háza Múzeum látogatásáról szóló 1021/2002. (III. 21.) Korm. határozat visszavonásáról
- 1936/2017. (XII. 8.) Korm. határozat A Közigazgatás- és Közszolgáltatás-fejlesztés Operatív Program éves fejlesztési keretének megállapításáról szóló 1004/2016. (I. 18.) Korm. határozat módosításáról
- 1937/2017. (XII. 8.) Korm. határozat A 2017. évi fejlesztéspolitikai célokról szóló 1221/2017. (IV. 25.) Korm. határozat módosításáról
- 1938/2017. (XII. 8.) Korm. határozat A Srí Lanka-i Demokratikus Szocialista Köztársaság részére történő kötött segélyhitel felajánlásról
- 1939/2017. (XII. 8.) Korm. határozat A Magyarország Kormánya és a Srí Lanka-i Demokratikus Szocialista Köztársaság Kormánya közötti gazdasági együttműködési megállapodás szövegének végleges megállapítására adott felhatalmazásról
- 1940/2017. (XII. 8.) Korm. határozat A részben térítésköteles mezőgazdasági vízszolgáltatás biztosítása érdekében szükséges intézkedésről, valamint a vízügyi igazgatási szervek 2017. május 1. és 2017. október 15. közötti időszakban jogszabályi kötelezettség alapján végzett árvíz, belvíz, és helyi vízkár elleni védekezési, továbbá vízminőség-védelmi tevékenységének finanszírozásáról
- 1941/2017. (XII. 11.) Korm. határozat A bős–nagymarosi jogvita keretében szlovák–magyar szigetközi környezeti monitoring működtetése és finanszírozása érdekében szükséges kormányzati intézkedésekről
- 1942/2017. (XII. 11.) Korm. határozat A Budapest Liszt Ferenc Nemzetközi Repülőtéren található Kormányváró jogi helyzetének rendezéséről
- 1943/2017. (XII. 12.) Korm. határozat Helyi önkormányzat támogatásáról
- 1944/2017. (XII. 12.) Korm. határozat Egyes egyházi beruházások támogatásáról
- 1945/2017. (XII. 12.) Korm. határozat A „Semmelweis XXI. Fejlesztési Projekt” tervezési folyamatainak megkezdéséről
- 1946/2017. (XII. 12.) Korm. határozat A Magyar Honvédség Egészségügyi Központ járóbeteg-szakellátásának hatékonyabb és magasabb minőségű működéséhez kapcsolódó folyamatszervezési és informatikai fejlesztések megvalósításáról
- 1947/2017. (XII. 12.) Korm. határozat A XI. Miniszterelnökség fejezet és a XII. Földművelésügyi Minisztérium fejezet közötti előirányzat-átcsoportosításról
- 1948/2017. (XII. 12.) Korm. határozat Az önkormányzatok adósságot keletkeztető, valamint kezesség-, illetve garanciavállalásra vonatkozó ügyleteihez történő 2017. októberi előzetes kormányzati hozzájárulásról
- 1949/2017. (XII. 12.) Korm. határozat A kormányzati szektorba nem sorolt, 100%-os önkormányzati tulajdonban álló gazdasági társaságok adósságot keletkeztető ügyleteihez történő 2017. októberi előzetes kormányzati hozzájárulásról
- 1950/2017. (XII. 12.) Korm. határozat A KEOP-2.2.1/2F/09-2010-0003 azonosító számú („Mosoni-Duna és Lajta folyó térségi vízgazdálkodási rehabilitációja” című) projekt vonatkozásában megállapított pénzügyi korrekció teljesítéséhez szükséges költségvetési forrás biztosításáról
- 1951/2017. (XII. 13.) Korm. határozat A közfoglalkoztatás 2018. évi céljairól és a közfoglalkoztatás szempontjából kiemelt települések meghatározásáról
- 1952/2017. (XII. 13.) Korm. határozat A Dagály Strandfürdő felújítását szolgáló kormányzati intézkedésekről
- 1953/2017. (XII. 13.) Korm. határozat Az európai uniós programok likviditási hiányának további kezeléséről
- 1954/2017. (XII. 13.) Korm. határozat Az Egyezmény Magyarország Kormánya és Kuvait Állam Kormánya között a kultúra és a művészetek területén létrehozására adott felhatalmazásról
- 1955/2017. (XII. 15.) Korm. határozat A World Robot Olympiad döntőjének 2019. évben Magyarországon történő megrendezéséhez nyújtott állami garanciavállalásról
- 1956/2017. (XII. 15.) Korm. határozat Az állami tulajdonú sportcélú ingatlannal kapcsolatos kormányzati intézkedésekről, valamint egyes kormányhatározatok módosításáról
- 1957/2017. (XII. 15.) Korm. határozat Az Elektronikus Közúti Áruforgalom Ellenőrző Rendszer 2018. január 1-jét követő üzemeltetésének, üzemeltetés támogatásának és fejlesztésének beszerzéséhez szükséges források biztosításáról
- 1958/2017. (XII. 15.) Korm. határozat Magyarország rövid- és középtávú közúti- és kötöttpályás infrastrukturális beruházásainak megvalósításához kapcsolódó egyes Korm. határozatok módosításáról
- 1959/2017. (XII. 15.) Korm. határozat Az állami érdekű szoftverfejlesztéseket támogató egységes
- 1960/2017. (XII. 15.) Korm. határozat A „Közvetítői szerződés GINOP-8.1.3/B-17 Intelligens szakosodási kockázati tőkeprogram és a VEKOP-2.1.2-17 Intelligens szakosodási kockázati tőkeprogram keretében megvalósítandó, a tőkealapok kezelését végző pénzügyi közvetítők kiválasztására, pénzügyi közvetítői szolgáltatások nyújtására” tárgyú közbeszerzési eljárás részvételi felhívása és az ahhoz kapcsolódó közbeszerzési ajánlattételi dokumentáció jóváhagyásáról
- 1961/2017. (XII. 18.) Korm. határozat Az Integrált Közlekedésfejlesztési Operatív Program 1. prioritása keretében finanszírozni tervezett projektek további forrásigényének teljesítéséhez szükséges források biztosításáról, valamint az Integrált Közlekedésfejlesztési Operatív Program éves fejlesztési keretének megállapításáról szóló 1247/2016. (V. 18.) Korm. határozat módosításáról
- 1962/2017. (XII. 19.) Korm. határozat A Nemzeti Kutatási, Fejlesztési és Innovációs Alap 2018. évi programstratégiájának jóváhagyásáról
- 1963/2017. (XII. 19.) Korm. határozat
- 1964/2017. (XII. 19.) Korm. határozat
- 1965/2017. (XII. 19.) Korm. határozat
- 1966/2017. (XII. 19.) Korm. határozat
- 1967/2017. (XII. 19.) Korm. határozat
- 1968/2017. (XII. 19.) Korm. határozat
- 1969/2017. (XII. 19.) Korm. határozat
- 1970/2017. (XII. 19.) Korm. határozat
- 1971/2017. (XII. 19.) Korm. határozat
- 1972/2017. (XII. 19.) Korm. határozat
- 1973/2017. (XII. 19.) Korm. határozat
- 1974/2017. (XII. 19.) Korm. határozat
- 1975/2017. (XII. 19.) Korm. határozat
- 1976/2017. (XII. 19.) Korm. határozat
- 1977/2017. (XII. 19.) Korm. határozat
- 1978/2017. (XII. 19.) Korm. határozat
- 1979/2017. (XII. 19.) Korm. határozat
- 1980/2017. (XII. 19.) Korm. határozat
- 1981/2017. (XII. 19.) Korm. határozat
- 1982/2017. (XII. 19.) Korm. határozat
- 1983/2017. (XII. 19.) Korm. határozat
- 1984/2017. (XII. 19.) Korm. határozat
- 1985/2017. (XII. 19.) Korm. határozat
- 1986/2017. (XII. 19.) Korm. határozat
- 1987/2017. (XII. 19.) Korm. határozat
- 1988/2017. (XII. 19.) Korm. határozat
- 1989/2017. (XII. 19.) Korm. határozat
- 1990/2017. (XII. 19.) Korm. határozat
- 1991/2017. (XII. 19.) Korm. határozat
- 1992/2017. (XII. 19.) Korm. határozat
- 1993/2017. (XII. 19.) Korm. határozat
- 1994/2017. (XII. 19.) Korm. határozat A Magyarország Kormánya és a Luxemburgi Nagyhercegség Kormánya között a minősített adatok cseréjéről és kölcsönös védelméről szóló egyezmény szövegének végleges megállapítására adott felhatalmazásról
- 1995/2017. (XII. 19.) Korm. határozat A Gül Baba türbéje és környezete kiemelkedő értékeinek megőrzésével és hasznosításával kapcsolatos intézkedésekről
- 1996/2017. (XII. 19.) Korm. határozat A 2014–2020 közötti időszakban uniós forrásból megvalósítani tervezett nagyprojektekkel kapcsolatos feladatokról, valamint e nagyprojektekkel és az Európai Hálózatfinanszírozási Eszköz forrásából támogatott projektekkel összefüggő kormányhatározatok módosításáról
- 1997/2017. (XII. 19.) Korm. határozat A Bercel község külterületén fekvő földrészlet beruházási célterületté nyilvánításáról
- 1998/2017. (XII. 20.) Korm. határozat A mezőgazdasági idénymunka és a közfoglalkoztatás összehangolásának továbbfejlesztéséről
- 1999/2017. (XII. 20.) Korm. határozat Az Egészségbiztosítási Alap Gyógyító-megelőző ellátás jogcímcsoport Betegszállítás és orvosi rendelvényű halottszállítás jogcíme 2017. évi előirányzatának megemeléséről
- 2000/2017. (XII. 21.) Korm. határozat A 2016. évi költségvetési maradványok egy részének felhasználásáról
- 2001/2017. (XII. 21.) Korm. határozat A rendkívüli kormányzati intézkedésekre szolgáló tartalékból, Országvédelmi Alapból, a szociális hozzájárulási adóhoz kapcsolódó megtakarítások terhére történő előirányzat-átcsoportosításról, a fejezeti stabilitási tartalék előirányzatok felhasználásáról, a 2016. évi költségvetési maradványok egy részének felhasználásáról és egyes kormányhatározatok módosításáról
- 2002/2017. (XII. 22.) Korm. határozat Az Esztergom-Budapesti Főegyházmegye egyes fejlesztéseinek a 2020. évi budapesti Eucharisztikus Világkongresszussal összefüggő támogatásáról
- 2003/2017. (XII. 22.) Korm. határozat A 2017. évre szóló Országos Hulladékgazdálkodási Közszolgáltatási Tervről
- 2004/2017. (XII. 22.) Korm. határozat Egyes térségi kerékpáros útvonalak megvalósításához és előkészítéséhez szükséges kormányzati intézkedésekről
- 2005/2017. (XII. 22.) Korm. határozat
- 2006/2017. (XII. 22.) Korm. határozat
- 2007/2017. (XII. 22.) Korm. határozat
- 2008/2017. (XII. 22.) Korm. határozat
- 2009/2017. (XII. 22.) Korm. határozat
- 2010/2017. (XII. 22.) Korm. határozat
- 2011/2017. (XII. 22.) Korm. határozat
- 2012/2017. (XII. 22.) Korm. határozat
- 2013/2017. (XII. 22.) Korm. határozat
- 2014/2017. (XII. 22.) Korm. határozat
- 2015/2017. (XII. 22.) Korm. határozat
- 2016/2017. (XII. 22.) Korm. határozat
- 2017/2017. (XII. 22.) Korm. határozat
- 2018/2017. (XII. 22.) Korm. határozat
- 2019/2017. (XII. 22.) Korm. határozat
- 2020/2017. (XII. 22.) Korm. határozat
- 2021/2017. (XII. 22.) Korm. határozat
- 2022/2017. (XII. 22.) Korm. határozat
- 2023/2017. (XII. 22.) Korm. határozat
- 2024/2017. (XII. 22.) Korm. határozat
- 2025/2017. (XII. 22.) Korm. határozat
- 2026/2017. (XII. 22.) Korm. határozat
- 2027/2017. (XII. 22.) Korm. határozat A XLIII. Az állami vagyonnal kapcsolatos bevételek és kiadások fejezeten belüli előirányzat-átcsoportosításról
- 2028/2017. (XII. 27.) Korm. határozat Az Elektronikus Közúti Szállítási és Menetlevél Okmány bevezetéshez szükséges infrastruktúra kialakításához kapcsolódó kiegészítő forrás biztosításáról
- 2029/2017. (XII. 27.) Korm. határozat Fejezetek közötti és fejezeten belüli előirányzat-átcsoportosításokról
- 2030/2017. (XII. 27.) Korm. határozat A családok gyarapodása érdekében a termékenységet javító egészségügyi, oktatási és lelki szolgáltatást nyújtó állami vagy egyházi fenntartású intézmények ellátásának fejlesztésére szolgáló támogatásról
- 2031/2017. (XII. 27.) Korm. határozat Az állami felsőoktatási intézmények és az akadémiai kutatóhálózat K+F tevékenységeinek megvalósításához kapcsolódóan, a közbeszerzési gyakorlat módosításával összefüggő feladatokról és egyéb intézkedésekről
- 2032/2017. (XII. 27.) Korm. határozat A „Célzottan közlekedésbiztonságot javító fejlesztések – a közlekedésbiztonság terén kifejtett rendőrségi tevékenység komplex fejlesztése” megnevezésű projekt eredményeként létrejött Közúti Intelligens Kamerahálózat (VÉDA rendszer) fix és változtatható helyű komplex közlekedési ellenőrzési pontok (KKEP) karbantartásához és üzemeltetéséhez szükséges források biztosításáról
- 2033/2017. (XII. 27.) Korm. határozat Az útdíj-rendszerek fejlesztéséhez és 2017. évi működéséhez szükséges forrás biztosításáról
- 2034/2017. (XII. 27.) Korm. határozat Az állami tulajdonban álló, nemzetgazdasági szempontból kiemelt fontosságú gazdálkodó szervezetek megközelíthetőségét elősegítő beruházásokhoz szükséges pénzügyi fedezet biztosításáról
- 2035/2017. (XII. 27.) Korm. határozat Az Országos Mentőszolgálat által használt mentőautók cseréjét szolgáló 2018. évi gépjárműbeszerzésről, valamint a kapcsolódó mentéstechnikai eszközök beszerzéséről
- 2036/2017. (XII. 27.) Korm. határozat A XLIII. Az állami vagyonnal kapcsolatos bevételek és kiadások fejezeten belüli előirányzat-átcsoportosításról
- 2037/2017. (XII. 27.) Korm. határozat Szabolcs-Szatmár-Bereg megyében új lakásotthon létrehozásáról
- 2038/2017. (XII. 27.) Korm. határozat A váci Munkaerő-piaci Elhelyezkedést Segítő Speciális Fejlesztő Központ létrehozásával összefüggő egyes további intézkedésekről
- 2039/2017. (XII. 27.) Korm. határozat A magyar kortárs képzőművészet nemzetközi művészeti vásárokon való megjelenésének a kulturális diplomáciai tevékenység keretében történő támogatásáról
- 2040/2017. (XII. 27.) Korm. határozat Monor település „okos város” funkcionalitással összefüggő fejlesztéseinek támogatásáról
- 2041/2017. (XII. 27.) Korm. határozat A Reformáció Emlékbizottság létrehozásáról szóló 1780/2013. (X. 29.) Korm. határozat módosításáról
- 2042/2017. (XII. 27.) Korm. határozat Az elektromobilitás hazai elterjesztésével kapcsolatos egyes állami feladatok megvalósításáról
- 2043/2017. (XII. 27.) Korm. határozat A központi költségvetés költségvetési bevételeinek és költségvetési kiadásainak, valamint költségvetési egyenlegének és az államadósságnak a 2018–2020. évekre tervezett összegéről
- 2044/2017. (XII. 27.) Korm. határozat
- 2045/2017. (XII. 27.) Korm. határozat
- 2046/2017. (XII. 27.) Korm. határozat
- 2047/2017. (XII. 27.) Korm. határozat
- 2048/2017. (XII. 27.) Korm. határozat
- 2049/2017. (XII. 27.) Korm. határozat
- 2050/2017. (XII. 27.) Korm. határozat
- 2051/2017. (XII. 27.) Korm. határozat
- 2052/2017. (XII. 27.) Korm. határozat
- 2053/2017. (XII. 27.) Korm. határozat
- 2054/2017. (XII. 27.) Korm. határozat
- 2055/2017. (XII. 27.) Korm. határozat
- 2056/2017. (XII. 27.) Korm. határozat Egyes nemzetközi tenisztornák 2018–2020. évi magyarországi rendezésének támogatásával kapcsolatos intézkedésekről
- 2057/2017. (XII. 27.) Korm. határozat Az egyes csepeli és soroksári fejlesztések megvalósításához szükséges források biztosításáról
- 2058/2017. (XII. 27.) Korm. határozat Az önkormányzatok adósságot keletkeztető, valamint kezesség-, illetve garanciavállalásra vonatkozó ügyleteihez történő 2017. novemberi és decemberi előzetes kormányzati hozzájárulásról
- 2059/2017. (XII. 27.) Korm. határozat
- 2060/2017. (XII. 27.) Korm. határozat
- 2061/2017. (XII. 27.) Korm. határozat
- 2062/2017. (XII. 27.) Korm. határozat
- 2063/2017. (XII. 27.) Korm. határozat
- 2064/2017. (XII. 27.) Korm. határozat
- 2065/2017. (XII. 27.) Korm. határozat
- 2066/2017. (XII. 27.) Korm. határozat
- 2067/2017. (XII. 27.) Korm. határozat Fejezeti stabilitási tartalék előirányzat felhasználásáról, fejezetek közötti és fejezeten belüli előirányzat-átcsoportosításról, a 2016. évi költségvetési maradványok egy részének felhasználásáról
- 2068/2017. (XII. 28.) Korm. határozat Egyes települési önkormányzatok feladatellátásának támogatása érdekében történő előirányzat-átcsoportosításokról
- 2069/2017. (XII. 28.) Korm. határozat A Magyarország 2017. évi központi költségvetéséről szóló 2016. évi XC. törvény alapján a XV. Nemzetgazdasági Minisztérium fejezet, 25. Fejezeti kezelésű előirányzatok cím, 9. Munkaerőpiaci és képzési feladatok alcím, 3. Szakképzési Centrumok által ellátott felnőtt oktatási tevékenység finanszírozása jogcímcsoport előirányzat túllépésének jóváhagyásáról
- 2070/2017. (XII. 28.) Korm. határozat Az Egészségbiztosítási Alap Gyógyító-megelőző ellátás jogcímcsoport Fogászati ellátás jogcíme 2017. évi előirányzatának megemeléséről
- 2071/2017. (XII. 28.) Korm. határozat Hazai és határon túli egyházi fejlesztések támogatásáról
- 2072/2017. (XII. 28.) Korm. határozat Az áldozatsegítés hatékonyabb megvalósításáról
- 2073/2017. (XII. 28.) Korm. határozat A váci Munkaerő-piaci Elhelyezkedést Segítő Speciális Fejlesztő Központ létrehozásával összefüggő állami tulajdonban álló ingatlan egyházi jogi személy részére történő juttatásáról
- 2074/2017. (XII. 28.) Korm. határozat Az Erdélyben megvalósuló programok és támogatások finanszírozása érdekében szükséges forrás biztosításáról
- 2075/2017. (XII. 28.) Korm. határozat A hazai mezőgazdasági gépgyártás az Irinyi Terv keretében történő fejlesztési lehetőségeiről szóló 1163/2017. (III. 31.) Korm. határozat 8. és 9. pontjában meghatározott feladatok végrehajtásáról
- 2076/2017. (XII. 28.) Korm. határozat Budapest IX. kerület, belterület 36971 helyrajzi számú műemlék ingatlan Magyarországi Református Egyház részére történő tulajdonába adásáról, valamint az átfogó felújításához kapcsolódó feladatok meghatározásáról
- 2077/2017. (XII. 28.) Korm. határozat A XV. Nemzetgazdasági Minisztérium fejezet és a XI. Miniszterelnökség fejezet, valamint a XII. Földművelésügyi Minisztérium fejezet közötti előirányzat-átcsoportosításról
- 2078/2017. (XII. 28.) Korm. határozat A költségvetési szervek és az egyházi jogi személyek foglalkoztatottjainak 2017. évi kompenzációjához nyújtott támogatással összefüggő előirányzat-átcsoportosításról
- 2079/2017. (XII. 28.) Korm. határozat A Modern Városok Program keretében a szekszárdi sportfejlesztések megvalósítása érdekében támogatás biztosításáról
- 2080/2017. (XII. 28.) Korm. határozat A Modern Városok Program keretében a nagykanizsai sportfejlesztések megvalósítása érdekében támogatás biztosításához szükséges intézkedésekről
- 2081/2017. (XII. 28.) Korm. határozat A Nagykanizsa Megyei Jogú Város külterületén fekvő földrészletek beruházási célterületté nyilvánításáról
- 2082/2017. (XII. 28.) Korm. határozat Csokvaomány Község Önkormányzata támogatásáról
- 2083/2017. (XII. 28.) Korm. határozat A Debreceni Nemzetközi Repülőtér üzemeltetéséhez szükséges kiegészítő támogatás nyújtásáról
- 2084/2017. (XII. 28.) Korm. határozat A Zalaerdő Erdészeti Zártkörűen Működő Részvénytársasággal összefüggésben a VP5-8.4.1-16 azonosító jelű („Az erdőgazdálkodási potenciálban okozott erdőkárok helyreállítása” című), gazdaságfejlesztést célzó projekt megvalósítására irányuló felhívásra támogatási kérelmek benyújtásához történő hozzájárulásról
- 2085/2017. (XII. 28.) Korm. határozat A Zalaerdő Erdészeti Zártkörűen Működő Részvénytársasággal összefüggésben a VP4-15.2.1.1-16 azonosító jelű („Az erdészeti genetikai erőforrások megőrzése” című), gazdaságfejlesztést célzó projekt megvalósítására irányuló felhívásra támogatási kérelmek benyújtásához történő hozzájárulásról
- 2086/2017. (XII. 28.) Korm. határozat A Zalaerdő Erdészeti Zártkörűen Működő Részvénytársasággal összefüggésben a VP4-8.5.2-17 azonosító jelű („Az erdei ökoszisztémák térítésmentesen nyújtott közjóléti funkciójának fejlesztése” című), gazdaságfejlesztést célzó projekt megvalósítására irányuló felhívásra támogatási kérelmek benyújtásához történő hozzájárulásról
- 2087/2017. (XII. 28.) Korm. határozat A Szombathelyi Erdészeti Zártkörűen Működő Részvénytársasággal összefüggésben a VP4-15.2.1.2-17 azonosító jelű („Erdészeti genetikai erőforrások fejlesztése” című), gazdaságfejlesztést célzó projekt megvalósítására irányuló felhívásra támogatási kérelmek benyújtásához történő hozzájárulásról
- 2088/2017. (XII. 28.) Korm. határozat A Gyulaj Erdészeti és Vadászati Zártkörűen Működő Részvénytársasággal összefüggésben a VP4-15.2.1.2-17 azonosító jelű („Erdészeti genetikai erőforrások fejlesztése” című), gazdaságfejlesztést célzó projekt megvalósítására irányuló felhívásra támogatási kérelmek benyújtásához történő hozzájárulásról
- 2089/2017. (XII. 28.) Korm. határozat A Gemenci Erdő- és Vadgazdaság Zártkörűen Működő Részvénytársasággal összefüggésben a VP5-8.3.1-17 azonosító jelű („Az erdőgazdálkodási potenciálban okozott erdőkárok megelőzése” című), gazdaságfejlesztést célzó projekt megvalósítására irányuló felhívásra támogatási kérelmek benyújtásához történő hozzájárulásról
- 2090/2017. (XII. 28.) Korm. határozat A Bakonyerdő Erdészeti és Faipari Zártkörűen Működő Részvénytársasággal összefüggésben a VP5-8.3.1-17 azonosító jelű („Az erdőgazdálkodási potenciálban okozott erdőkárok megelőzése” című), gazdaságfejlesztést célzó projekt megvalósítására irányuló felhívásra támogatási kérelmek benyújtásához történő hozzájárulásról
- 2091/2017. (XII. 28.) Korm. határozat Az Egyesült Nemzetek Szervezetének tagjai által elfogadott Fenntartható Fejlődési Keretrendszer (Agenda 2030) nemzeti végrehajtásából eredő feladatok ellátásáról
- 2092/2017. (XII. 28.) Korm. határozat A Nemzeti Népegészségügyi Stratégiához kapcsolódó egészségügyi ágazati szakpolitikai program 2017. és 2018. évre vonatkozó intézkedéseinek részeként megvalósuló, a keringési betegségek megelőzését célzó komplex programról
- 2093/2017. (XII. 28.) Korm. határozat A Kormányzati Adatközpont működésével kapcsolatos költségek viseléséről
- 2094/2017. (XII. 28.) Korm. határozat Az utazási vállalkozók által végzett tevékenységek állami ellenőrzési rendszerének felülvizsgálatáról
- 2095/2017. (XII. 28.) Korm. határozat Az Országos Mentőszolgálat által használt egyes mentőállomások felújítása, újjáépítése beruházás előkészítésének a Beruházás Előkészítési Alapból történő támogatásáról
- 2096/2017. (XII. 28.) Korm. határozat Az Állatorvostudományi Egyetem kampuszának komplex infrastrukturális fejlesztéséről szóló beruházás előkészítésének a Beruházás Előkészítési Alapból történő támogatásáról
- 2097/2017. (XII. 28.) Korm. határozat A Miskolci Egyetemen létrehozandó Tudományos Adatelemző Módszertani Központ és Levéltári Nyílt Kutatási Adatforrástár létrehozása előkészítésének a Beruházás Előkészítési Alapból történő támogatásáról
- 2098/2017. (XII. 28.) Korm. határozat A Szegedi Tudományegyetem Frankofón Egyetemi Központ támogatásáról
- 2099/2017. (XII. 28.) Korm. határozat A Nemzeti Stadionfejlesztési Program megvalósításához kapcsolódó további intézkedésekről szóló 1980/2013. (XII. 29.) Korm. határozat módosításáról
- 2100/2017. (XII. 28.) Korm. határozat A Magyar Labdarúgó Szövetség Budapesti Pályafejlesztési Programjával kapcsolatos intézkedésekről
- 2101/2017. (XII. 28.) Korm. határozat A 2018–2021. évi FINA Rövidpályás Úszó Világkupa magyarországi futamának évenkénti megrendezése érdekében szükséges kormányzati intézkedésekről
- 2102/2017. (XII. 28.) Korm. határozat A KKV-szektor hitelezésének elősegítése érdekében a kezességvállalási díjak költségvetési támogatásának növelésére javasolt lépésekről
- 2103/2017. (XII. 28.) Korm. határozat A Gazdaságfejlesztési és Innovációs Operatív Program módosításáról
- 2104/2017. (XII. 28.) Korm. határozat A Dealogic Hungary Korlátolt Felelősségű Társaság átlátható szervezetté történő minősítéséről
- 2105/2017. (XII. 28.) Korm. határozat Az NFP Nemzeti Fejlesztési Programiroda Nonprofit Korlátolt Felelősségű Társaság, valamint az NFSI Nemzeti Fejlesztési és Stratégiai Intézet Nonprofit Korlátolt Felelősségű Társaság, továbbá a közreműködésükkel megvalósuló projektek finanszírozásáról
- 2106/2017. (XII. 28.) Korm. határozat Az Integrált Közlekedésfejlesztési Operatív Program keretében megvalósítani tervezett, a Budapest, Rákos és Hatvan állomások közötti vasúti vonalszakaszt érintő projektek forrásszerkezetének módosításával összefüggésben egyes kormányhatározatok módosításáról
- 2107/2017. (XII. 28.) Korm. határozat A GINOP-7.1.6-16-2017-00005 azonosító számú („Tokaj-hegyaljai történelmi borvidék kultúrtáj világörökségi helyszíneinek fejlesztése” című), hárommilliárd forintot meghaladó támogatási igényű projektjavaslat támogatásához történő hozzájárulásról
- 2108/2017. (XII. 28.) Korm. határozat A KEHOP-2.1.4-15-2016-00003 azonosító számú („Az Észak-Magyarországi Régió településein élő lakosság egészséges ivóvízzel való ellátásának biztosítása” című) projekt támogatásának növeléséről, valamint a Környezeti és Energiahatékonysági Operatív Program éves fejlesztési keretének megállapításáról szóló 1084/2016. (II. 29.) Korm. határozat módosításáról
- 2109/2017. (XII. 28.) Korm. határozat A KEHOP-3.2.1-15-2016-00003 azonosító számú („Vértesalja Hulladékgazdálkodási Projekt” című) projekt műszaki tartalmának csökkentéséről és finanszírozási szerkezetének módosításáról
- 2110/2017. (XII. 28.) Korm. határozat A Hortobágyi Halgazdaság Zártkörűen Működő Részvénytársasággal összefüggésben gazdaságfejlesztést célzó projekt megvalósítására irányuló felhívásra az „A Hortobágyi Halgazdaság Zrt. egyedi extenzív haltermelési technológiája által kialakított és fenntartott természetvédelmi értékek és környezetvédelmi szolgáltatások támogatása” című támogatási kérelem benyújtásához történő hozzájárulásról
- 2111/2017. (XII. 28.) Korm. határozat A Versenyképes Közép-Magyarország Operatív Program éves fejlesztési keretének megállapításáról szóló 1011/2016. (I. 20.) Korm. határozat módosításáról
- 2112/2017. (XII. 28.) Korm. határozat Az AUTÓ UNIVERZÁL Járműjavító Szolgáltató, Kereskedelmi Korlátolt Felelősségű Társasággal összefüggésben a GINOP-6.1.5-17 azonosító számú („Munkahelyi képzések támogatása nagyvállalatok munkavállalói számára” című) gazdaságfejlesztést célzó projekt megvalósítására irányuló felhívásra támogatási kérelem benyújtásához történő hozzájárulásról
- 2113/2017. (XII. 28.) Korm. határozat A Szent István Egyetemmel és a GAK Oktató, Kutató és Innovációs Nonprofit Közhasznú Korlátolt Felelősségű Társasággal összefüggésben a VP3-16.1.1-4.1.5-4.2.1-4.2.2-8.1.1-8.2.1-8.3.1-8.5.1-8.5.2-8.6.1-17 azonosító számú („Innovációs operatív csoportok létrehozása és az innovatív projekt megvalósításához szükséges beruházás támogatása” című), gazdaságfejlesztést célzó projekt megvalósítására irányuló felhívásra támogatási kérelmek benyújtásához történő hozzájárulásról
- 2114/2017. (XII. 28.) Korm. határozat A Vidékfejlesztési Program éves fejlesztési keretének megállapításáról szóló 1248/2016. (V. 18.) Korm. határozat módosításáról
- 2115/2017. (XII. 28.) Korm. határozat A Drávaszög közlekedési infrastrukturális fejlesztéseiről
- 2116/2017. (XII. 28.) Korm. határozat A Klebelsberg Képzési Ösztöndíj Program kibővítéséről és finanszírozásának biztosításáról
- 2117/2017. (XII. 28.) Korm. határozat Az ukrajnai eredetű felső-tiszai kommunális hulladék kezelésére irányuló beruházás tervezéséhez szükséges költségvetési forrás biztosításáról
- 2118/2017. (XII. 28.) Korm. határozat Mátraverebély-Szentkút Nemzeti Kegyhely turisztikai fejlesztésének előkészítéséhez szükséges forrás biztosításáról
- 2119/2017. (XII. 28.) Korm. határozat A Magyarországi Zsidó Hitközségek Szövetsége Szeretetkórház fejlesztéséről, valamint az ehhez szükséges források biztosításáról
- 2120/2017. (XII. 28.) Korm. határozat A Kárpátok-Alpok Zártkörűen Működő Részvénytársaság részére történő forrásbiztosításról
- 2121/2017. (XII. 28.) Korm. határozat A Tour de Hongrie nemzeti kerékpáros körverseny évenkénti megrendezése és hosszútávú fejlődésének biztosítása érdekében szükséges kormányzati intézkedésekről szóló 1842/2016. (XII. 23.) Korm. határozat módosításáról
- 2122/2017. (XII. 29.) Korm. határozat A családi otthonteremtési kedvezmény igénybevételének jelentős egyszerűsítéséhez szükséges kormányzati intézkedésekről
- 2123/2017. (XII. 29.) Korm. határozat A hazai orvostechnológiai ipar fejlesztéséről
- 2124/2017. (XII. 29.) Korm. határozat A Czeglédy-ügy károsultjainak rendkívüli állami kárrendezéséről
- 2125/2017. (XII. 29.) Korm. határozat A magyarországi napelemes beruházások fejlesztéséhez szükséges intézkedésekről
- 2126/2017. (XII. 29.) Korm. határozat A Magyar Gáz Tranzit Zártkörűen Működő Részvénytársaság üzletágának és állami tulajdonú részesedésének értékesítéséről
- 2127/2017. (XII. 29.) Korm. határozat Az egyes európai uniós beruházásokkal kapcsolatos európai ügynökségi zárójelentésről
- 2128/2017. (XII. 29.) Korm. határozat A Kormányzati Rejtjelzett Gerinchálózat létrehozásáról
- 2129/2017. (XII. 29.) Korm. határozat A helyközi autóbuszos személyszállítási közszolgáltatások ellátását biztosító regionális közlekedési központok és a Volánbusz Zrt. 2017. évi finanszírozásáról
- 2130/2017. (XII. 29.) Korm. határozat A magyar–ukrán határtérség közlekedési infrastrukturális fejlesztéseiről
- 2131/2017. (XII. 29.) Korm. határozat A 2020. évi Dubaji Világkiállításon történő magyar megjelenés előzetes tematikájáról és a részvételhez szükséges előkészítő feladatokhoz kapcsolódó működési és finanszírozási feltételek megteremtéséről
- 2132/2017. (XII. 29.) Korm. határozat A mező- és erdőgazdasági földek forgalmáról szóló 2013. évi CXXII. törvény 35. § (6) bekezdése szerinti sikertelen végrehajtási eljárások nyomán keletkezett állami földvásárlási kényszer teljesítéséhez 2017. évben szükséges forrás biztosításáról
- 2133/2017. (XII. 29.) Korm. határozat A Belváros-Lipótvárosi Sportközpont és Tanuszoda megvalósításához szükséges forrás biztosításáról
- 2134/2017. (XII. 29.) Korm. határozat	A Lenti Termálfürdő és Szent György Energiapark előkészítéséhez szükséges forrás biztosításáról
- 2135/2017. (XII. 29.) Korm. határozat A Budapesti Nemzeti Tornasport-akadémia és egyéb kiegészítő sportági létesítmények megvalósításához szükséges intézkedésekről, valamint a beruházás előkészítésének a Beruházás Előkészítési Alapból történő támogatásáról
- 2136/2017. (XII. 29.) Korm. határozat Az Antall József Politika- és Társadalomtudományi Tudásközpont Alapítvány programjainak és célkitűzéseinek támogatása érdekében történő forrás biztosításáról
- 2137/2017. (XII. 29.) Korm. határozat A Nemzeti Hauszmann Terv keretében a Lovarda út és a Hunyadi udvar közötti rámpa, valamint a Várgarázs II. és istálló beruházásához szükséges további források biztosításáról
- 2138/2017. (XII. 29.) Korm. határozat Egy nyíregyházi multifunkcionális motorsport aréna megvalósítása érdekében szükséges intézkedésekről
- 2139/2017. (XII. 29.) Korm. határozat A nagykereki Bocskai Várkastély és környezete további hasznosítását megalapozó rekonstrukció támogatásáról
- 2140/2017. (XII. 29.) Korm. határozat Az Erdélyi Kulturális Közösségi Mintaprogram támogatásáról
- 2141/2017. (XII. 29.) Korm. határozat A sepsikőröspataki Kálnoky-kastély fejlesztéséhez szükséges forrás biztosításáról
- 2142/2017. (XII. 29.) Korm. határozat A Tatabánya Megyei Jogú Város külterületén fekvő földrészletek beruházási célterületté nyilvánításáról
- 2143/2017. (XII. 29.) Korm. határozat Egyes egyházi, önkormányzati, illetve egyéb fejlesztésekre irányuló kormányhatározatok módosításáról
- 2144/2017. (XII. 29.) Korm. határozat A Makovecz Imre életművének gondozásával összefüggésben szükséges további intézkedésekről, valamint a Makovecz Imre életművének gondozásáról szóló 2022/2015. (XII. 29.) Korm. határozat végrehajtásával összefüggő egyes intézkedésekről szóló 1748/2017. (X. 25.) Korm. határozat módosításáról
- 2145/2017. (XII. 29.) Korm. határozat A Normafa Park program folytatásával összefüggő teendőkről, valamint a Normafa Park történelmi sportterület megvalósításához szükséges intézkedésekről szóló 1507/2016. (IX. 21.) Korm. határozat módosításáról
- 2146/2017. (XII. 29.) Korm. határozat A kárpátaljai magyar színészek, médiamunkatársak, közművelődési és könyvtári dolgozók támogatásáról és az önkormányzati dolgozók szakmai fejlődésének elősegítéséről szóló 1641/2016. (XI. 17.) Korm. határozat módosításáról
- 2147/2017. (XII. 29.) Korm. határozat Az Aleppói Görögkatolikus Érsekség oktatási fejlesztésének támogatásáról
- 2148/2017. (XII. 29.) Korm. határozat A Kékes aktív kikapcsolódást szolgáló, turisztikai és sportcélú fejlesztési Programjának elkészítéséről és a sátoraljaújhelyi Zemplén Kalandpark négyévszakos fejlesztéséről

## Európai Unió
- Az Európai Unió 2017. évi jogalkotási prioritásai